# Sculpture hellénistique
Sauf précision contraire, les dates de cet article sont sous-entendues « avant l'ère commune » (AEC), c'est-à-dire « avant Jésus-Christ ».

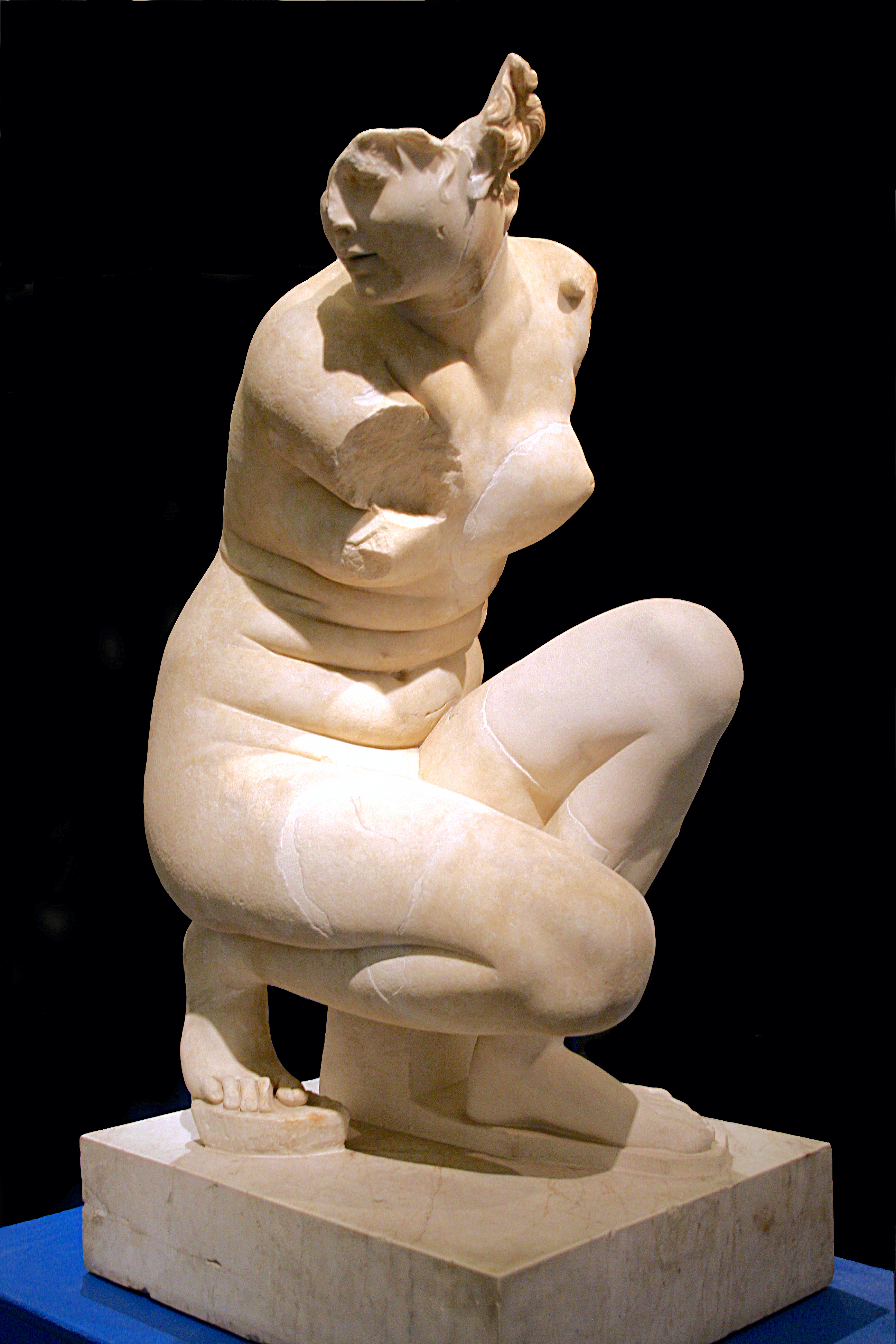
Aphrodite accroupie. Découverte dans la Villa d'Hadrien. Palazzo Massimo alle Terme. Marbre, H. 1.06 m. Réplique romaine d'une statue originale hellénistique de la seconde moitié du IIIe siècle avant l'ère commune.

La sculpture hellénistique a été produite depuis la mort d'Alexandre le Grand, en 323, jusqu'à la conquête de l'Égypte par les Romains en 30 et au règne d'Auguste en 27 avant l'ère commune, même un peu au-delà. Les sculptures exécutées au cours de cette période se trouvent donc à la charnière où la sculpture grecque classique rejoint celle de Rome. La sculpture grecque antique se métamorphose au fil de générations qui s'imposent dans cet espace immense, celui hérité de l'empire d'Alexandre le Grand, puis se mêlent avec des cultures millénaires mais aussi avec des populations nouvellement arrivées, comme celles venues des steppes.
La sculpture hellénistique est donc particulièrement variée et complexe. Cette richesse, le fait, aussi, qu'elle ait été copiée ou utilisée comme référence par les Romains a donné d'innombrables modèles pour des siècles de sculpture occidentale.

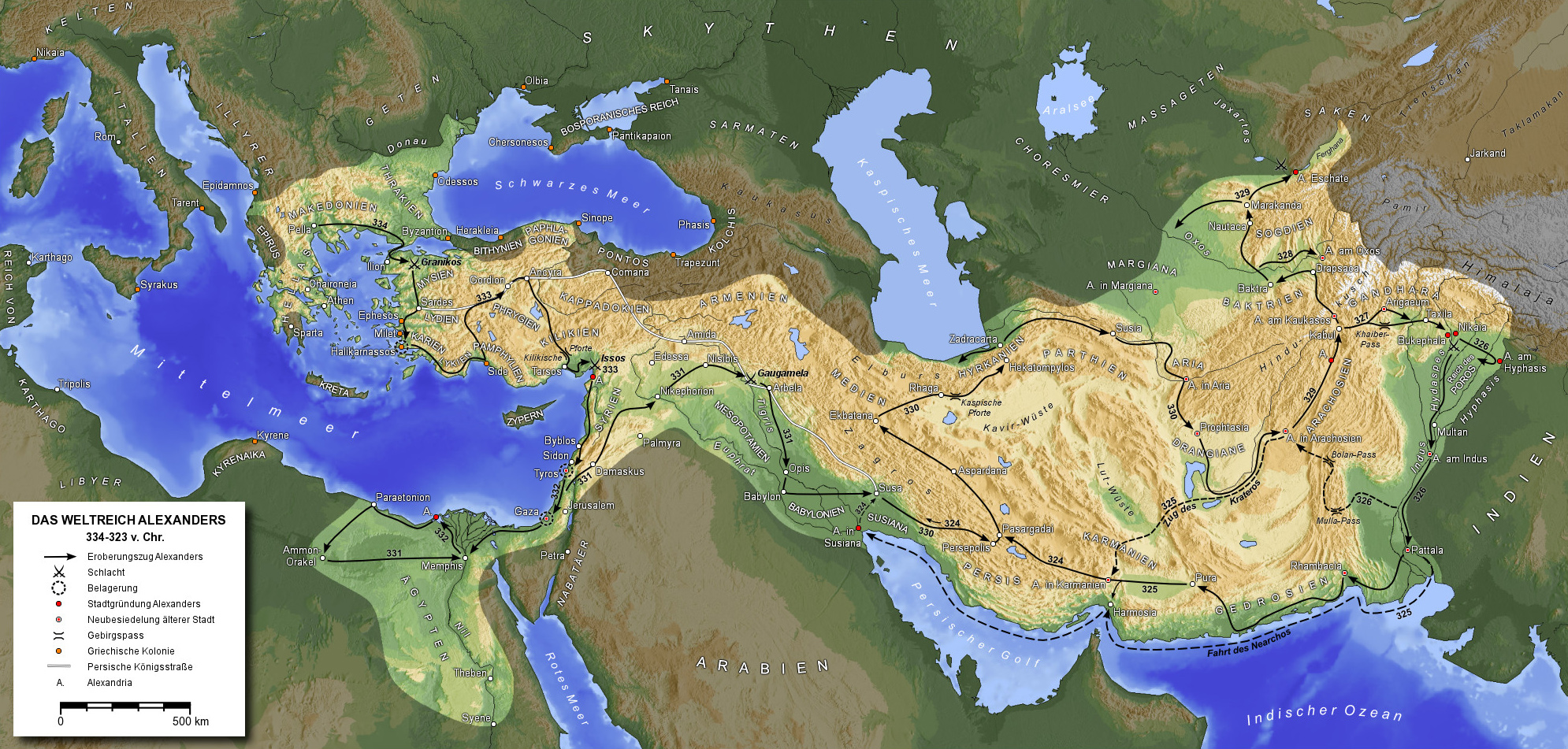
Le monde hellénistique à la mort d’Alexandre le Grand.

## Vue d'ensemble
Dans la présentation de l'exposition « Le Corps et l’Âme. De Donatello à Michel-Ange », les conservateurs du Musée du Louvre ont eu cette expression pour évoquer les sculptures de la Renaissance en Italie : « la force et l’exaspération des mouvements du corps, inspirées des modèles antiques ». La sculpture hellénistique avec la sculpture réalisée pour des romains par des sculpteurs hellénistiques, et les copies réalisées ensuite ont été, en effet, découvertes à Rome aux XVe – XVIe siècle, alors que la sculpture grecque classique était encore ignorée. Elles ont eu, alors, un impact considérable sur la culture occidentale.

Détails
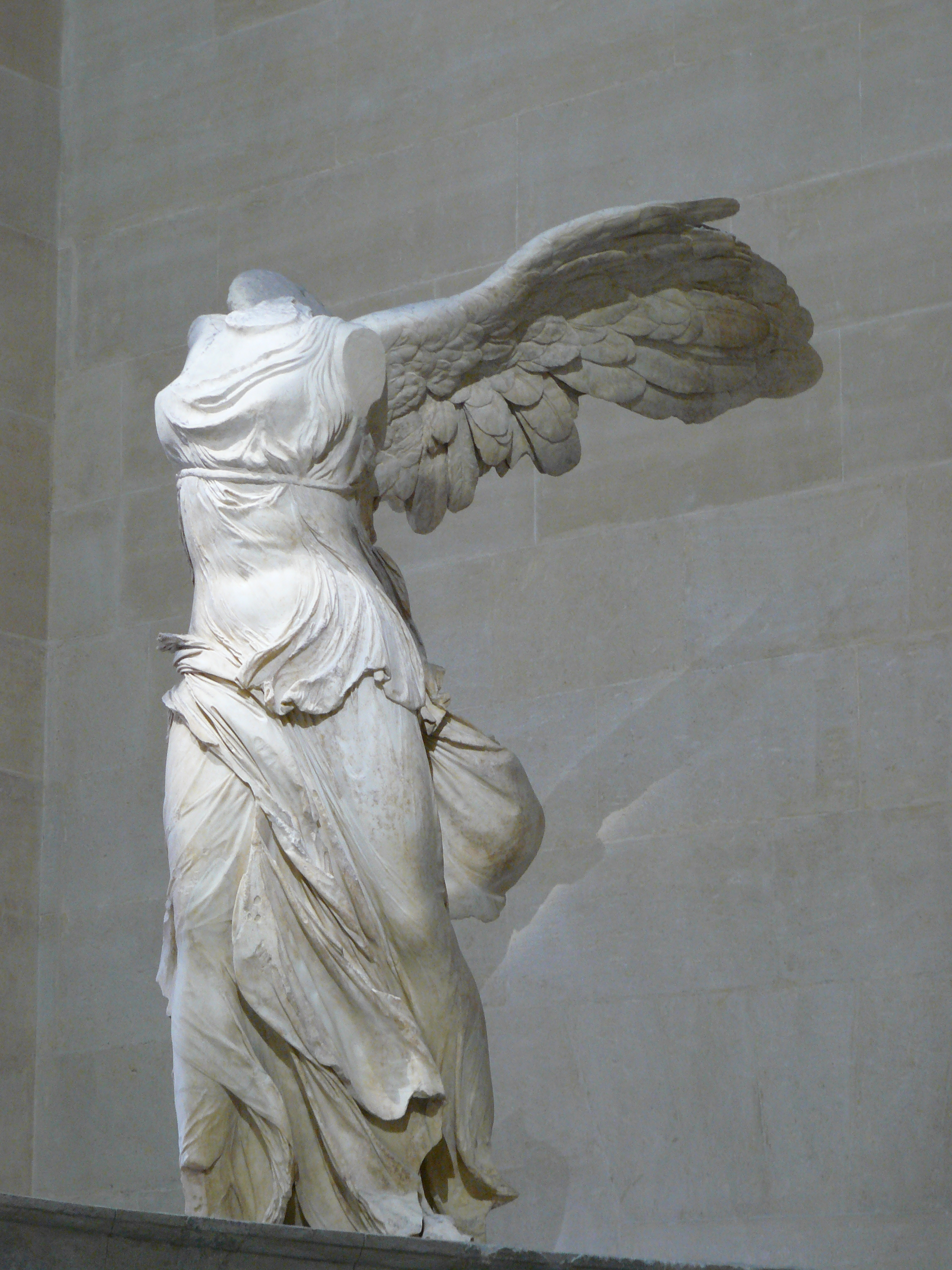
La tunique de la divinité est plaquée sur son corps par l'air marin. Victoire de Samothrace. Vers 200 avant notre ère (200 AEC). Découverte en 1863. Musée du Louvre
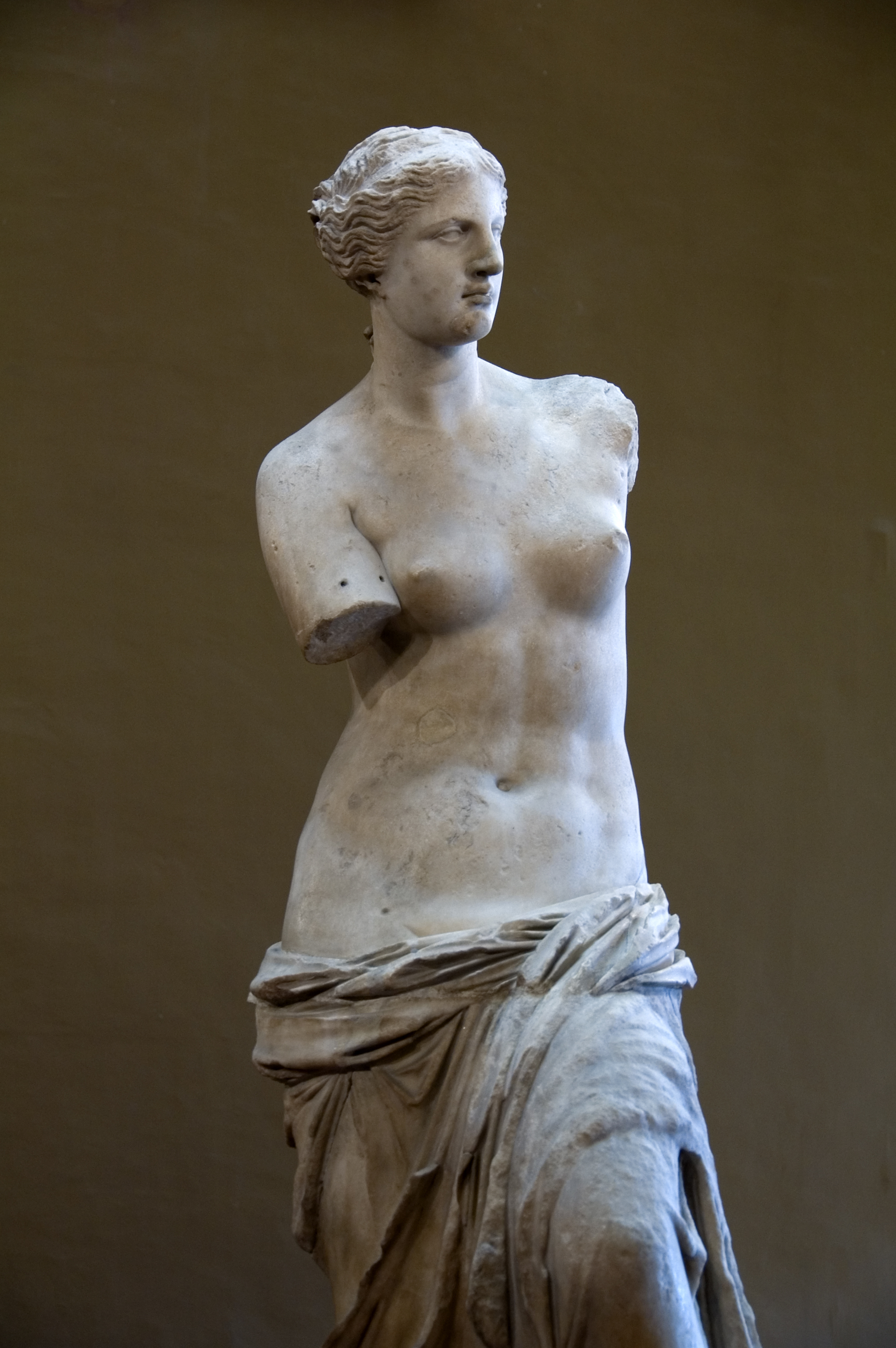
Vénus de Milo (Aphrodite). Fin du IIe siècle avant notre ère (vers 100 AEC). Découverte en 1820. Musée du Louvre
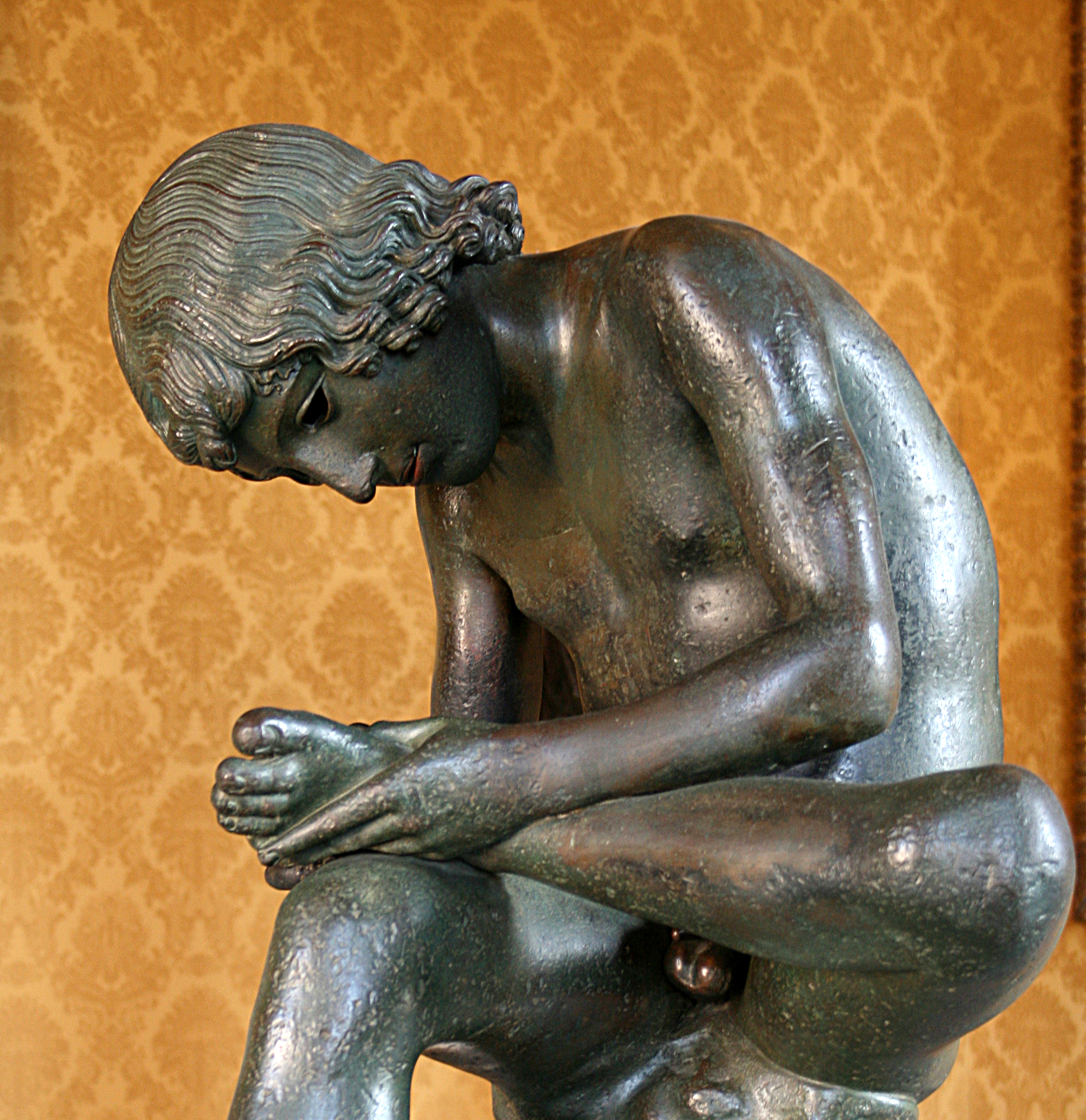
Le Tireur d'épine. Bronze, lèvres: cuivre rouge, H. 73 cm. 100-50 AEC. Provient : palais du Latran, don en 1471 du pape Sixte IV. Palazzo Massimo alle Terme
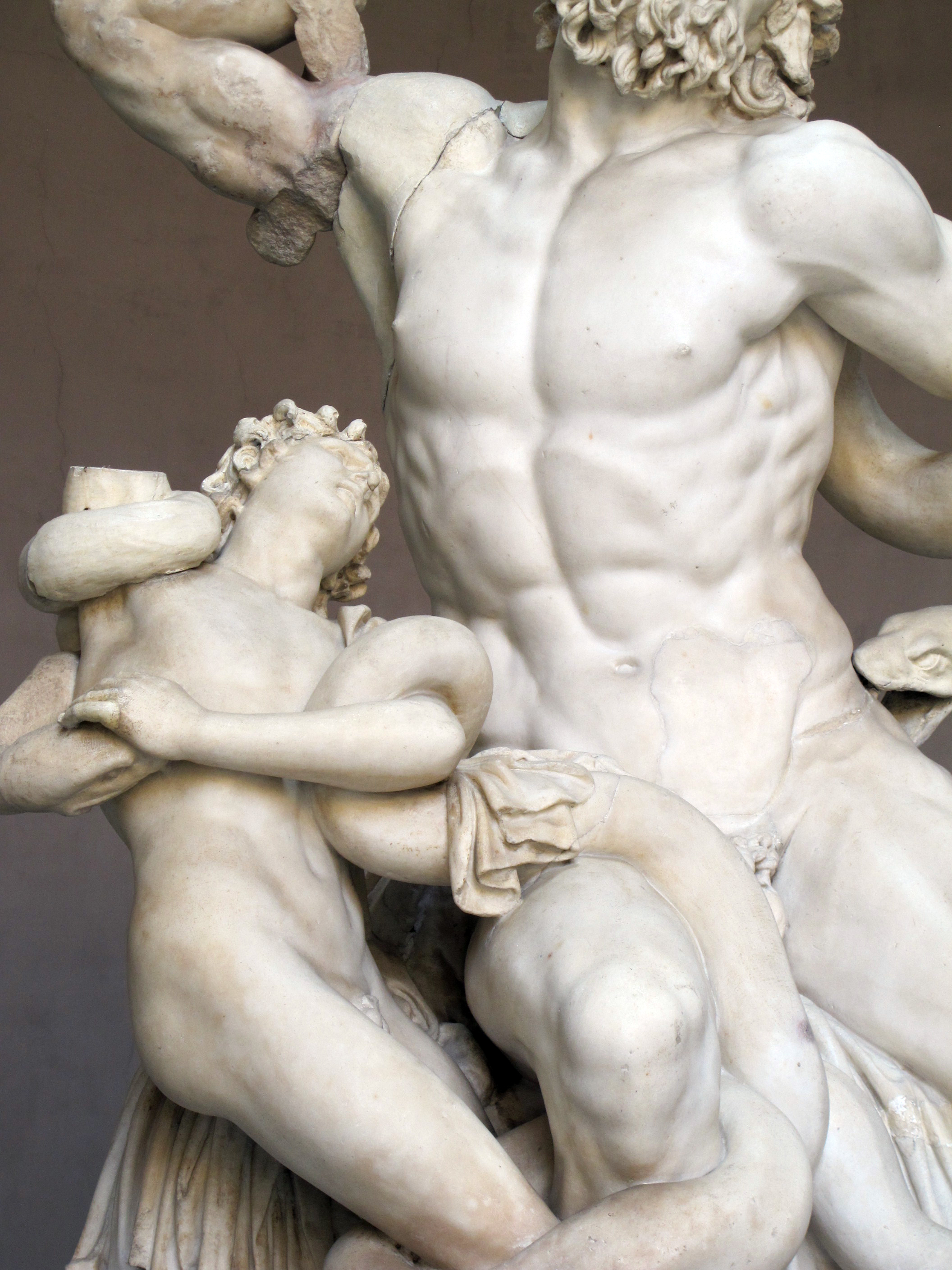
Groupe du Laocoon étouffé par un serpent géant. Vers 40 AEC. Étudié par Michel-Ange lors de sa découverte en 1506. Musée Pio-Clementino, cité du Vatican
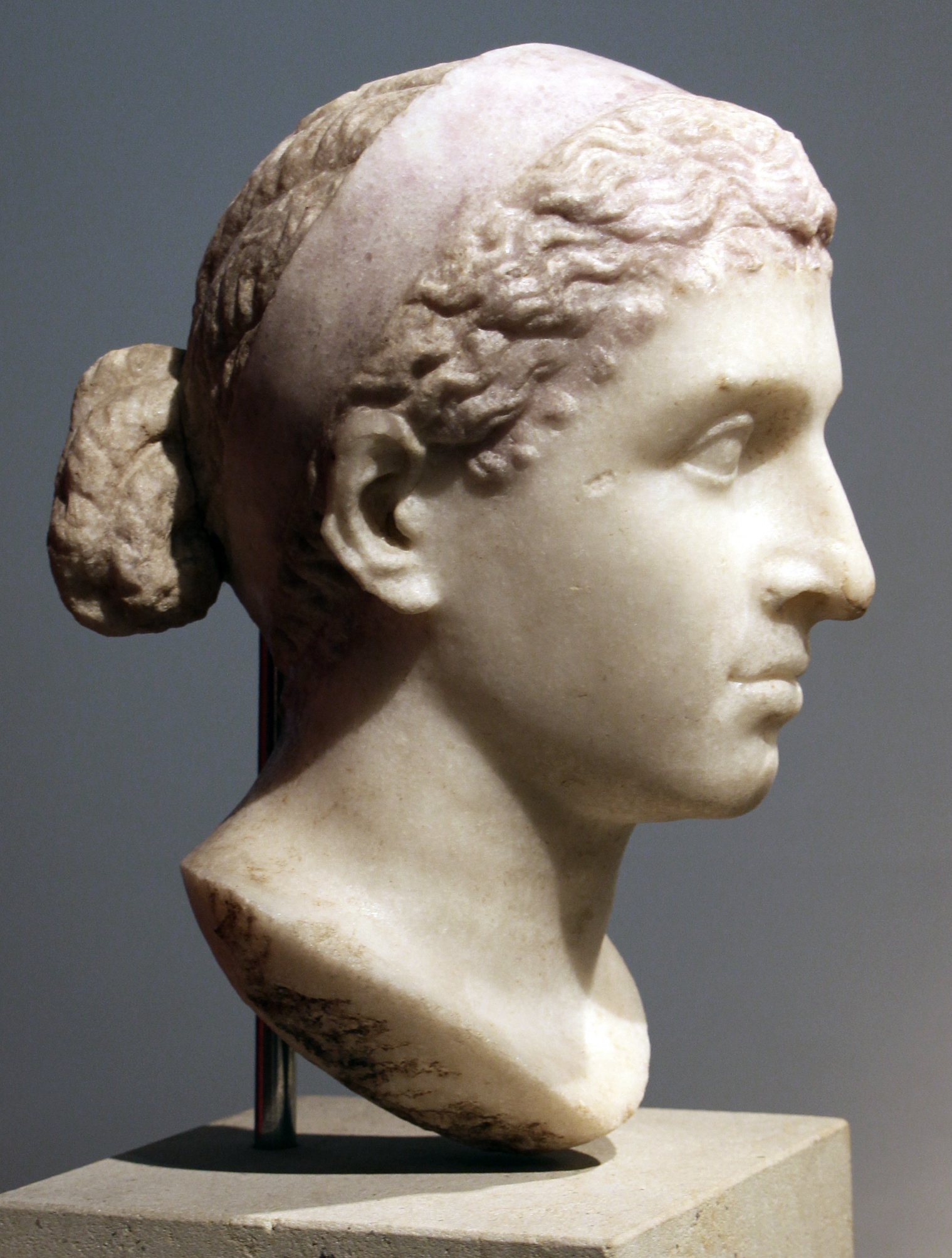
Portrait de Cléopâtre issu d'une statue (perdue) de la reine, de taille naturelle. Règne 40-30 AEC. Trace de violet sur le diadème. Découverte inconnue. Altes Museum, Berlin.

Les sculptures qui nous sont parvenues avaient une fonction qui pouvait se rapporter à un culte, à la célébration d'un évènement ou d'une personne, être une monnaie, mais il pouvait s'agir aussi d'éléments décoratifs dans une demeure (comme les porteurs de flambeaux) ou bien dans un jardin, où elles pouvaient chercher à produire une surprise , etc. et, bien souvent, donner l'occasion de se faire valoir en en parlant. Lorsque l'on connaît précisément le lieu de la découverte, dans certains cas on peut partir de l'angle sous lequel la sculpture était visible et en déduire l'effet recherché, par exemple l'instant dans une histoire bien connue des Grecs et que l'on peut supposer. C'est une recherche de ce type qui est en cours à propos de la Vénus de Milo, découverte dans une exèdre (un abri bâti en pierre) mais après avoir été déplacée, car la base de la statue a été retaillée dans l'Antiquité.
Dans leur diversité la plupart des sculptures hellénistiques ont une origine difficile à localiser, les matériaux comme les sculpteurs se déplacent à cette époque. Il n'y a souvent plus de tradition locale. Ensuite, sous la domination romaine, des sculpteurs, bien souvent itinérants, réaliseront des copies, mais qui pourraient être des variations, voire obtenues en assemblant des éléments moulés sur les originaux classiques ou hellénistiques. Ces originaux ont, aujourd'hui, disparu et ils ne peuvent être qu'approximativement imaginés et situés dans le temps.
Les styles de cette période se distinguent par les nombreuses références à la sculpture classique. D'ailleurs les sculpteurs opèrent souvent des assemblages de formes empruntées à la sculpture classique — la pose d'un corps par exemple — et réalisent des compositions nouvelles, souvent plus expressives, plus sensuelles qu'auparavant. Les emprunts s'étendent aussi à des périodes bien plus anciennes, archaïques et à des styles étrangers. Enfin, la demande des commanditaires — rois ou personnes célèbres — exige, surtout pour les portraits domestiques, mais aussi pour les portraits honorifiques, un naturalisme détaillé, réaliste, qui existait précédemment, au IVe siècle et dans la seconde moitié du Ve siècle, mais beaucoup moins souvent.
Si l'image de la femme évolue peu, d'autres sujets prennent un nouvel aspect. Le portrait, en particulier celui des rois — un sujet qui n'existait pas dans les cités grecques mais dans le royaume de Macédoine au IVe siècle — fait usage d'un naturalisme (une représentation exacte du visible) qui retrouve l'individu singulier de chacun d'entre eux. Le naturalisme s'applique aussi, à cette période, à des corps disgracieux et à des animaux. Par ailleurs, le goût que les rois, les puissants et les riches romains, avaient pour les références à leur propre histoire et aux grands textes de leur culture, favorise la production d'œuvres nouvelles, parfois colossales et qui placent leur présent dans la perspective glorieuse du passé. Leurs commandes concernent aussi des copies d'œuvres anciennes, celles-ci n'étant, d'ailleurs, jamais à l'identique. Toutes ces dernières réalisations répondent en grande partie à la demande romaine ; un marché de la copie d'art qui se crée à cette époque.
Les recherches ont parfois permis de retrouver le contexte de certaines sculptures, en s'appuyant sur les bases dédiées par une inscription où l'étude du tracé des lettres - en paléographie - permet une datation approchée. Par contre, pour prendre un exemple précis, la Vénus de Milo était placée, lors de sa découverte, dans un contexte qui pourrait n'avoir aucun rapport avec le contexte originel. Tandis que le contexte de la Victoire de Samothrace est mieux connu. Chaque fois ce contexte nous éclaire sur l'usage et le sens de ces sculptures pour leurs contemporains antiques.
Quant aux procédés de sculpture, révélés par les travaux des restauratrices et restaurateurs d'aujourd'hui, ils évoluent : les marbres en plusieurs parties assemblées par mortaise et goujon sont une nouveauté d'une extrême complexité parfois. Les sculptures en bronze continuaient d'être traitées avec des ajouts de métaux de différentes couleurs. Le marbre était encore peint ou/et doré - la recherche actuelle découvre, en particulier à Délos, une couche de préparation au blanc de plomb (éventuellement laissé comme couleur définitive) sur un marbre lisse (pour les chairs) ou râpé (pour les tissus), puis des couleurs ont été passées, pures, et plus ou moins diluées ou superposées. C'était un véritable « chatoiement de couleurs vives ». Mais on n'en connait pas le liant. L'or, à la feuille, pouvait couvrir les chairs, le drapé étant plus ou moins intégralement coloré. Les statues chryséléphantines en bois, marbre, bronze, pierres dures pouvaient être recouvertes de tissus brodés, d'ivoire et d'or comme à l'époque classique. Leur entretien restait identique : par l'huile pour les métaux et l'ivoire ou avec l'aide de bassins et l'aspersion d'eau pour les statues chryséléphantines.
La sculpture hellénistique traverse trois périodes politiques : celle des Diadoques (323-270), puis celle des royaumes bien établis (270-150) et enfin sous l'influence grandissante de Rome (150-30). Mais l'art ne semble pas se plier à cette périodisation : les particularités de l'art hellénistique apparaissent avant, dans la sculpture classique, surtout dans sa phase finale, et d'autres se sont poursuivies bien après, aussi bien à Rome qu'en Grèce Orientale comme la « Mort de Laocoon et ses fils », réalisée à l'époque romaine par un sculpteur grec.
La sculpture hellénistique constitue une référence centrale dans toute l'histoire de la sculpture occidentale depuis la Rome antique. Mais elle a longtemps été pensée comme si elle avait été, dès l'origine, en marbre et d'un blanc immaculé. La réalité a été bien plus complexe, comme on vient de le voir. Aujourd'hui, les questions que pose la période hellénistique dans le domaine artistique, sont particulièrement complexes sur ces territoires très étendus, entre monde grec, monde romain et marges orientales, jusqu'aux berges de l'Indus,.

## Héritage classique, nouveautés

### Monuments

Nouvelles prouesses et célébrations de victoires. Problèmes d'interprétation aussi.
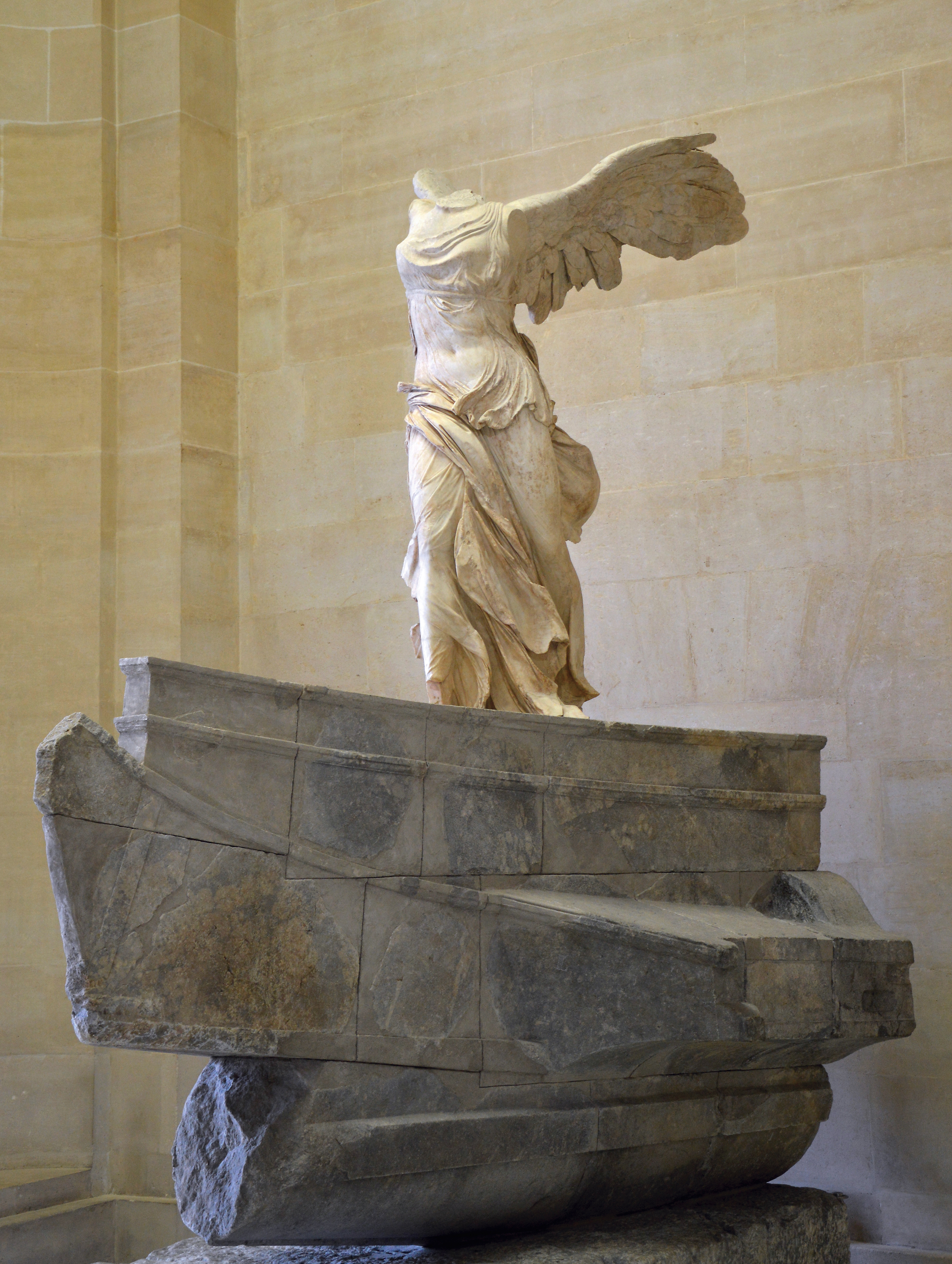
La Victoire de Samothrace et sa base. Marbre de Paros, H. 2,45 m. Vers 200 / 175 ?[19]. Louvre
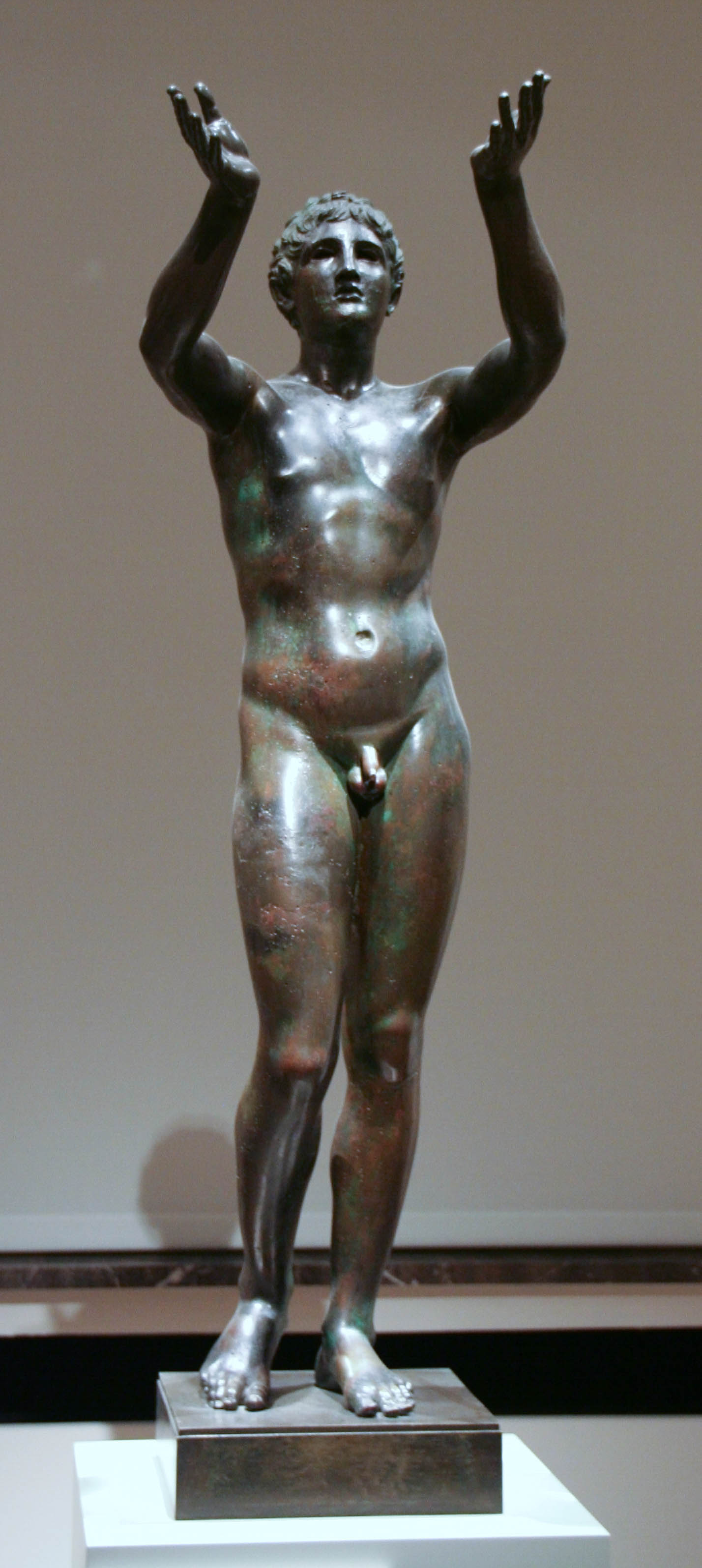
Jeune garçon[20]. Bronze original, H. 1,28 m. Rhodes, v. 300, école de Lysippe. Altes Museum
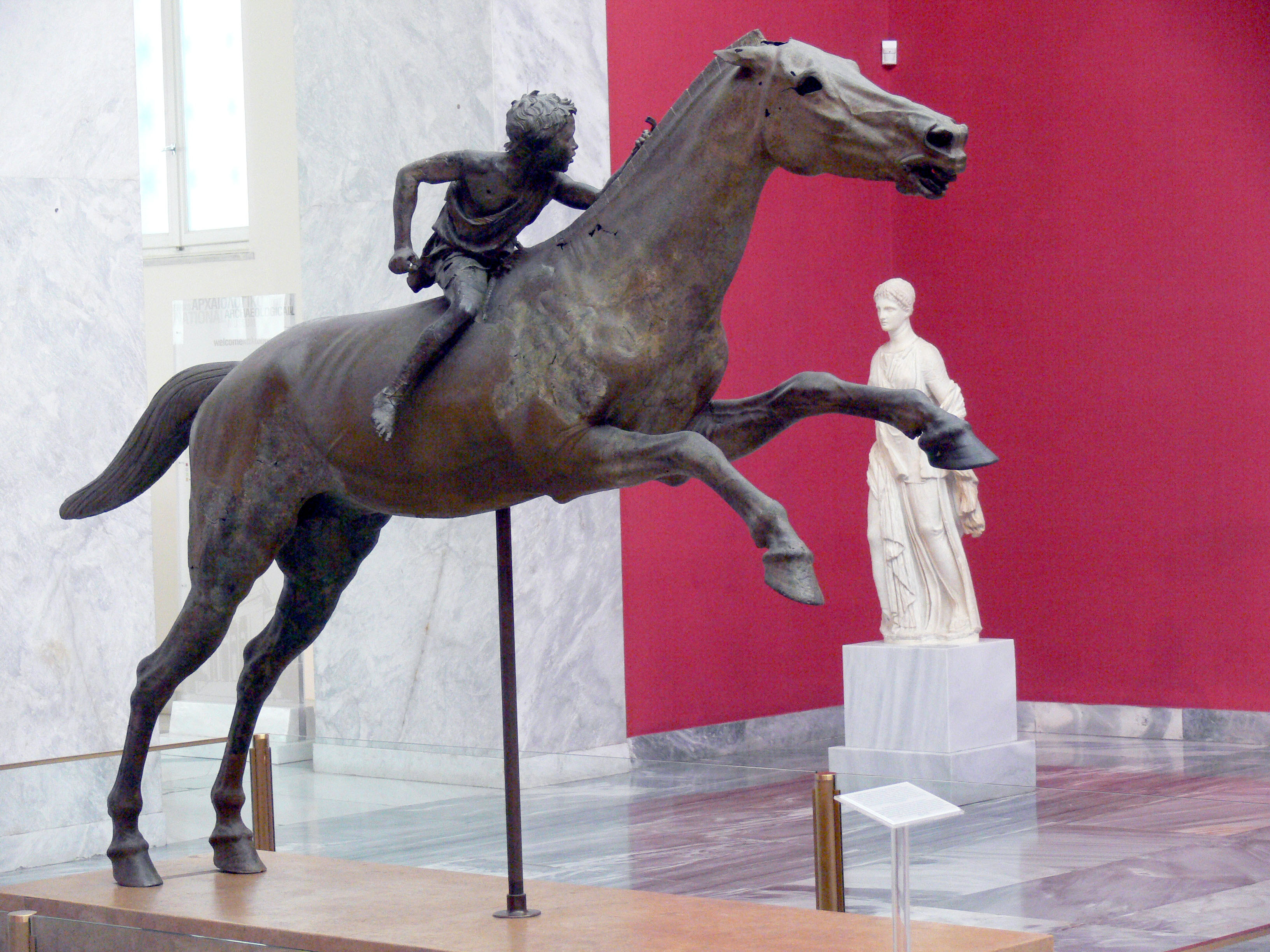
Jockey de l'Artémision. Bronze. H. 2,05 m. Début du IIe siècle (?). MNArch Athènes
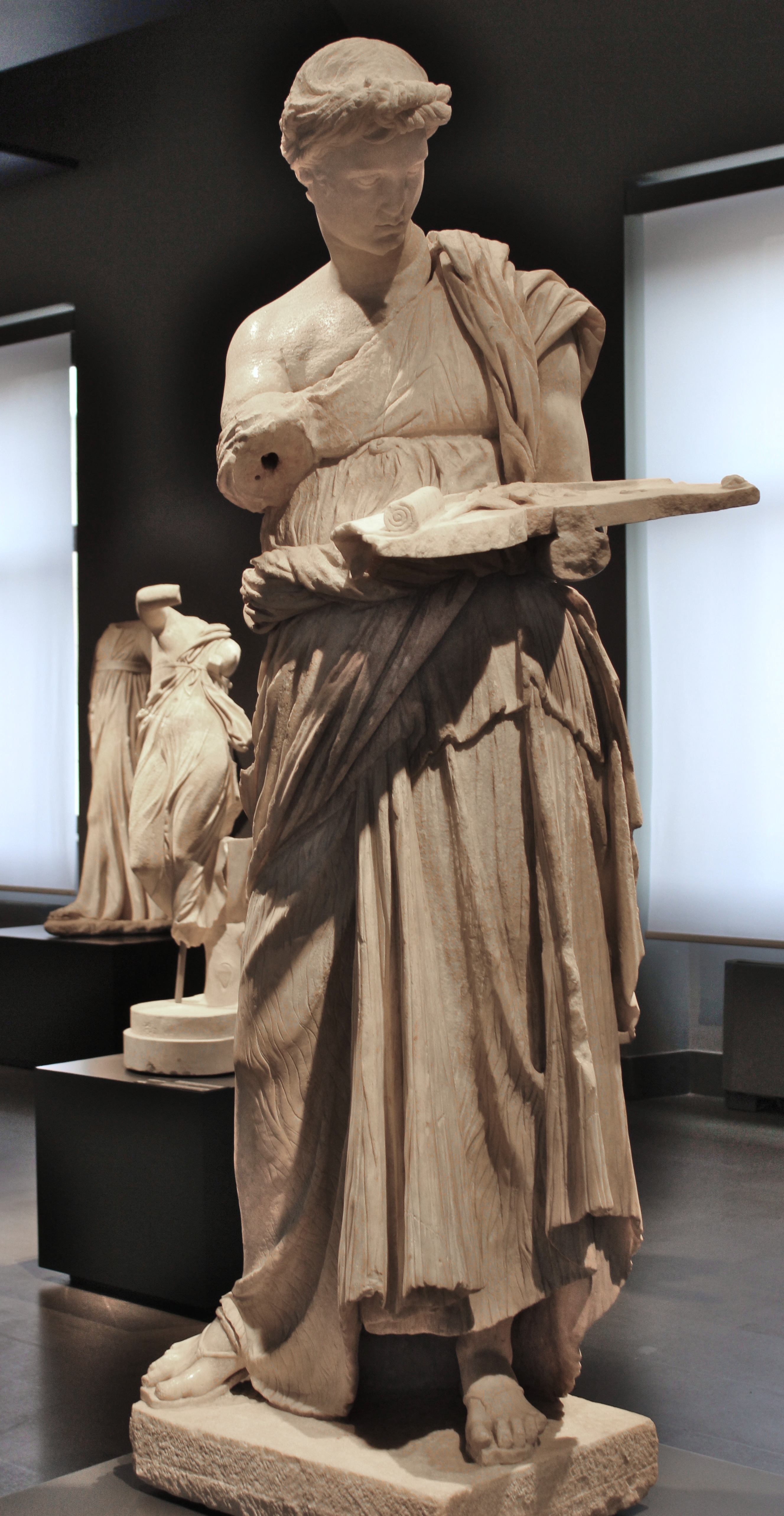
« Jeune fille d'Anzio »Copie/original v. 170 ?  marbre H. 1,74 m. Palazzo Massimo alle Terme[N 7]
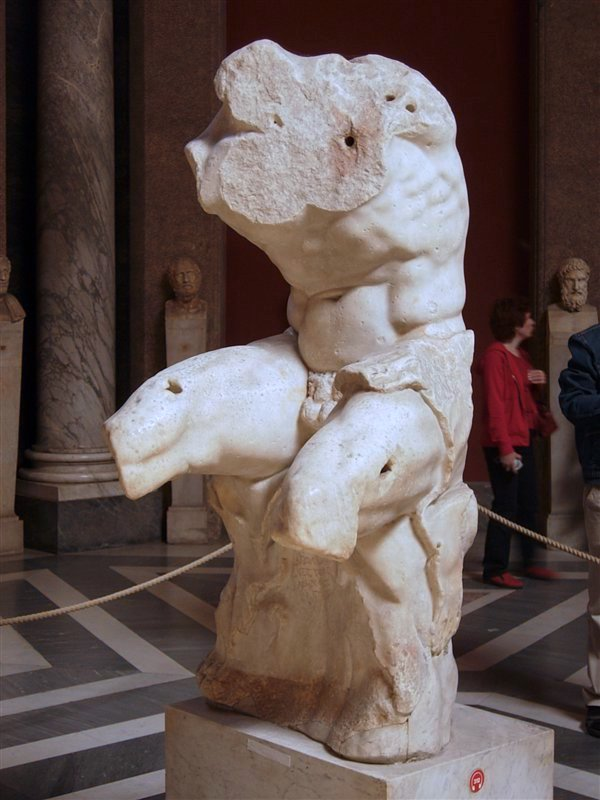
« Torse du Belvédère » assis sur une peau de panthère, (Ier siècle ?). Marbre, H. 1,59 m.
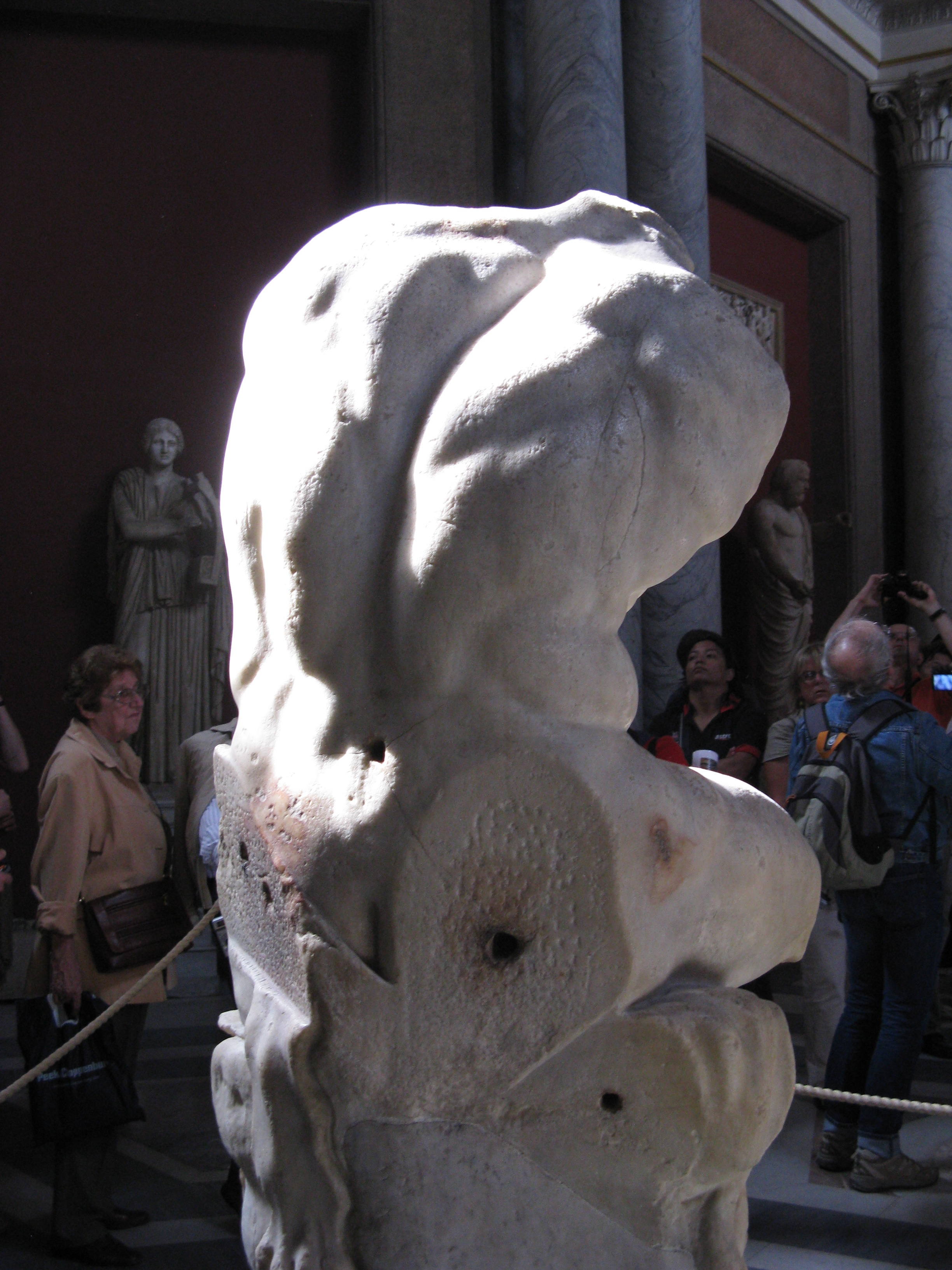
Idem. Dos [22]. Musée Pio-Clementino
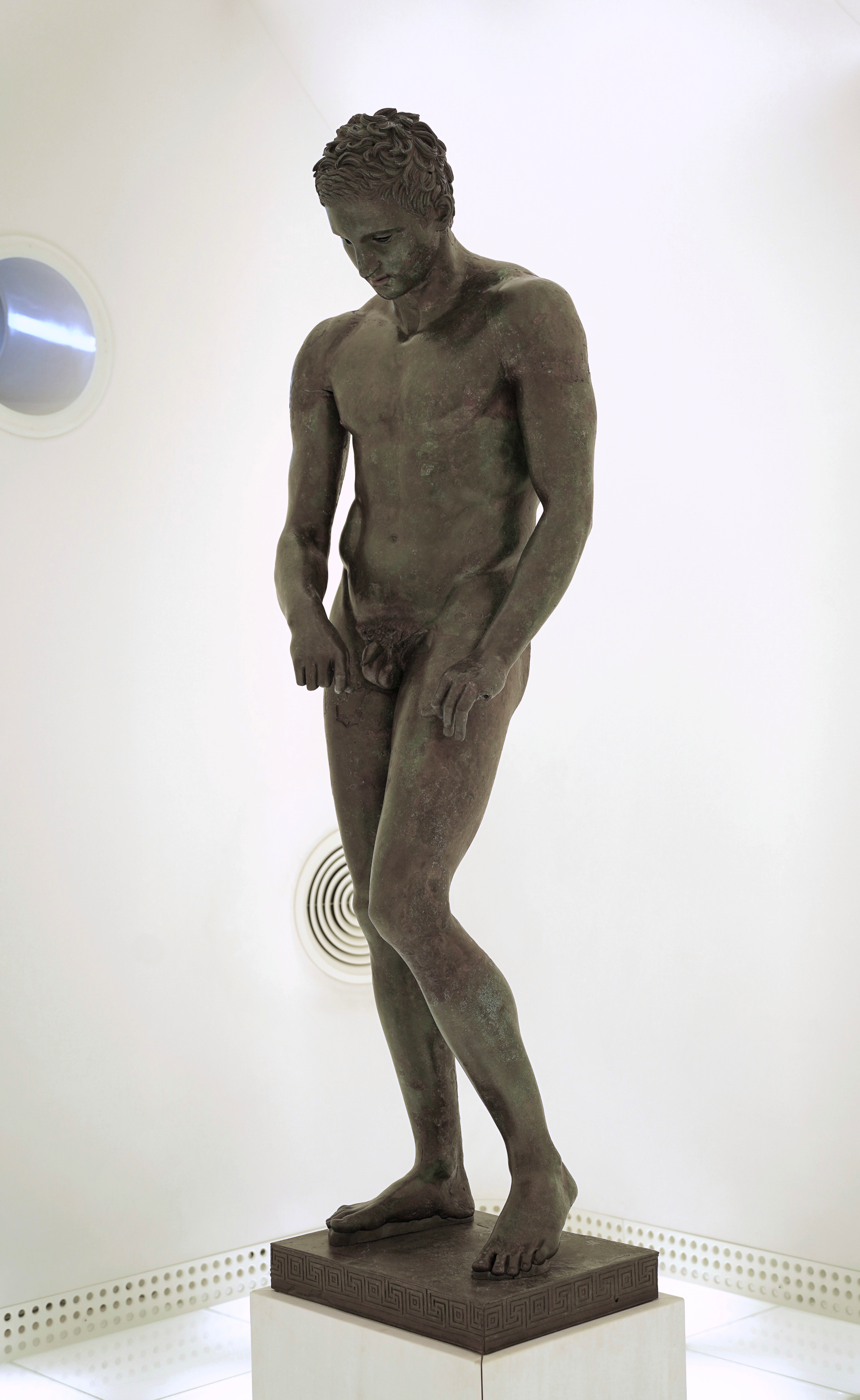
Apoxyomène de Croatie. Copie en bronze, H. 1,92 m. IIe ou Ier siècle (?)/ original non identifié, Lysippe ?[23],[24]. Musée de l'île de Lošinj
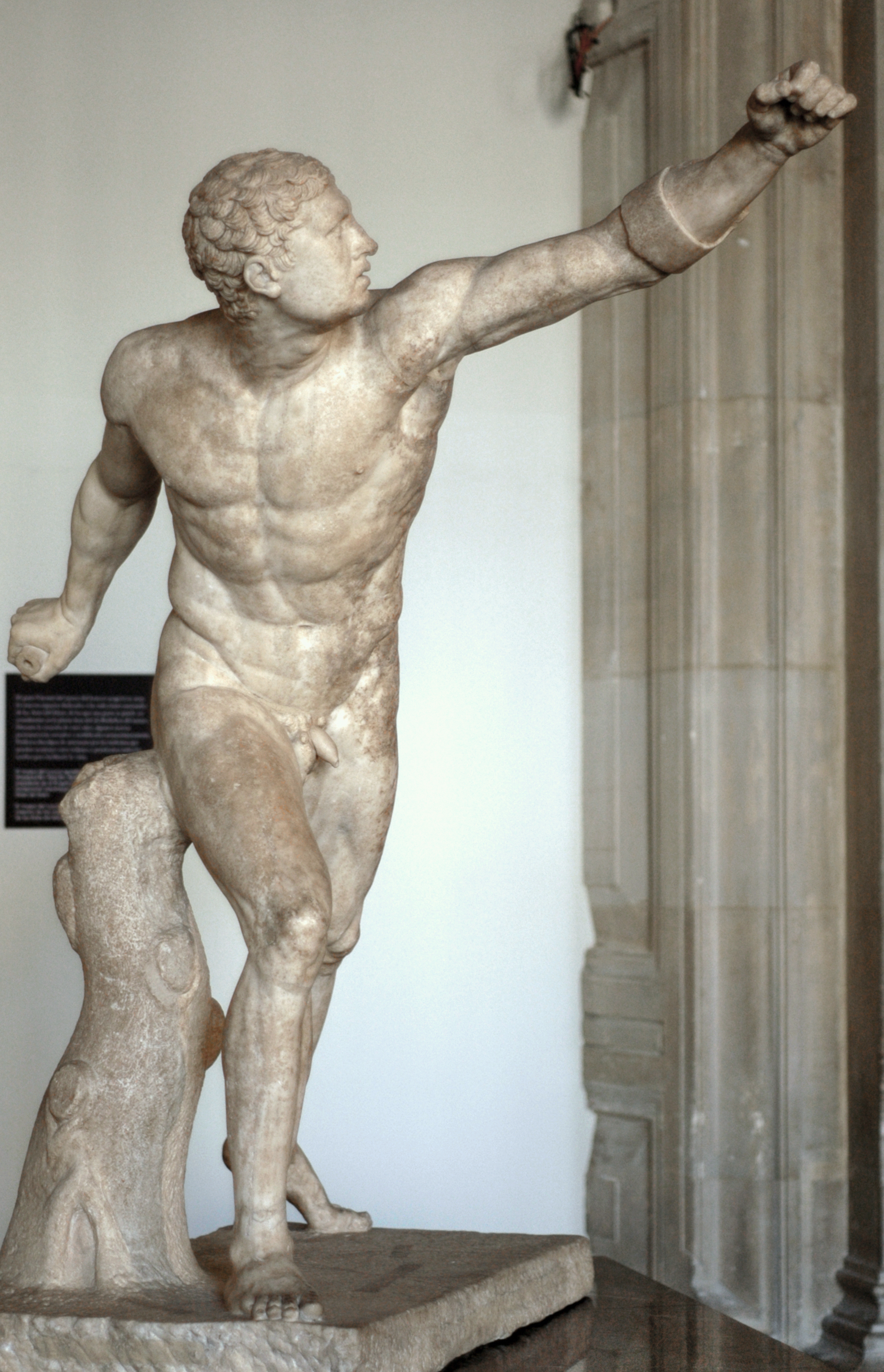
« Gladiateur Borghèse ». Aghasias d'Éphèse. Entre 100 et 60. Marbre, H. 1,69 m. Louvre[N 8]

L'héritage classique : il s'agissait, essentiellement pour les riches commanditaires et les sculpteurs, de conserver le prestige de la grande sculpture classique. Ils allaient reprendre les motifs les plus célèbres — par leur beauté, par l'intelligence du sujet, ou les prouesses les plus audacieuses — par exemple en terme d'équilibre, avec l'évocation d'un mouvement fugace dans une statue immobile pour l'éternité. La sculpture peut ainsi être perçue et construite mentalement comme une action suspendue,.
La Victoire de Samothrace est saisie dans ce type de mouvement fugace ; elle représente une Nikè, divinité associée à la victoire qu'elle apporte aux hommes. Ici, elle vole encore en se posant au sol, mais un pied seulement, sur la proue d'un bateau de guerre, dans le Sanctuaire des Grands Dieux de Samothrace. Elle est saisie dans l'instant qui apporte à la fois la victoire et l'émotion due à cette victoire - mais on ne sait pas de quelle victoire il s'agit,. C'était, au moins depuis l'époque classique, un défi à relever que de faire cet « atterrissage » en douceur d'une statue qui pèse moins de deux tonnes, en six blocs de marbre de Paros, sur un tel ensemble de vingt trois blocs de marbre de Rhodes, soit vingt sept tonnes et demi, pour en assurer la stabilité. Par ailleurs, cette figure reprend le motif classique de l'épaule dénudée et du « drapé mouillé » - bien plus bouillonnant à l'époque hellénistique - mouillé ici par les embruns, deux solutions qui évoquent le mouvement, l'air et l'eau. Autre emprunt à l'héritage grec, la ceinture placée haute et qui souligne les seins, solution esthétique venue tout droit de la fin du IVe siècle ; le manteau était souligné d'un galon bleu, d'autres traces de bleu ont été découvertes dans les plumes avec d'autres couleurs.
Le célèbre Torse du Belvédère, la taille colossale du personnage, sa musculature détaillée et singulièrement tendue en font une réalisation hors normes que Michel-Ange a étudiée avec la plus grande attention. Il s'en servit pour plusieurs figures de la Chapelle Sixtine, dont les Saint Barthélemy et Saint Simon de Cyrène du « Jugement Dernier ». Ce Torse a eu, avec d'autres corps hellénistiques similaires, un impact considérable sur l'image du corps masculin. On s'est aussi posé la question de la figure représentée par le Torse. Bien qu'il ne soit qu'un fragment, il porte quelques indices qui ont invité à faire plusieurs interprétations. Actuellement les spécialistes y voient Achille jouant de la cithare ou Héraclès violentant Augé, scène identifiée sur un tondo du IIe siècle. Augé est la fille du roi de Tégée, Aléos ; elle en aurait conçu Télèphe, fondateur légendaire de Pergame, un haut lieu de la sculpture hellénistique. Un second torse, le Torse Gaddi, lui aussi du IIe siècle, a été beaucoup étudié par les artistes de la Renaissance, dont Michel-Ange, pour des sculptures et des peintures célèbres.
Autres questions d'interprétation que peuvent poser ces sculptures fragmentaires : le « Gladiateur Borghèse » n'est certainement pas un gladiateur mais plutôt un hoplite, un fantassin, combattant un cavalier duquel il se protège par son bouclier, disparu ainsi que le cavalier. L'ensemble devait être impressionnant. Quant à la nudité de ce « gladiateur » elle ne peut convenir qu'à une figure — non identifiée — tirée de l'épopée ou d'un mythe. Ce fantassin qui semble affronter un cavalier absent doit être vu comme la copie d'un des éléments du groupe d'origine, probablement un bronze. Son corps svelte et sa tête petite rappellent le style de Lysippe, du classicisme finissant, au IVe siècle. Enfin, le sculpteur du marbre aurait réalisé ici une prouesse en taillant un unique bloc, à une époque qui pratiquait plutôt l'assemblage de plusieurs parties pour une seule statue de grande taille.
La statue dite « Jeune fille d'Anzio », parce qu'elle tient une branche de laurier, est interprétée comme une prêtresse du culte d'Apollon, peut-être une pythie de Delphes. Le détail témoigne aussi d'une nouvelle prouesse que relève le professeur d'archéologie grecque, Bernard Holtzmann : « la disposition de la tunique de lin est [ici] d'une complexité sans exemple ».

### Sensualité classique accentuée
Tous ces corps dénudés manifestent une sensualité intense, de manière plus explicite qu'à l'époque classique. L'effet est renforcé par un mouvement tournant qui les anime et incite le regard à tourner autour, au moins dans la première période — fin IVe – IIIe siècle — car ensuite la tendance est plus à la bidimensionnalité, comme c'est le cas des Trois Grâces. La fonction d'exposition de ces sculptures, dans les demeures privées, semble dépendre de la demande romaine ; ainsi ces statues trouveraient leur place dans la villa romaine et pourraient même témoigner — pour les figures d'Hermaphrodite ou de Pan zoophile — d'une interprétation romaine de l'art hellénistique.
Plusieurs figures divines masculines ont vu leur apparence rajeunir et se féminiser au fil du temps : Apollon, dieu jeune par excellence, prend l'apparence de l'éromène, l'objet du désir masculin. De même, Dionysos, entouré de satyres et de ménades, perd sa barbe originelle et rajeunit considérablement au fronton est du Parthénon. Et puis, dans les années 420 il perd ses vêtements, et devient un joli jeune homme à l'époque hellénistique.

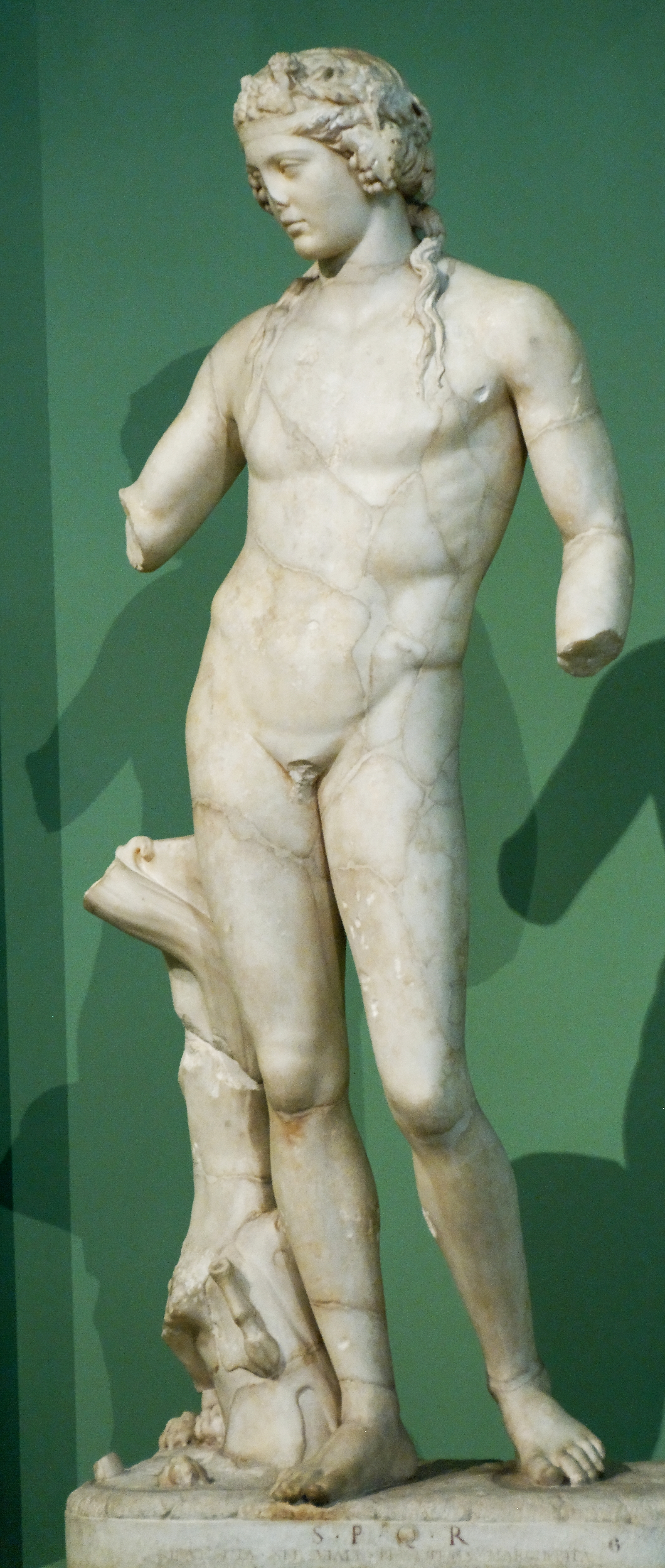
Statue de Dionysos avec panthère. Rome, Nymphée de la villa Horti Liciniani. Musées du Capitole. Marbre du Pentélique, œuvre romaine d'après plusieurs modèles hellénistiques.

L'« Aphrodite accroupie » est construite sur un jeu de torsions du corps qui sollicite successivement la vue de profil, sur la position des jambes et du torse, puis la vue de face à partir du geste des bras, par un mouvement circulaire du regardeur. La statue n'était probablement pas adossée à une paroi mais placée au centre d'un espace libre, dispositif qui se multiplie dans les riches demeures et les palais. La construction du corps sur la torsion, qui invite au mouvement, caractérise en effet la sculpture hellénistique : que ce soit la « Vénus du Capitole », l'« Aphrodite Callipyge », la statuette de l'« Aphrodite Heyl »  et les « trois Grâces » qui en multiplient les variations. Cela s'applique à une multitude de motifs de corps : l'Hermaphrodite endormi, le « groupe d'Aphrodite, Éros et Pan » ou encore « Le Satyre et la Nymphe » (des Musées du Capitole à la Centrale Montemartini) à la fin de cette époque. Cette torsion était déjà visible dans les sculptures de Lysippe, en bronze, comme les variantes du type de la Danseuse de Berlin - en France la Joueuse d'aulos de la BNF - à la fin du IVe siècle. La « Vénus de Milo », à la fin de la période hellénistique, invitait à un déplacement semi-circulaire, mais était, probablement, adossée à une niche.

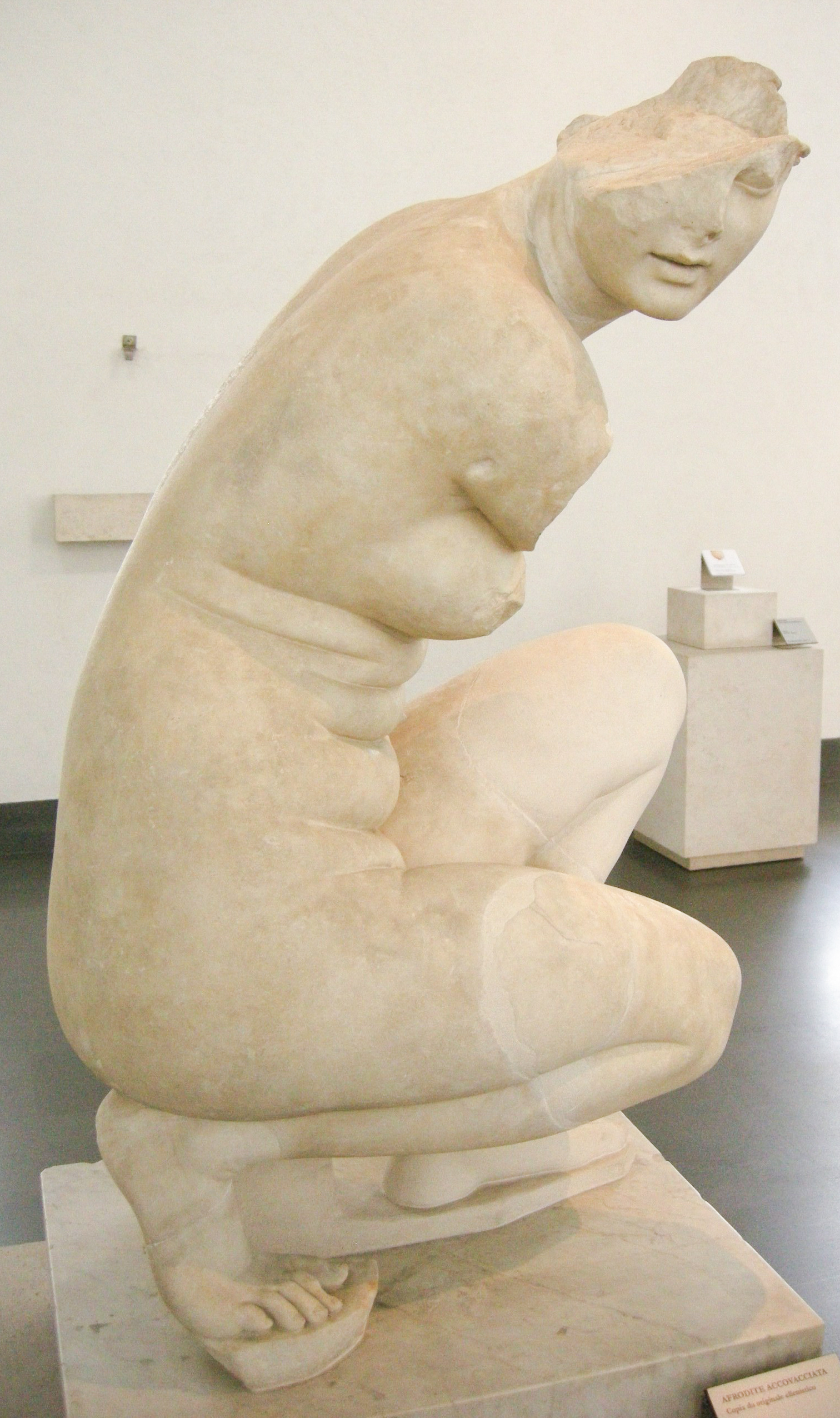
Aphrodite accroupie. H. 1,07 m. Copie, marbre découvert dans la Villa d'Hadrien / orig.IIIe siècle. Palais Massimo alle Terme
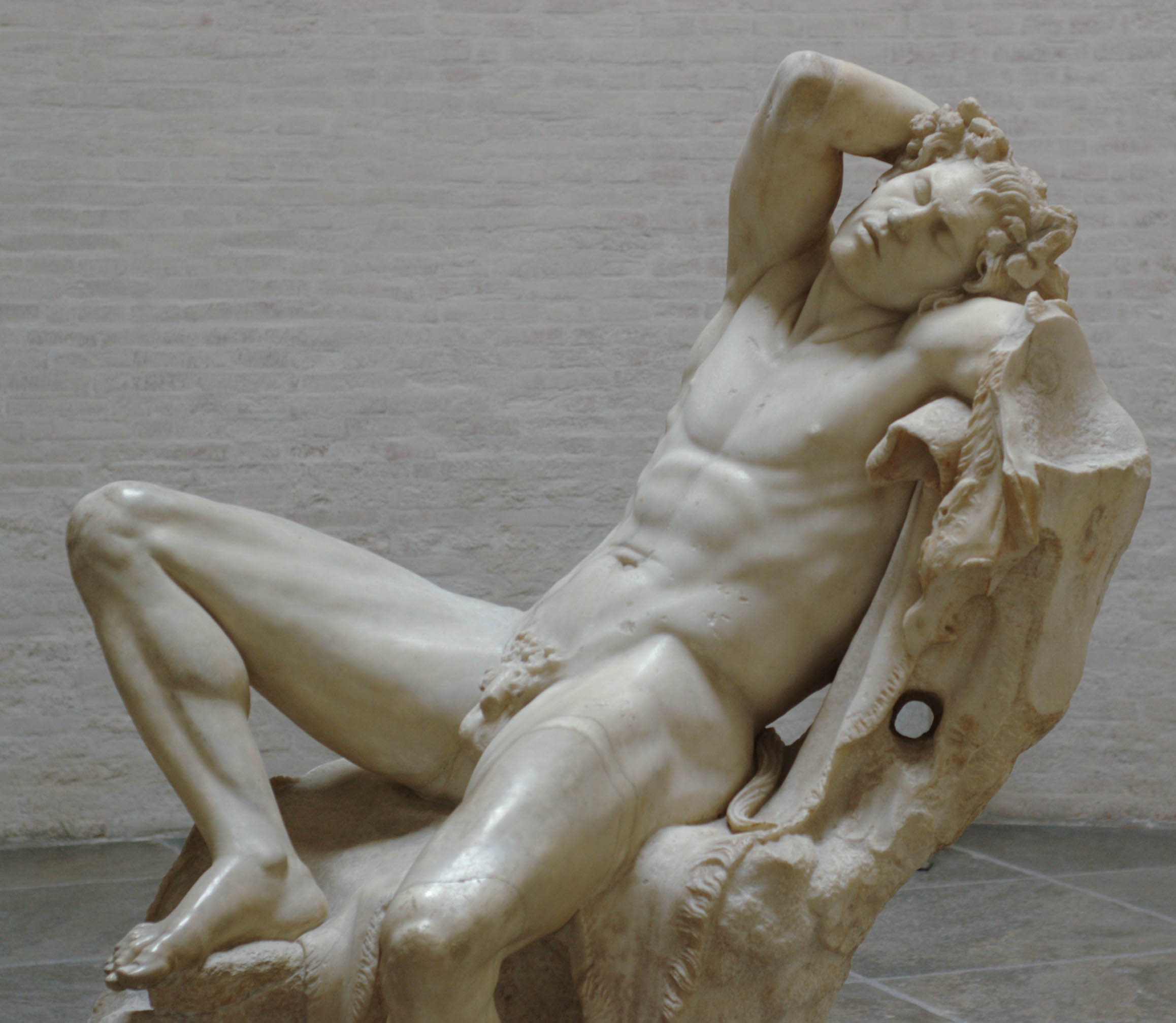
Satyre endormi[N 14], plus connu sous le nom de  « Faune Barberini ». Copie en marbre / original vers 200[38], H. 2,15 m Glyptothèque de Munich
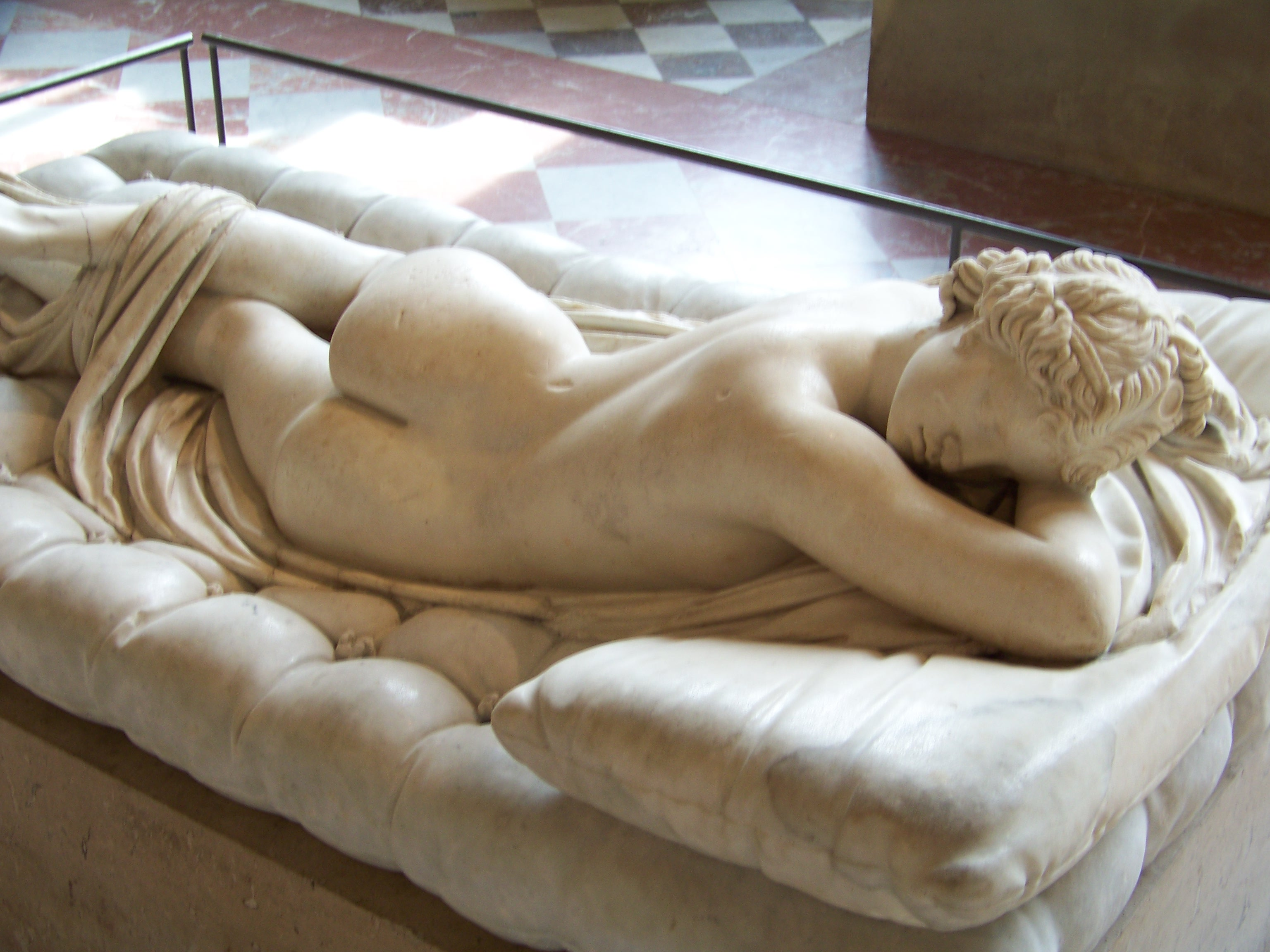
Hermaphrodite endormi, copie romaine / original grec du IIe siècle AEC. En 1619 restauration: D. Larique, oreiller et matelas: Bernin. Louvre
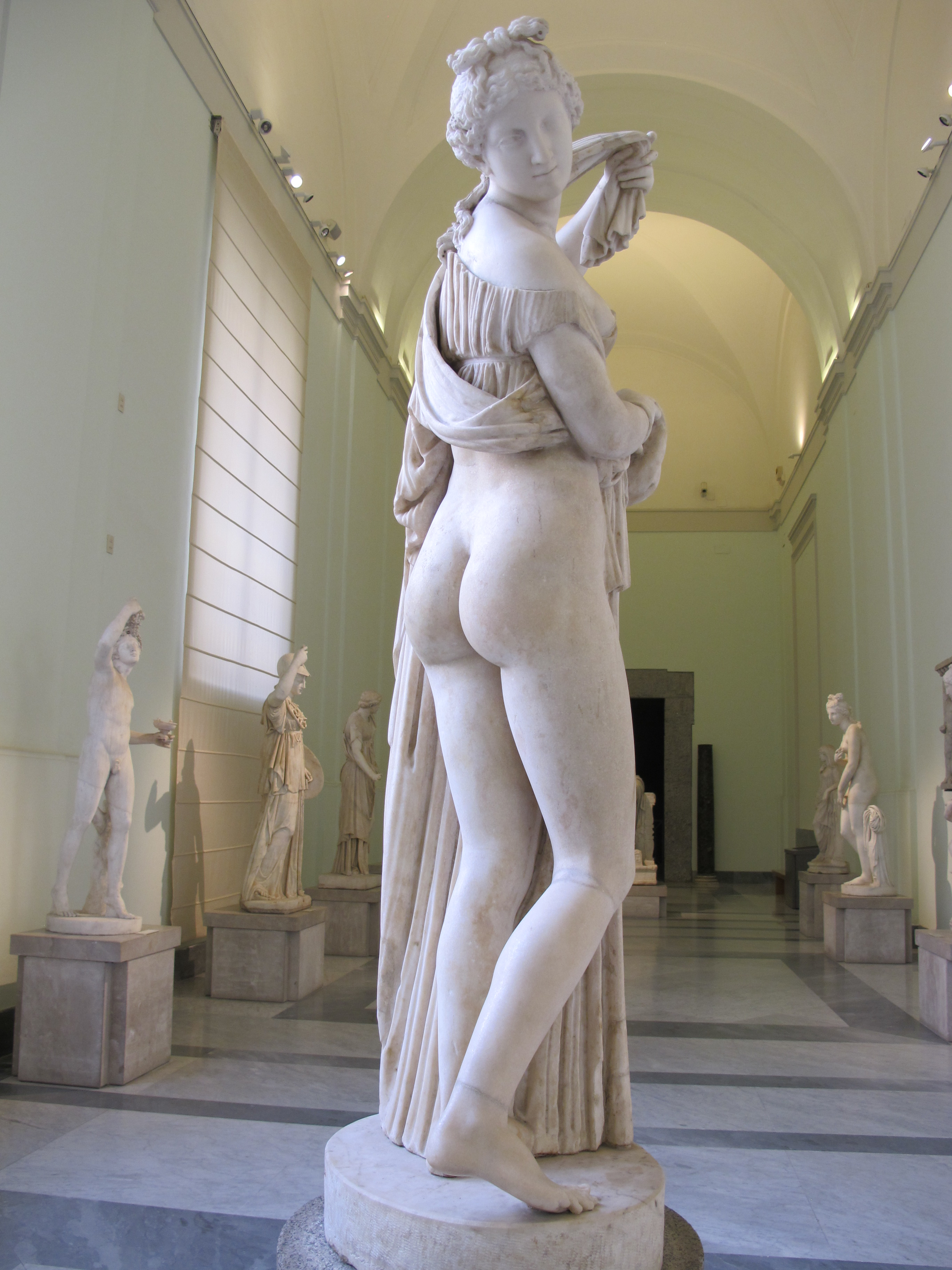
Aphrodite Callipyge, copie romaine/orig. IIe siècle. Marbre, H. 1,65 m. MAN Naples, Coll. Farnèse
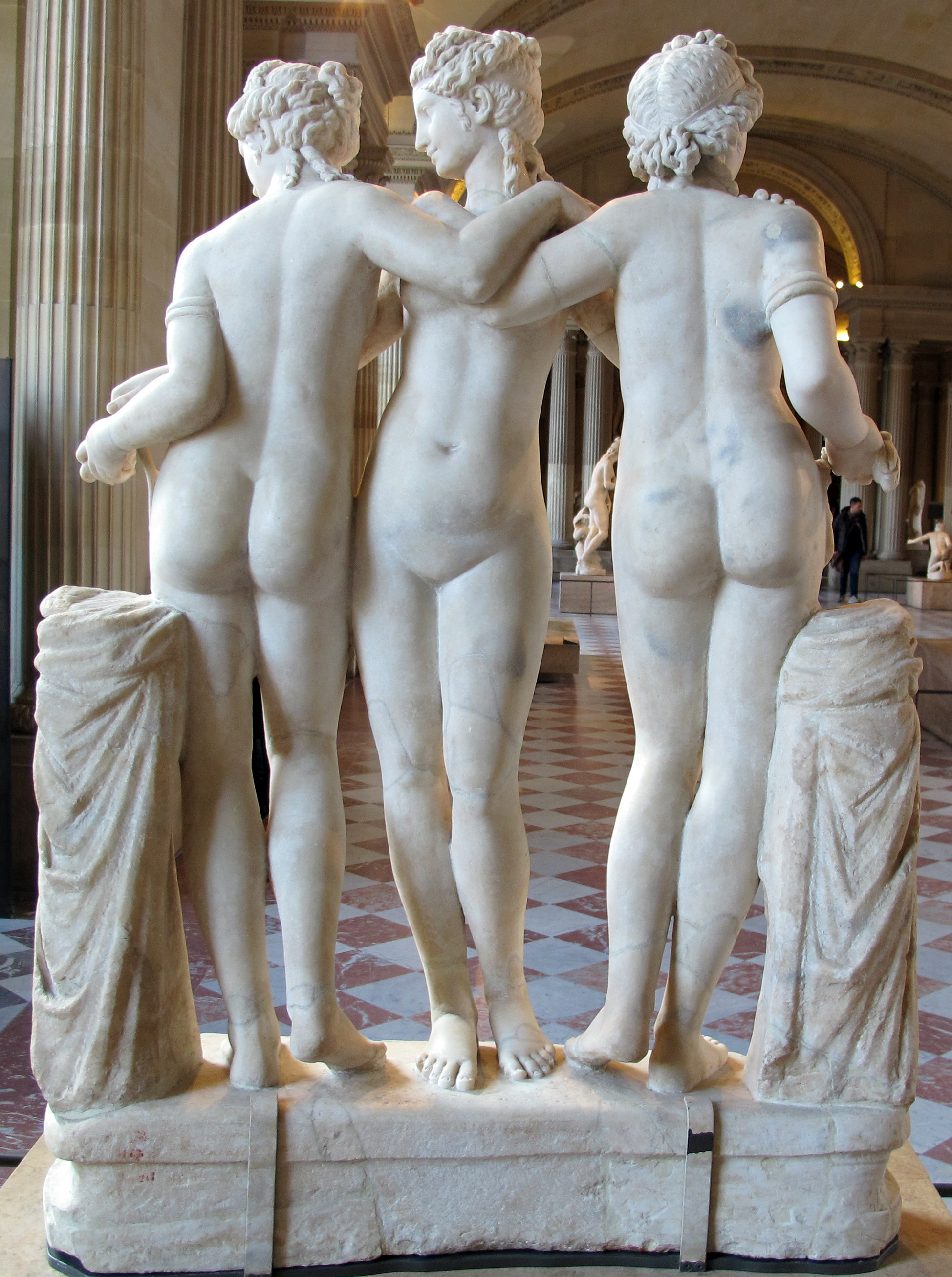
Les trois Grâces, copie romaine / original grec IIe siècle AEC. En 1609: restauration, Nicolas Cordier. Musée du Louvre

Un groupe permet d'évoquer bien des difficultés d'interprétation et de datation en fonction de l'état, sur-restauré, des fragments antiques. Le groupe de l'« Invitation à la danse » (original en bronze, perdu, vers 150-100) a donné de nombreuses copies antiques dont il reste plusieurs éléments dans différents musées (Florence, Offices  ainsi que Versailles   et Louvre  et ). Ce groupe était, à l'origine, composé d'un satyre et d'une nymphe. Le satyre rie en gesticulant : debout, il fait un geste ambigu de ses deux mains. Selon une représentation du groupe sur une monnaie de Cyzique du règne de Septime Sévère (193-211 de notre ère) il pourrait claquer des doigts, la main droite vers le haut, la gauche vers le bas. Il ne semble guère battre la mesure, les éléments ajoutés lors des restaurations en perturbent la lecture. Il était accompagné d'une nymphe assise qui le regarde en riant. Deux répliques du faune seul ont été pourvues de cymbales et d'une tête moderne. Les cymbales sont aussi, certainement, des erreurs du restaurateur moderne. Quant à la nymphe, elle semble rire de cette gesticulation grotesque et s'apprête à lui lancer sa sandale, qu'elle est en train de délacer sans qu'il s'en aperçoive. Selon François Queyrel, on serait dans le monde des bergers de Théocrite. Par opposition à ce qui semble un jeu où la figure féminine s'amuse, un grand nombre de scènes « érotiques » évoquent des scènes d'agression sexuelle, avec un satyre agressant une ménade ou une nymphe.
De la même façon, le « Faune Barberini », du moins quand il appartenait aux Barberini, a été outrageusement redressé, presque assis, lors d'une restauration moderne. Alors qu'une première restauration, juste après sa découverte en 1628, le plaçait en position couchée. La statue a été trouvée en plusieurs morceaux, à Rome, à proximité du Mausolée d'Hadrien — devenu par la suite le Château Saint-Ange — et les spécialistes jugent aujourd'hui que le trou percé à l'origine dans le rocher, sous l'aisselle gauche, aurait servi au passage du tuyau d'une fontaine. Le Faune devait donc sembler dormir couché, bercé par la fontaine dont il était l'ornement. La fontaine aurait été placée dans les jardins de Domitia et Néron. François Queyrel propose d'y voir la copie - datant de la fin de la République romaine (vers 50-44 ?) - d'un original en bronze du IIIe siècle. Plus que tout, cette figure surprend le regard tant elle sollicite le voyeurisme, car le Satyre est ithyphallique par nature, et ici le sexe — quoique brisé et au repos — trône au centre de la composition. Les deux indices qui permettent d'y voir, non un humain curieusement pourvu mais un compagnon de Dionysos, divin, ne se découvrent qu'en faisant le tour de la sculpture : la queue du satyre n'apparaît que sous un angle, tout comme ses oreilles pointues, mais sous un autre angle. Il faut donc imaginer un dispositif de présentation sollicitant le déplacement tournant du regardeur, qui n'en croit pas ses yeux et s'interroge sur ce qu'il voit.
Il est, par contre, difficile d'imaginer le contexte pour lequel avait été conçu l'Hermaphrodite endormi, probablement au centre d'un espace libre, lui aussi. Selon un schéma inventé au IVe siècle ce corps fusionne les traits de la féminité naissante et ceux de l'adolescence d'un garçon. Le motif de l'Hermaphrodite rencontre un succès manifeste à partir du IIe siècle, à Pergame, debout et drapé comme une Aphrodite,. Cette figure, debout, pouvait orner des bâtiments publics, comme un gymnase à Athènes. À la fin de l'époque hellénistique ce corps, aux beaux seins et au membre bien viril, se fait désirable sans ambigüité. La figure du Louvre, était, au moment de sa découverte en 1608, allongée sur un rocher recouvert d'une peau de bête ; c'est en 1619 que le Bernin l'a agrémentée d'un coussin et d'un matelas moelleux. Il existe des copies différentes par de nombreux détails.

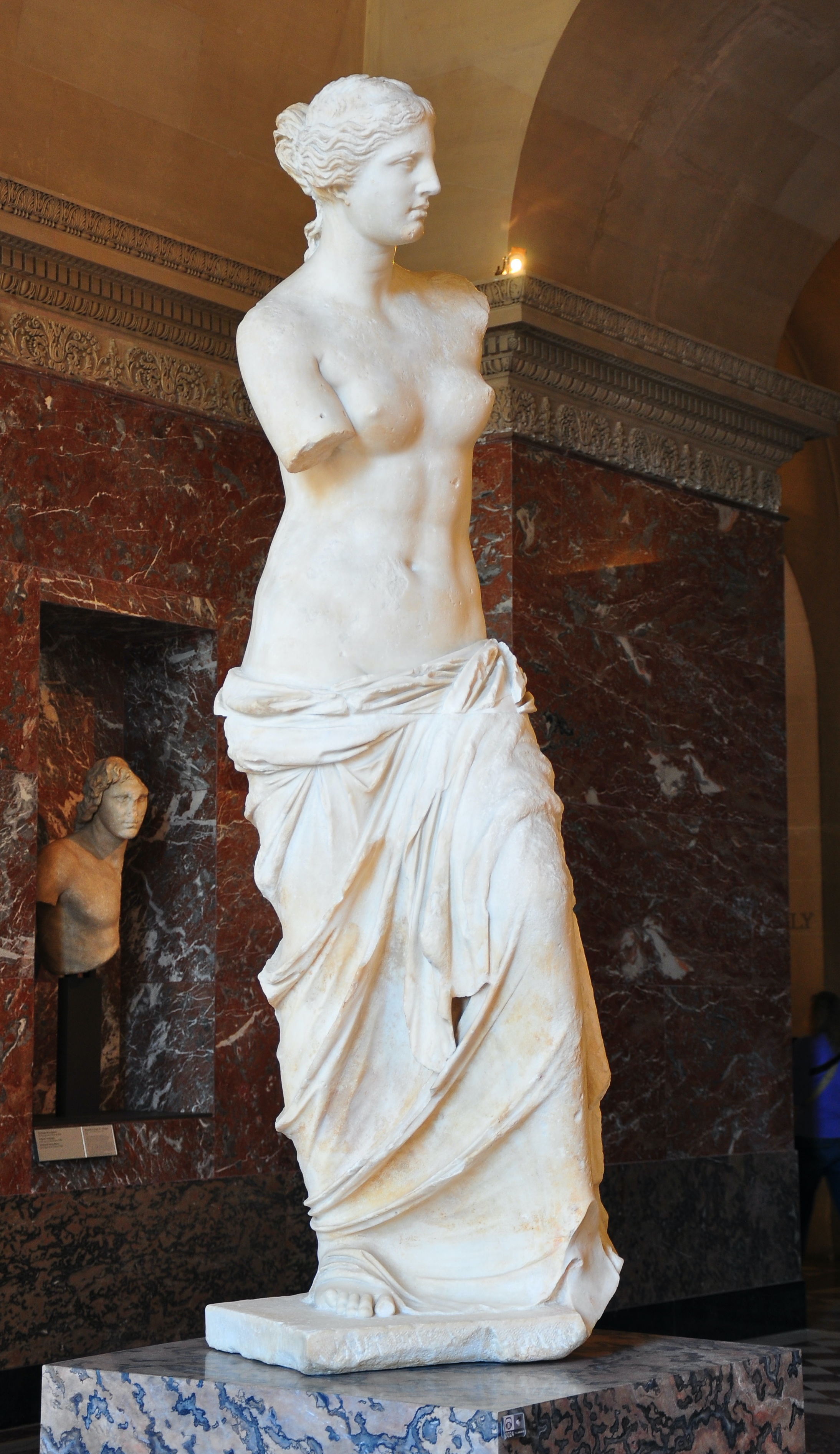
Aphrodite dite "Vénus de Milo". Fin du IIe siècle. H. 2,02 m. Louvre
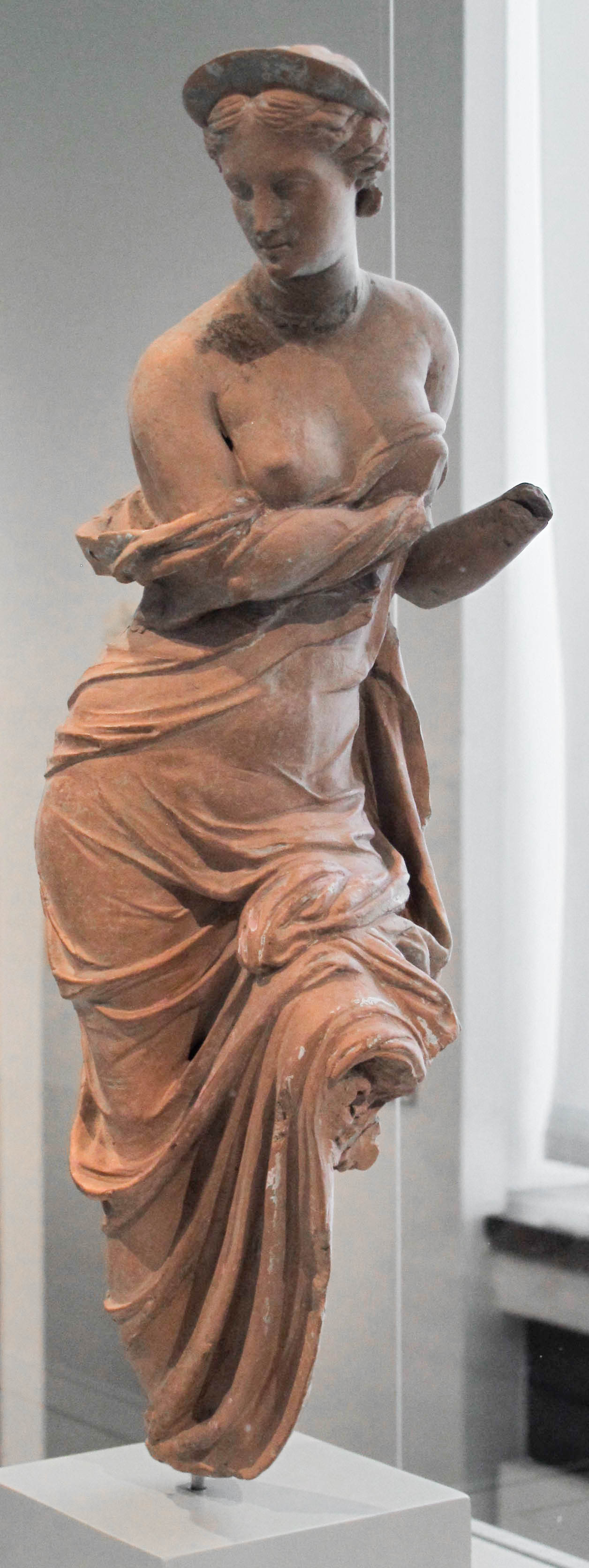
Aphrodite Heyl. Fin du IIe siècle. Terre cuite, H. 37,6 cm. Altes Museum[N 15]
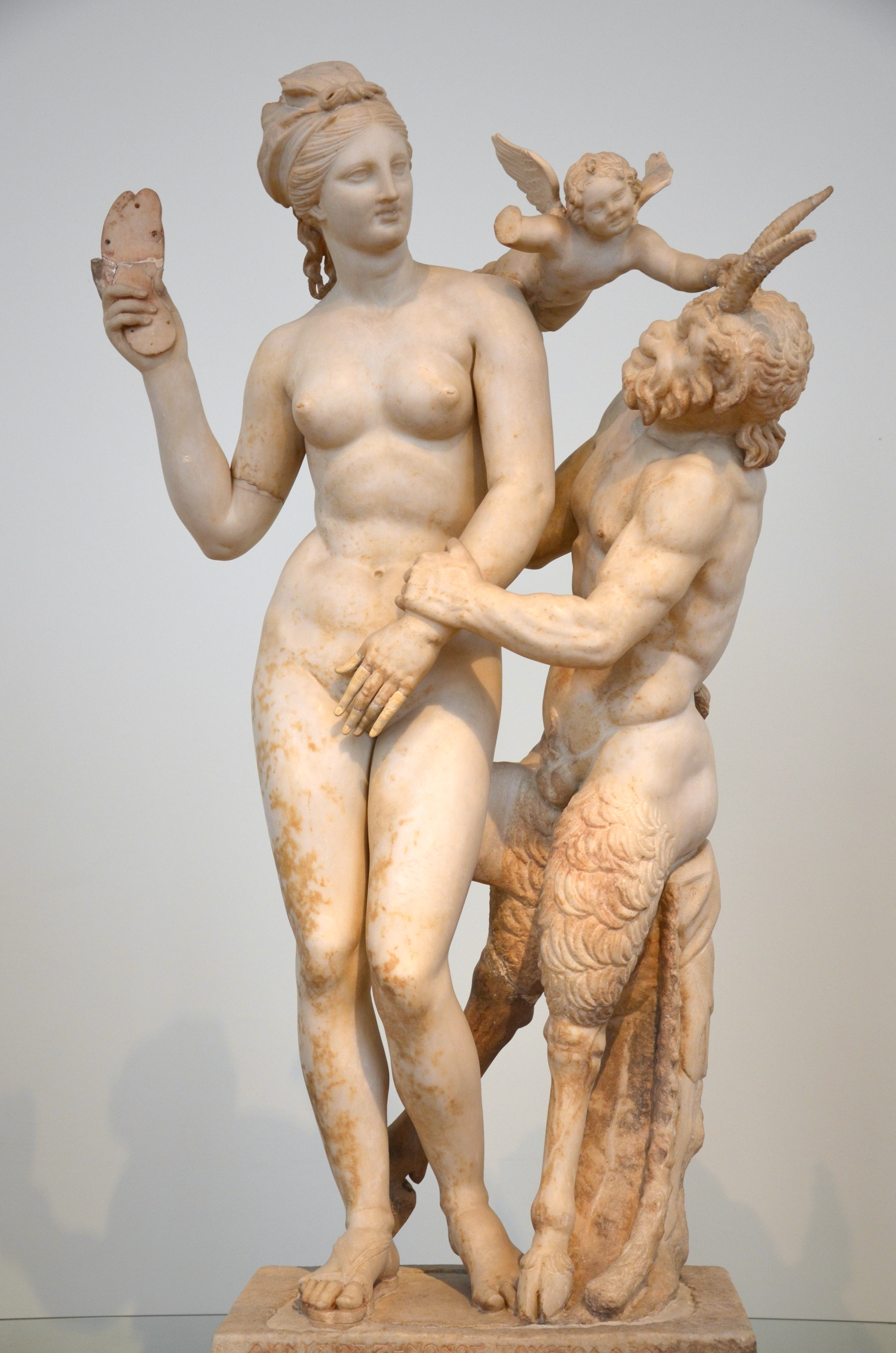
Groupe d'Aphrodite, Éros et Pan. Vers 100. Marbre, H. sans la base 1,09 m. Athènes, MNArch
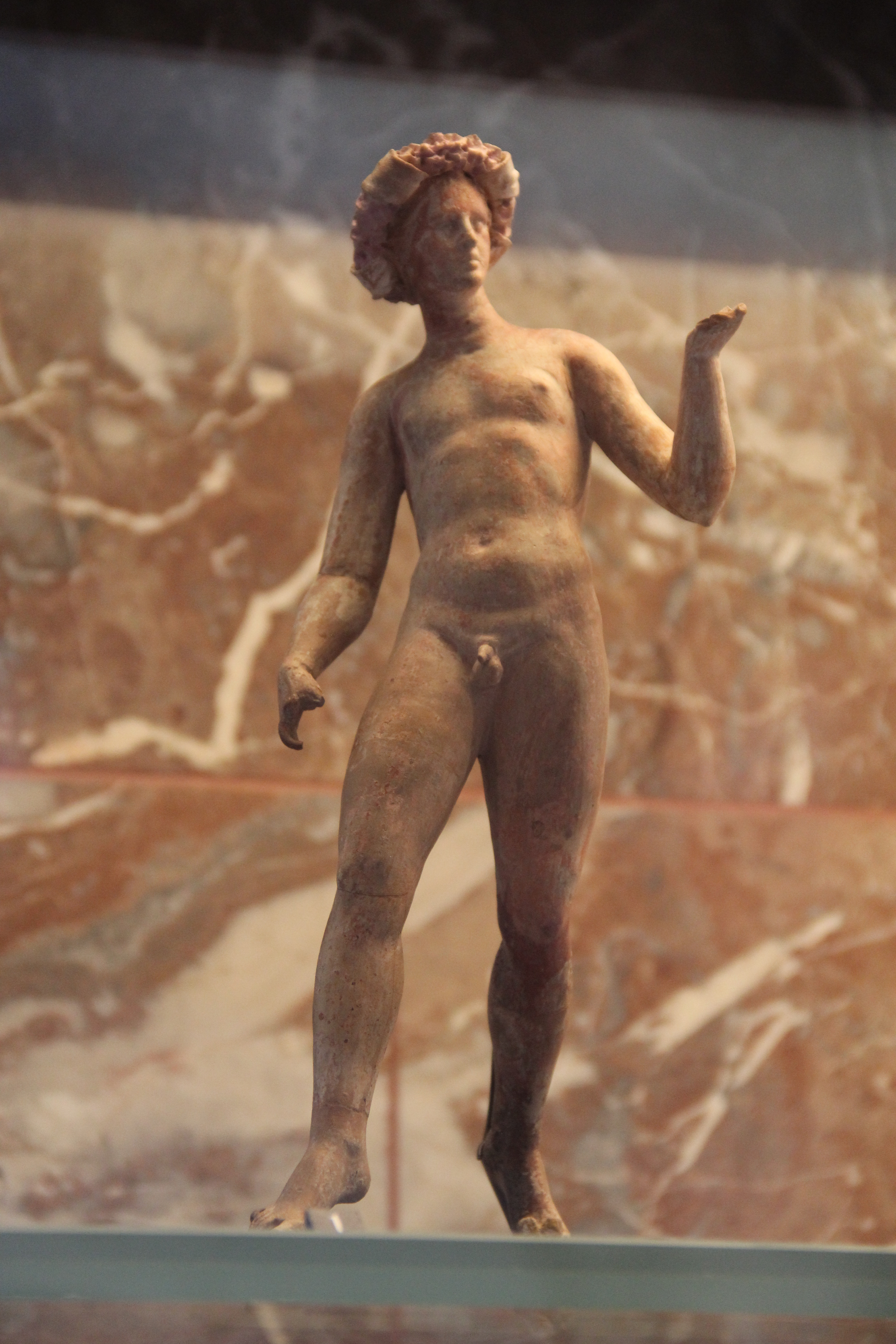
Éros (?). Terre cuite peinte, H. 36 cm. Myrina. 125-100. Louvre
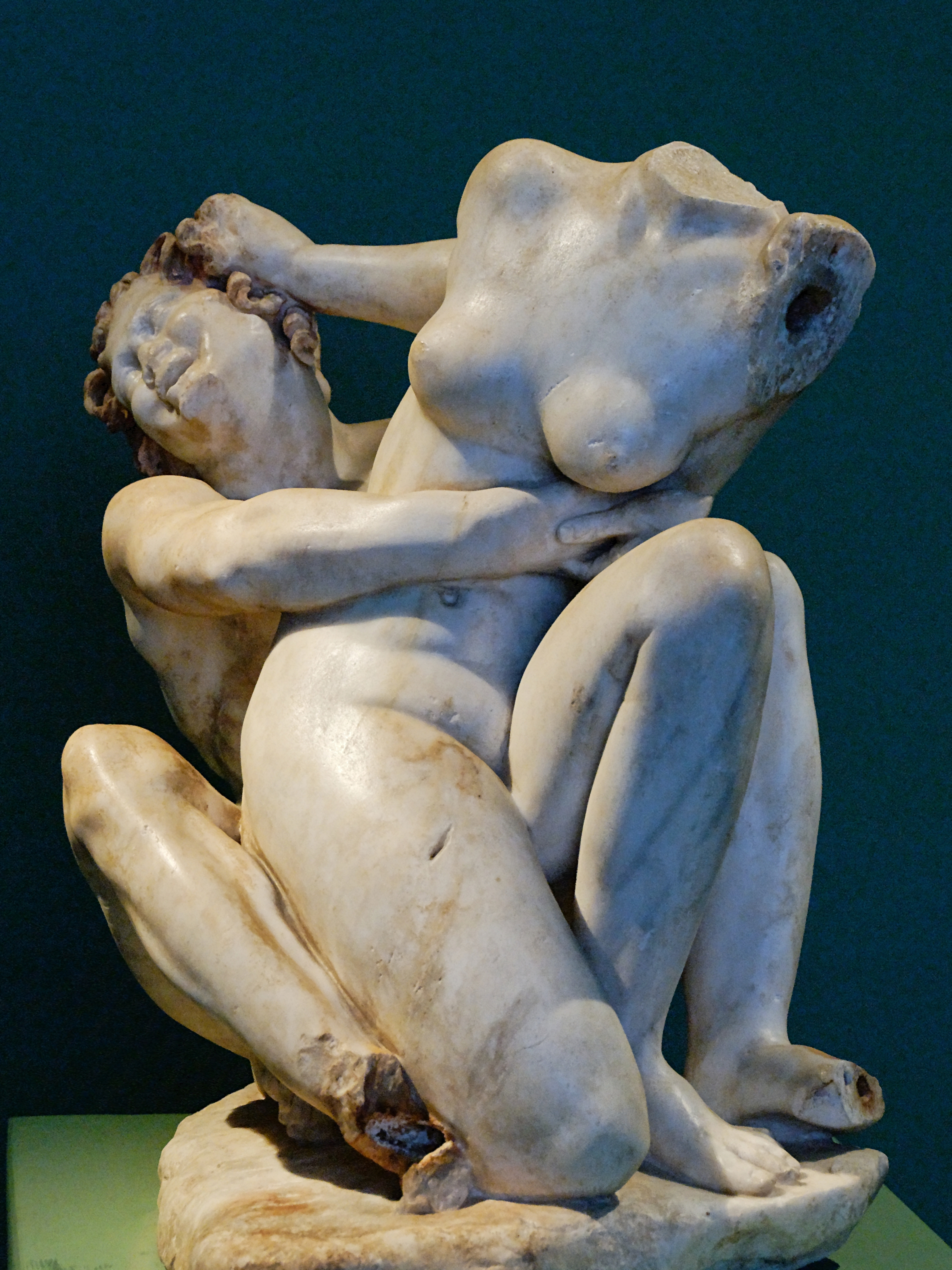
Satyre et nymphe. Interprétation romaine d'un modèle hellénistique de l'école de Pergame du IIe ou Ier siècle. H. 60 cm. Centrale Montemartini

Grâce à des recherches récentes les recherches sur la Vénus de Milo ont pu bénéficier de la découverte de plusieurs éléments de statues produites par le sculpteur, ce qui permet de la dater plus précisément vers 150. L'examen rigoureux des fragments, avant la reconstitution actuelle, permet de constater qu'elle était constituée de multiples pièces rapportées et de compléments en métal, suivant la technique hellénistique. Elle tenait une pomme dans sa main gauche (main retrouvée) comme certains athlètes le faisaient avec la couronne de leur victoire. La pomme est en effet un de ses attributs ; elle-même était sortie victorieuse du jugement de Pâris. La position de sa tête (découverte séparée du corps) et des bras (absents) semblent pouvoir être proposés — en s'appuyant sur les traces des assemblages antiques par mortaises  — pour une statue qui aurait été autonome et faite pour être vue sous un angle principal, donc isolée — dans une niche ou dans un gymnase ou dans un ensemble de temples dédiés à Aphrodite (?) . La statue est donc présentée depuis 2010 pour correspondre à cette restitution.
L'« Aphrodite Callipyge » représente la déesse qui contemple le reflet de ses fesses dans l'eau. L'épithète « callipyge » a été attribué au XIXe siècle (de notre ère), en référence à un texte antique de Cercidas daté du IIIe siècle : la construction d'un temple à Aphrodite à Syracuse aurait donné lieu à un concours de beauté entre deux femmes qui se vantaient d'avoir les plus belles fesses.

## Inventions: Expressionnisme ou baroque hellénistique
En tant qu'alliés de Rome avec Rhodes contre les Séleucides (bataille de Magnésie, en 189), les rois de Pergame, les Attalides, bénéficièrent de son soutien au IIe siècle, mais subirent aussi le mépris durable des Grecs. Les Attalides achetèrent en effet des statues anciennes, des livres pour leur bibliothèque, commandèrent la production à grande échelle de statues nouvelles et établirent des relations de mécénat avec Delphes. Ses rois se voulaient, après Athènes, les nouveaux propagateurs du modèle hellénique. Face au royaume macédonien, riche de son héritage, cet ensemble a été commandé pour rehausser le prestige de cette capitale qui n'était qu'une cité-forteresse au début de la période.
Pergame a donc livré quantité de sculptures hellénistiques qui permettent aujourd'hui de mieux se représenter le processus de création à cette époque. La frise du Grand Autel, le Grand Autel lui-même et les groupes de Gaulois, connus par des copies, constituent ainsi des repères essentiels.

Frise du Grand Autel de Pergame sous Eumène II (r. 197-159). Musée de Pergame, Berlin
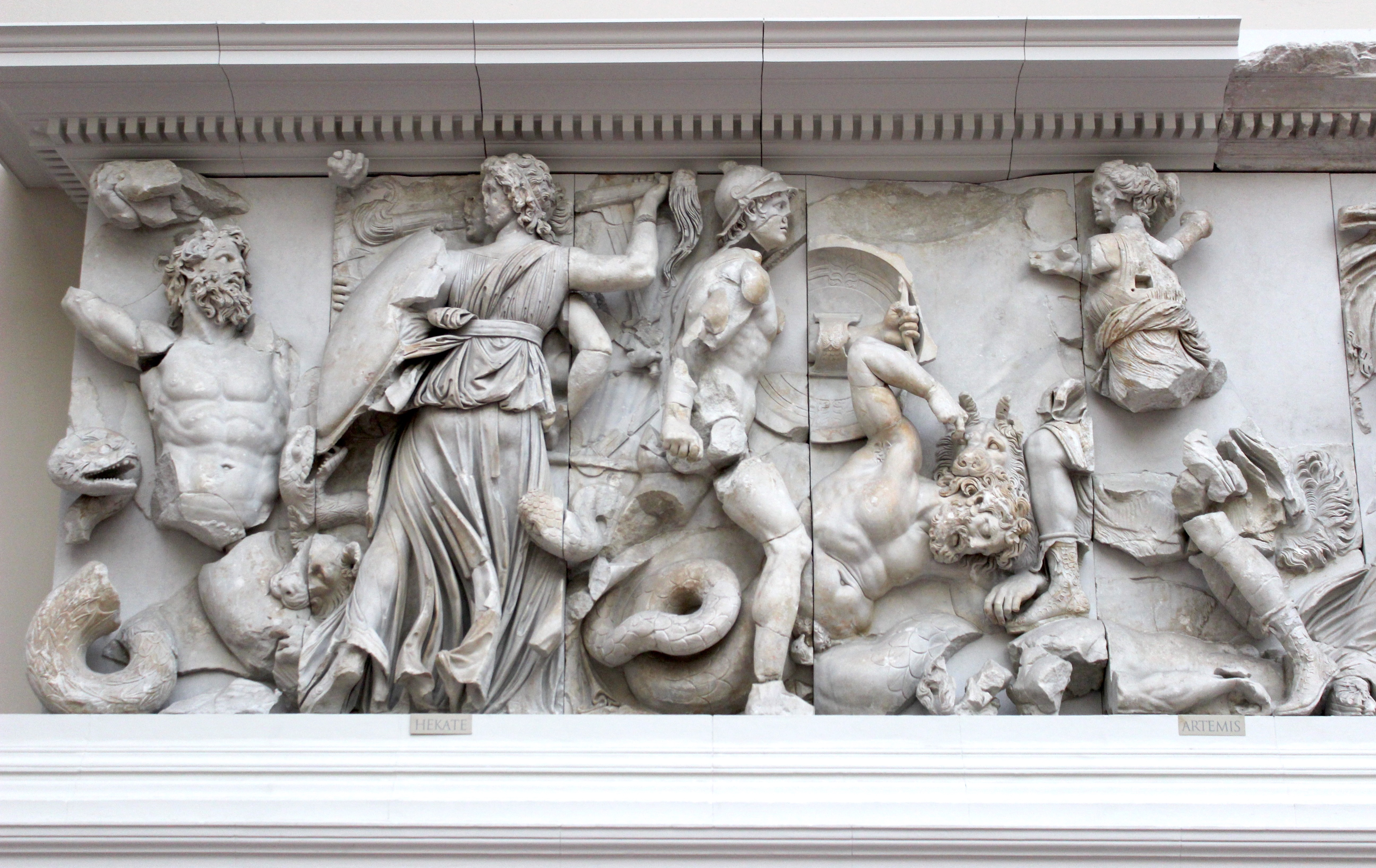
Hécate et Artémis dans une scène de Gigantomachie. Frise basse, Est. Marbre d'Asie Mineure. H. 2,28 m.
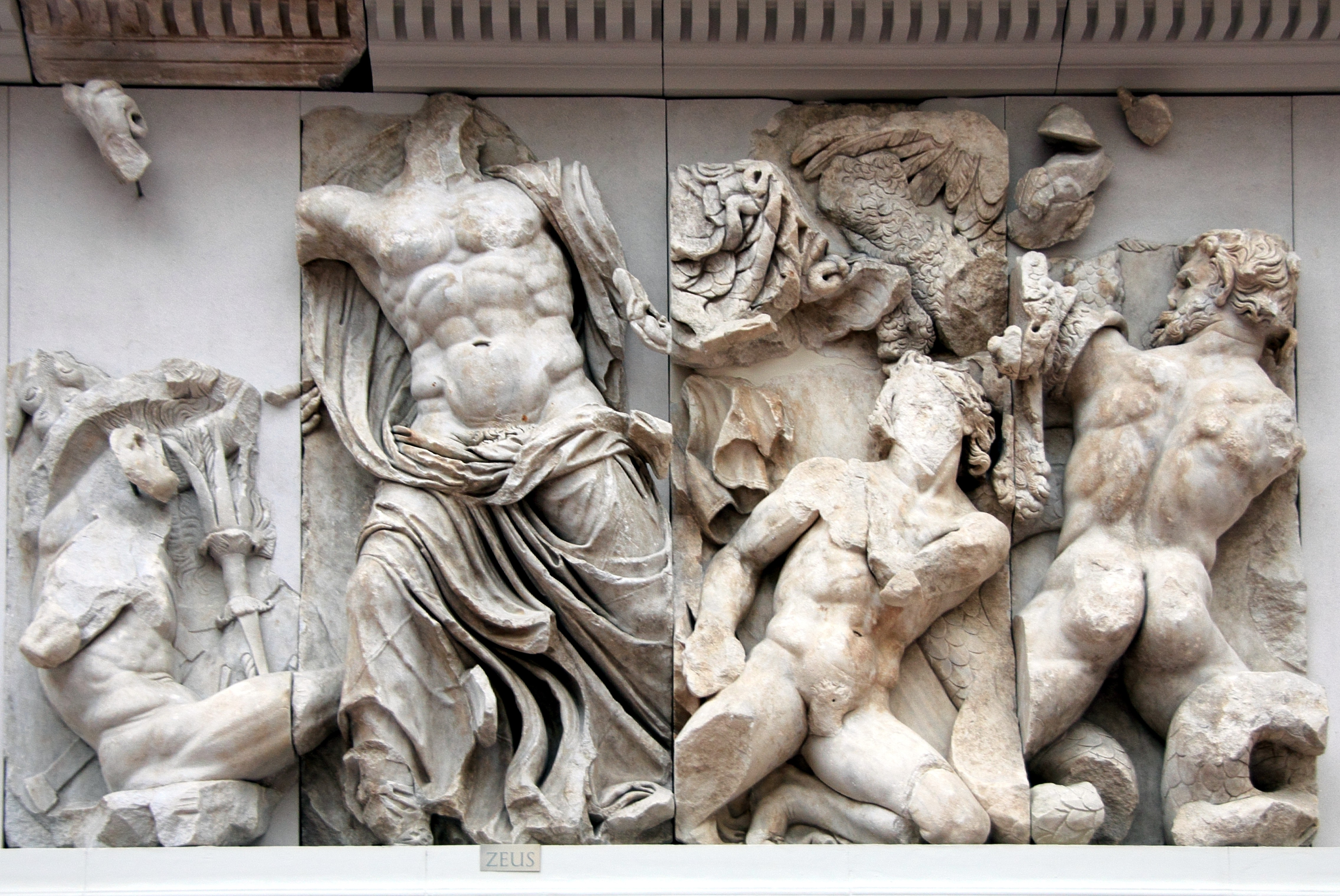
Zeus brandit le foudre contre les Géants. Frise basse, Est.
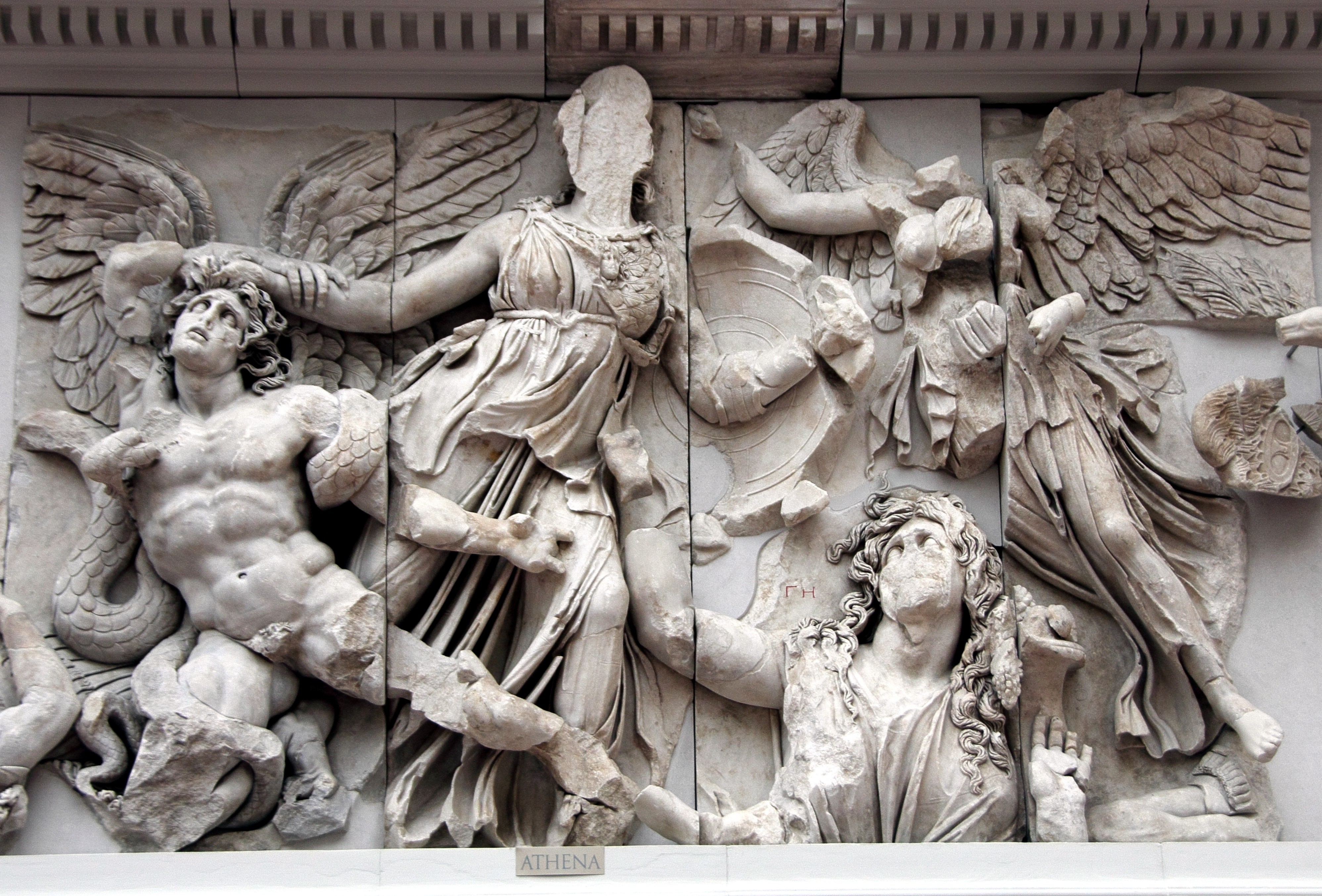
Athéna terrasse le géant Alkyoneus malgré l'intervention de Gaïa. Frise basse, Est.
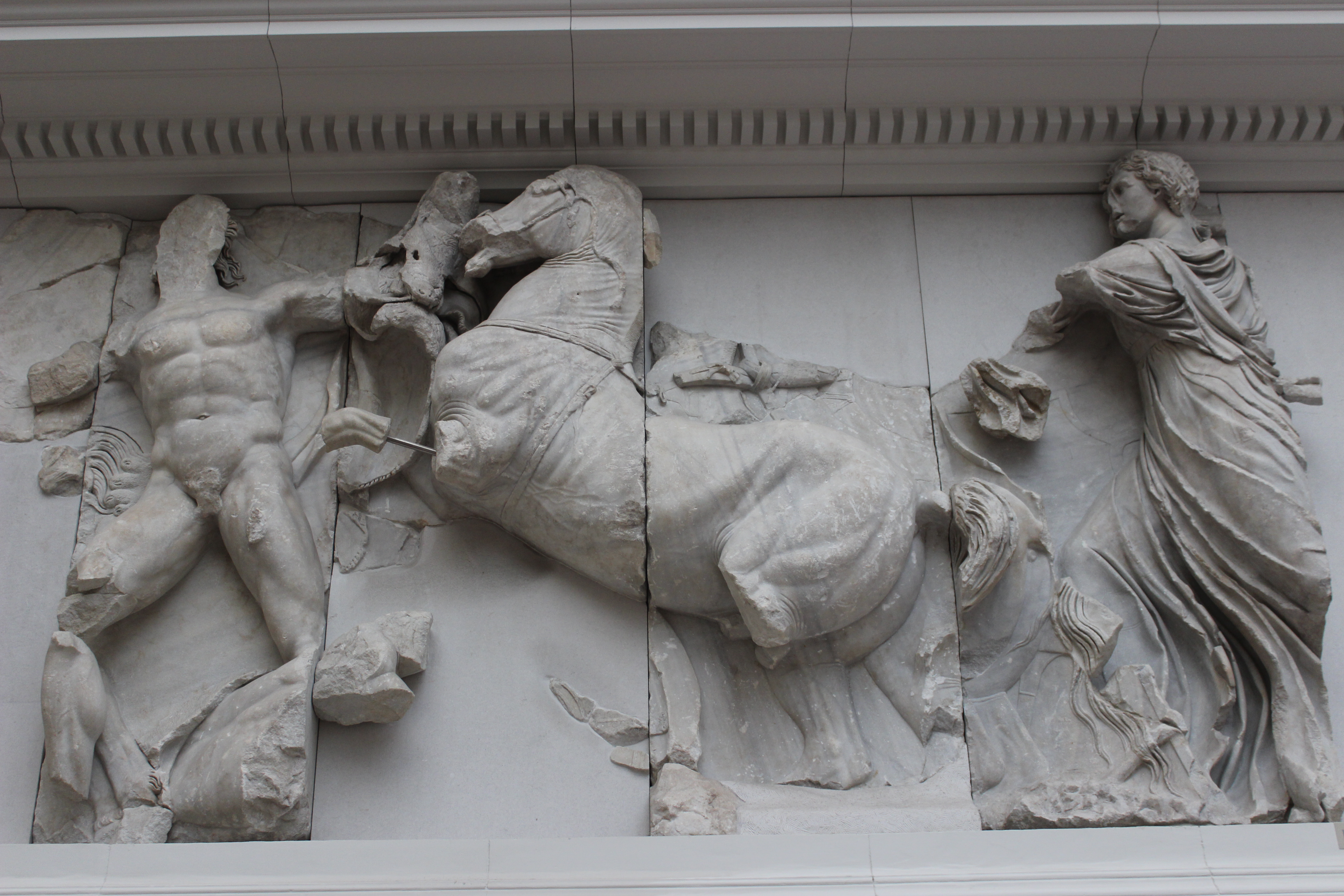
Hélios (à droite) et un cheval de son char, un géant se dresse devant eux. Frise basse, Sud
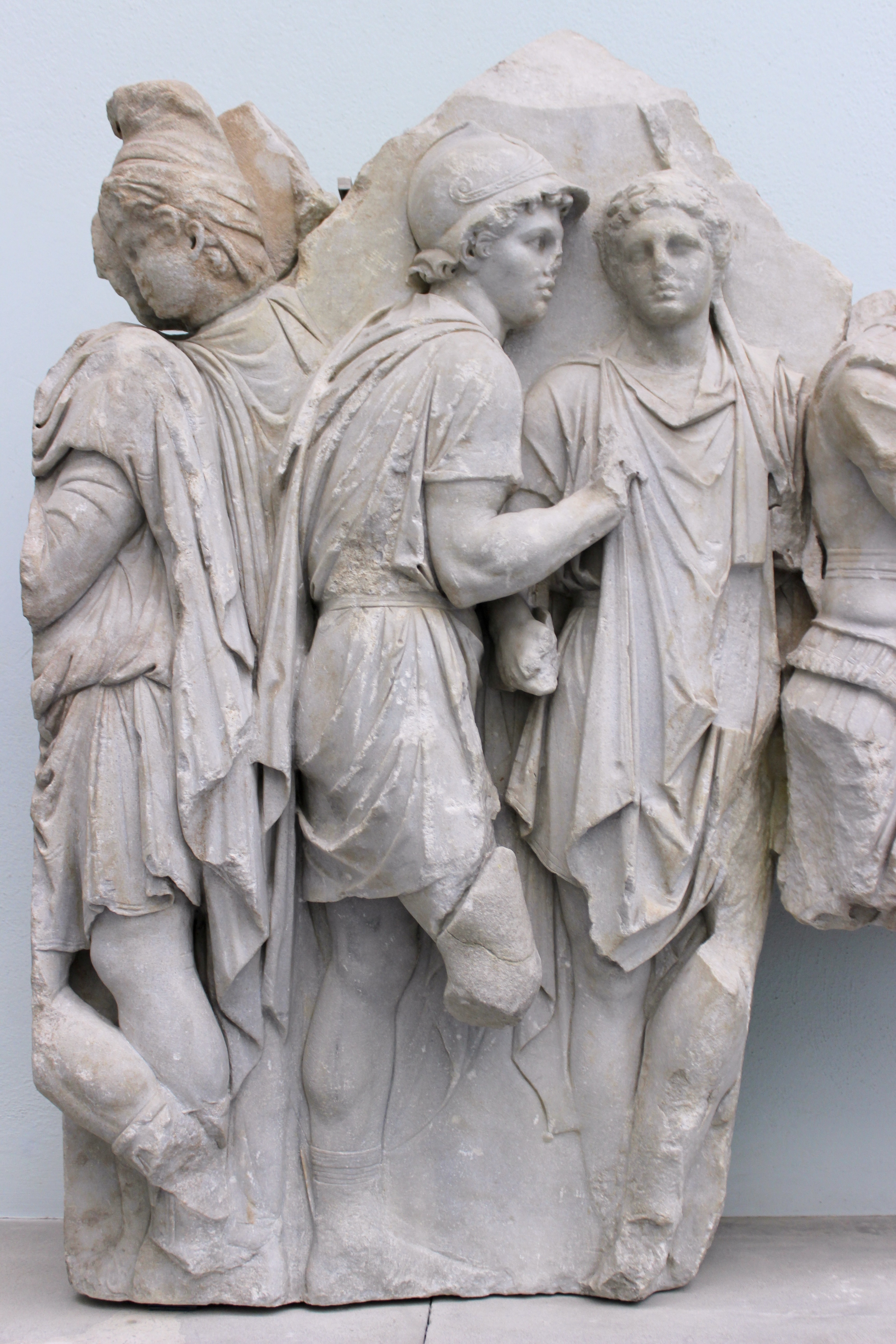
Deux soldats. Frise haute, de Télèphe, plaque 16. Marbre d'Asie Mineure. H. 1,58 m.

Les deux frises du Grand Autel de Pergame s'adressent à deux groupes différents, celle qui court au niveau du peuple est une scène essentiellement de batailles. Celle qui était à l'abri des intempéries, tout en haut des escaliers qui conduisaient à l'autel, sur la terrasse supérieure de l'Autel, s'adressait à une élite : on y assiste à la destinée glorieuse de Télèphe, le fondateur mythique de Pergame, dont la naissance n'était pas évoquée mais que chacun connaissait. Il était issu du viol d'une jeune prêtresse par Héraclès -  Augé est la fille du roi de Tégée, Aléos, viol qui serait le sujet du « Torse du Belvédère », évoqué plus haut. Héraclès étant lui-même fils de Zeus et d’Alcmène, fille de roi. Telle était le support culturel de ce monument exemplaire de l'époque hellénistique.

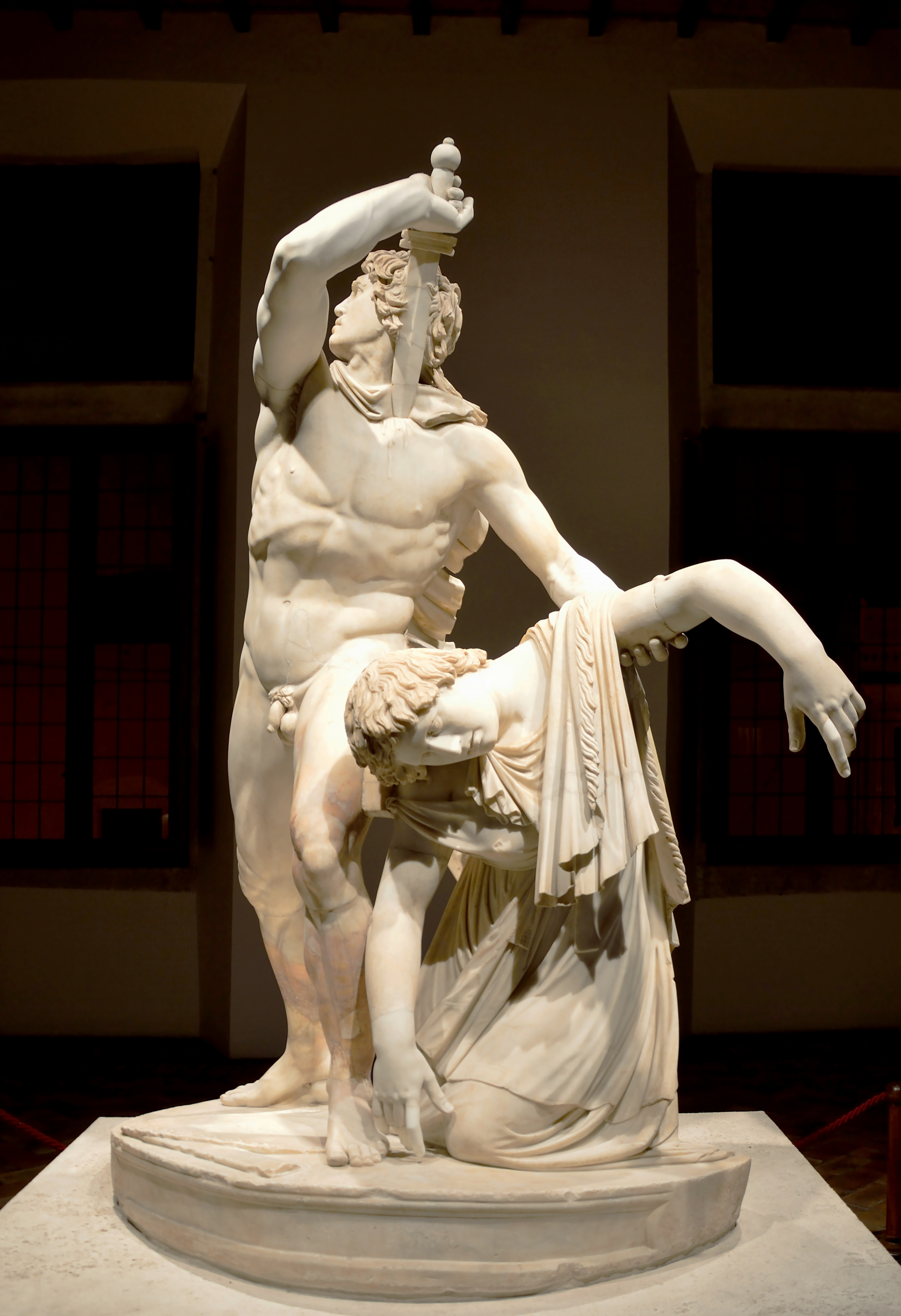
De Pergame: Galate qui se suicide après avoir tué sa femme (/original 225-200). Marbre, H. 2,11 m. Palazzo Altemps (Groupe Ludovisi)[54],[55],[N 16].
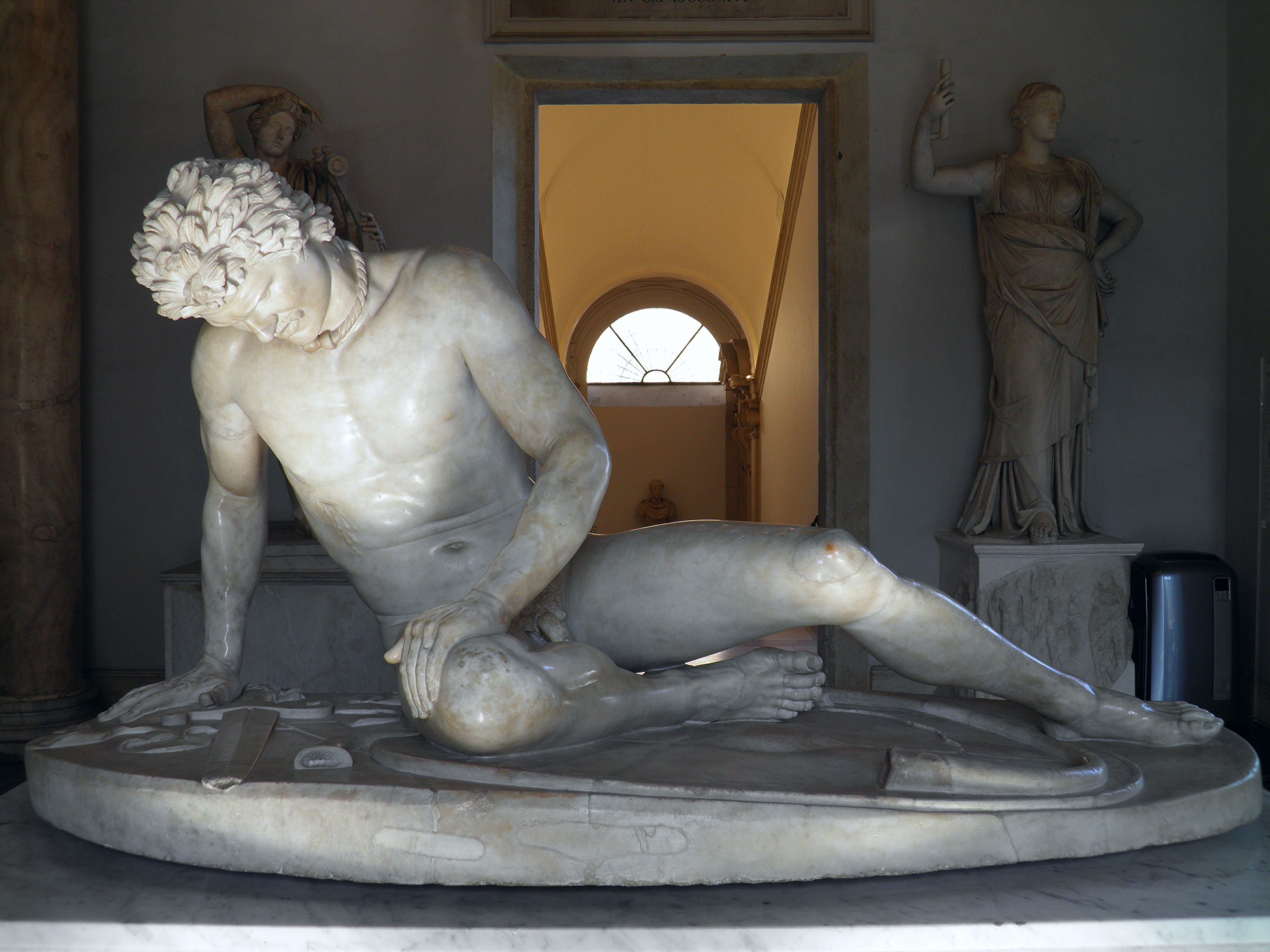
Galate mourant du groupe votif d'Attale Ier, Pergame. Marbre, H. 93 cm. (/original 225-200). Musée du Capitole
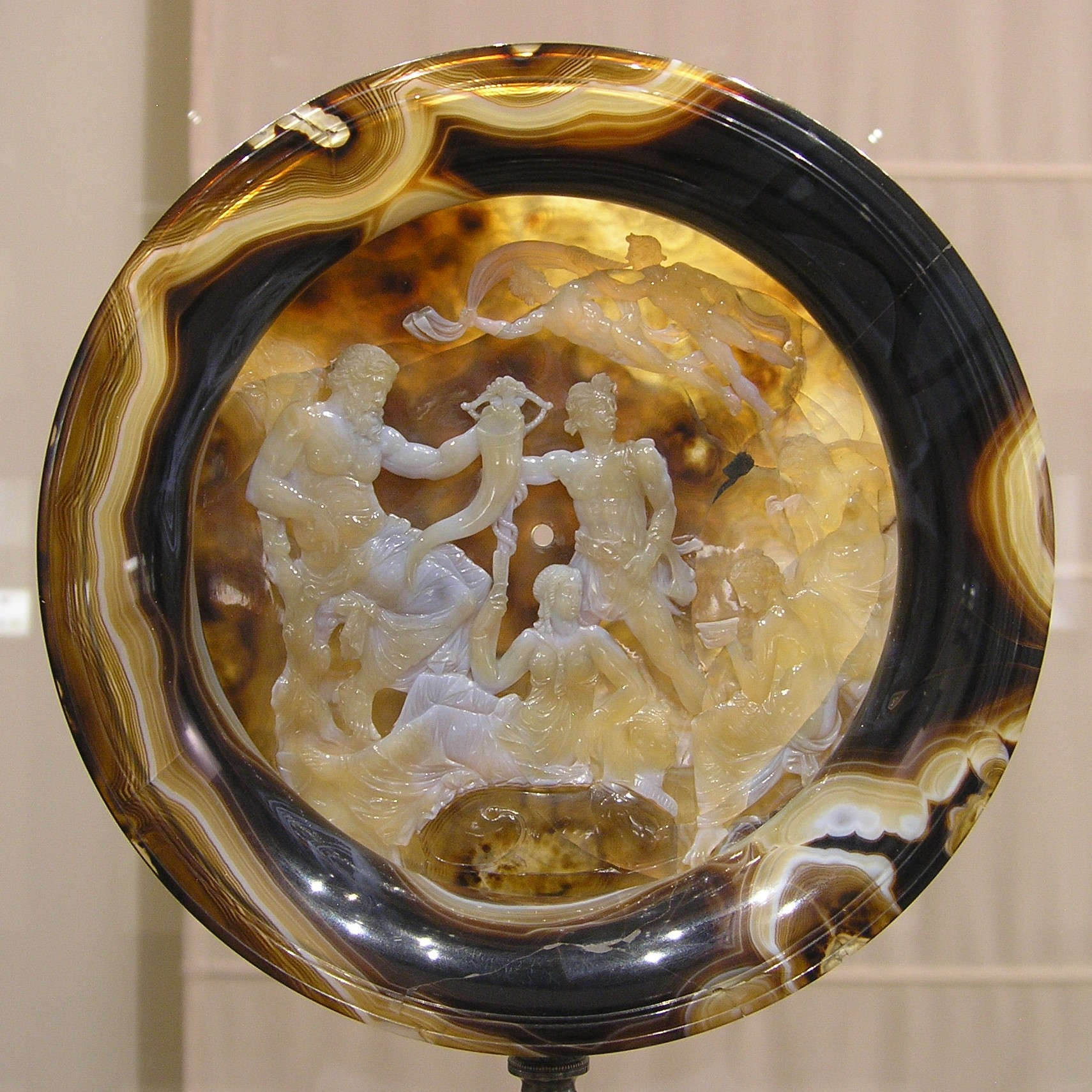
Tasse Farnèse. Onyx, D. 20 cm. IIe siècle. Musée archéologique national de Naples
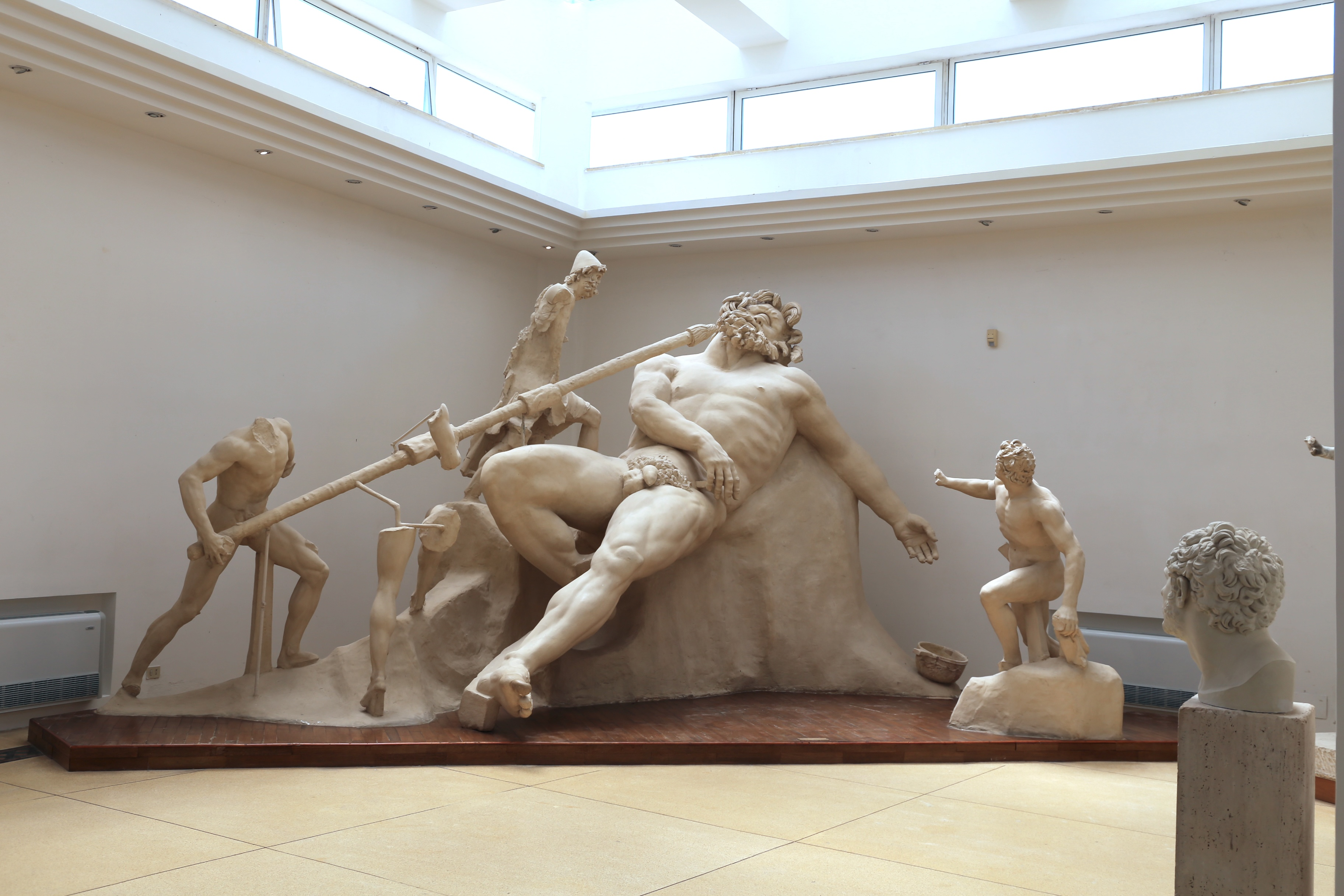
Groupe de Polyphème. Fin du IIe siècle ou entre 50 et 25. Musée archéologique de Sperlonga
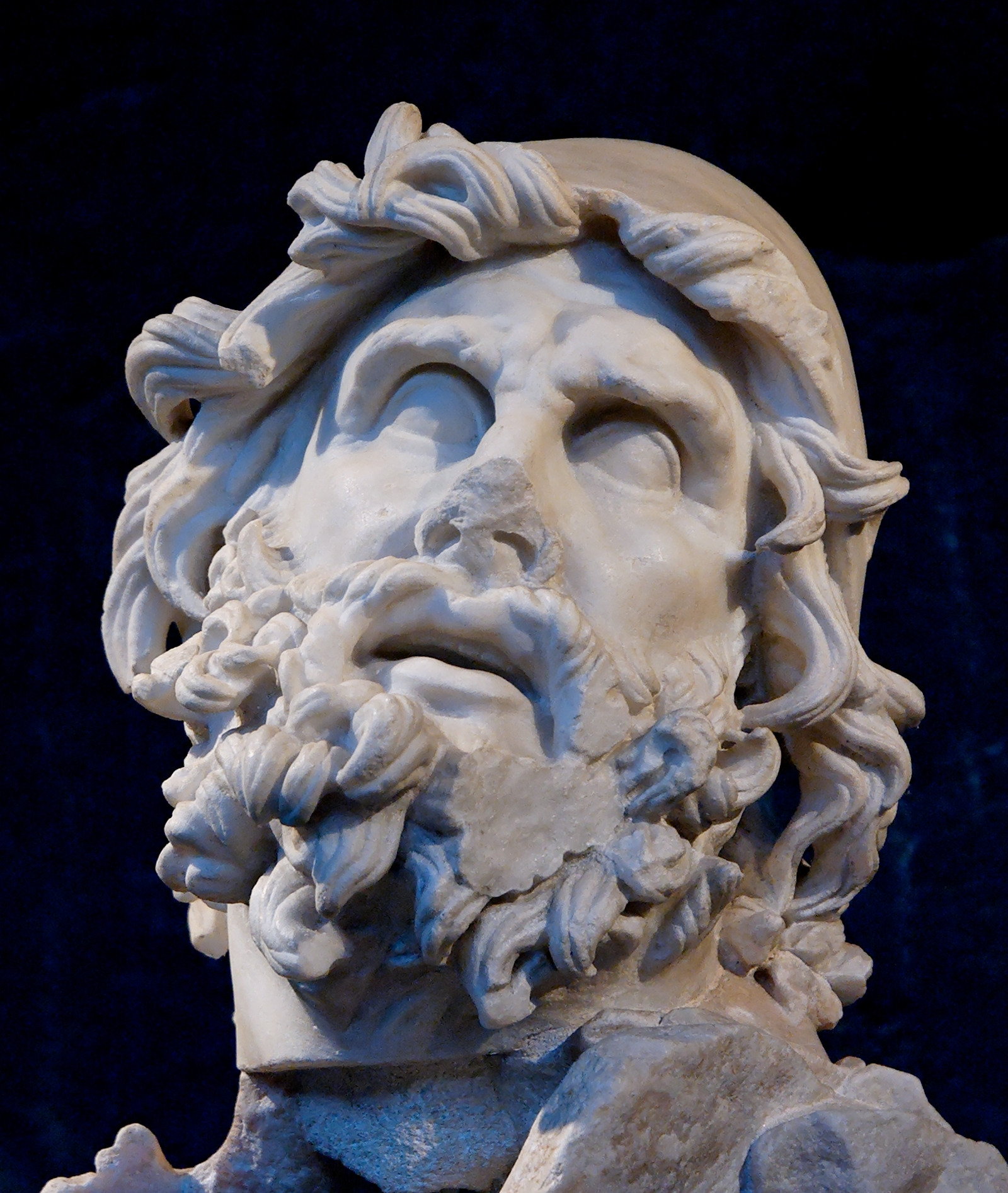
Groupe de Polyphème : Ulysse. Musée archéologique de Sperlonga. Fin du IIe siècle  Période impériale
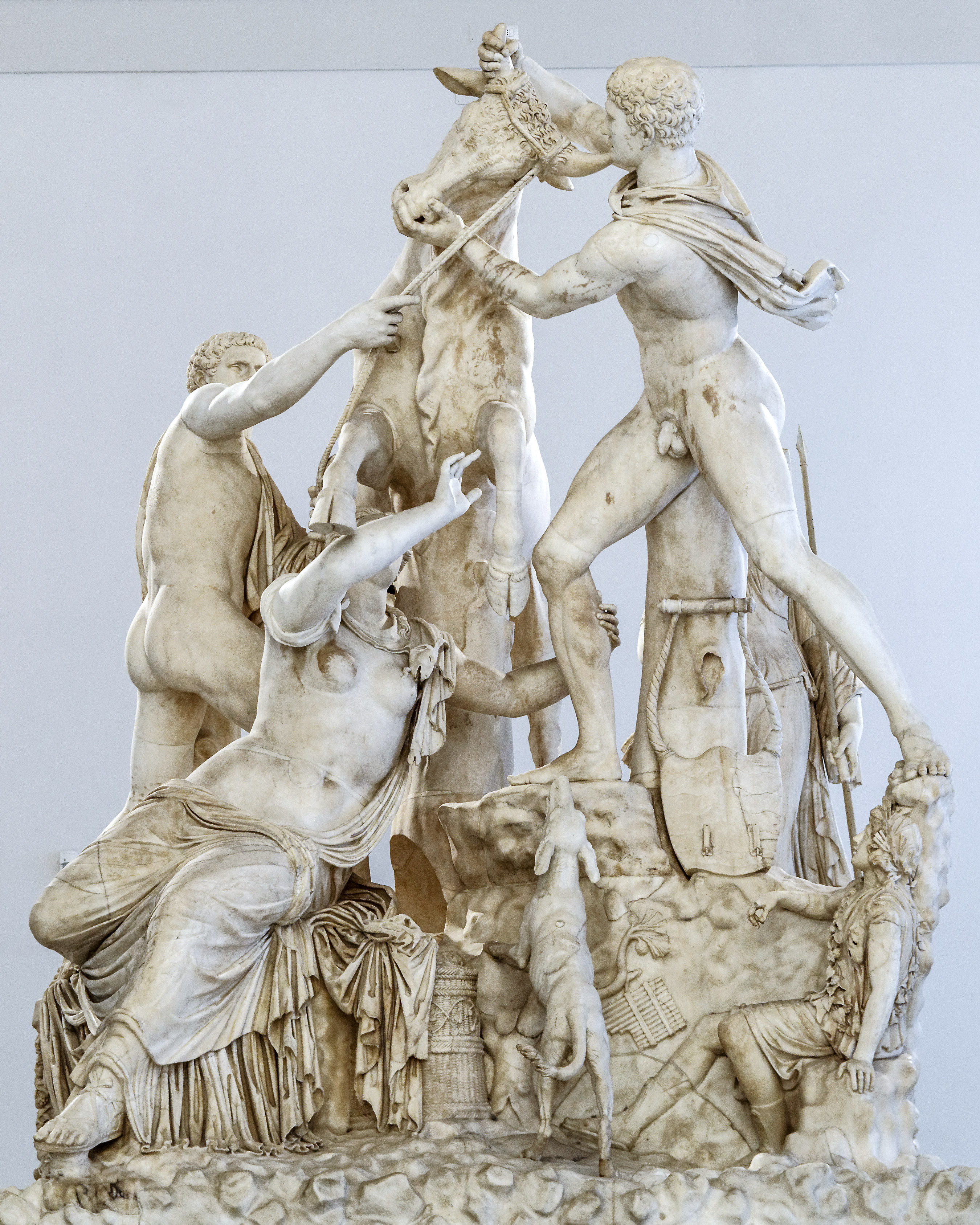
« Taureau Farnèse ». Fin du IIe siècle. Marbre, H. 3,70 m. MNArch, Naples  Période impériale
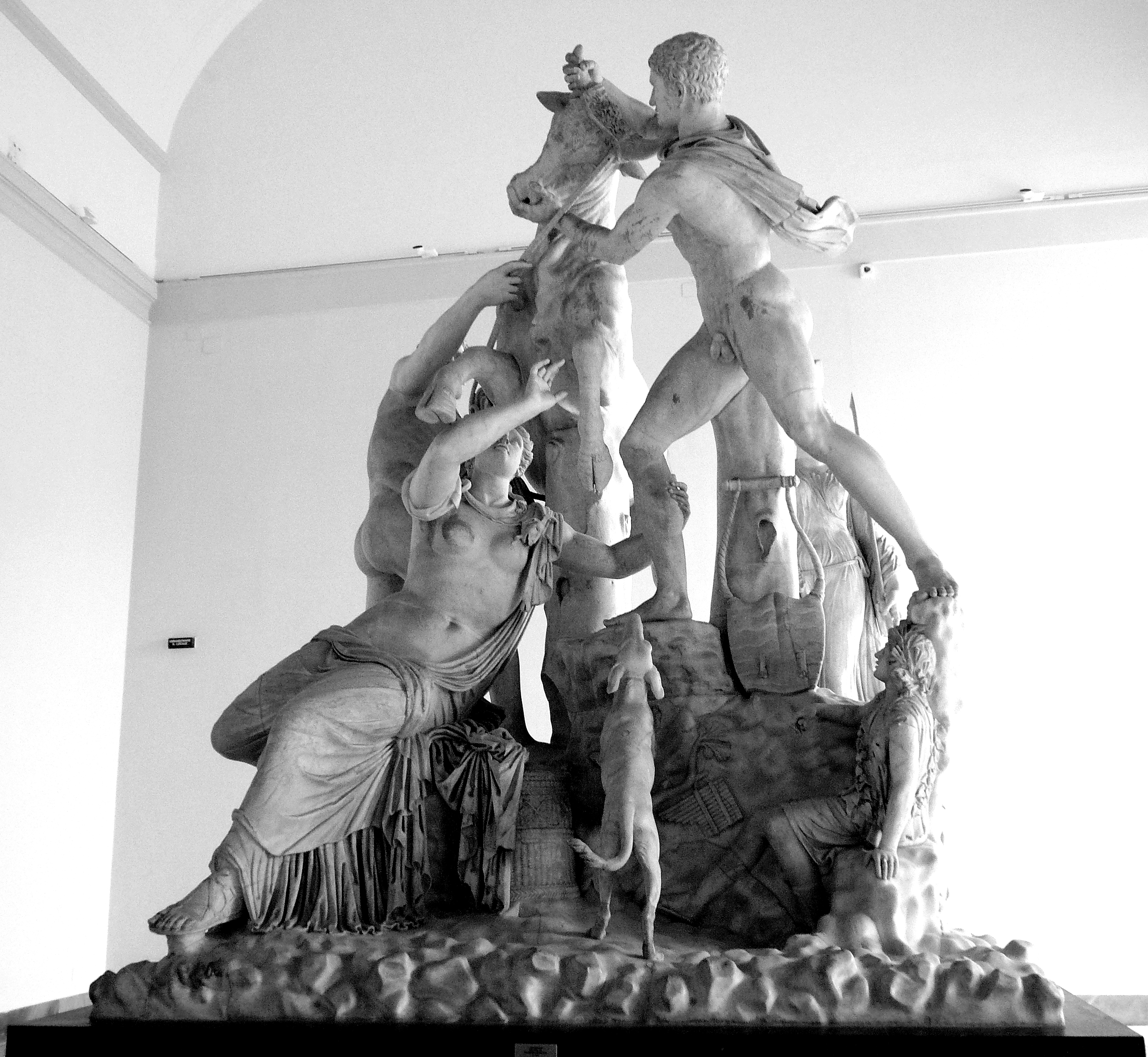
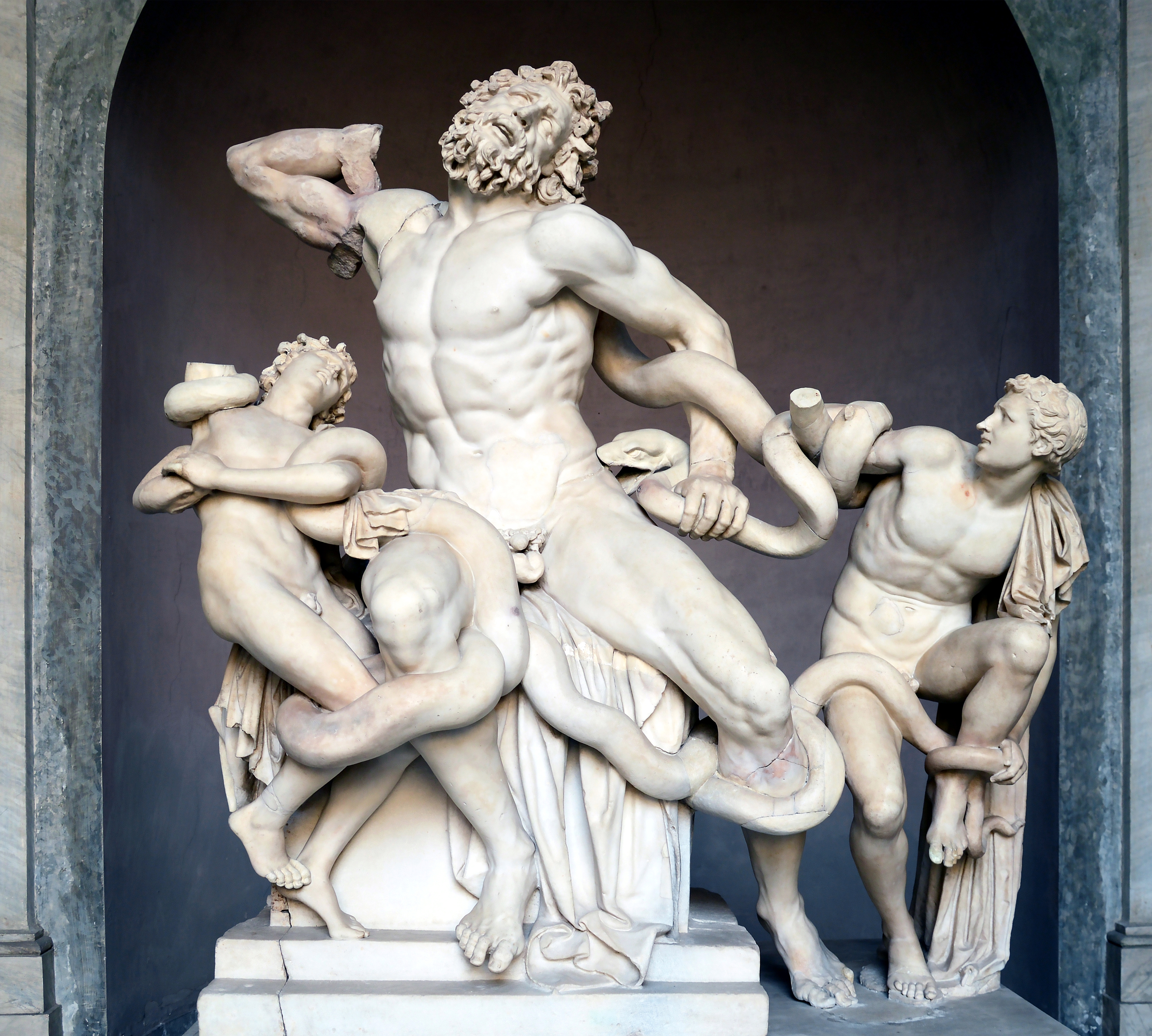
Groupe du Laocoon, vers 40 AEC. Marbre peint[58], H. 2,42 m L. 1,60 m. Musée Pio-Clementino  Période impériale

Le monumental groupe de Polyphème n'est qu'un fragment d'un ensemble plus vaste encore, les statues de Sperlonga, qui ornait une grotte dans une villa impériale à Sperlonga, sur la côte, au sud de Rome. Il s'agit, donc, d'un exceptionnel ensemble retrouvé dans le contexte pour lequel il avait été créé. On servait dans cette grotte des banquets. La villa a été édifiée dans les années 75-50, mais l'ensemble aménagé dans la grotte n'est pas encore daté. La grotte s'est effondrée en 26 de notre ère. Selon François Queyrel, certains groupes (Rapt du Palladion, groupe du monstre Scylla) ont été créés par des sculpteurs opérant sous Tibère. Mais le groupe de Polyphème est une copie d'un original en bronze. Les signatures, sur le groupe de Scylla, portent les mêmes noms que ceux des trois sculpteurs rhodiens du Laocoon, mais il pourrait s'agir de parents. Le marbre utilisé par ces sculpteurs rhodiens provient d'une carrière qui n'est exploitée que depuis la fin du règne d'Auguste (r. 27 AEC-14 EC). Ces sculpteurs, selon François Queyrel, ont fait de nombreuses citations à des œuvres célèbres à l'époque pour créer ces sculptures nouvelles, de Sperlonga.
Quant au Laocoon — un père et ses fils étouffés par ce gigantesque serpent envoyé par Poséidon ou Athéna au cours de la guerre de Troie — il a pu évoquer, à lui seul, toute la sculpture hellénistique et cela jusqu'au XXe siècle. Sa découverte en 1506 à Rome coïncide avec une passion partagée en Occident, celle pour toutes ces sculptures découvertes à Rome et qui semblaient — pendant quatre siècles — être des copies fidèles d'originaux grecs disparus. L'histoire de sa réception pendant ces quatre siècles montre qu'il a été au centre de l'intérêt pour la sculpture antique. Les premiers, les humanistes ont été attentifs à identifier le sujet de cette sculpture d'après le passage de Virgile ; Michel-Ange venu sur les lieux de la découverte avec le jeune Giorgio Vasari trouve immédiatement le texte de Pline qui évoque le groupe dans la maison de Sévère ou d'Antonin le Pieux. Bien plus tard, Winckelmann, considéré comme le fondateur de l’histoire de l'art et de l’archéologie au XVIIIe siècle change de point de vue, d'abord chef-d'œuvre de l'art classique, il y voit ensuite l'incarnation de la condition humaine. Les souffrances qui torturent les trois corps musclés qui sont si fortement exprimées dans le marbre ont par ailleurs soulevé de nombreuses questions qui ont trouvé finalement leur solution. Un bras a été retrouvé récemment qui clarifie l'expression du père. Le groupe était un objet décoratif adossé contre un mur et devait être vu frontalement. Enfin Laocoon a effectivement l'expression d'un aveugle, suivant la version de la légende retenue ici.
Lorsque Pline l'Ancien, au Ier siècle de notre ère, place le groupe du Laocoon au dessus de toutes les créations de la sculpture et de la peinture, il exprime ainsi sa totale admiration pour cet art hellénistique expressionniste et violent, alors qu'il est tout aussi attentif à la minutie dans la reproduction réaliste du détail, mais sans excès : il dit, en effet, son admiration pour la Chienne du Capitole qui lèche ses blessures. Le succès de l'art hellénistique dans le monde romain, jusqu'à Pline, tient à cette diversité.

Satyre de Mazara del Vallo. Bronze, H. 2 m. (restitué 2,40 m.) ; blanc des globes oculaires conservé.
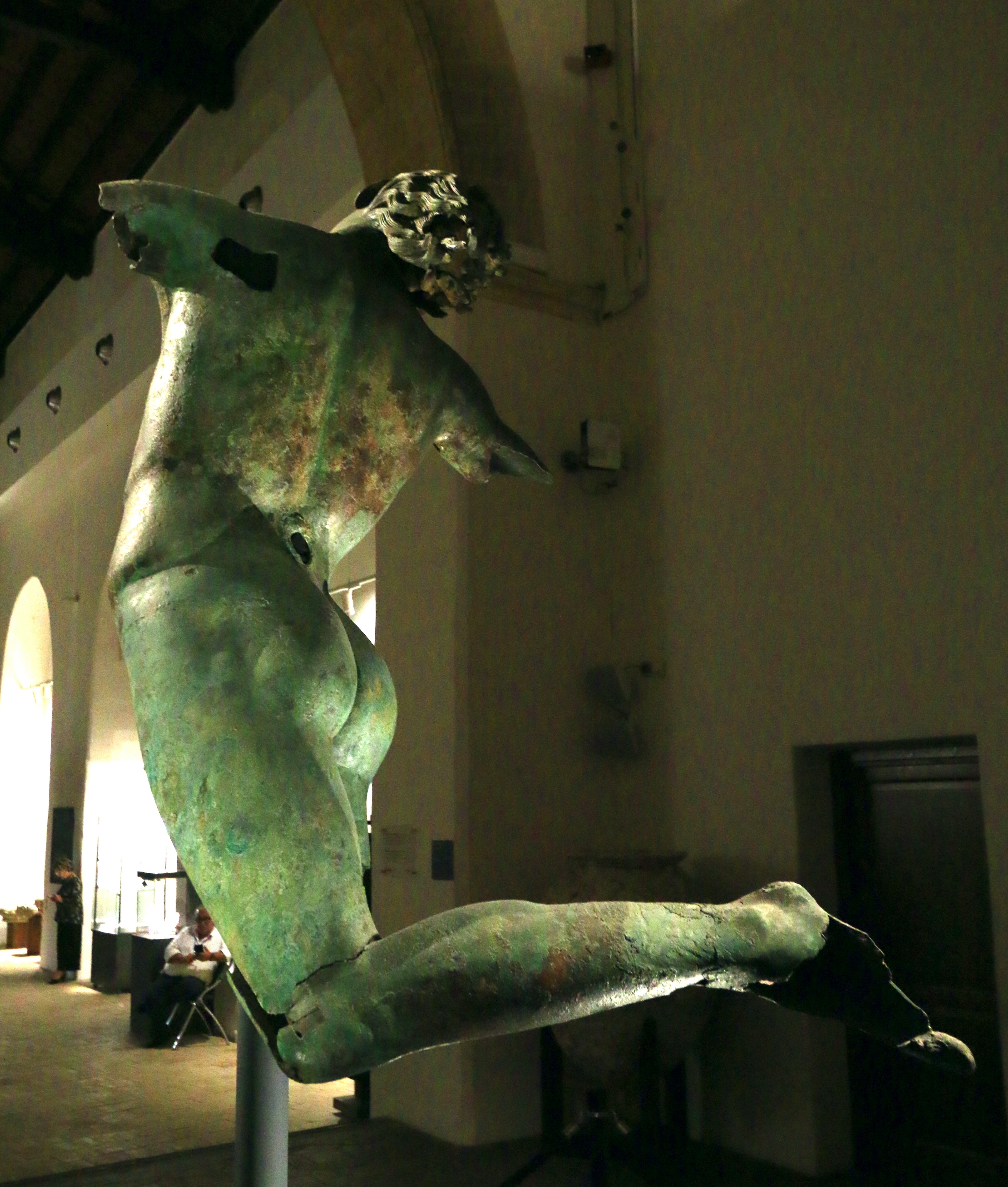
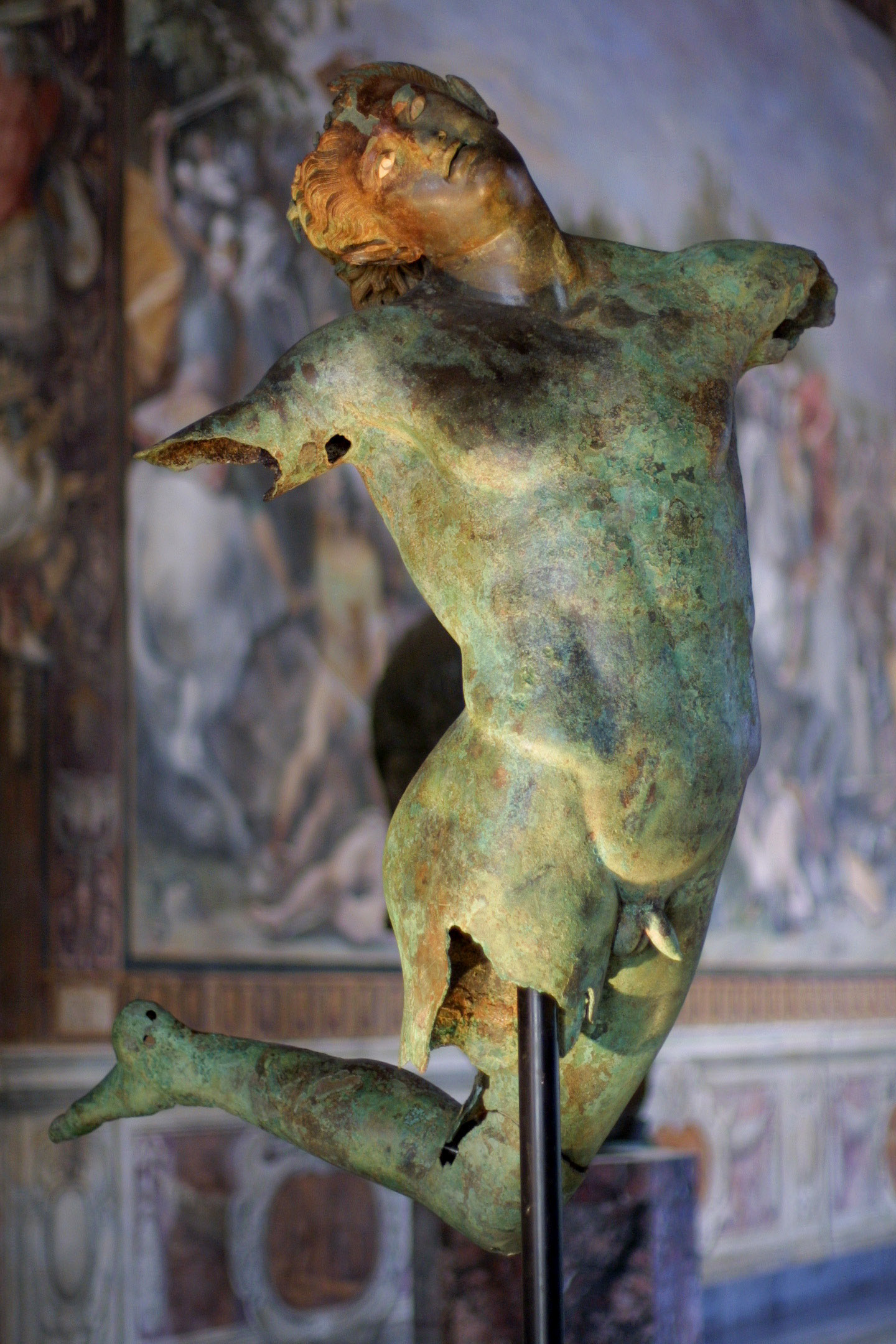

Le Satyre dansant de Mazara del Vallo pose encore de nombreuses questions. Proche, par le style, des dernières sculptures de Praxitèle, donc fin du IVe siècle, il pourrait s'agir, en raison de la composition du bronze, d'une réplique en bronze d'après un original hellénistique. La réplique aurait pu être réalisée à l'époque romaine. Sa fonction reste énigmatique. Certains on vu, dans la réplique (si c'en est une), la figure de proue d'un vaisseau romain. Mais l'original, quant à lui, aurait pu appartenir à un Triomphe de Dionysos comme le Satyre sur le Vase Borghèse (vers 40-30). Le motif du Satyre dansant dans cette pose se retrouve sur un camée attribué à Sostratos, l'un des grands maîtres de la glyptique du premier siècle avant l'ère commune.

## Inventions hellénistiques pour le décor de l'habitation
Parmi les sculptures relevant de l'héritage classique, ou bien « expressionnistes » voire « baroques », certaines étaient utilisées comme décor de l'habitation ou du jardin. De nouveaux procédés participent de ce décor.

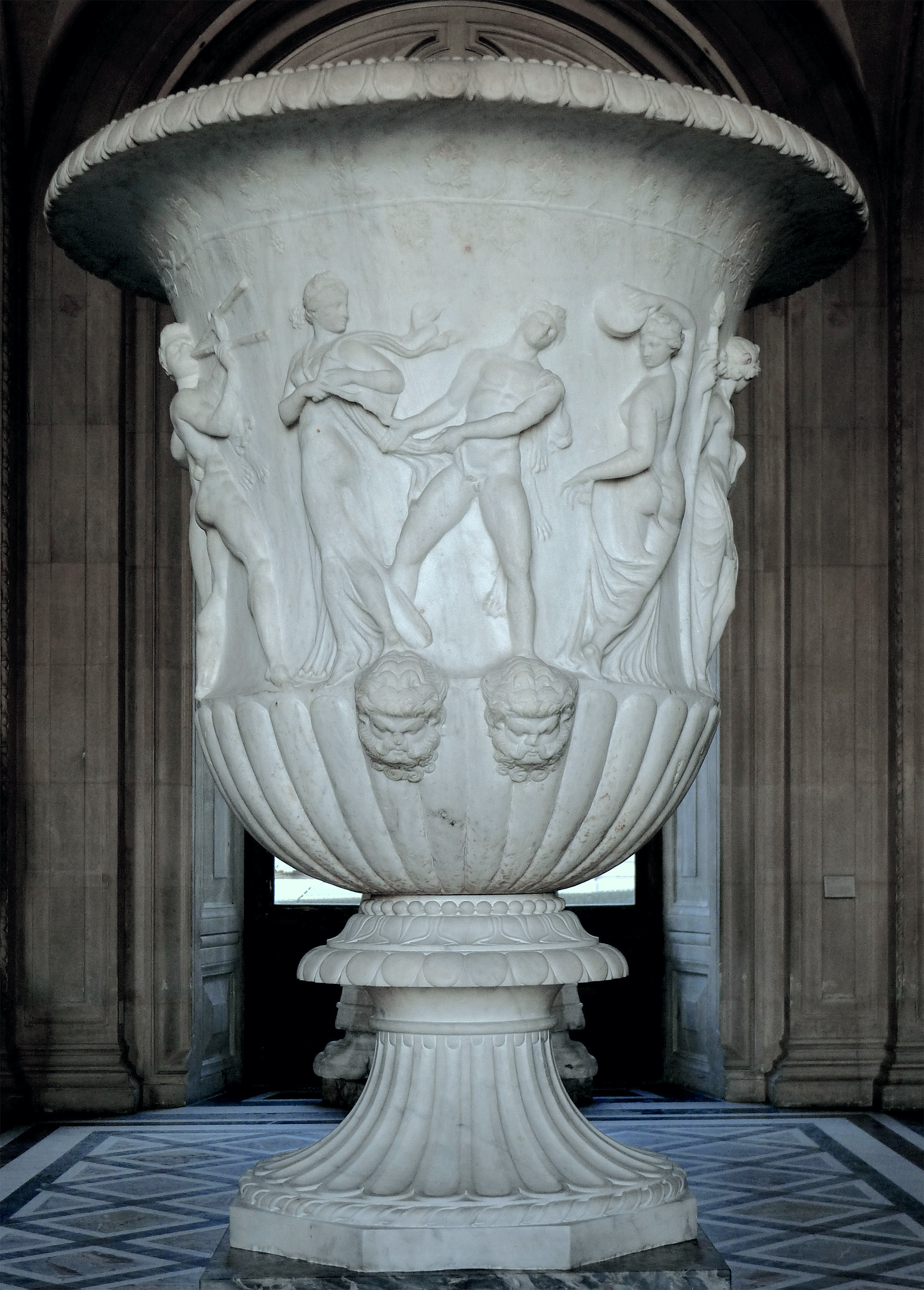
Vase Borghèse. Marbre, H. 1,71 m. Entre 100 et 25. Louvre
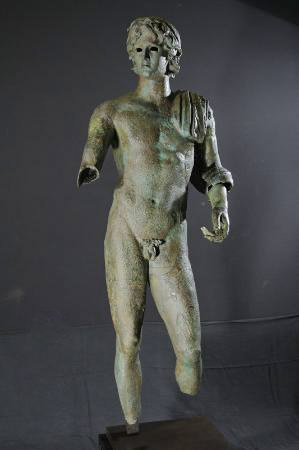
Alexandre (« Éphèbe d'Agde ». Bronze, H. 1,33 m. Vers (?) 44-27 AEC. Musée de l'Éphèbe, Agde

Le vase Borghèse, découvert dans un bateau coulé peu après 86 de notre ère, transportait un autre vase de ce type parmi bien d'autres éléments décoratifs, réalisés dans le monde hellénistique, souvent en Grèce, et destinés aux riches demeures romaines. Satires et ménades qui alternent, nus ou à peine voilés, offrent des poses parfois acrobatiques ou inattendues, pour le simple plaisir des yeux. Ce type de figures remonte à la fin de la période classique, maniériste ou « style riche », fin du Ve siècle. La statuaire conçue pour orner les banquets pouvait inclure des statues luminaires, porteuses de flambeaux, et figurer des athlètes, comme Bacchus ou Apollon. Ces statues sont nombreuses à Pompéi. L' "Alexandre" trouvé dans le lit de l'Hérault à Agde (l'Éphèbe d'Agde) est une de ces statues romaines, luminaires.

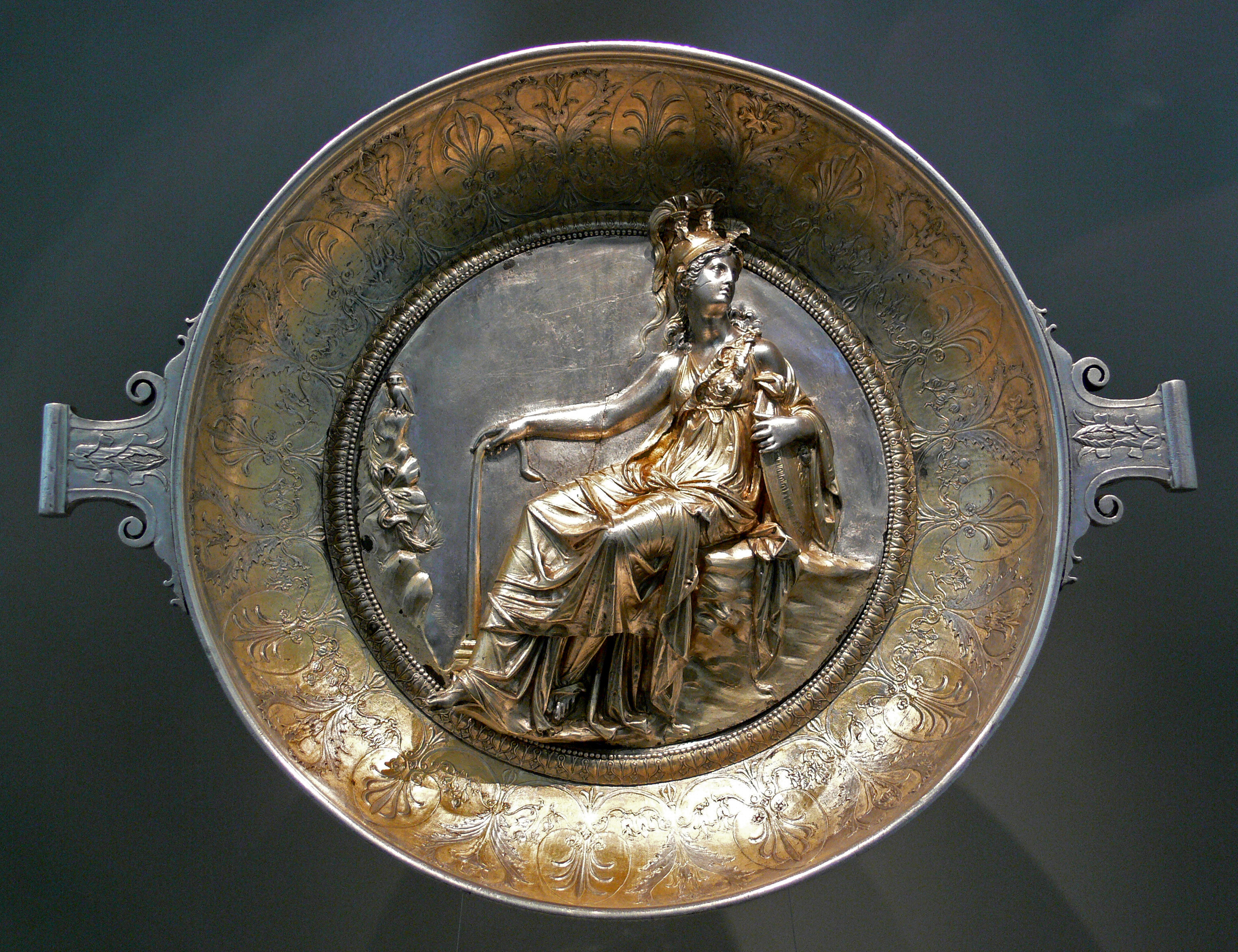
Coupe à l'emblema (mot latin) d'Athéna, 150-100. (Coupe: 30-1 AEC, d'un service de table romain). Trésor de Hildesheim (1868). Altes Museum[N 17].
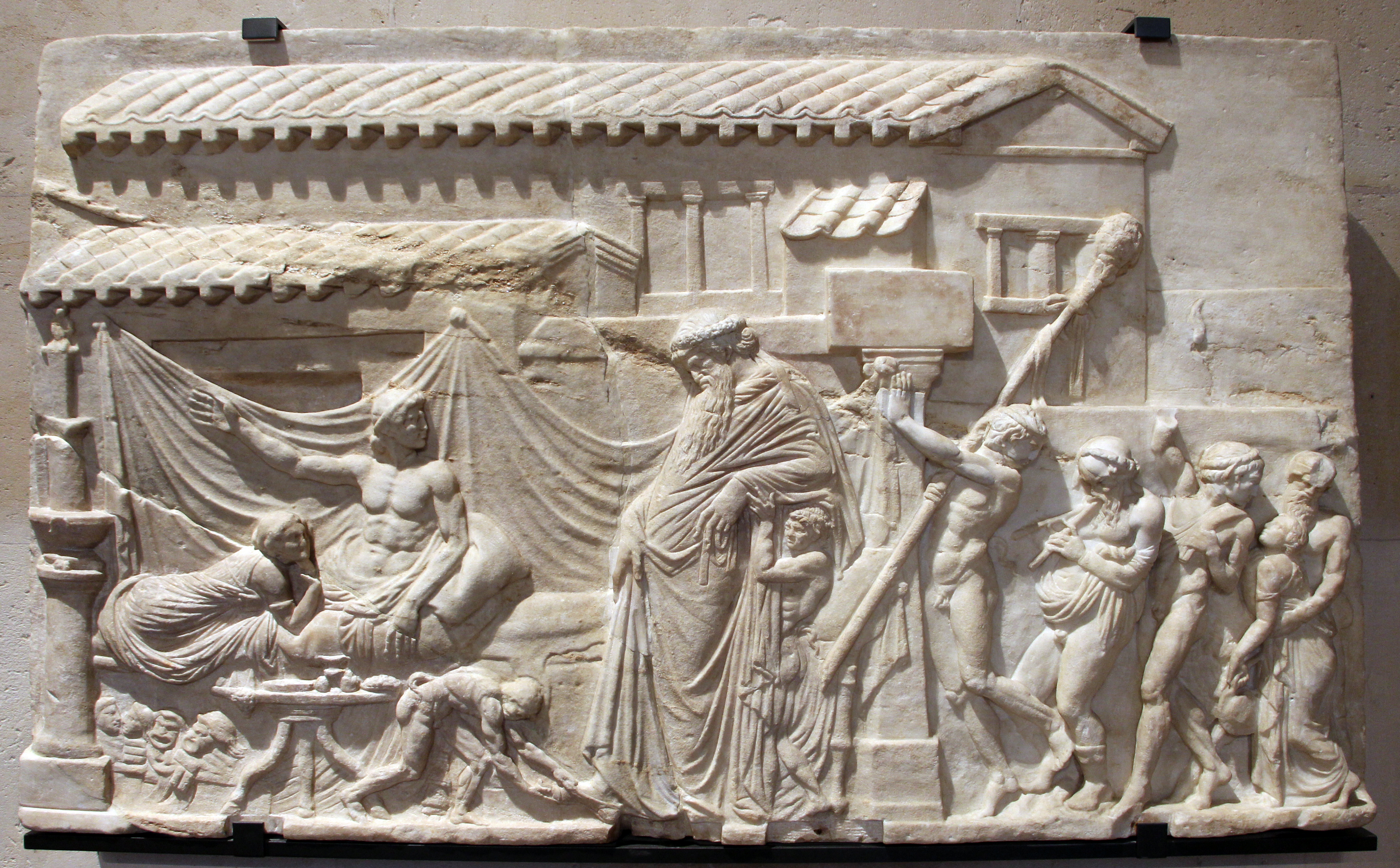
Un poète reçoit Dionysos. Copie romaine/original du Ier siècle AEC, L. 129 cm. Louvre

Le Trésor de Hildesheim comportait une coupe où la partie centrale est un embléma en relief. Athéna est assise sur un rocher, la tête, en haut relief, tournée vers la droite. Son corps très élancé et la longueur de son cou pourraient être comparés à un corps maniériste de Parmigianino et comme celui de Diane appuyée sur un cerf , de Jean Goujon. L'attention du sculpteur s'est portée aussi sur les couleurs des métaux, comme le faisaient les grands noms de la sculpture grecque classique pour le choix des métaux. Les parties dénudées du corps brillent du même argent que le fond plat ainsi que le roc sur lequel est posée la chouette de la déesse (plus exactement la chevêche d'Athéna). Le casque prestigieux, le chiton, le manteau sont dorés ; ils ont même été partiellement peints autrefois. L'embléma a été monté en coupe à l'époque romaine.

## Inventions hellénistiques avec l'héritage archaïque
En Macédoine au début du IIIe siècle, vers 315, plusieurs modèles dominent les références artistiques de ces sculpteurs. Surtout Praxitèle mais, plus généralement, Athènes dans le second classicisme du IVe siècle, et aussi le style archaïsant (inspiré de la sculpture grecque archaïque du VIe siècle), qui était en vogue vers 325-320. Ces sculpteurs conçoivent ainsi des formes « classicisantes » voire « néoarchaïques » à la demande de leurs commanditaires.
Découvert en 1834, l'Apollon de Piombino se présentait comme une énigme, il s'est révélé, peu à peu — car les chercheurs avaient des avis divergents — être une création typiquement néoarchaïque. Cet Apollon, en bronze, haut de 1,16 m serait, en fonction de sa taille, une statue votive, et non une statue de culte hellénistique. La difficulté qu'a posé cette découverte porte surtout sur deux points. D'une part, les bras détachés du corps indiquaient la technique utilisée, celle de la fonte en creux — ou méthode indirecte à la cire perdue — ce qui a pu paraître surprenant par comparaison avec les autres bronzes archaïques. D'autre part, « la longueur excessive des jambes, le modelé du dos, plus prononcé que celui de la poitrine, la gracilité des traits du visage, les effets décoratifs de la coiffure » tout cela mettait en garde contre un bronze réellement archaïque. L'intérieur de la statue a révélé en 1842 une lamelle de bronze portant la signature de deux sculpteurs rhodiens actifs au Ier siècle. Enfin, la découverte, en 1967, d'un Apollon de bronze presque identique dans une maison de Pompéi a confirmé que l'on avait là des sculptures réalisées à l'époque hellénistique dans un style ancien pour répondre à une mode passagère. Ces sculpteurs, très connus à leur époque, ont donc fabriqué un faux archaïque qui a trompé les amateurs romains et les savants modernes jusqu'à la découverte de son « frère » à Pompéi.

L'héritage archaïque
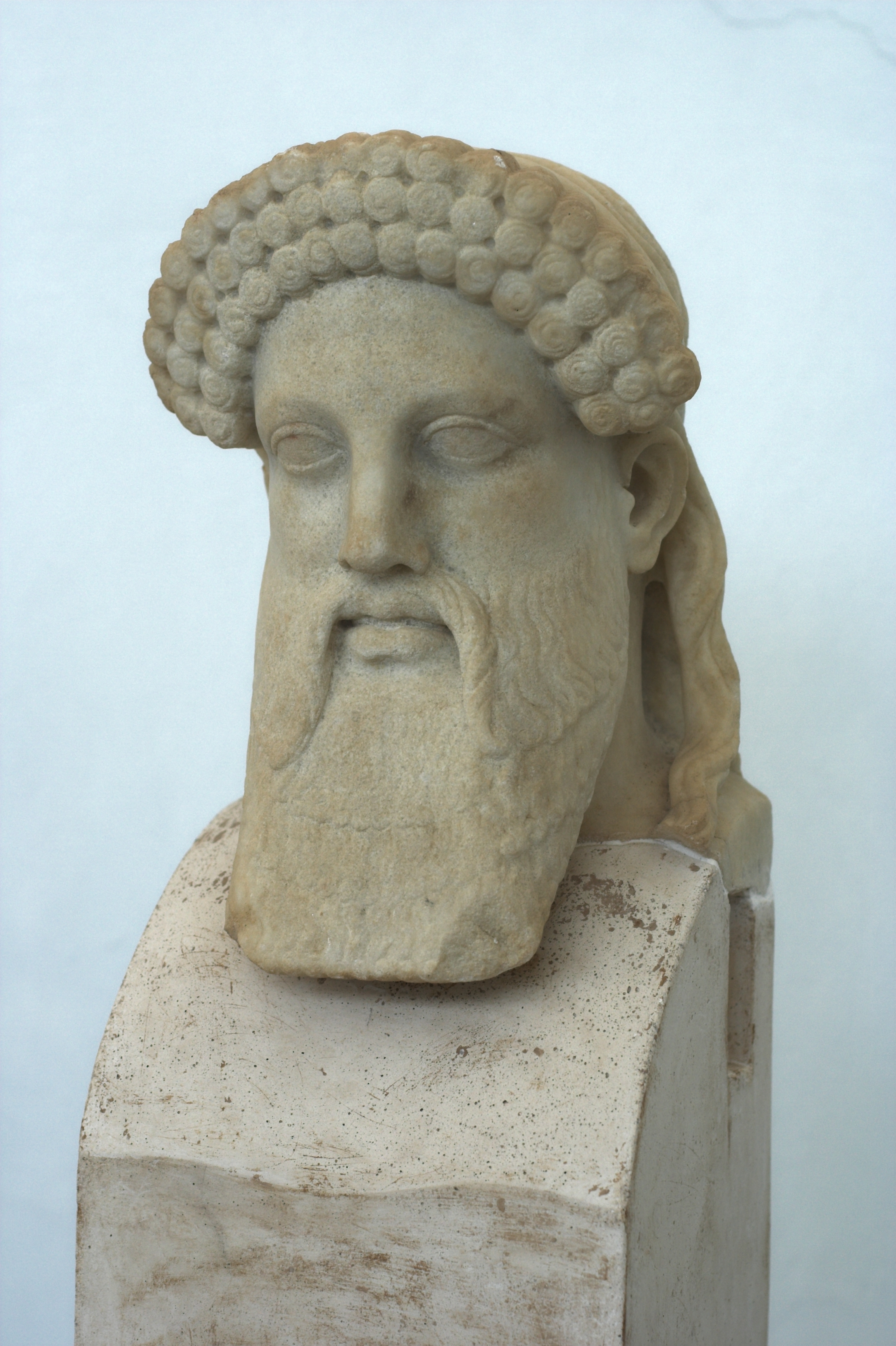
Tête d'un Hermès dans le style archaïsant. Délos, MArch
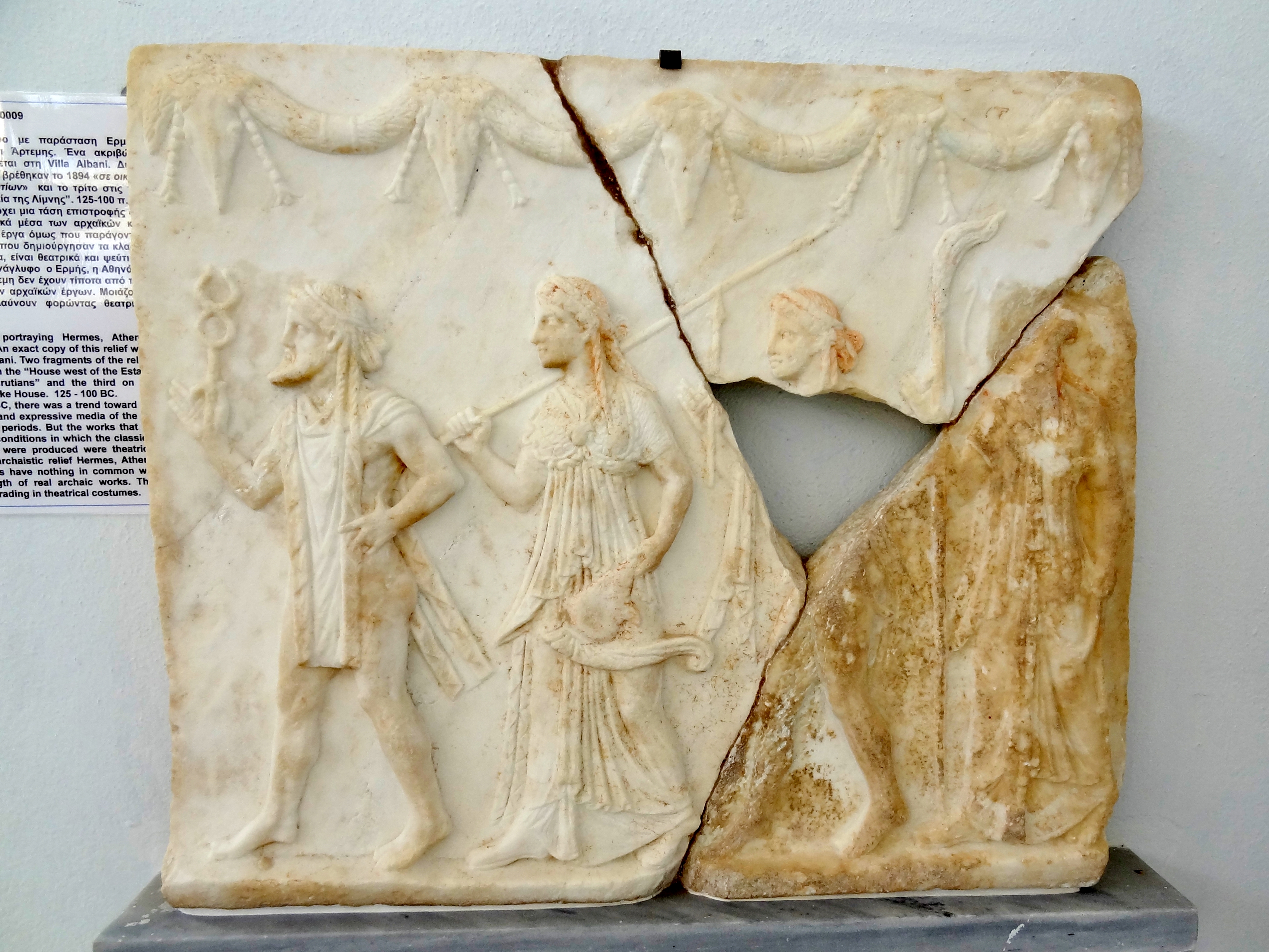
Relief néoarchaïque représentant les dieux Hermès, Athéna, Apollon et Artémis, 125-100 av. J.-C. Marbre, H. 0,50. Délos, MArch
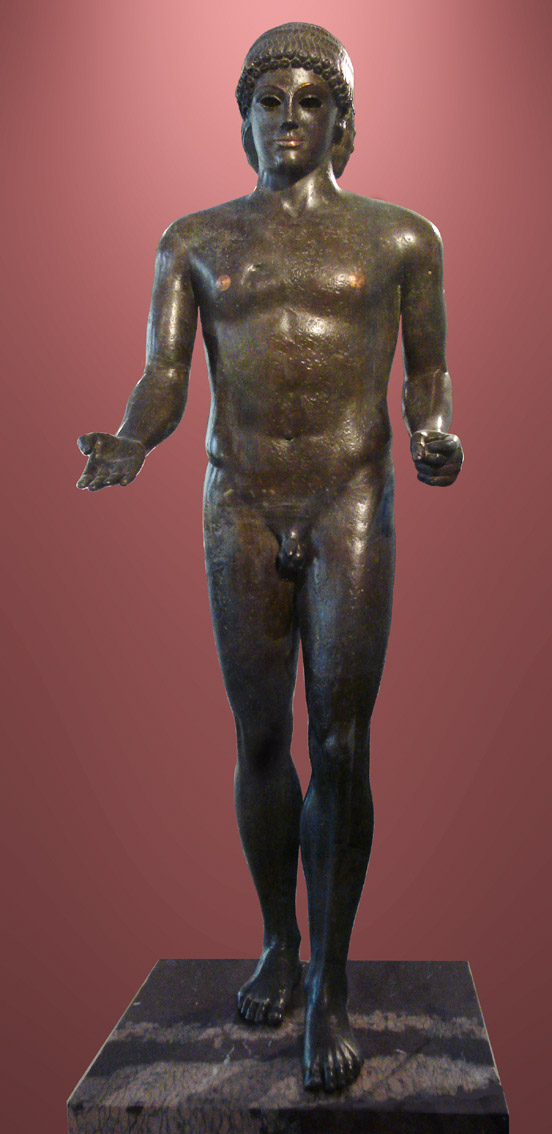
Apollon de Piombino. Vers 125-100. Bronze, H. 1,16 m. Louvre
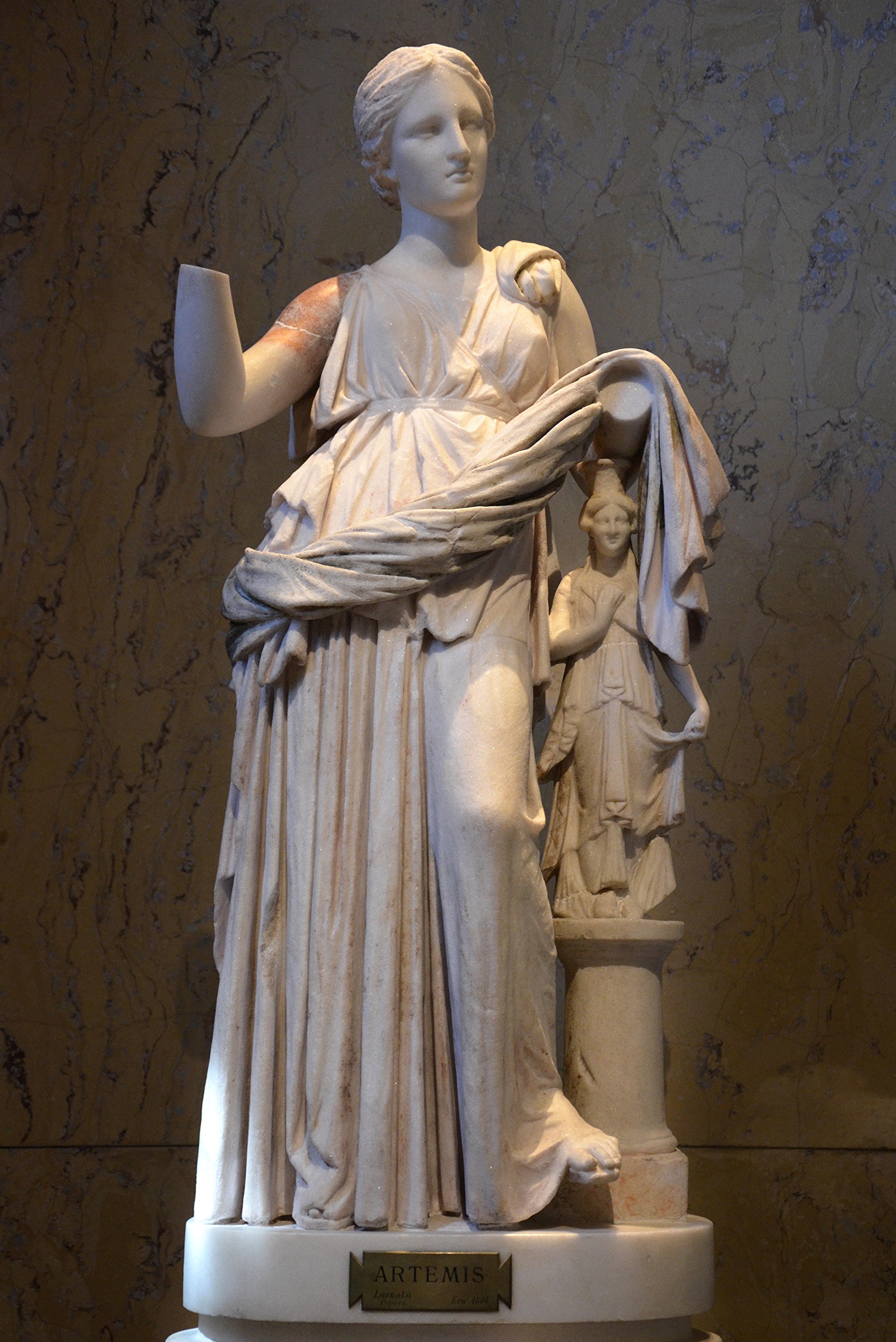
Artémis de Larnaca (Chypre). Fin du IIe siècle. Marbre, H. 78 cm. Kunsthistorisches Museum, Vienne.
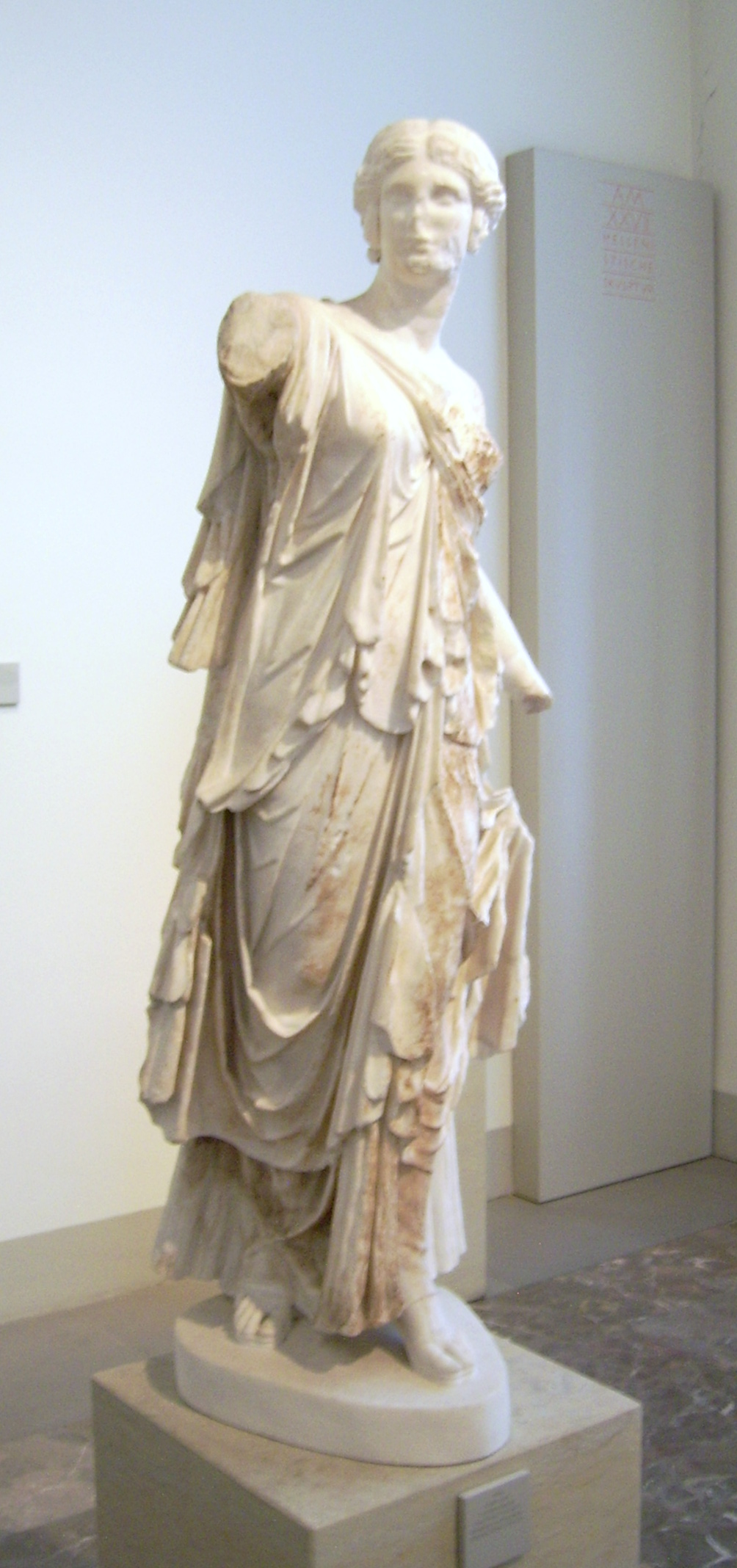
Danseuse de Pergame (de). Marbre. H. 1,14 m. Berlin

L'Artémis de Larnaca possède un visage proche des réinterprétations de l'Aphrodite de Cnide et pourrait avoir été une statue de culte classicisante ; elle est accoudée à une statue archaïsante qui semble être une statue de culte mais pourrait plutôt, en raison de sa petite taille, comme l'Apollon de Piombino, reproduire une statue votive. Quant à la « Danseuse de Pergame », décoration du palais V de Pergame, elle s'intégrait, avec son style archaïsant, dans le mobilier du palais en porteuse de couronne ou de flambeau. Avec la statuette de l'Artémis de Larnaca, ce type de sculpture correspond au goût des derniers rois de Pergame. Elles rappellent la religion pratiquée depuis une période déjà très ancienne, référence à un ancien temps idéalisé, et mettent ainsi en valeur le luxe rare dans lequel vit le roi de Pergame.

## Portraits et sculptures commémoratives

### Portraits honorifiques de tradition classique
Malgré ses défaites militaires et dans le climat d'extrême violence dû aux guerres des Diadoques, Athènes continue d'être un foyer de création qui donne suite aux grands prédécesseurs du IVe siècle. Ainsi les deux fils de Praxitèle signent vers 290 le portrait, honorifique et plus ou moins réaliste, de Ménandre, l'un des plus importants représentants de la Nouvelle Comédie, à la fin du IVe siècle. L'espace architectural du théâtre — ici, les entrées en bas des gradins (parodoï) — sont d'ailleurs un lieu privilégié pour ces statues honorifiques d'hommes de lettres. L'emplacement d'un portrait détermine la lecture qui en est faite. Comme les monuments à portraits poussent à en créer de nouveaux, ainsi les habitants pourront les comparer ou les mettre en rapport dans un rappel ou une réécriture de cette Histoire qui les a vus, chacun, intervenir. Le contexte urbain, l'agora d'Athènes et son Monument aux tyrannicides et celui des Héros éponymes des tribus, à Athènes, avec de nombreux sites semblables, ont donné lieu à créations, déplacements et remplacements significatifs jusqu'en pleine période hellénistique.
La représentation de certaines femmes, du monde des notables, suit les modèles fixés à la fin de la période classique avec la Grande Herculanaise (voilée) et la Petite Herculanaise (tête nue). Par ailleurs, l'adoption de ces références classiques donne lieu à des variantes innombrables (comme, au IVe siècle, cela avait été le cas pour des terres cuites de Tanagra) : ainsi au début du IIIe siècle, la prêtresse Nikeso porte un manteau, un diplax en lin replié sur la poitrine, à la texture superbement gaufrée en bandes verticales. Le jeu du drapé artistique par des masses de tissu est accentué ici par le contraste évident entre le tissu du manteau côtelé et le chiton riche en tissu très doux qui tombe jusqu'aux pieds.

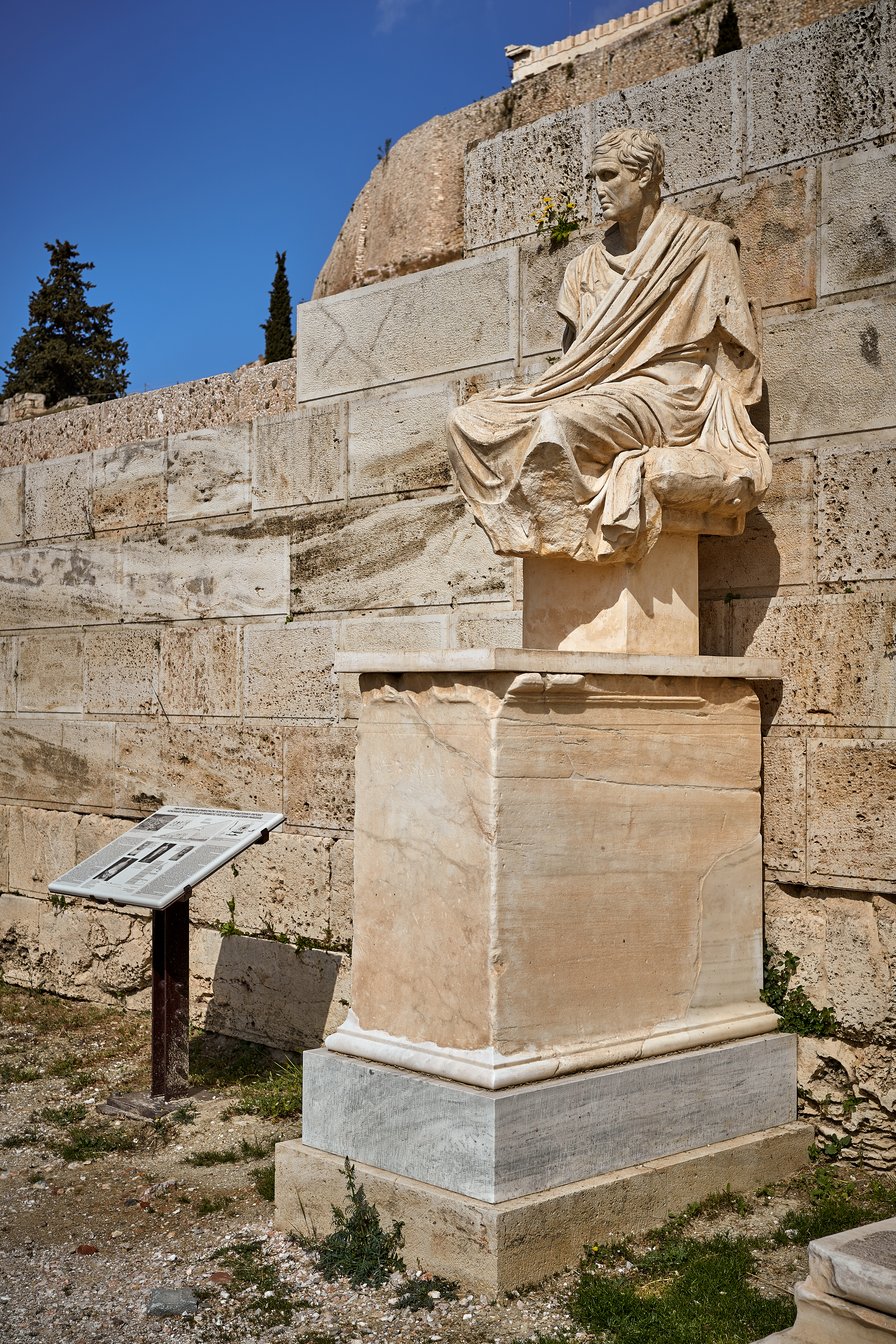
Statue de Ménandre (342-290) et base inscrite, v. 290. Céphisodote et Timarchos, fils de Praxitèle. Théâtre de Dionysos, Athènes
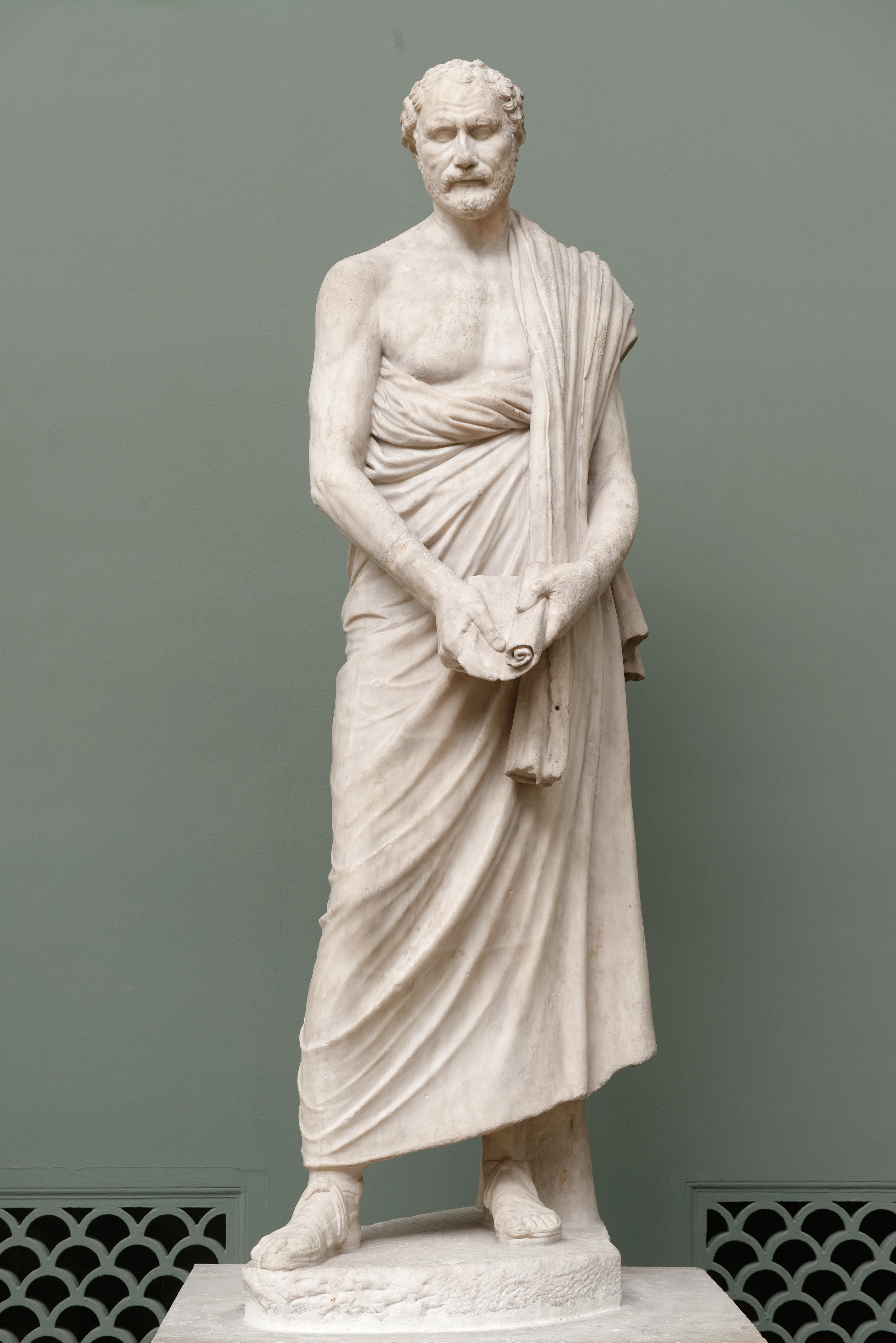
Portrait posthume de l'orateur Démosthènes, bienfaiteur et patriote. Copie romaine, marbre H. 2 m. 280/79. Ny Carlsberg Glyptotek[80],
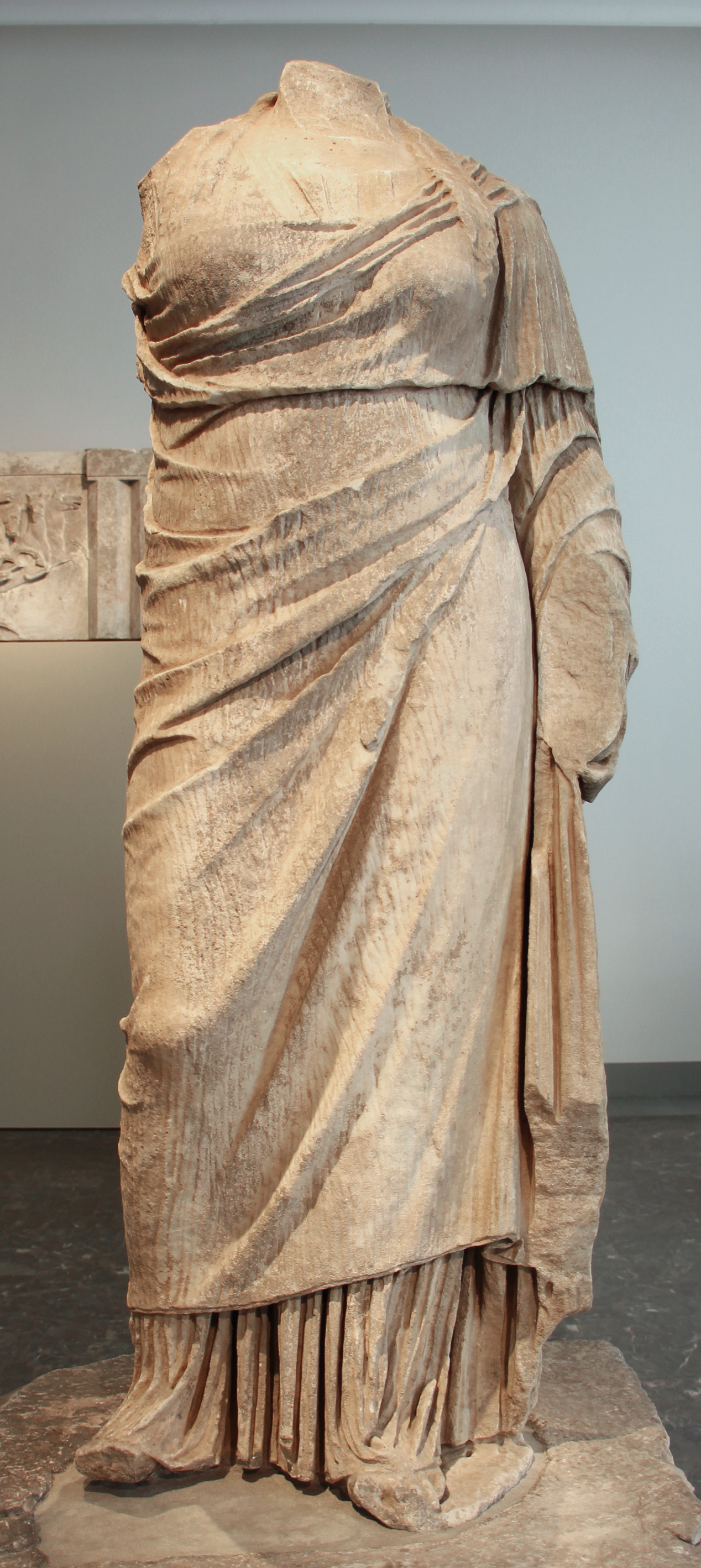
Statue portrait drapé de la prêtresse Nikeso. Sanctuaire de Déméter à Priène. 300-250. H. 1,73 m. Altes Museum
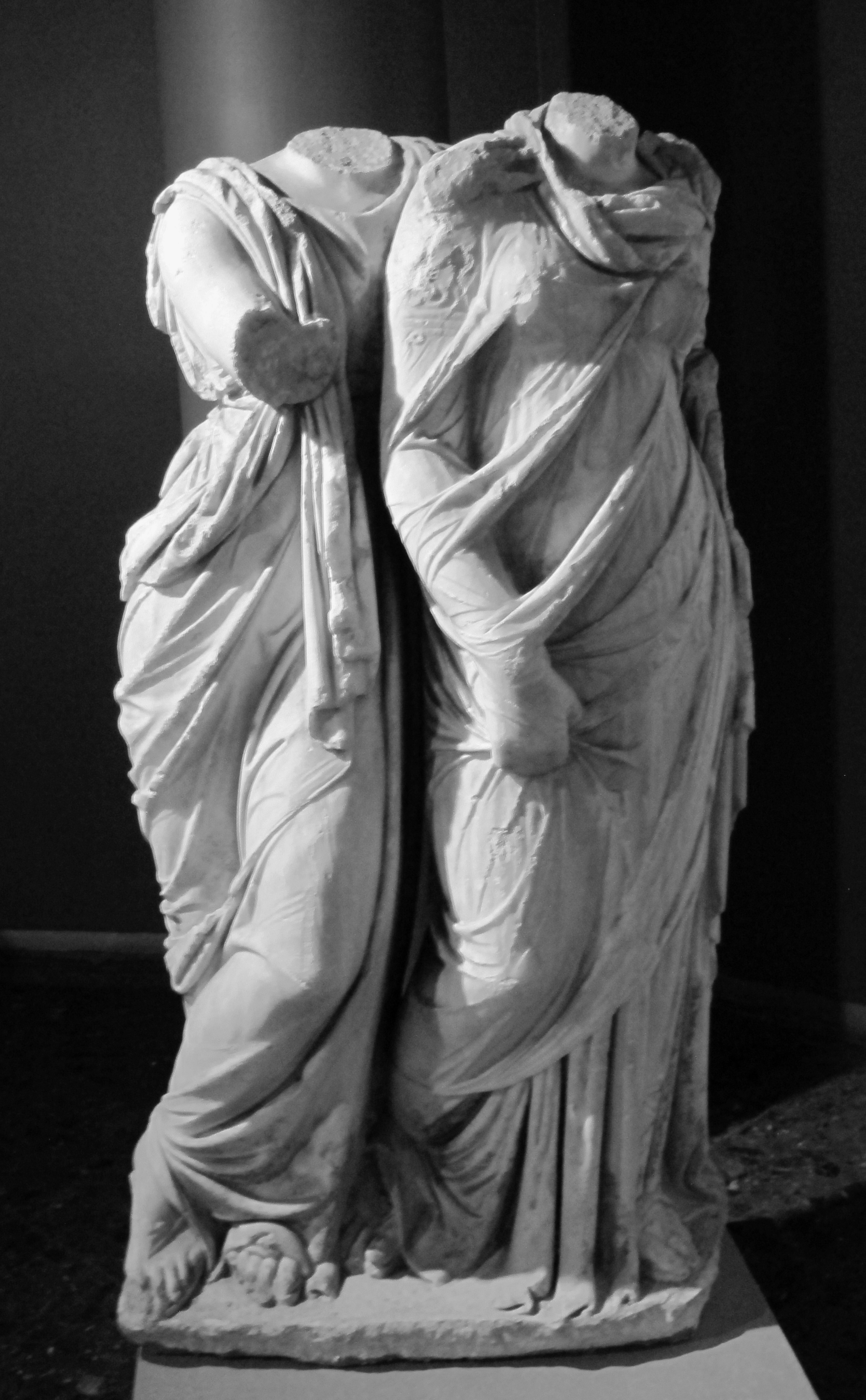
Portrait de deux femmes drapées. IIe siècle. Marbre, H. 1,41 m. Izmir, MArch[82].

En Asie Mineure, au IIe et au début du Ier siècle, c'est le portrait féminin drapé qui atteint des sommets : harmonie des lignes de lumière et d'ombre, subtiles volumes et formes qu'on devine sous l'étoffe ; ces effets plastiques peuvent parfaitement s'appliquer au groupe de deux femmes presque enlacées, dans un bouleutérion à Izmir, la salle de réunion du conseil de la cité. Mais la qualité des portraits féminins de cette époque a fait des envieux ou envieuses car bien des statues honorifiques de cette époque ont été remployées à l'époque romaine en remplaçant, tout simplement, la tête. Ainsi une certaine Baebia (par la dédicace inscrite de la base) femme d'une famille romaine dont un membre a été en poste en Asie Mineure en 62 AEC s'est vue dotée d'une statue portrait plus ancienne, du IIe siècle, dans laquelle on a inséré la nouvelle tête dans le voile de la première,.
Dans leur pratique du portrait, les Grecs et les héritiers, même lointains, d'Alexandre ont toujours privilégié le portrait en pied ou équestre en bronze, parfois doré, de taille humaine. Ce portrait en pied ou équestre est une eikôn, dans l'espace hellénistique ; plus généralement, ce terme évoque « une ressemblance, une image, un portrait » ; ce qui a donné, en latin, icon, puis icône, iconique , etc.. Mais les Romains de l'Empire (27 AEC - 476 EC), qui font travailler des sculpteurs hellénistiques ou d'un style similaire, ont hérité, de l'époque républicaine (509 AEC - 27 AEC), de la tradition du portrait familial sous forme de masques funéraires, les imagines. Ces images étant relevées par empreinte, directement sur le visage du vivant ou du défunt. Mais les Romains d'époque impériale abandonnent cette tradition. Tout en s'inspirant de l'art hellénistique par son style réaliste, ils ont fait réaliser presque exclusivement des bustes et, bien plus rarement, et des portraits en pied. Ainsi, les copies qu'ils ont fait réaliser, comme celui d'un roi lagide (« Ptolémée II » (?) de la Villa des Papyrus), se sont donc souvent réduites à de simples bustes en marbre, parfois en métal. Et pour Pline l'Ancien (23-79 EC) - le premier à composer une histoire de l'art - l'art (traditionnel) est mort : avec ces bustes taillés dans des marbres somptueux, l'extrême ressemblance de l'image d'ancêtre, l'image « véritable » est morte, cette imago, un élément essentiel à la République romaine, fondée sur les généalogies des grandes familles de l'aristocratie patricienne, disparaït. Pline vise aussi, dans ses critiques, le luxe de ces portraits plus ou moins hellénistiques, les métaux précieux où ces riches romains font réaliser « des images de leur argent et non d'eux-mêmes ». Bien de ces portraits - d'étrangers, parfois - ne sont plus que des ornements, des signes de distinction.

### Portraits réalistes et expressifs
Au début du Ve siècle, à l'époque classique donc, la physionomie représentée dans le premier portrait connu (Thémistocle) était déjà bien celle d'un individu dont les traits n'appartenaient manifestement qu'à lui, la manifestation claire d'une « identité ». Ces premières statues, votives, commandées par les citoyens pour en garder le souvenir, ont été placées en certains points de l'espace public de la polis. Elles correspondaient au développement du monde politique, en Grèce, où la parole publique faisait référence à la personne en question, comme à un modèle encore vivant.
 Progressivement, le portrait honorifique, où les citoyens, une famille, un groupe rendait honneur à un individu, homme ou femme, s'est beaucoup multiplié, au IVe siècle et ensuite, dans les lieux publics fermés, comme le bouleutérion et à l'air libre. Ces portraits n'avaient pas la même fonction que la statue-portrait à laquelle était rendue un culte ; statue souvent placée à l'abri du temple d'une divinité. Enfin, dans les trois cas, portraits votifs, statues de culte et portraits honorifiques, il s'est toujours agi d'un honneur pour la personne, donnée en modèle pour les générations futures. Sauf que tous ces corps dans l'espace public n'ont pas produit un décor urbain, mais plutôt une accumulation et cela jusqu'à la saturation, entraînant des décisions collectives pour que les nouveaux portraits puissent prendre la place des anciens.
À l'époque hellénistique le portrait honorifique, qui restait exceptionnel à l'époque classique, a fini, au Ier siècle, par envahir l'espace public. Pour reprendre une formule de cette époque tout à fait explicite : « les statues attirent les statues ». Les portraits honorifiques de citoyens tout particulièrement, accompagnés d'un texte qui leur fait honneur - le texte étant inscrit sur la base de la statue ou sur une stèle placée à côté de la statue. Beaucoup sont debout, parfois assis, mais il faut aussi imaginer des personnages à cheval et des statues non seulement en bronze mais aussi dorées (bronze ou marbre doré). Elles étaient nombreuses et parfois pour le même notable mais dans des cités différentes. Certaines (de personnages reconnus criminels, a posteriori) ont été détruites, voire fondues. Dans ce type de portrait l'usage amène, parfois, à l'époque romaine, à remployer une statue par le remplacement de la tête et avec une nouvelle dédicace après avoir gratté la précédente.

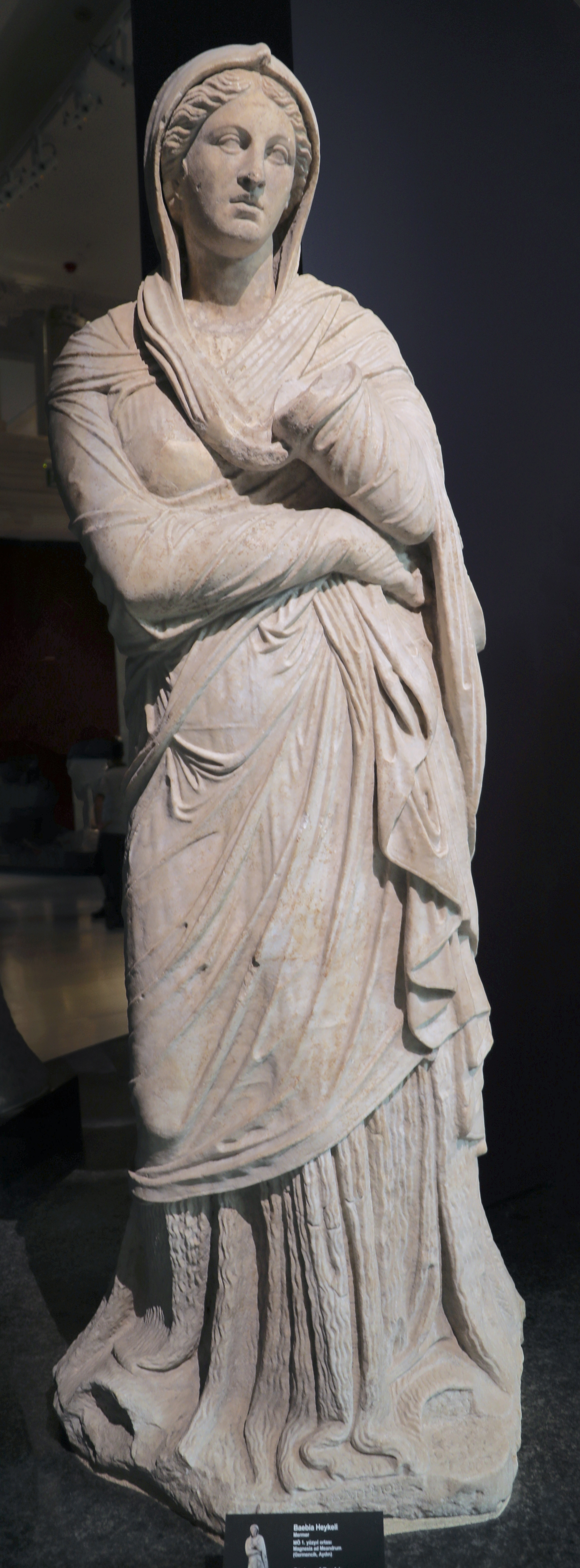
Portrait drapé du IIe siècle remployée pour honorer une romaine v. 62 EC. Magnésie du Méandre. Marbre, H. 2.15 m. Istambul MA

Sur le plan esthétique l'époque hellénistique débute, dans le portrait, par une véritable rupture : on cesse alors de composer l'image de "héros", stylisés comme a pu l'être celle de Périclès, tandis que la ressemblance (mimesis) avec son modèle devient le critère principal. L'origine s'en trouve, dès le IVe siècle, au sein de la famille royale de Macédoine. Le portrait de vieillard hellénistique ne cache rien des manifestations de l'âge. Le coureur de Kynè est comme pris sur le vif, en pleine course. Sur toutes ces têtes les mèches de cheveux tourbillonnent, détaillées, alors que la chevelure classique ne constituait qu'un volume simple, sobre, maîtrisé. Les portraits d'Alexandre dont la chevelure abondante, épaisse et bouclée, désordonnée dont l’anastolè, l’« action de relever (sa chevelure) », produisait cette double boucle qui surplombe son front dans ses portraits. Cette image, transmise par la monnaie, a introduit une nouvelle conception du personnage exemplaire pour les rois hellénistiques, ensuite, et qui s'est manifestement transmise à d'autres couches de la population.
Dans les différents types de portraits, le portrait de roi, quasi-inexistant auparavant, montre la grande diversité des manifestations de la dignité royale à l'époque hellénistique : parfois en athlète, mais plus souvent comme un être humain simplement porteur des signes distinctifs de son pouvoir et de sa personnalité. La physiognomonie est, d'ailleurs, théorisée pour la première fois au IIIe siècle. Cependant le portrait, au Louvre, d'Antiochos III de Syrie, présente le profil d'un homme à l'expression quelque peu dure, tandis que les différents profils qui apparaîssent sur les monnaies évoquent un homme tout autre. Dans tous les cas ces portraits n'expriment jamais la moindre passion. Le curieux « Dynaste des Thermes » devait impressionner par une beauté toute physique et créer une distance par le regard, avec un visage impassible. La tête est petite, plus encore que sur ses modèles, les statues de Lysippe. La puissance athlétique du corps nu, la petite verge qui manifeste la maîtrise de toute passion, composaient l'image conventionnelle du pouvoir. Les statues portraits de rois divinisés étaient alors visibles lors des cérémonies, parfois dans le temple du dieu qui l'accueillait. Elles pouvaient aussi être mises en valeur à l'abri d'un portique ou sur l'agora.

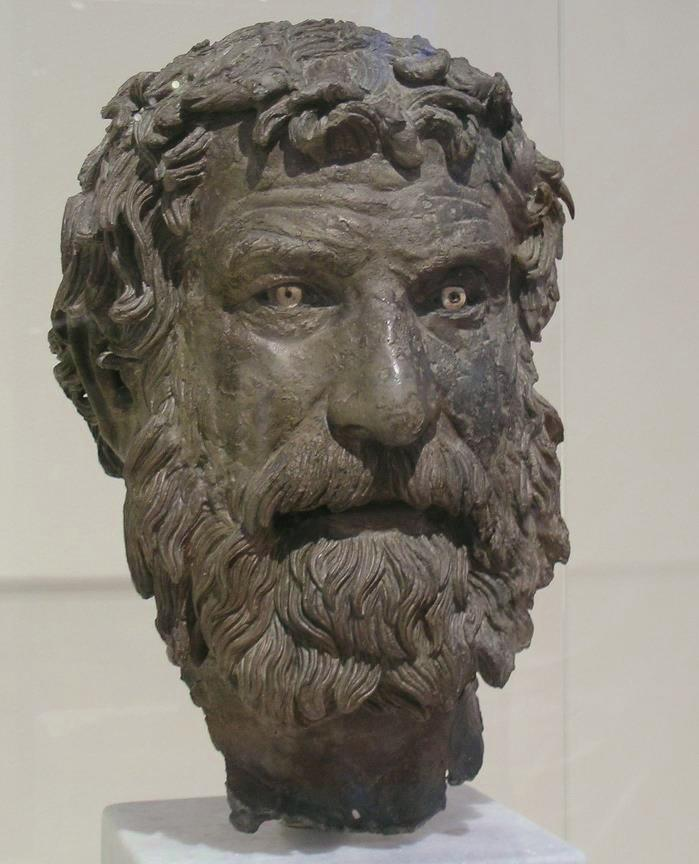
« Philosophe d'Anticythère ». Portrait. Bronze grandeur naturelle, yeux d'origine, v. 300 ?[98]. Athènes MNArch
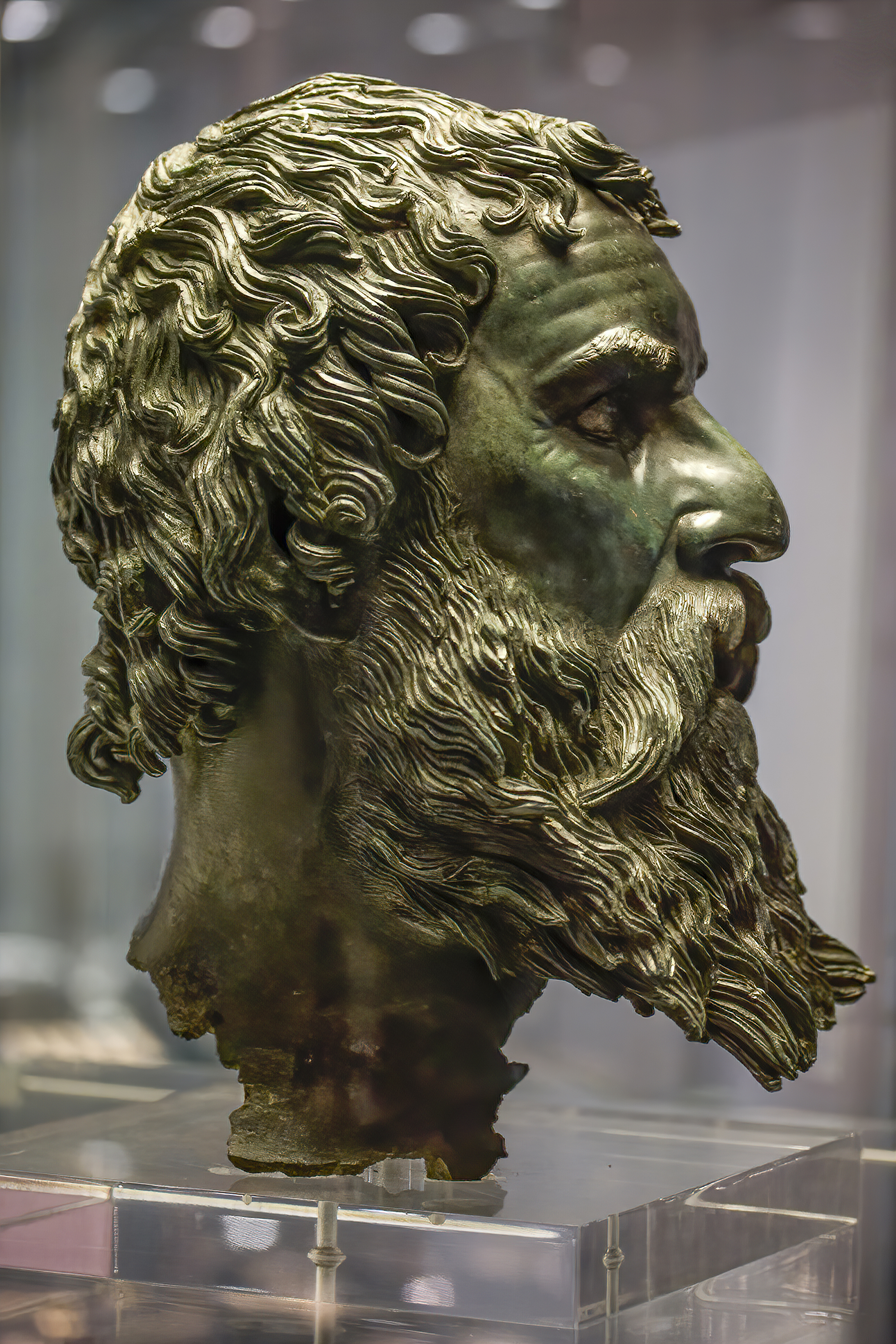
Portrait de Seuthès III, r.331-300. Royaume des Odryses. Bronze, yeux: pierres semi-précieuses. H. naturelle. Sophia, MAN
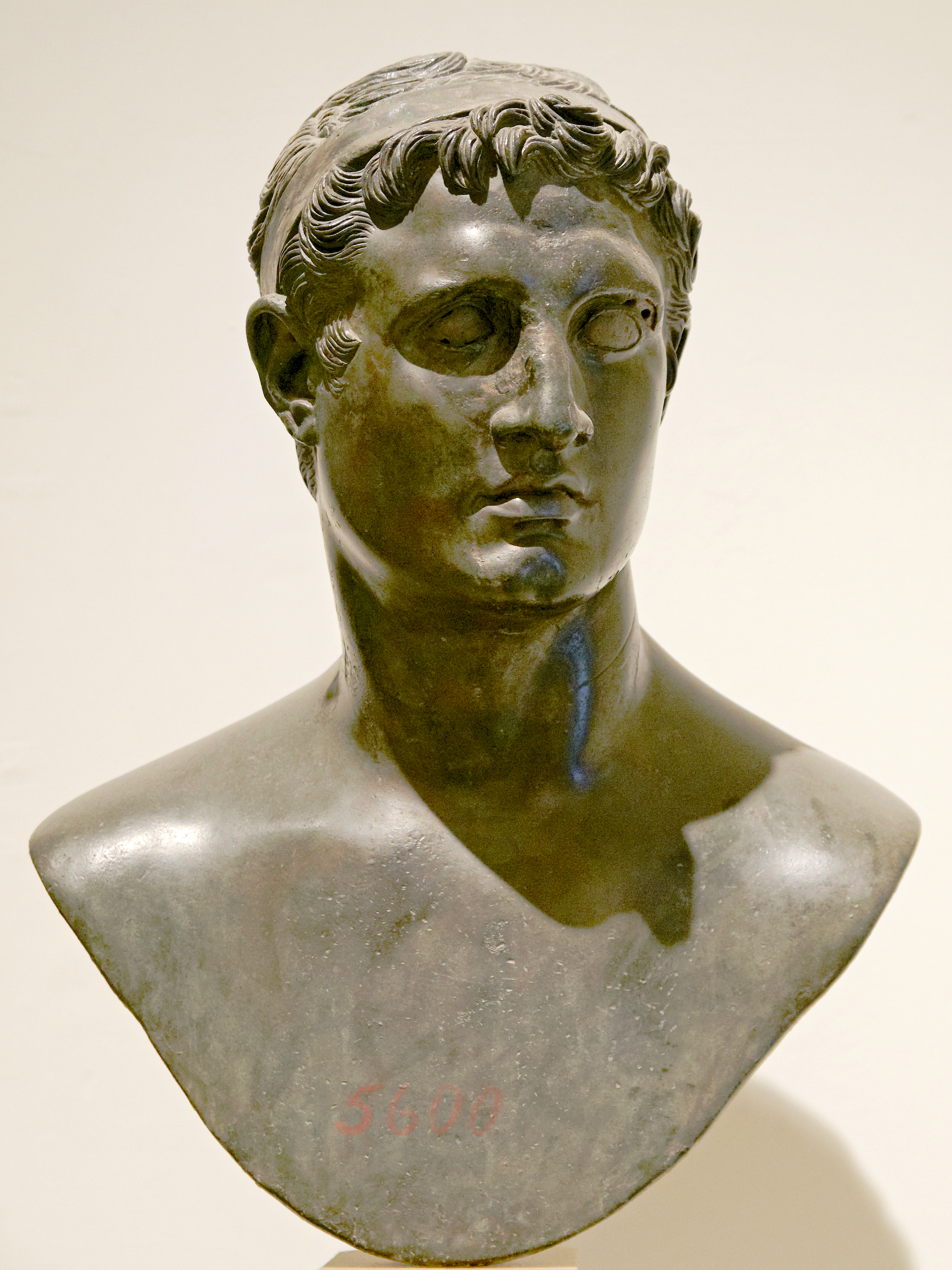
Souverain ptolémaïque, Ptolémée II (?) (283-246). Bronze restauré (yeux ?), H. 27 cm. (Villa des Papyrus). MNArch, Naples
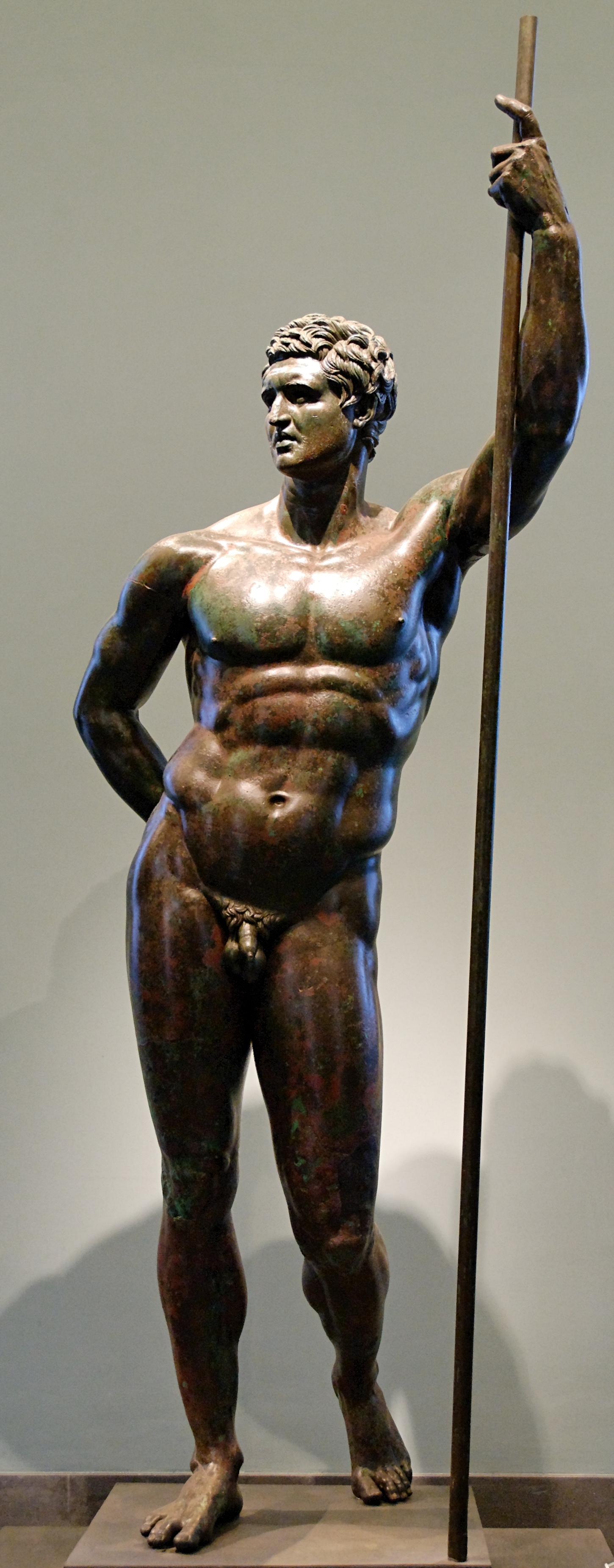
« Dynaste des Thermes », prince séleucide ou Attale II de Pergame (?). Bronze, H. 2,20 m. IIIe – IIe siècle. Palais Massimo des Thermes
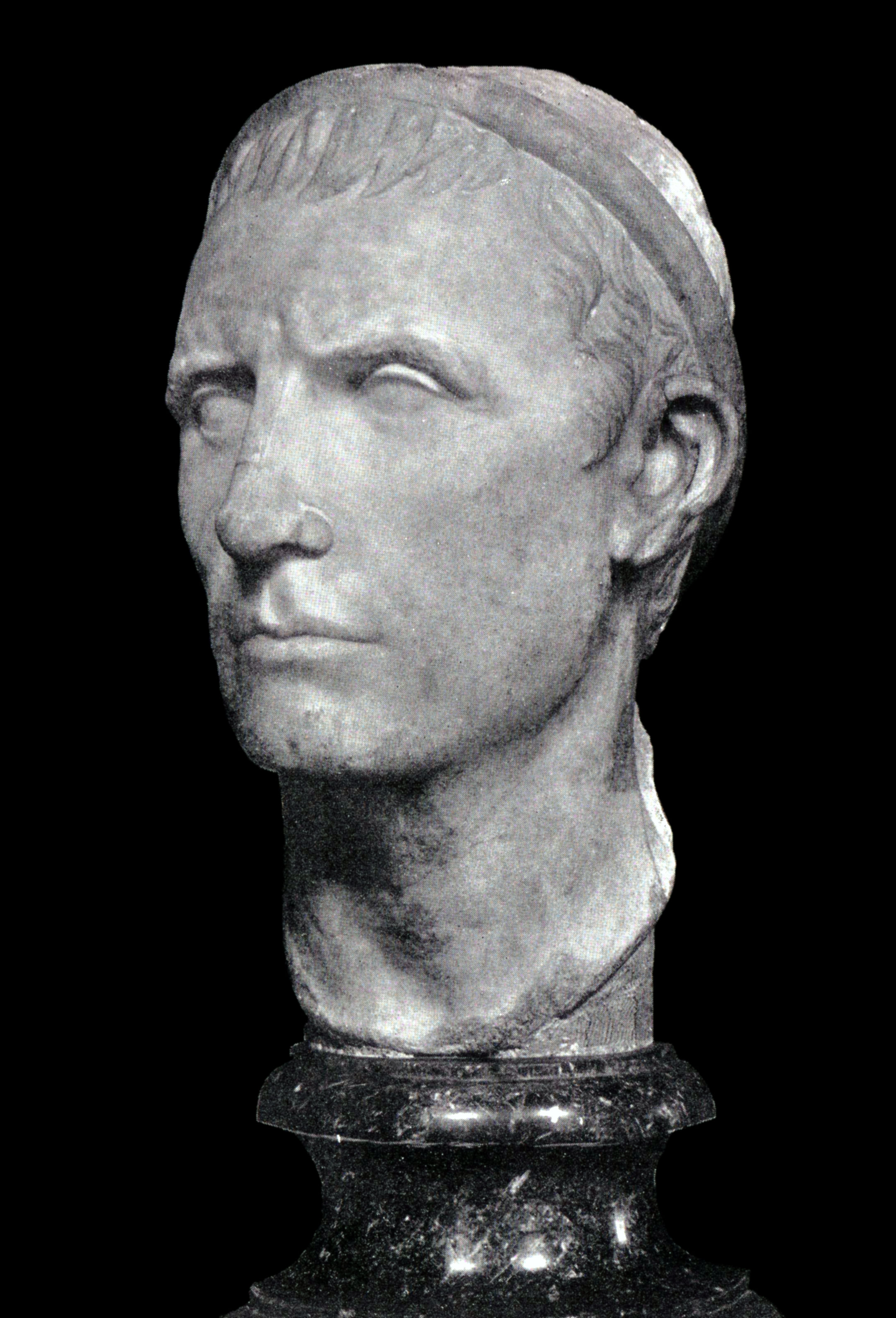
Antiochos III de Syrie, copie romaine (-25 / 25 de notre ère) (original vers 190 AEC)[100]. Louvre
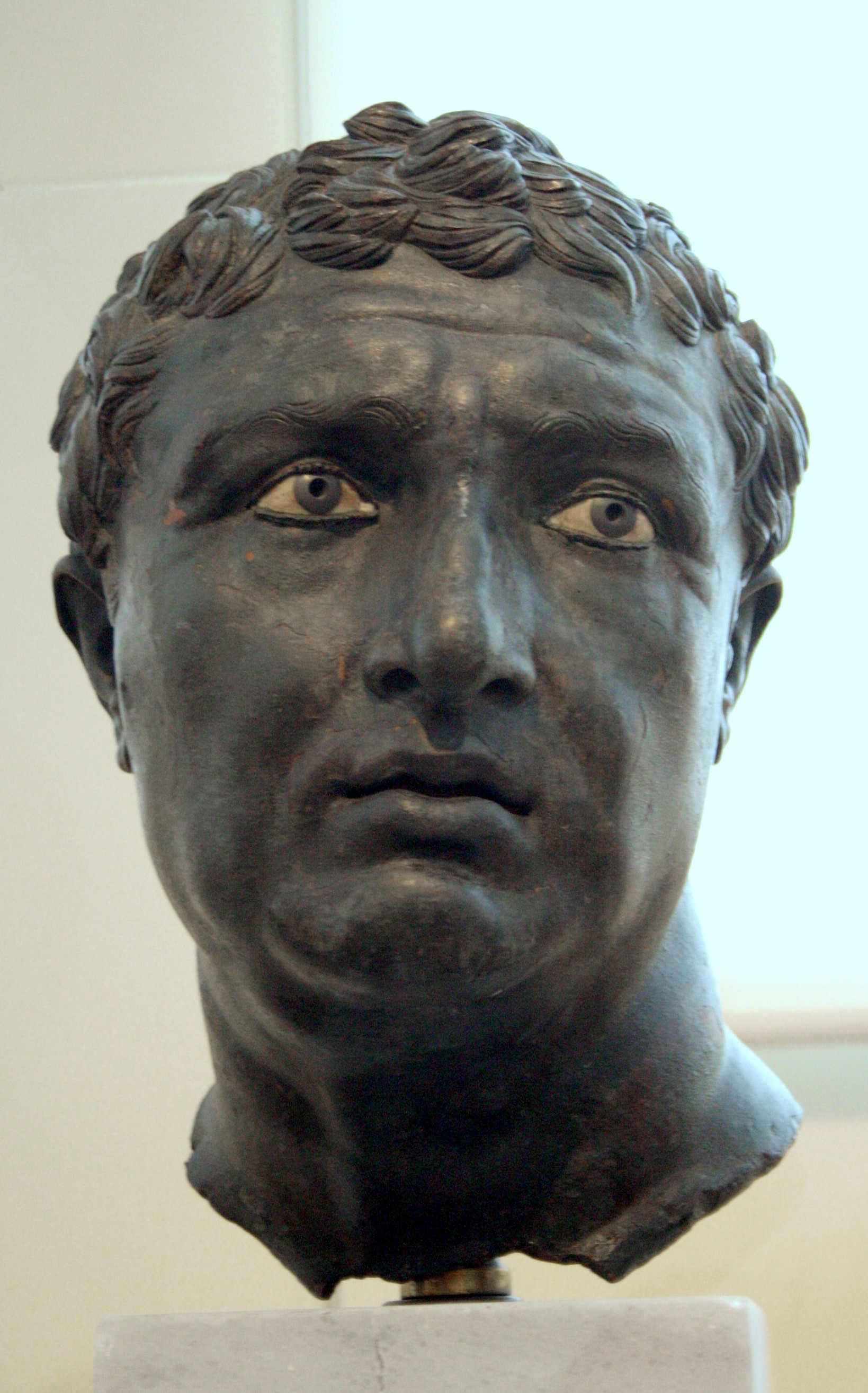
Tête d'une statue. Bronze et incrustations, vers 100 AEC. Trouvée à Délos. MNArch Athènes
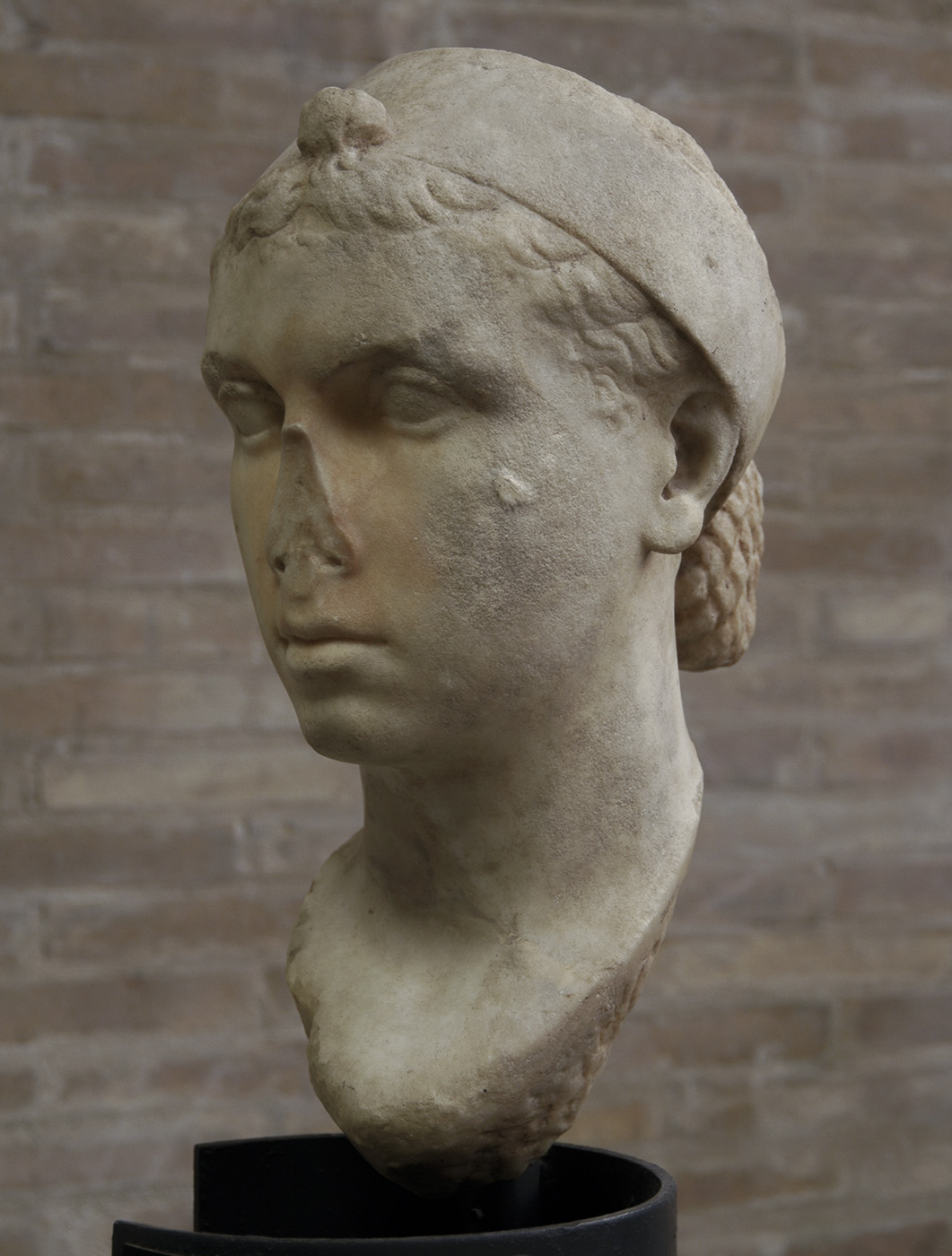
Cléopâtre VII (Cléopâtre), de la voie Appienne, v. 40-30 AEC. marbre, taille naturelle. Musée grégorien profane, Vatican
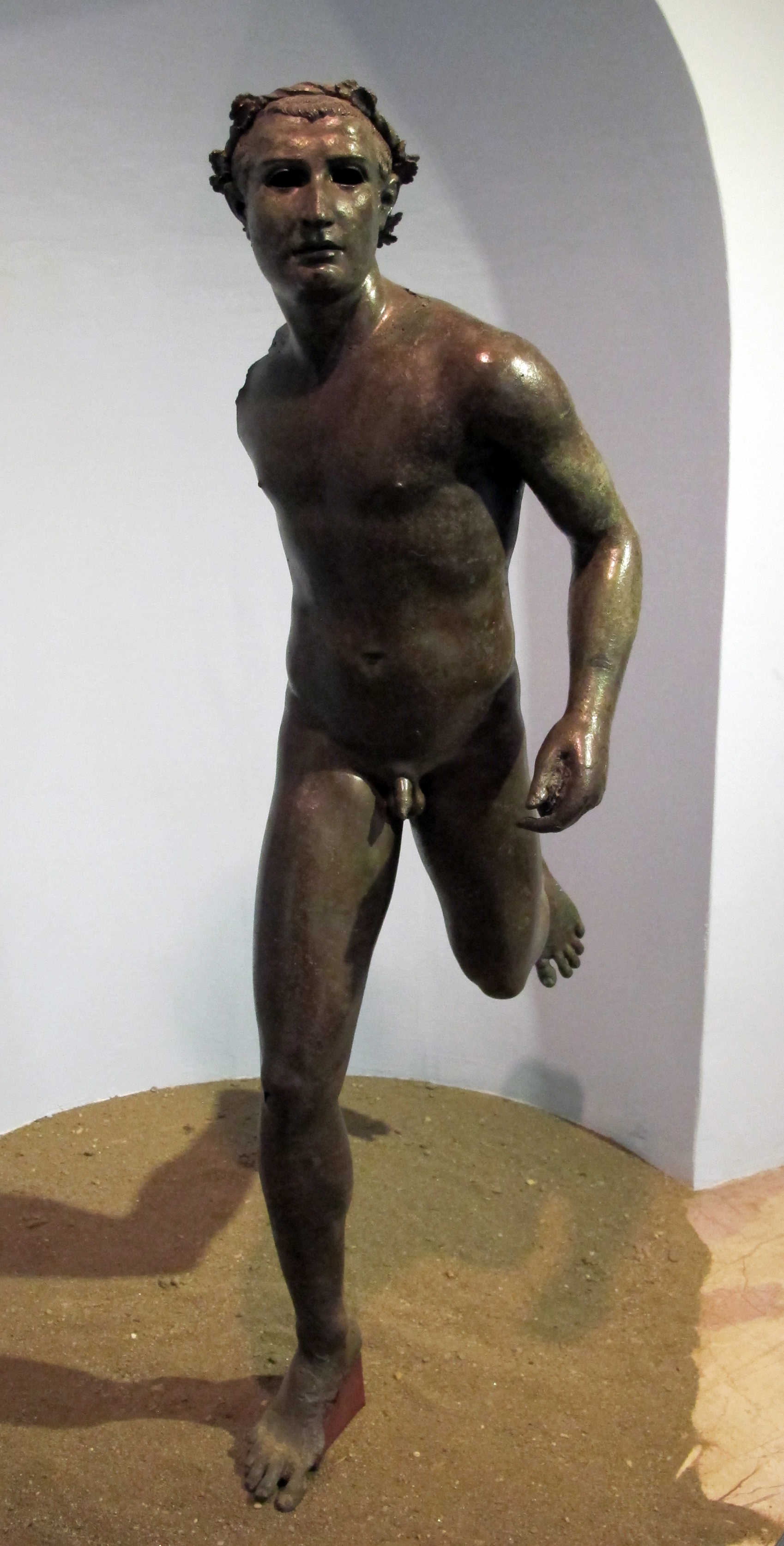
Coureur de Kymé, commémorant le vainqueur d'un concours olympique ou isolympique[N 20]. H. 1,53 m. 50-30 AEC. Izmir
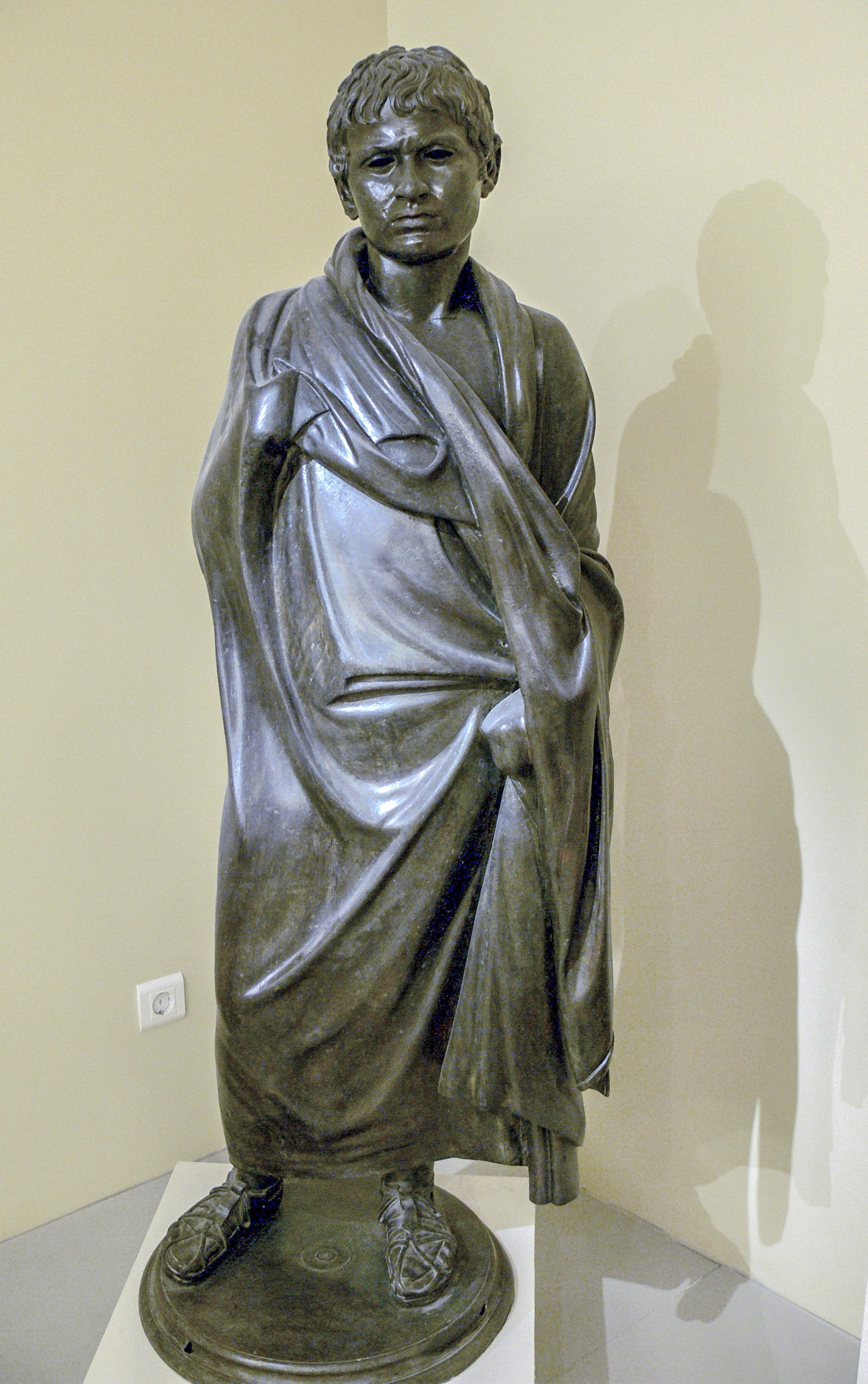
Statue d'un jeune homme, probablement un jeune intellectuel, auquel sa patrie a voulu rendre hommage après sa mort prématurée. Bronze, H. 1,40 m. Ier siècle AEC. Héraklion MArch

Autre type de portrait hellénistique, celui du « notable » dont la notoriété n'aura durée qu'un temps et que l'on aura eu vite fait d'oublier : ainsi la tête, de grandeur naturelle, d'une statue de bronze (vers 100) trouvée à Délos est, très probablement, celle d'un portrait honorifique comme il s'en faisait très couramment à l'époque ; elles étaient souvent payées par le portraituré lui-même. Elle n'a dû rester visible que quelques décennies, cette tête ayant été jetée dans les ruines d'une palestre abandonnée. C'est un portrait particulièrement réaliste qui témoigne d'une expression presque anxieuse, ici tournée vers la gauche, courante en cette fin du IIe siècle. Les yeux, en différentes pierres, ivoire et verre, sont habituels dans la statuaire hellénistique. Le notable pouvait aussi se contenter d'un portrait pour sa propre demeure. Ce portrait, domestique, conserve les conventions du modèle héroïque mais en buste, un abrégé de ces statues qui sollicitaient le commentaire dans l'espace public. Un banquier à Délos s'est offert ainsi un portrait nu, plus grand que nature, le regard vers l'horizon mais fait pour être reconnu par son entourage, avec l'autorité due à l'âge : une honorabilité qui en impose.

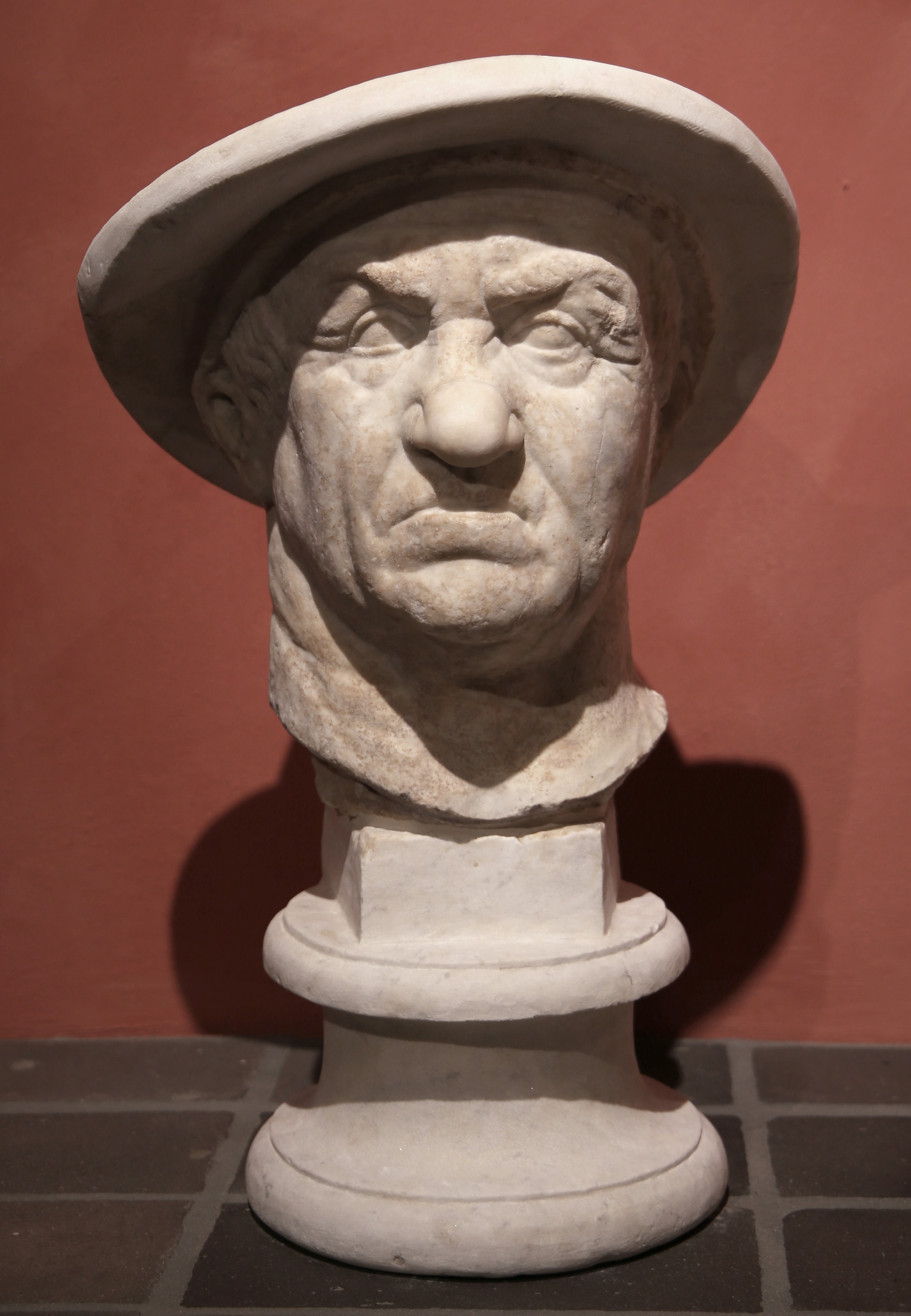
Portrait d'un membre de l'aristocratie militaire de Bactriane (?). Collection Torlonia

En Bactriane certains traits semblent distinguer le portrait de notable, comme celui de la collection Torlonia. Il porte un couvre-chef à large bord attesté chez les souverains de Bactriane, et son visage exprime bien la vigueur et la détermination, ainsi que des traits marqués par une individualité affirmée, comme on peut en rencontrer l'image sur un médaillon attribué à un membre de l'aristocratie militaire, fin IIIe ou début IIe siècle AEC.
Les cités poursuivent aussi la tradition d'honorer les vainqueurs aux concours sportifs, nus, par des statues exposées au gymnase ou sur l'agora de leur cité de naissance. Les vainqueurs aux jeux panhelléniques viennent poursuivre la tradition et la célébrité qui sont entretenues par la présentation des statues-portraits depuis l'époque archaïque à Olympie et Delphes. Les pillages de Sylla et Néron persisteront d'ailleurs dans la mémoire : les Grecs conserveront les anciennes bases inscrites au nom des vainqueurs mais disloquées après le vol des statues. D'autres statues honorent des personnes remarquables de la société civique, drapées telles qu'elles sont dans la cité, par exemple à l'assemblée pour les hommes, ou au temple pour les prêtresses de l'élite sacerdotale. Les portraits de philosophes dont nous avons les premiers échos avec Socrate (vers 380/370) se multiplient à l'époque hellénistique, qui correspond à l'institution d'écoles en un lieu donné et à l'apogée d'Athènes comme centre philosophique du monde antique.
Localement, le cas d'Alexandrie, capitale lagide isolée dans une Égypte qui reste attachée à ses traditions : ici l'usage du portrait de roi et de notables préexistait à l'arrivée des Grecs. Les portraits officiels lagides, pour s'intégrer dans les traditions du royaume vont donc emprunter aux deux cultures, soit sous forme de portraits réservés à Alexandrie soit en combinant des traits iconographiques à la fois grecs et égyptiens (réalisés à partir du IIe siècle : ainsi les portraits de Ptolémée VI, l'un conservé à Athènes, l'autre conservé actuellement à Alexandrie) dans les monuments relevant de la culture traditionnelle locale, tandis que les images produites pour Alexandrie, comme une certaine bague en or au profil du même Ptolémée VI et la monnaie des lagides, suivent les conventions grecques, « réalistes ».
Enfin, le portrait en marbre de Cléopâtre à l'Altes Museum de Berlin, tout comme celui découvert sur la voie Appia, ressemble clairement à celui porté sur la monnaie de la reine jeune, un portrait peut-être plus fidèle. Le marbre serait ainsi « délicatement idéalisé ». La couleur violette du portrait de Berlin, pourrait provenir de l'oxydation de l'ancienne dorure.

### Portraits monétaires à l'effigie du roi

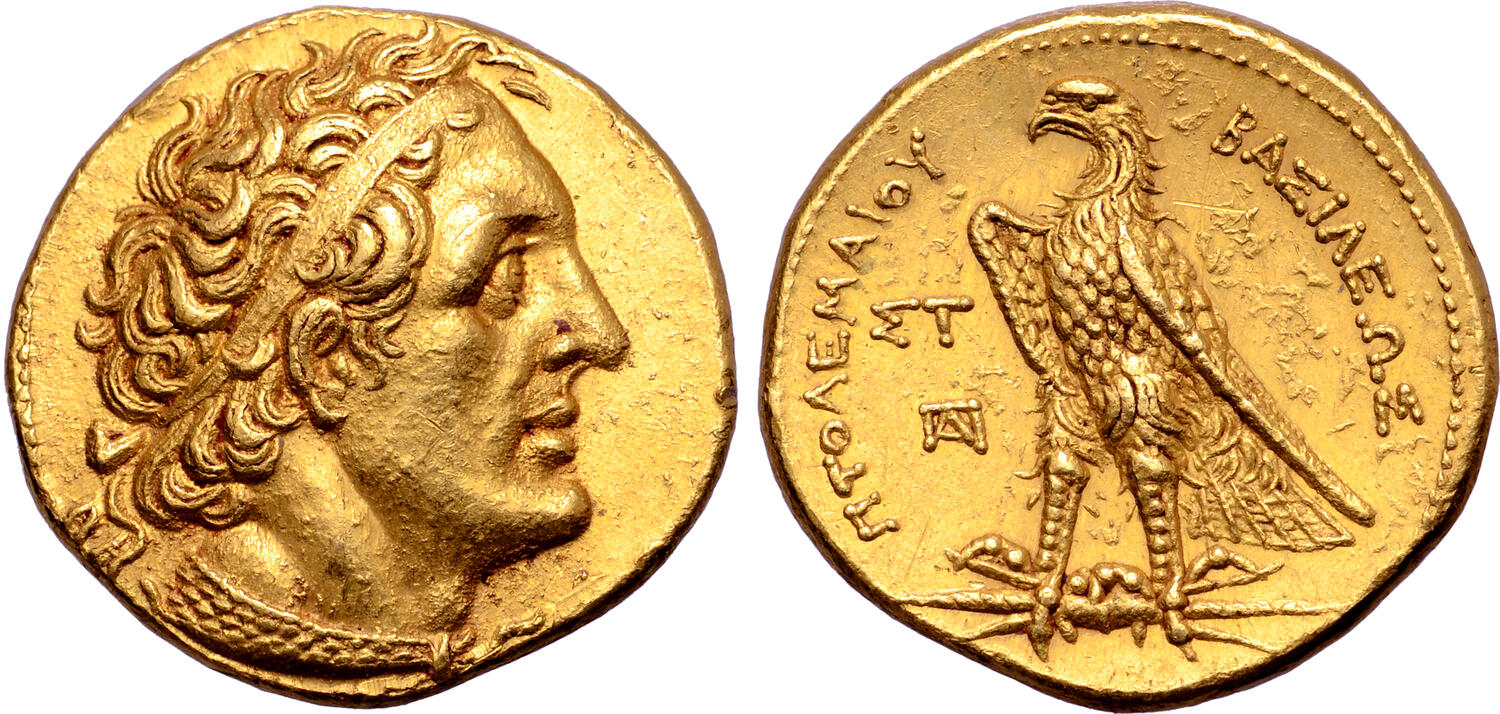
Pentadrachme d'or à l'effigie de Ptolémée Ier, 368-283, lagide, revers: aigle debout sur les éclairs. D. 2,4 cm.
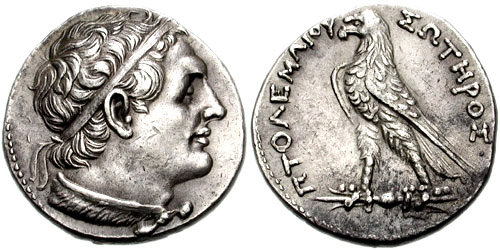
Ptolémée Ier sur un tétradrachme de Ptolémée IV, frappé vers 214-212.
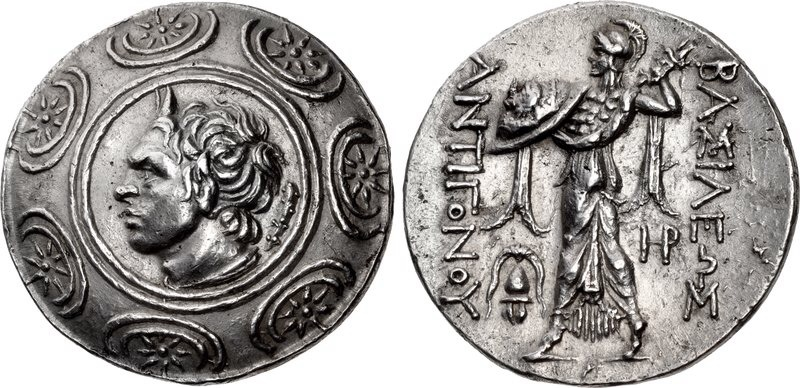
Antigone Gonatas (r. 277-239) de Macédoine Tétradrachme à l'effigie de Pan et à l'Athéna Alkidemos de style archaïsant[N 21]

En Macédoine le roi remplace la cité (polis) et c'est donc un seul homme, le roi, qui emploie les artistes. La frappe monétaire va faire circuler son portrait, un portrait monétaire qui a été souvent repris par un souverain ultérieur afin de bénéficier du prestige d'un roi apprécié et donner à voir la continuité dynastique. Dans cet esprit, certains vont poursuivre le goût pour l'art archaïsant de l'époque de Philippe II de Macédoine : en faisant figurer dans ce style archaïsant l'Athéna protectrice de Pella, Athéna Alkidemos — qui protège le peuple, demos, [de Pella] — sur deux tétradrachmes, l'un d'Antigone II Gonatas (r. 277/6-239) et l'autre de Philippe V de Macédoine (r. 221-179). Ce même motif se retrouve ensuite ailleurs et sur des monnaies bien plus tardives et parfois très éloignées, comme au Gandhara (au sens large), c'est-à-dire en Afghanistan, au Pakistan et en Inde du Nord : au revers d'un tétradrachme de Ménandre Ier (r. v. 160-135), par exemple.
Les sculpteurs de médailles et monnaies hellénistiques réalisent alors des performances exceptionnelles. Antiochos III (r. de 223 à 187) aurait laissé à Euthydème Ier  (r. de 223 à 200 ou 195) des graveurs de très grande qualité pour maintenir le caractère grec sur la Bactriane[réf. incomplète]. Ce qui fait qu'à ce moment la qualité des monnaies de la Bactriane a pu changer radicalement pour atteindre un sommet inégalé : la pièce de vingt statères d'or de Eucratide Ier (r. de 171 à vers 139) est connue pour être la grosse pièce jamais réalisée dans l'Antiquité. Elle avait un diamètre exceptionnel de 5,8 cm. La qualité du portrait surprend sur un si petit objet. Bien différente est la monnaie frappée par Cléopâtre, mais, là encore, le profil de la dernière reine d'Égypte correspond bien au portrait en marbre que l'on connaît d'elle.

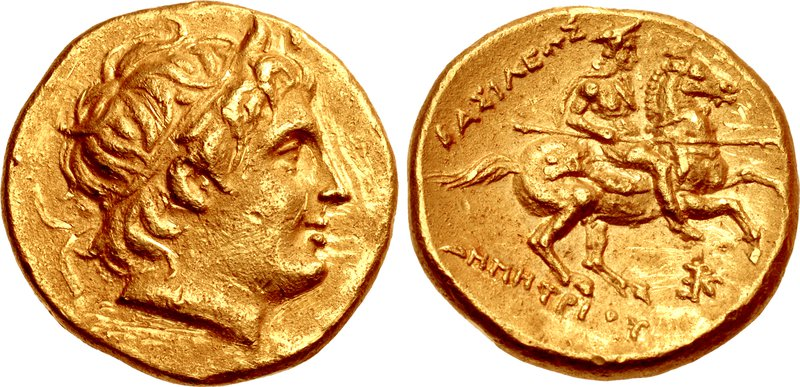
Statère d'or de Démétrios Ier Poliorcète, 336-283. Antigonide de Macédoine. Revers: guerrier vêtu d'un manteau, de la kausia et d'anaxyrides, et tenant une longue lance.
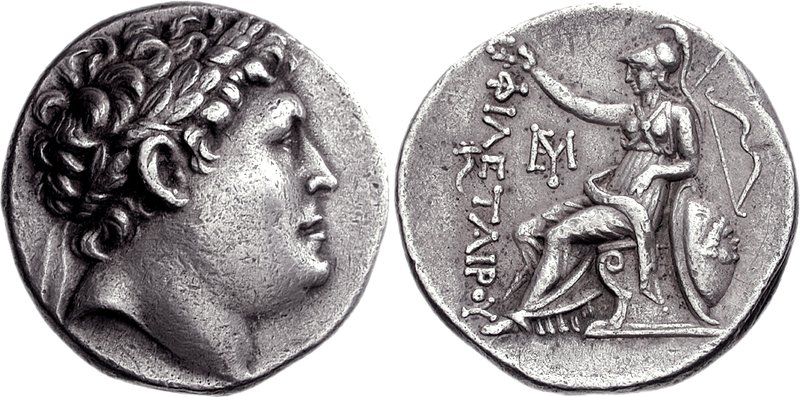
Philétaire d'Attale Ier (r. 241-197) au portrait de Philétairos lauré (r. v. 343- 263), fondateur de la dynastie des Attalides[N 22]
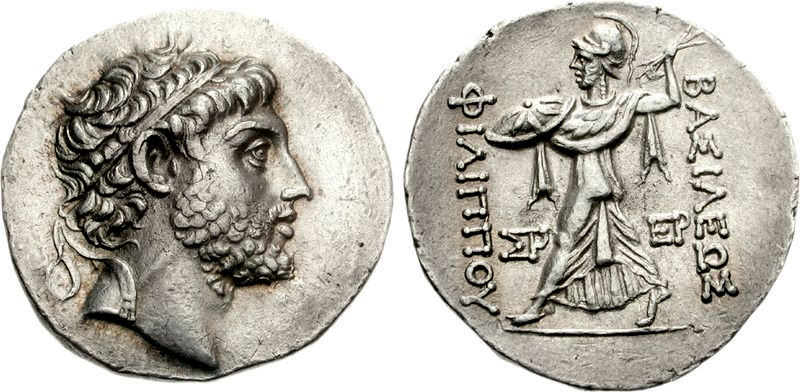
Tétradrachme à l'effigie de Philippe V, 238-179, Antigonide de Macédoine. Revers: Athéna Alkidemos[N 23]avance à gauche, prête à lancer la foudre.
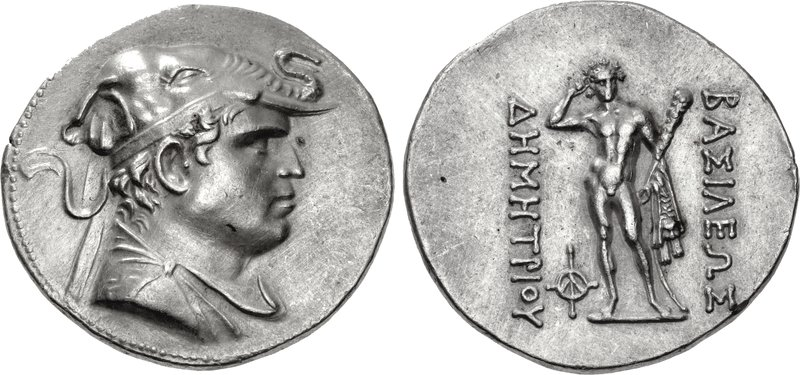
Tétradrachme à l'effigie de Démétrios Ier, 222-180, fondateur du royaume grec de Bactriane coiffé d'une dépouille d'éléphant. Héraclès jeune se couronne de la droite[110].
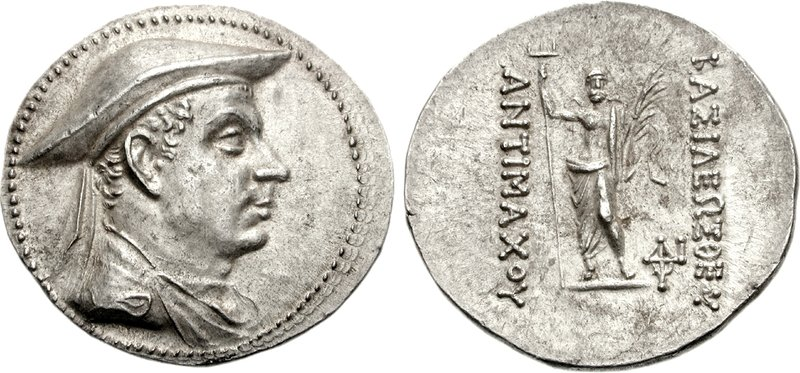
Tétradrachme d'argent d'Antimaque Ier gréco-bactrien, r. v. 186-173. Coiffé de la kausia. Poséidon: himation, diadème, trident, palme.
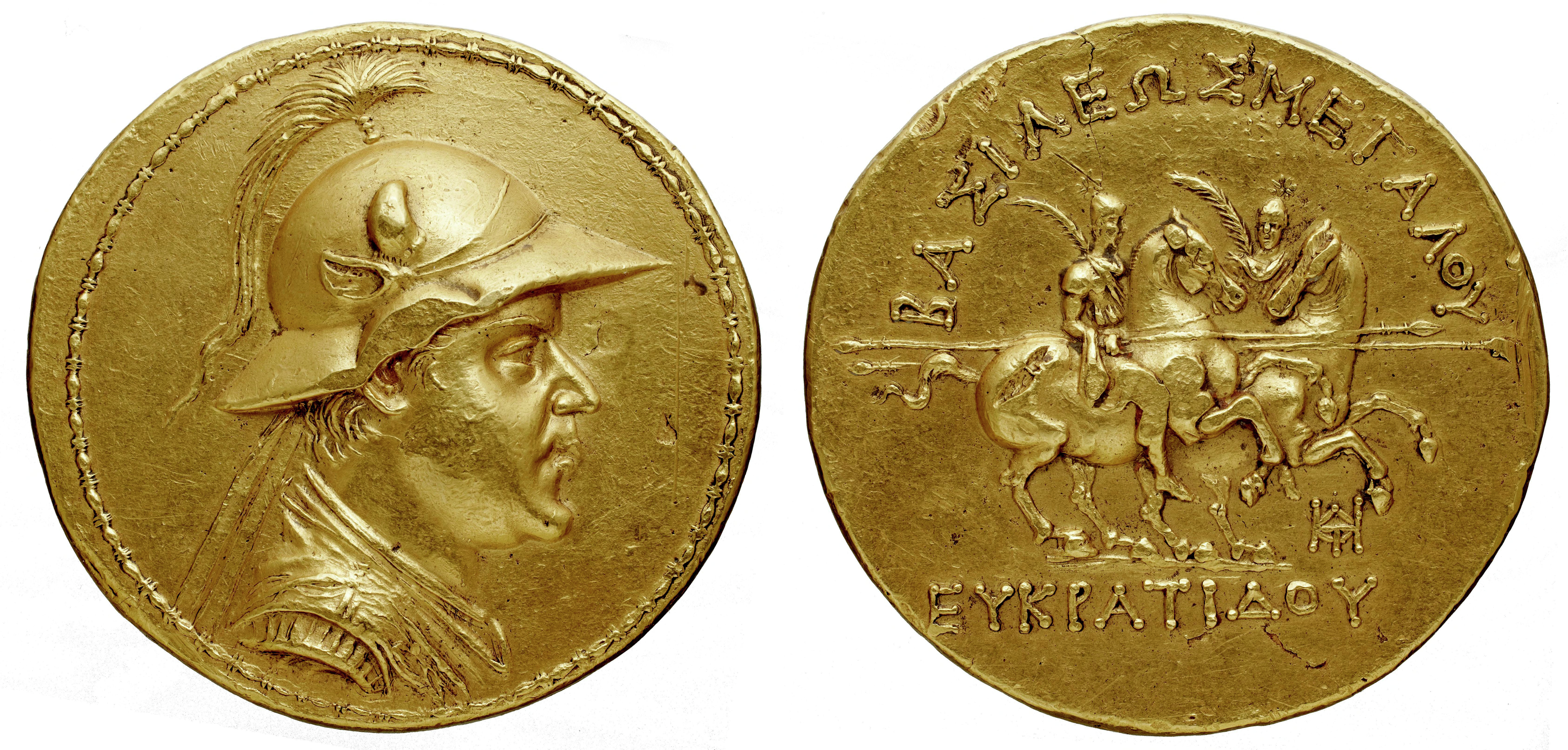
Vingt statères d'or d'Eucratide Ier gréco-bactrien, r. v. 171-139. Casque à cimier/corne, oreille de taureau. Dioscures, caracollant. D. 5,8 cm [110],
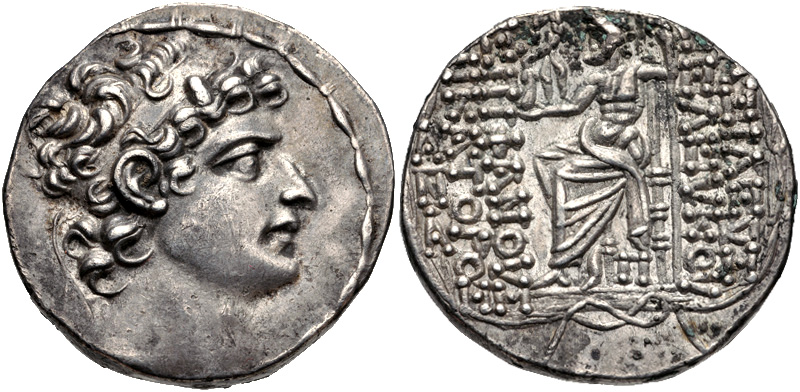
Tétradrachme d'argent de Séleucos VI séleucide (r. 96-93); Zeus porteur de Niké, au revers.
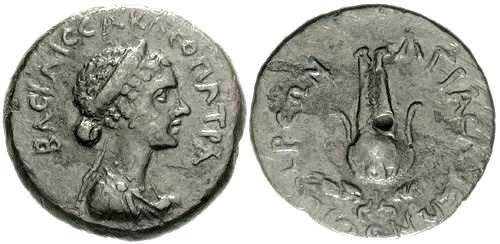
Demi-obole d'argent, hexachalkon: 6⁄48 drachme. Cléopâtre jeune (r. 51-30). (Reine à 18 ans). Couronne d'Isis. Frappé en 32
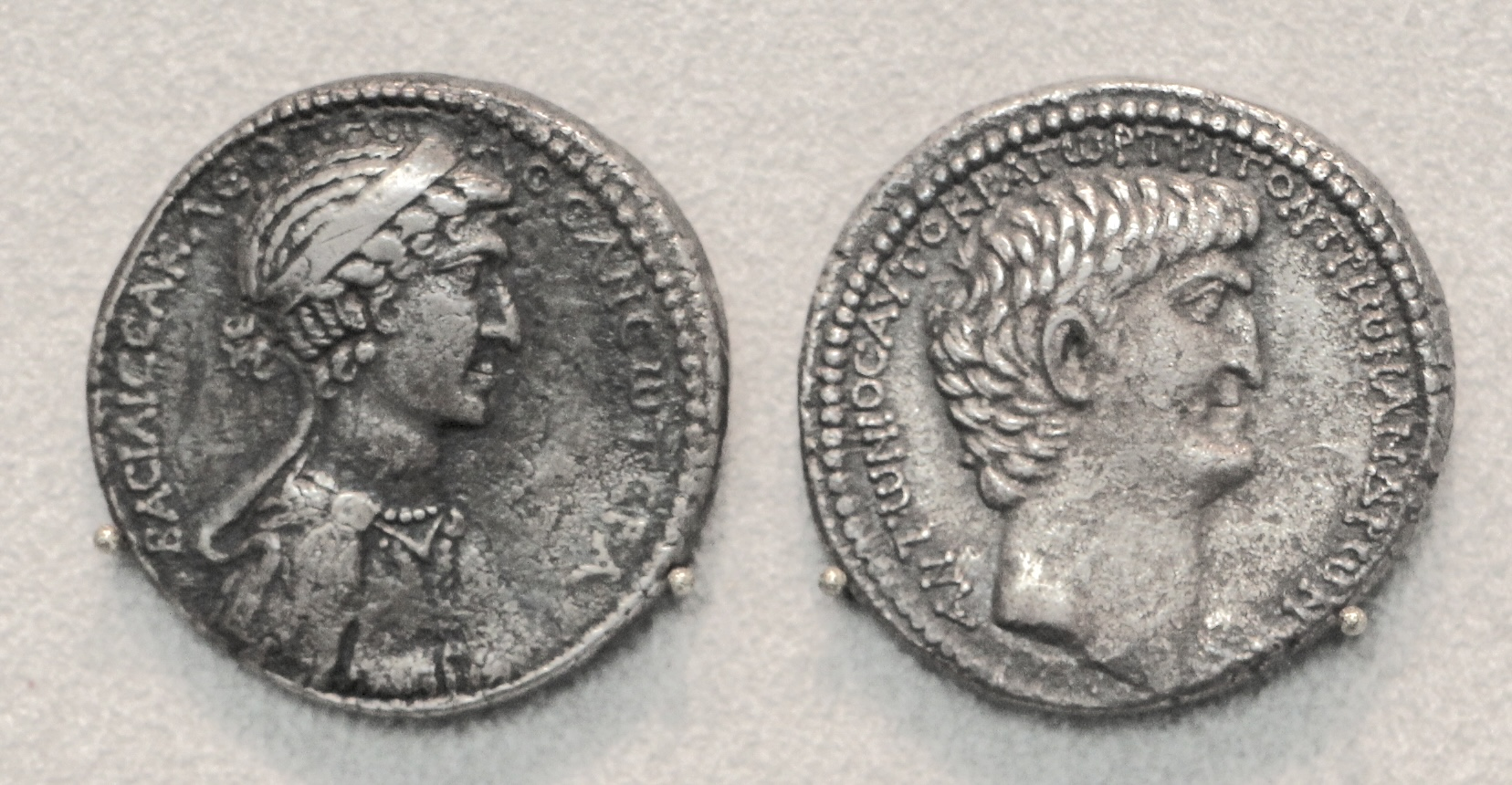
Tétradrachme d'argent. Cléopâtre; Marc-Antoine au revers. Frappé en 36

## Inventions hellénistiques avec l'héritage classique

### Statues de culte et nouvelles divinités
Pour imaginer la fonction initiale d'une statue, sa taille pouvant donner une idée de sa fonction, lorsqu'elle est plus grande que nature, voire colossale, il pourrait s'agir d'une statue de culte, mais plus petite on pensera à une statue votive.

Variations sur la statue de culte d'Asclépios (type d'Este, proches de l'Asclépios de Munichie)
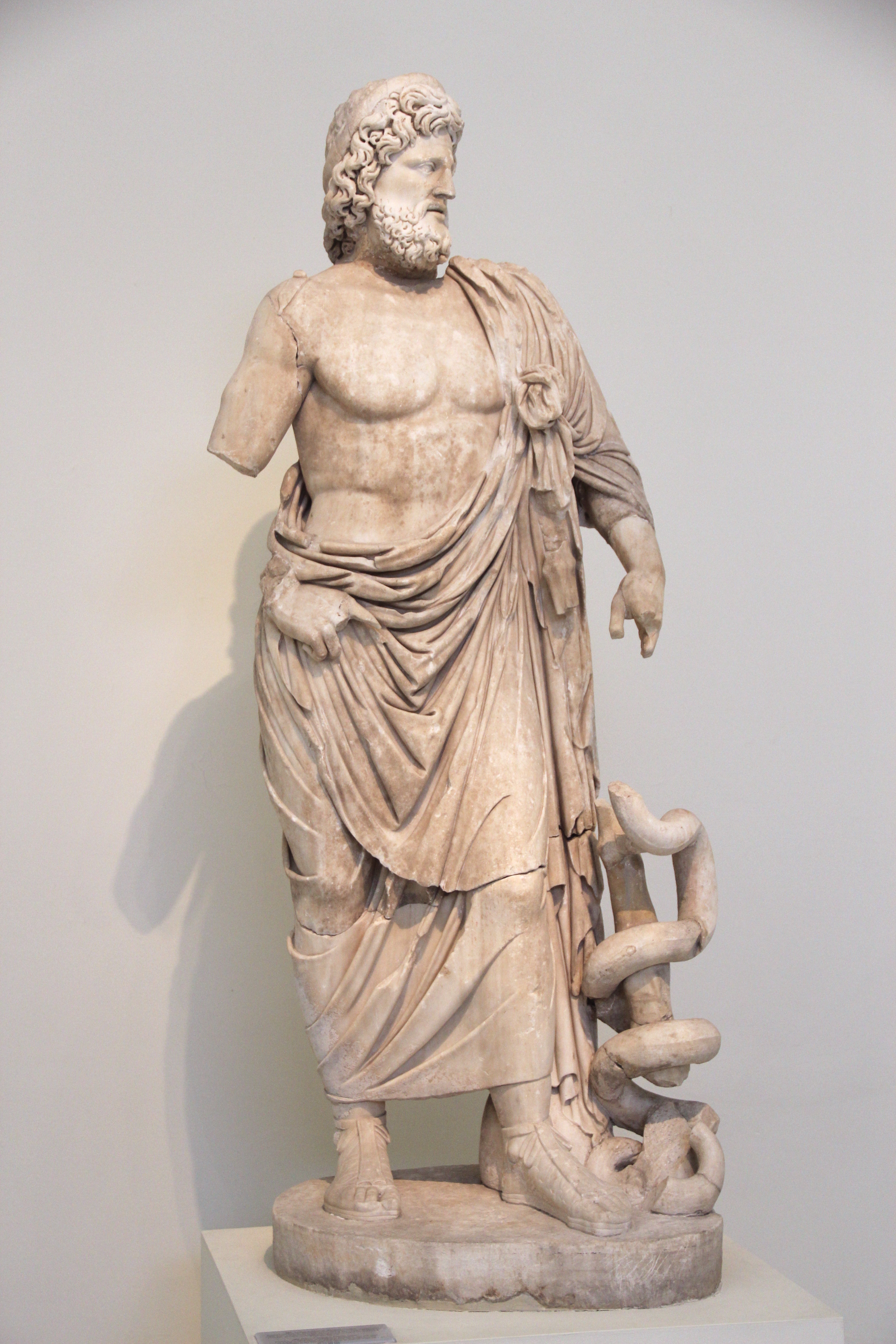
Asclépios. Copie romaine / original IVe s. : type d'Este. Trouvé dans le sanctuaire d'Asclépios[N 24], Épidaure. Athènes, MNArch
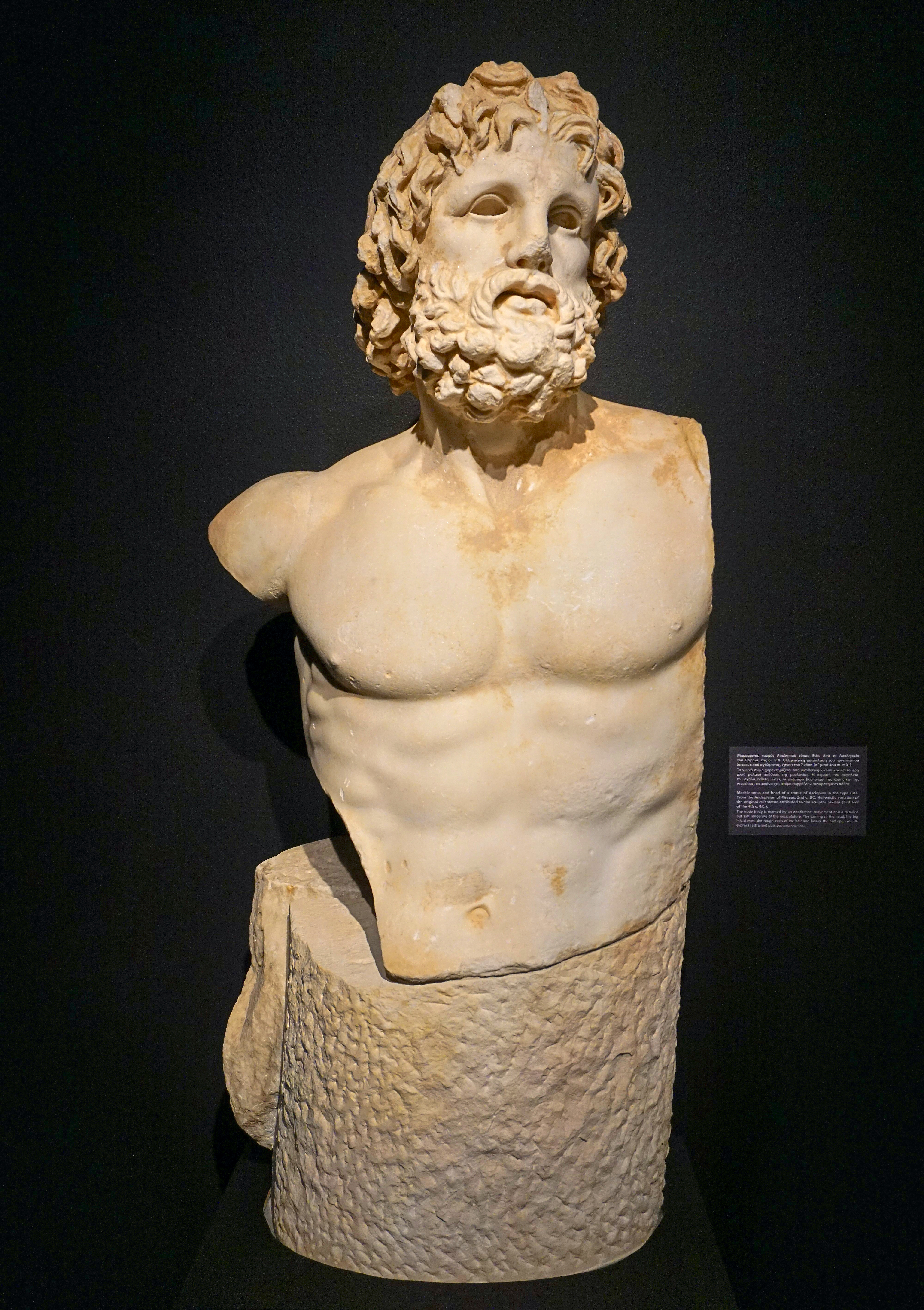
Asclélios de Mounychie, Pirée. Statue de culte fragmentaire, H 1 m. MNArch Athènes
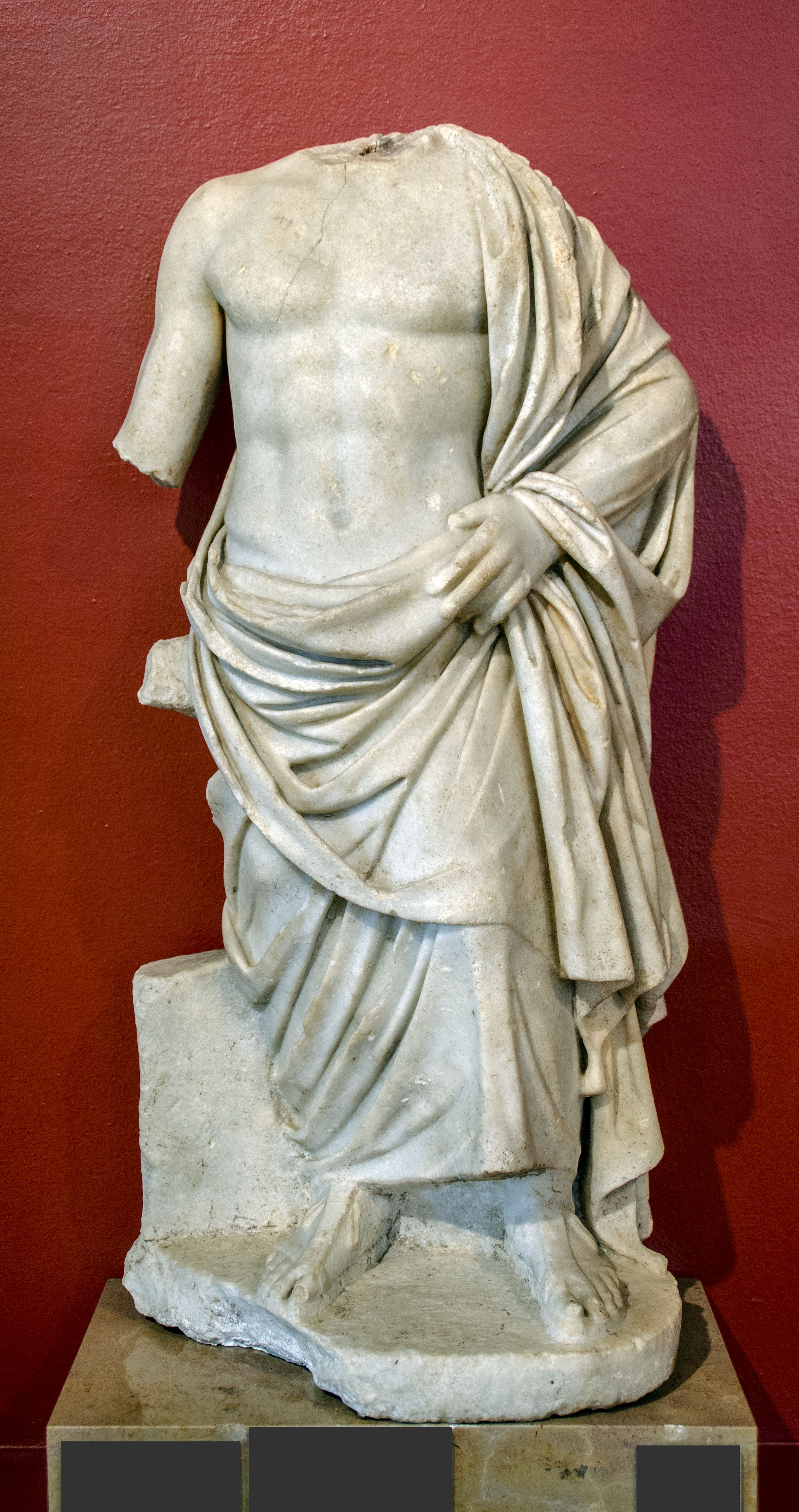
Asclépios d'après un original du IIe siècle. Museu Nacional Arqueològic de Tarragona (en)
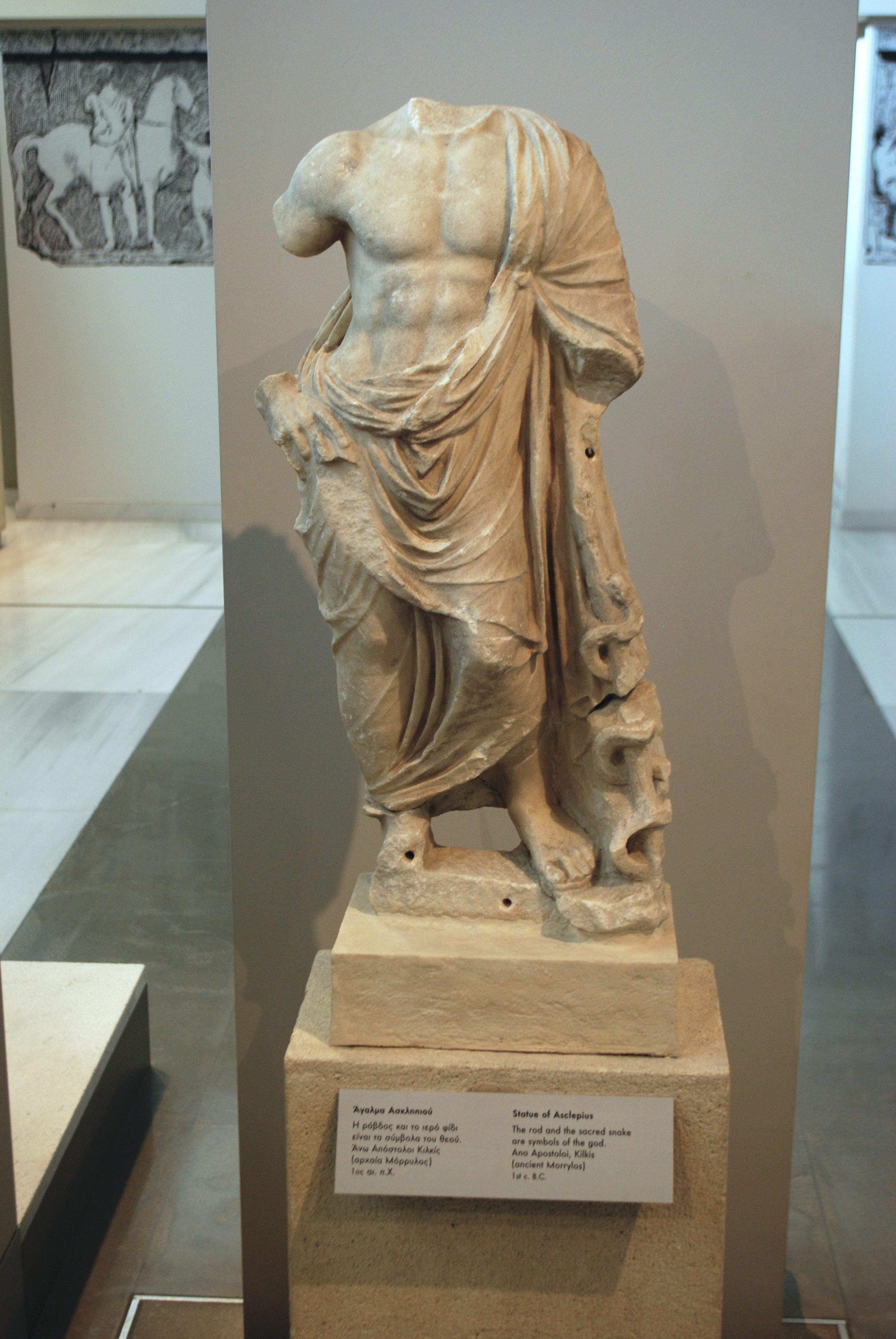
Asclépios proche de l'Asclépios de Munychie. Ier siècle AEC. Morylos. Thessalonique, MArch
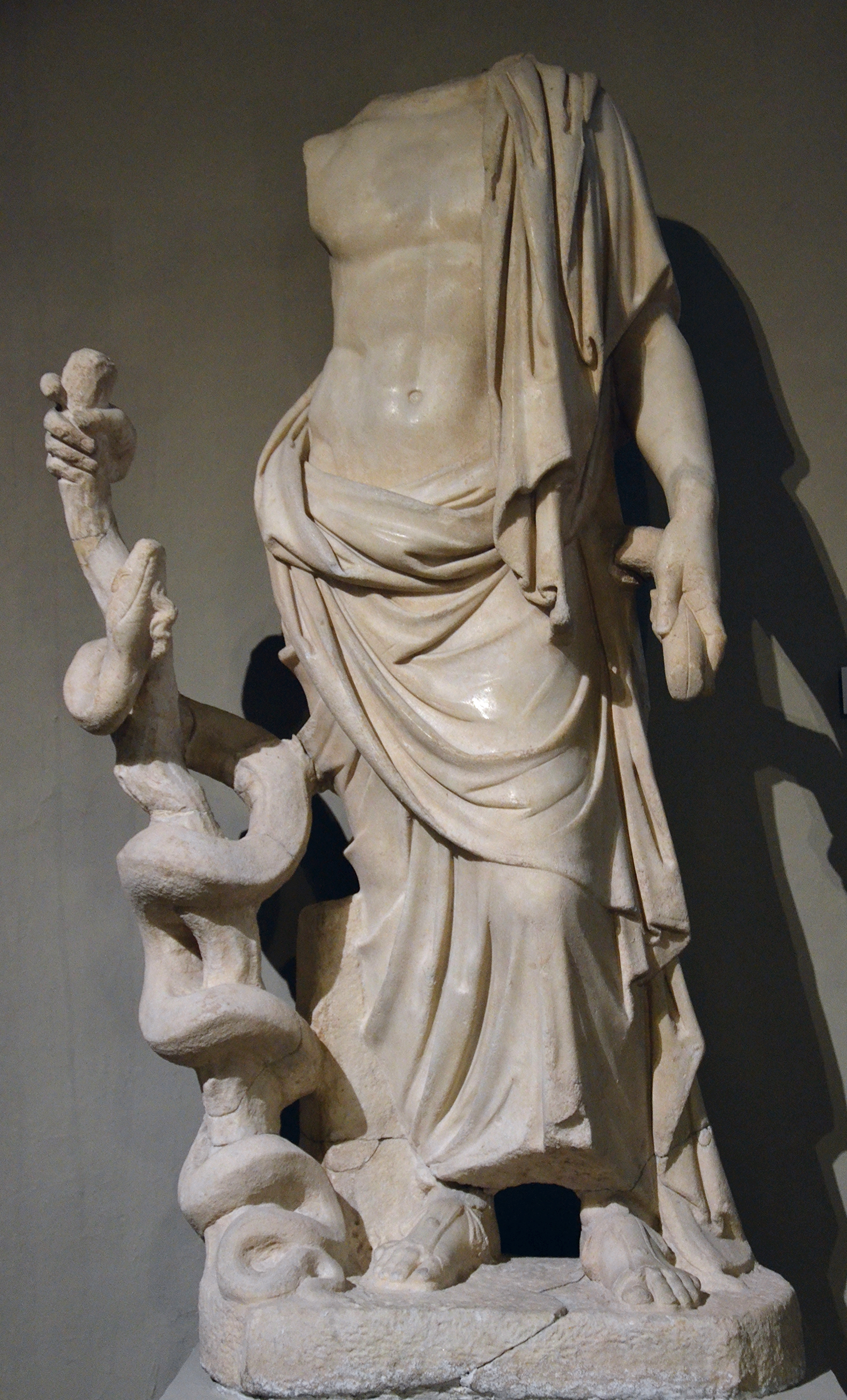
Asclépios, du Gymnase de Salamine, copie du IIe siècle EC. Musée de Chypre, Nicosie

De nombreuses variations ont été obtenues à l'époque hellénistique et romaine à partir d'originaux célèbres d'époque classique. Le meilleur exemple en est donné par les statues d'Asclépios. La statue de culte, copie romaine découverte dans le sanctuaire d'Asclépios à Épidaure — berceau de la médecine selon l'UNESCO — serait la reprise d'un original du  IVe siècle - donc d'époque classique. Il est appelé : « type d'Este ». Cette statue originale a eu, elle aussi, un très grand succès et a donc servi à de nombreuses copies, variantes et pastiches. L'une d'elles, datée du IIIe siècle, la statue de culte du temple d'Asclépios à Munichie (ou Mounychia) (Pirée) en serait une variante. Mais cette dernière a eu un certain succès, elle aussi, pour donner plusieurs copies et pastiches. Notre notion de "copie" ne correspond d'ailleurs pas aux usages de l'Antiquité gréco-romaine qui ne sont étudiés que depuis peu.

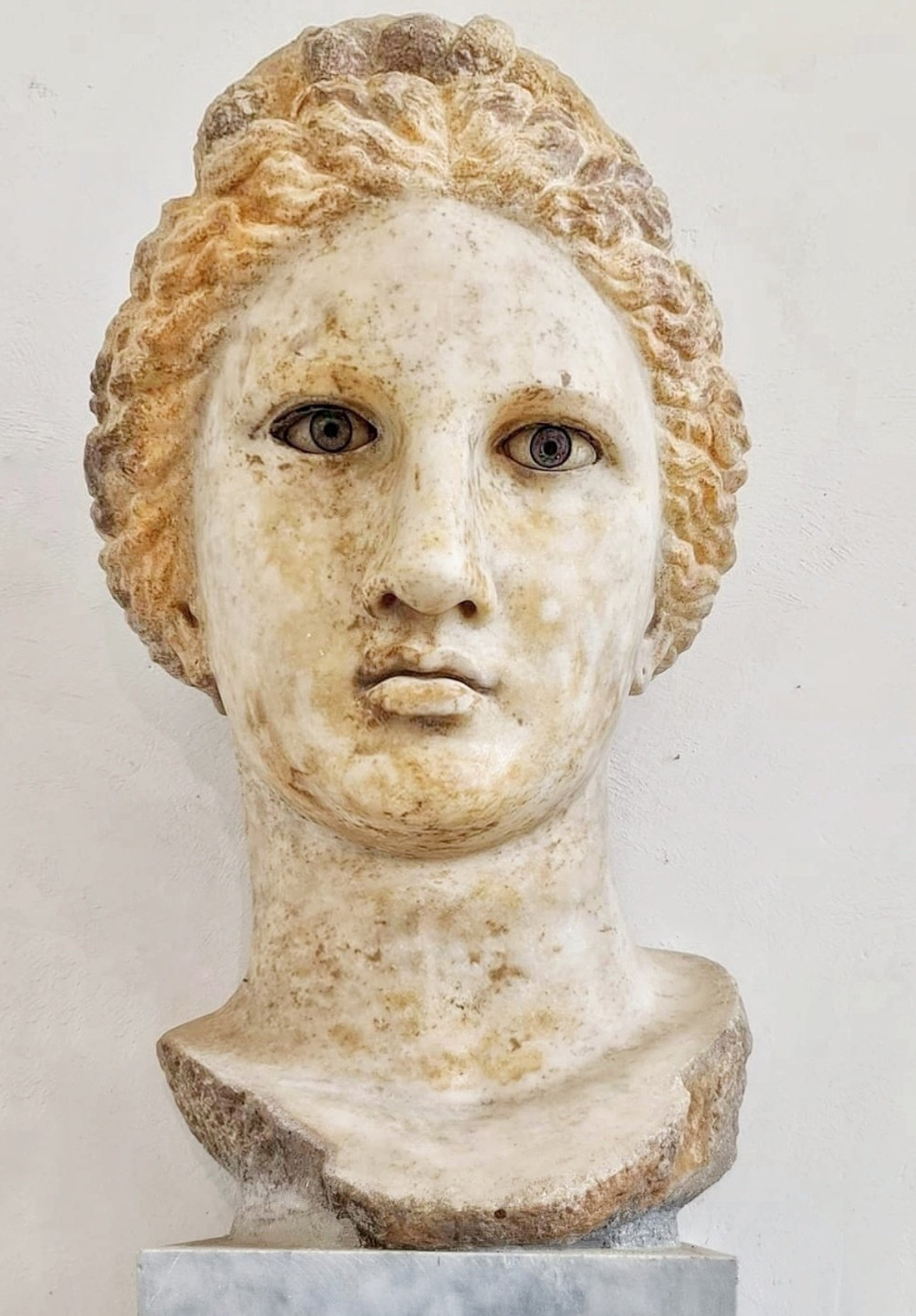
Tête de la déesse Hygie, déesse de la santé, fille d'Asclépios. Marbre, H. 80 cm, yeux en verre et agate, cils en bronze. Le corps, en bois, devait porter des vêtements; v. 130-100. Feneós

Les statues de culte se distinguent difficilement des offrandes monumentales qui représentent la divinité, statues de grand prix elles aussi, parmi d'autres offrandes. Le format des statues de culte peut atteindre deux ou trois fois la grandeur naturelle - une taille qui serait celle que les Grecs donnaient à leurs dieux. Elles nous semblent, aujourd'hui, toujours impassibles, au-dessus des humains. Mais l'art hellénistique a cette qualité, qui la distingue des périodes précédentes, d'engendrer des émotions, de créer le trouble en donnant vie, une vie rendue avec le plus puissant effet de réel qui soit. Le sculpteur utilise aussi l'intensité du regard qui donne une certaine vie aux statues. Pour cela l'usage des yeux rapportés, en diverses matières : pour la statue de culte d'Hygie du temple d'Asclépios à Fénéos (ou Phénéos) l'artiste a utilisé le verre et l'agate, avec des cils en bronze, brillants. Le corps en bois d'une statue dont la tête est en marbre, peut aussi être vêtu, comme un être humain. De nombreuses statues de cultes sont recouvertes de véritables vêtements et bijoux. Ces statues étaient régulièrement entretenues avec soin.
Aux dieux grecs s'ajoute un nouveau monde divin ou divinisé, plus international. L'époque hellénistique innove en effet avec la divinisation des rois, de leur vivant ou après leur mort. Leur portrait pouvait donc être l'objet d'un culte, soit dans un temple, à côté de la divinité principale, ancienne, soit plus largement dans un sanctuaire, qui peut être une grotte artificielle à l'époque hellénistique. Ces figures de rois héritent de la tradition macédonienne, alors que les rois grecs, comme à Sparte, n'avaient aucune image. Le culte de Dionysos, associé à cette divinisation des rois, s'est ainsi répandu dans tout le monde hellénisé. Son image s'est considérablement transformée depuis l'époque archaïque : c'est maintenant un jeune homme nu, aux cheveux longs qui ruissellent sur ses épaules.
Cette nouvelle image sert de modèle aux rois divinisés, comme Ptolémée VI, roi dans l'Égypte lagide, depuis Alexandrie. Mais les rois lagides prennent aussi les fonctions et attributs du pharaon, par respect des traditions locales. Ces rois ont donc deux images, adaptées à l'usage. De même, les reines lagides sont divinisées en Isis ; elles reprennent la fonction et l'image des épouses des pharaons. Quant à Sérapis, nouvelle divinité gréco-égyptienne syncrétique, il est représenté sous la forme d'un homme vêtu, fortement chevelu et barbu, comme un dieu grec.
Alors que la tradition classique athénienne se poursuit en Macédoine, on peut noter comment le sculpteur grec est capable de créer l'image de la déesse égyptienne, Isis dont le culte s'est répandu dès le IVe siècle, à Dion, cité du royaume de Macédoine : coiffée d'un couvre-chef à larges bords, mais qui n'est pas la causia macédonienne, ou la couronne hathorique. Elle est, ici, devenue une divinité agraire qui porte un sac de grain et deux épis de blé.

### Monuments funéraires
À l'époque hellénistique les signes qui indiquent la richesse ne peuvent pas être ignorés tant ils sont visibles. L'art hellénistique donne l'occasion de monuments en très haut relief dans un naïskos, mais plus souvent en relief sur une stèle : stèles familiales du IVe siècle et stèles plus narratives à l'époque impériale. La stèle d'Hagnostratè est un bon exemple de ces stèles, très en vogue au tout début de l'époque hellénistique, qui mettent l'accent sur le statut social de la famille. Une jeune fille, plus grande que nature tient un oiseau dans la main ; contre elle se dresse une loutrophore sur laquelle la défunte serre la main de son frère. Vers 317, une loi, promulguée par le pouvoir du roi macédonien Cassandre à Athènes, restreignait le luxe de ces monuments funéraires. De simples stèles qui existaient précédemment devinrent la norme jusqu'à l'époque impériale. Héritiers des pratiques de la sculpture funéraire antérieure, les stèles sculptées ou non sont encore souvent peintes ; ces couleurs ne subsistent, aujourd'hui, qu'à l'état de traces, rares.

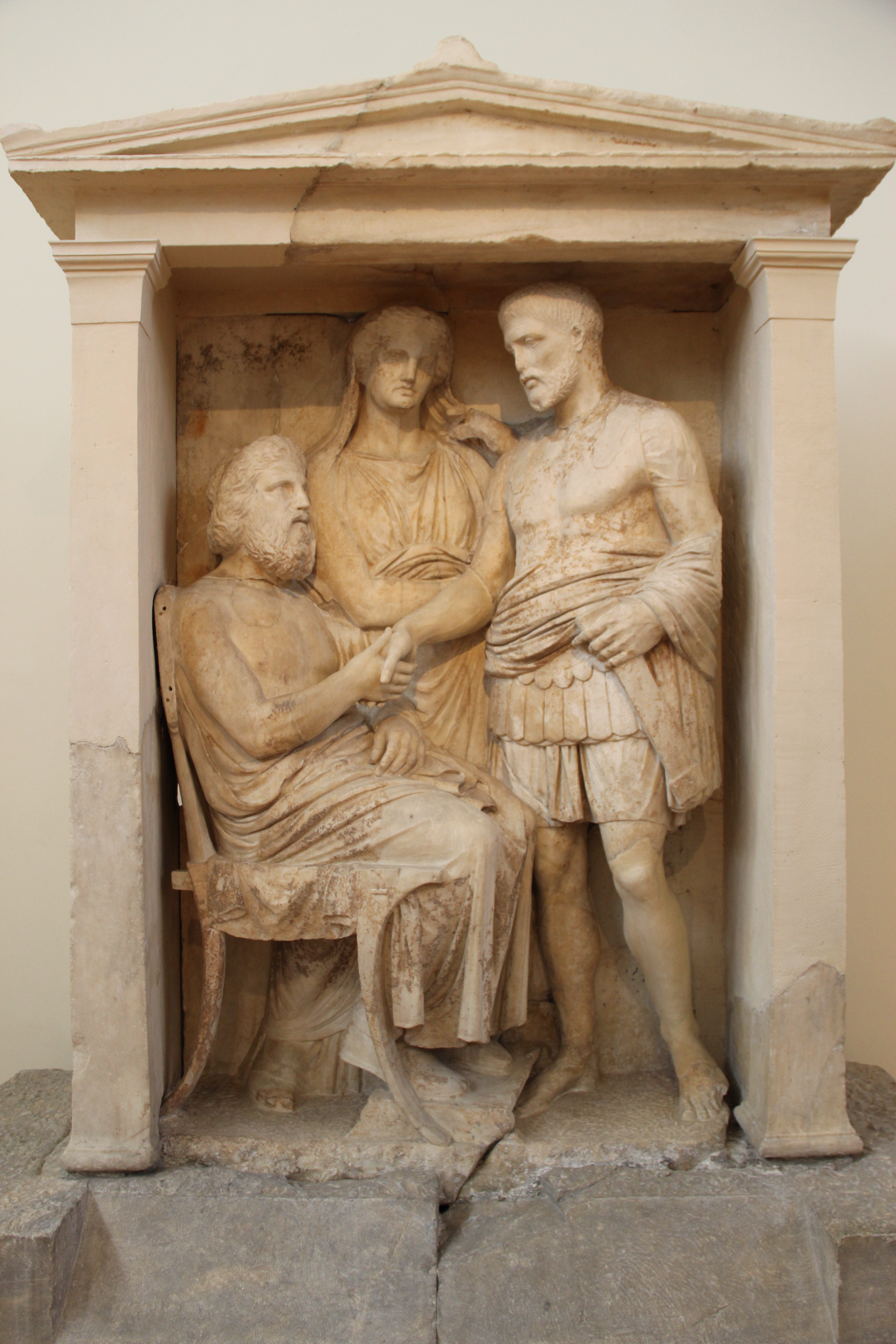
Monument funéraire à naïskos et une famille en haut relief, v. 350-325, Second classicisme (370-338). MNArch, Athènes
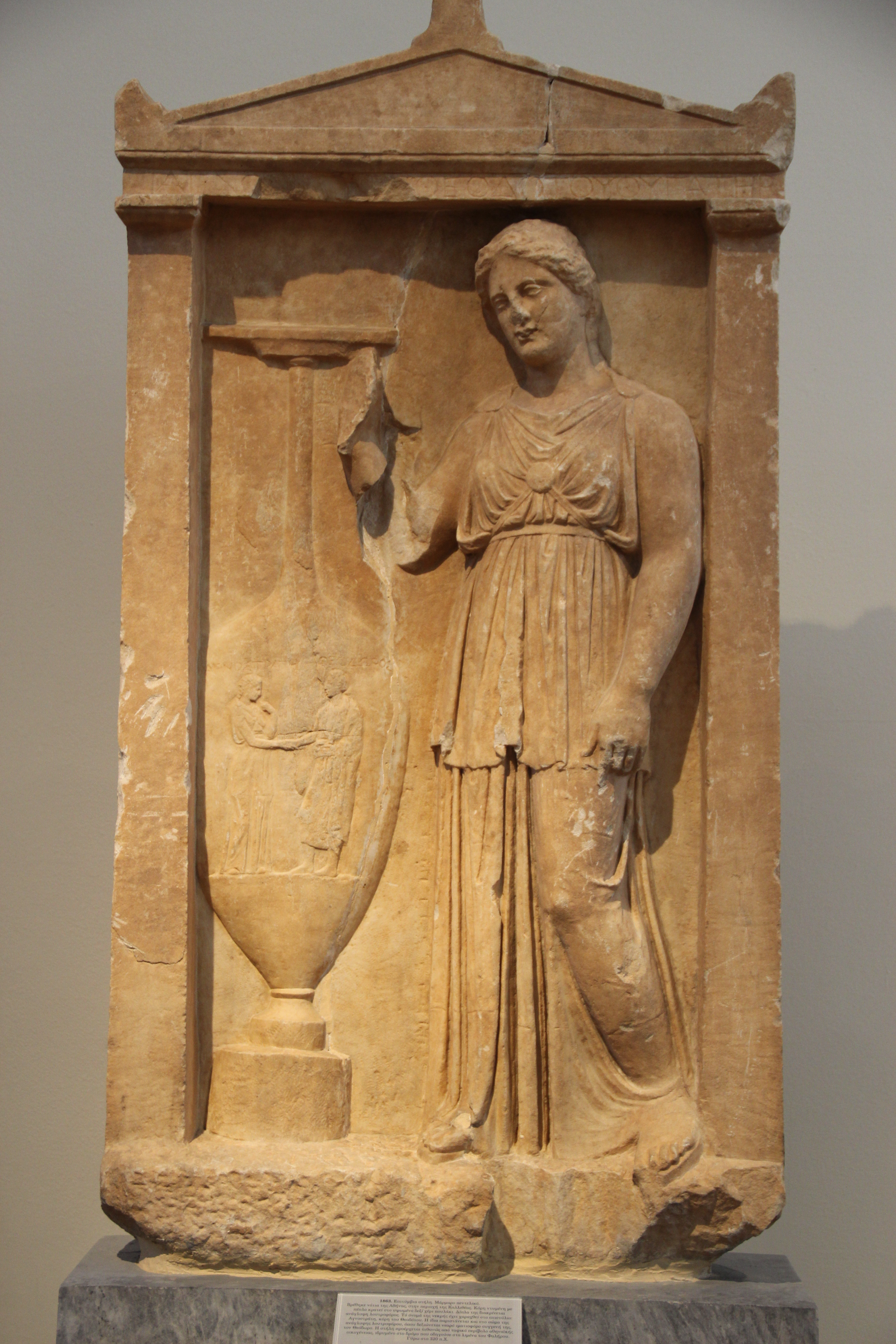
Stèle d'Hagnostratè, vers 320. H. 1,31 m. MNArch, Athènes
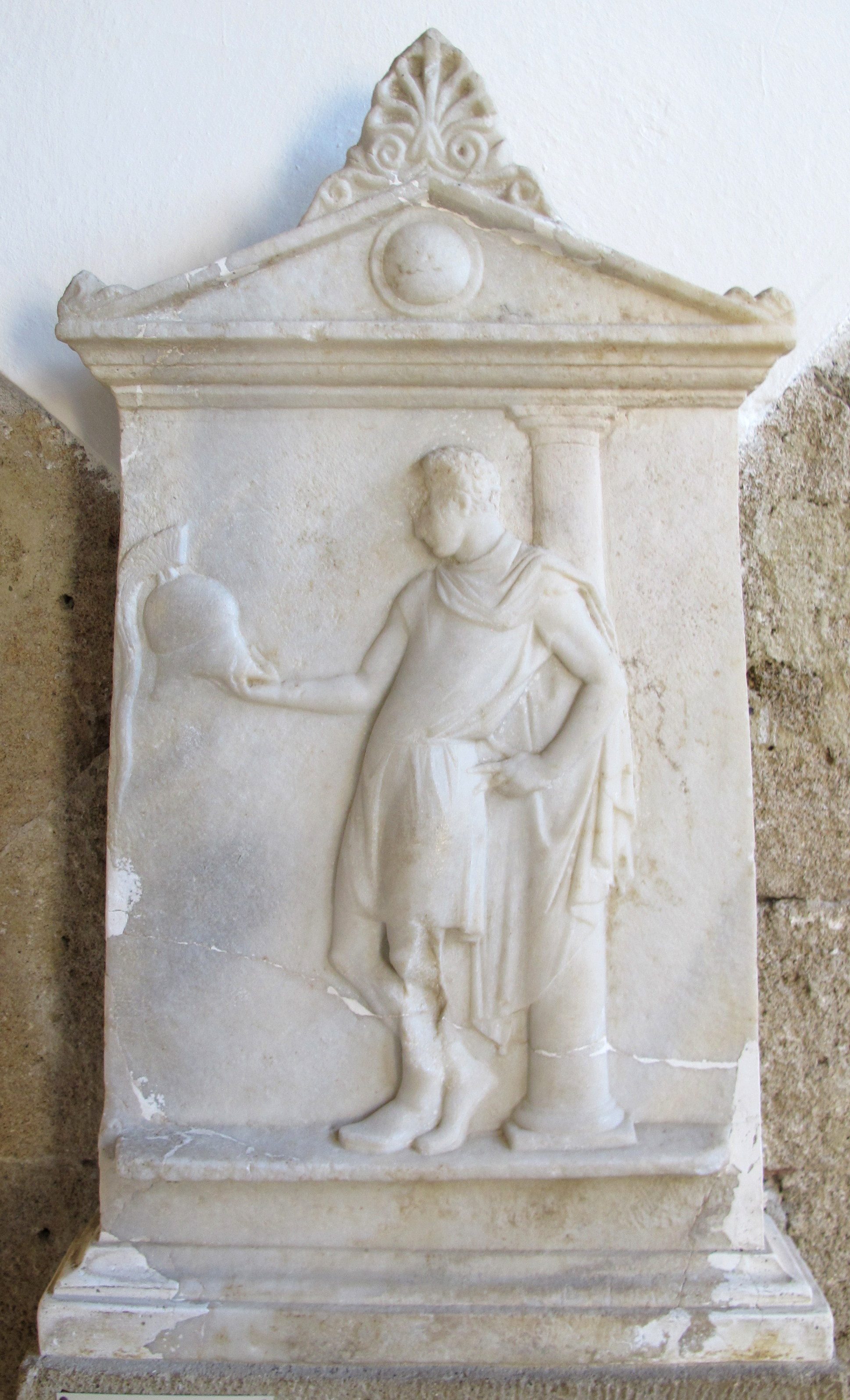
Stèle d'un jeune soldat. Style hérité du classicisme. Rhodes, IIe siècle. MArch, Rhodes
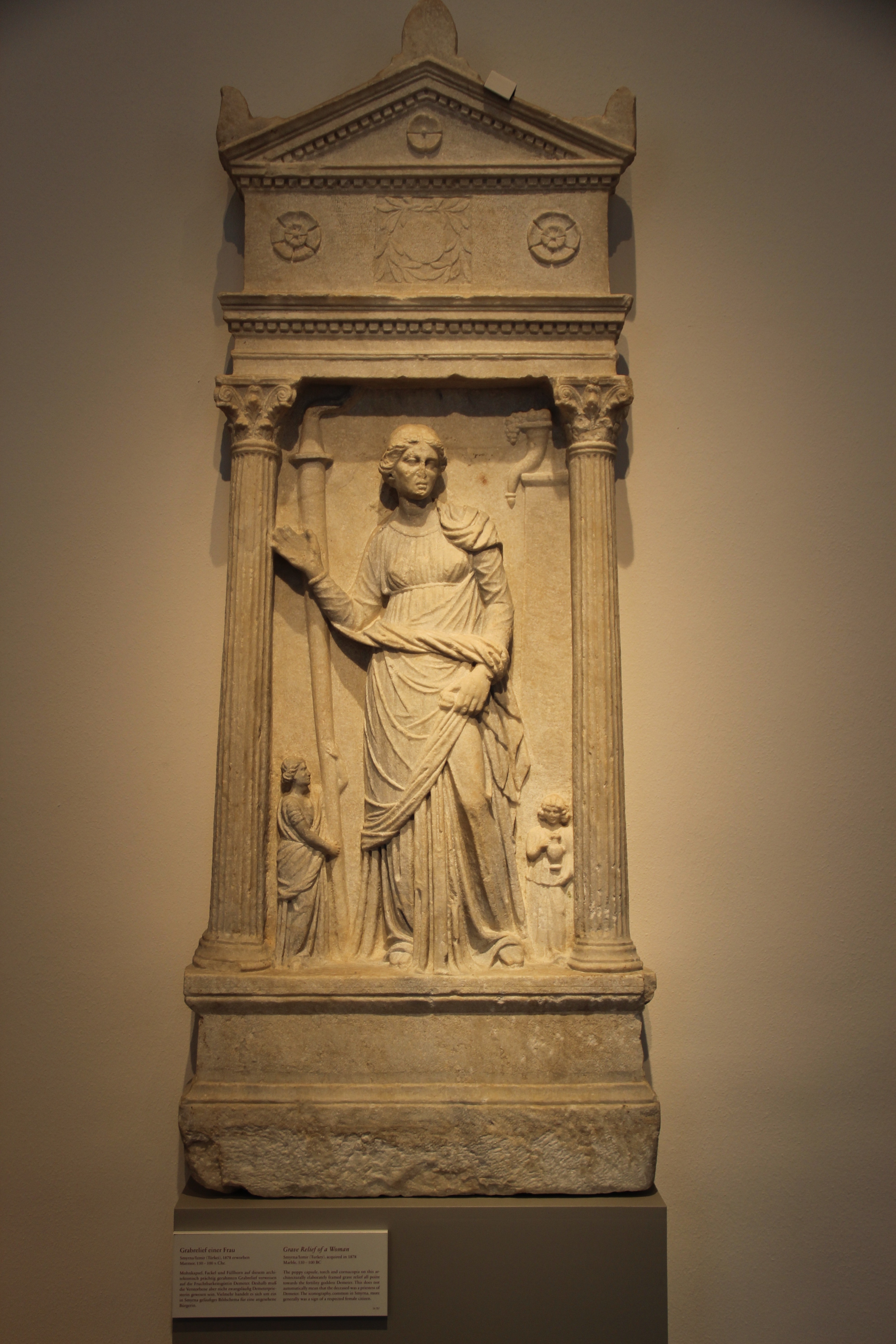
Monument funéraire d'une prêtresse de Déméter. Smyrne, v. 150-100. Marbre, H. 155, P. 66 cm. Altes Museum[121].

Le monument funéraire à la prêtresse de Déméter à Smyrne reflète bien le goût hellénistique pour l'étalage du luxe chez les citadins de Smyrne. La construction architecturale est particulièrement complexe, décorée avec soin. Les vêtements, comme l'ample manteau qui vient s'enrouler en une torsade au milieu du corps, le chiton à manches sont autant de signes de richesse. Elle est entourée de ses deux servantes, à des échelles bien plus petites afin de bien distinguer les différents statuts. La corne d'abondance, la torche et le coquelicot que tient la prêtresse réfèrent au culte à Déméter ; la main ouverte nous dit qu'elle parle ou qu'elle chante.

## Inventions hellénistiques naturalistes avec la nature, le quotidien et la caricature

### Images de la femme
Concernant l'image de la femme, cette époque voit se constituer, jusque dans la sculpture, trois groupes bien distincts. Un groupe de corps qui semblent sortir des concours de beauté, comme il en existait en effet en Grèce antique (le Jugement de Pâris y ferait une allusion, mais transposée dans l'univers divin) : ce sont des déesses et des divinités secondaires, leur vêtement qui glisse ou qui est mouillé révèle les nuances gracieuses d'un corps hors normes, ou bien le corps des divinités féminines nues : ce groupe est, essentiellement apparu dans la sculpture grecque classique avec Praxitèle et son modèle, Phryné, hétaïre célèbre pour sa beauté. Un second groupe, celui des portraits de femmes, hors du commun, prêtresses, épouses de dignitaires , etc., vêtues avec élégance, dans des poses recherchées (ce groupe est très peu représenté avant l'époque hellénistique, hormis les statuettes de Tanagra). Le sculpteur peut chercher à reproduire avec virtuosité la texture gaufrée d'un textile de luxe. Enfin il existe un troisième groupe, images de la laideur, personnes défigurées par nature (qui semblent incarner des masques de la comédie), des naines et des nains, des vieilles et des vieux , etc.. Ce groupe existait auparavant en peinture sur vase ou sous forme de figurines en terre cuite, souvent nu(e)s. Mais on le rencontre à l'époque hellénistique aussi sous la forme de grandes sculptures. Il s'agit, pour toutes ces catégories d'images de femmes, de codes bien établis en lien avec la fonction de l'objet, en fonction de représentations culturelles et sociales bien distinctes, dans le cadre de la société hellénistique.

### Quotidien, caricatures et grotesques
Le tireur d'épine est un parfait exemple du sujet de genre qui se situe dans la veine naturaliste, mais au lieu de la grimace à laquelle on s'attendrait il conserve un air très calme, impassible, élégant, qui imite des œuvres du style « sévère » et ainsi « les mèches tirebouchonnées de ses cheveux sont sagement ordonnées sans tomber, alors même qu'il penche la tête ». Il existe de très nombreuses copies similaires. C'est un bel objet décoratif, éventuellement votif, évoquant les vendanges. On pouvait rencontrer en effet dans un sanctuaire, comme ceux dédiés à Asclépios, de telles statues de genre. Quant au jeune esclave trouvé à proximité de la nécropole de Tarente, il aurait pu appartenir à un monument funéraire où il aurait accompagné un(e) défunt(e). Ses traits indiquent clairement son origine étrangère et son expression subtile, complexe, relèvent bien de l'esprit du temps.

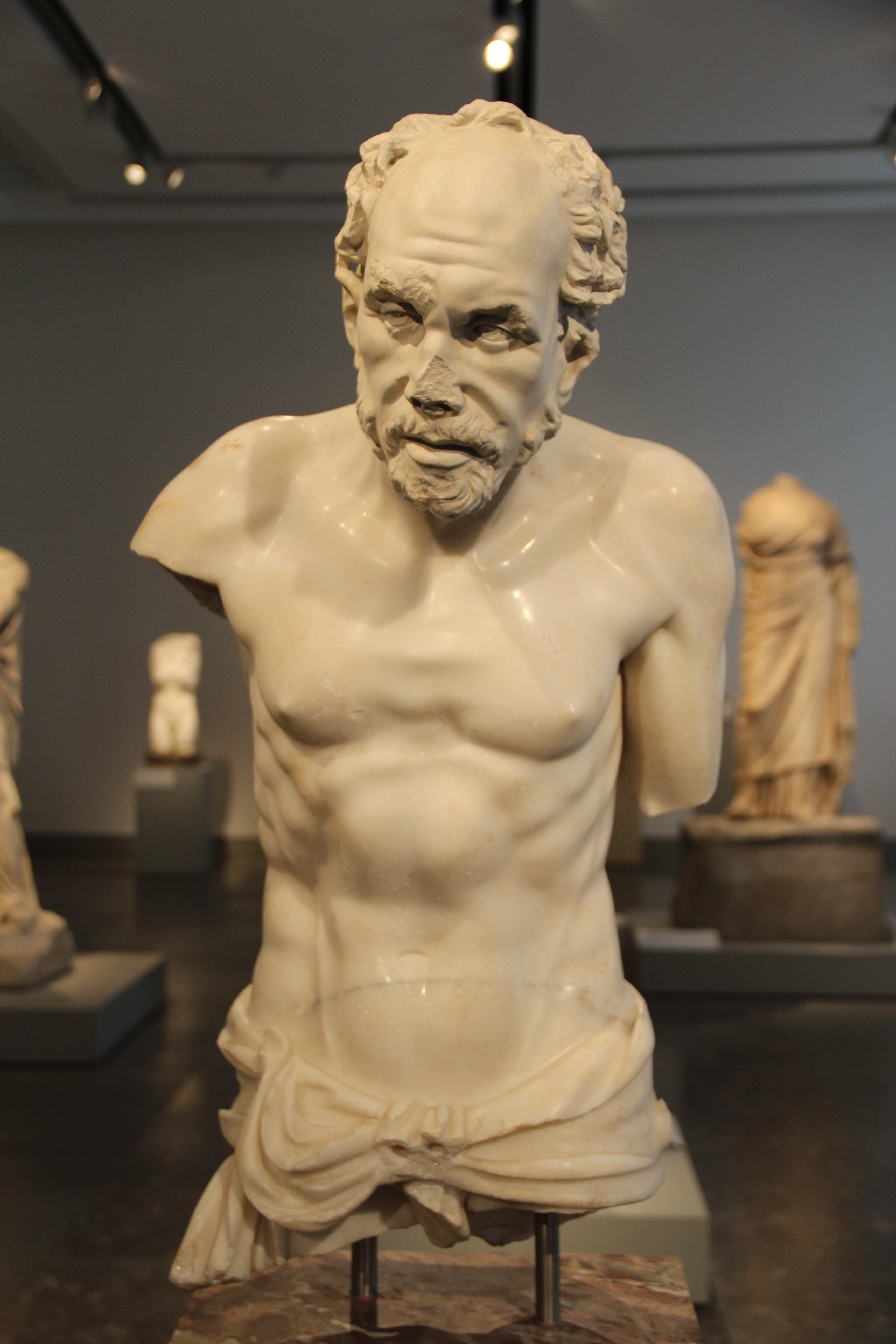
Vieux pêcheur. Copie v. 150-250 /original v. 200. Altes Museum
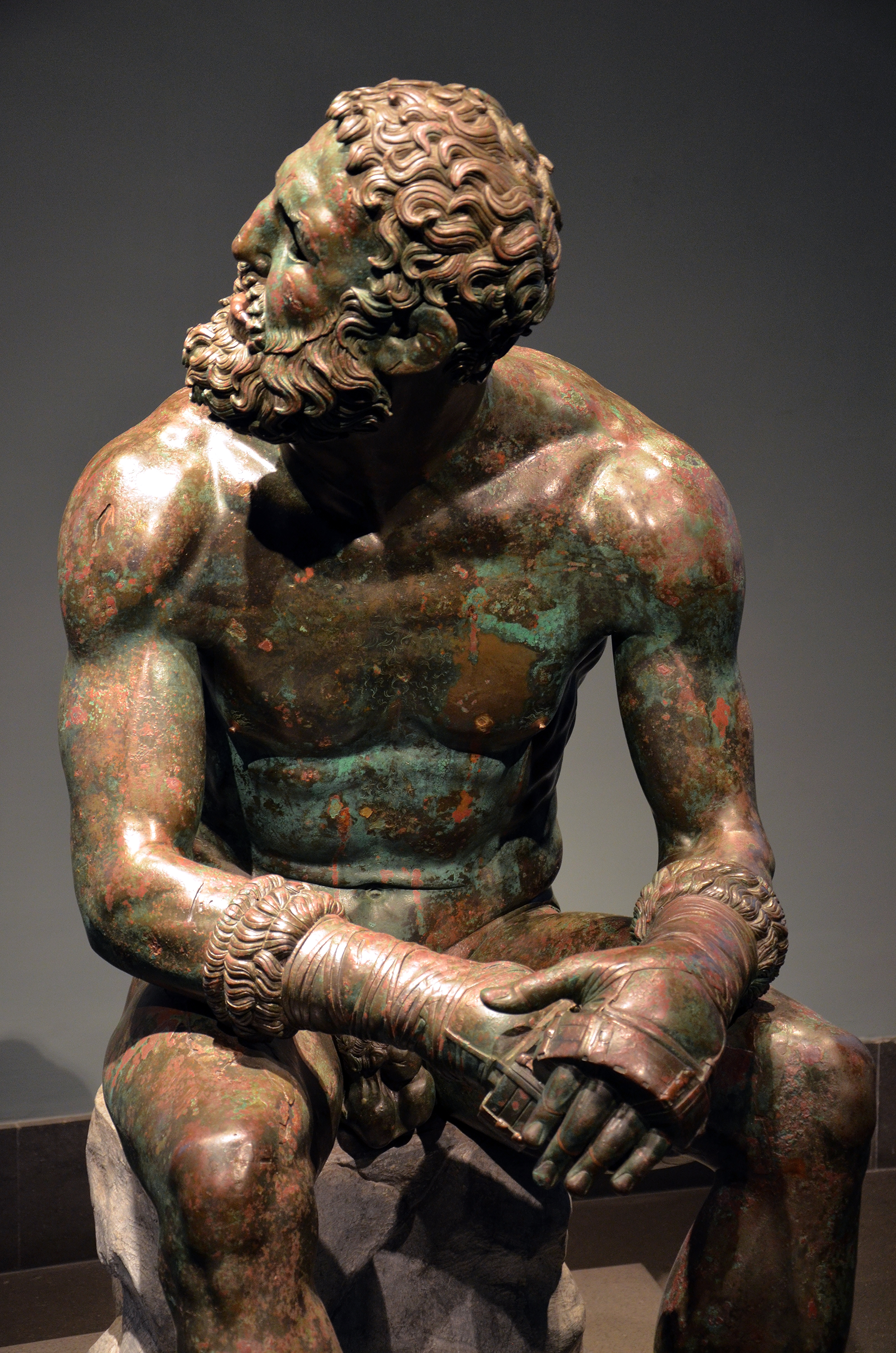
Boxeur au repos. Bronze, H. 1,28 m. 100-50. Palazzo Massimo alle Terme
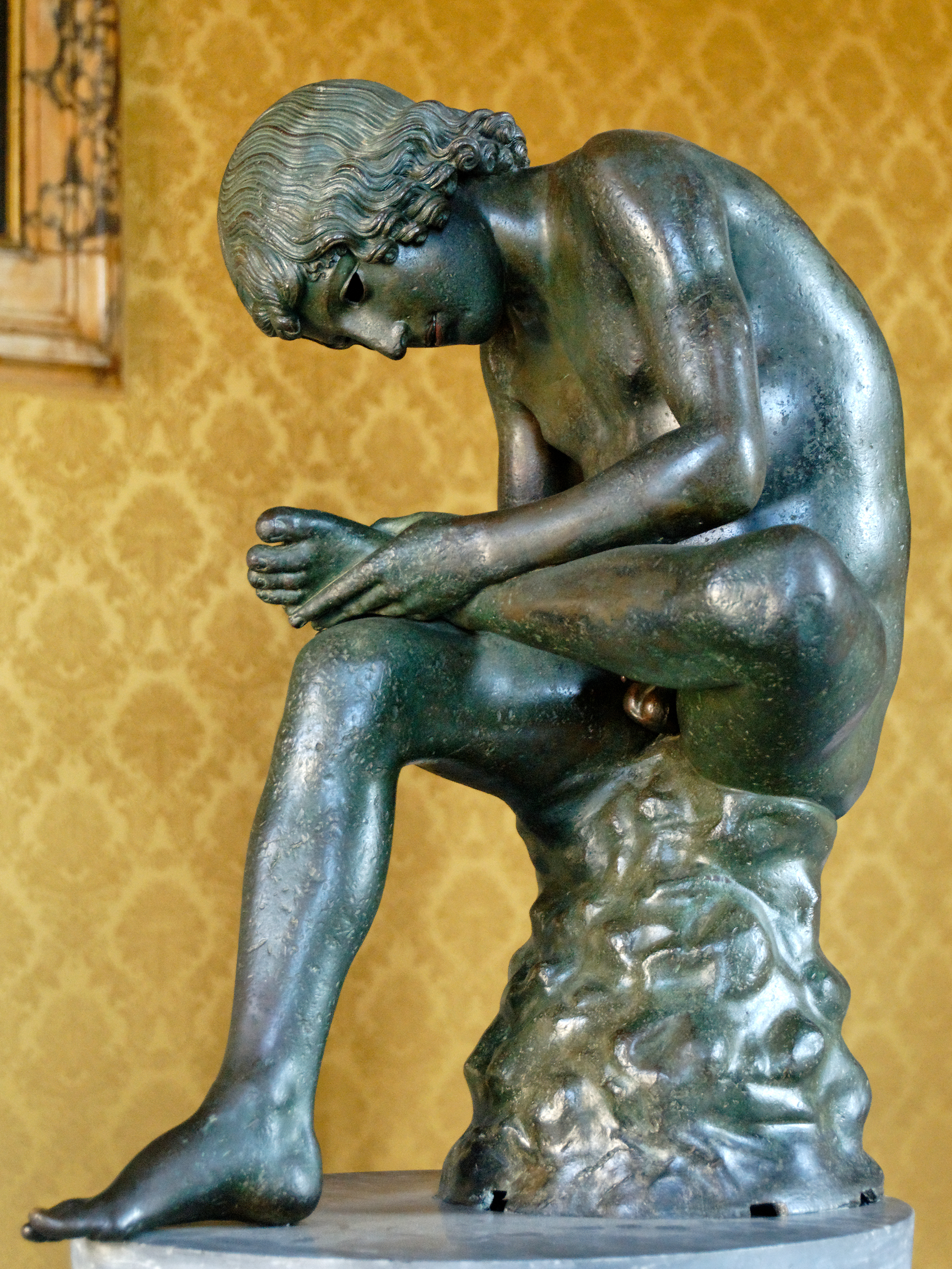
Le tireur d'épine. Bronze, H. 73 cm. 100-50. Palazzo Massimo alle Terme
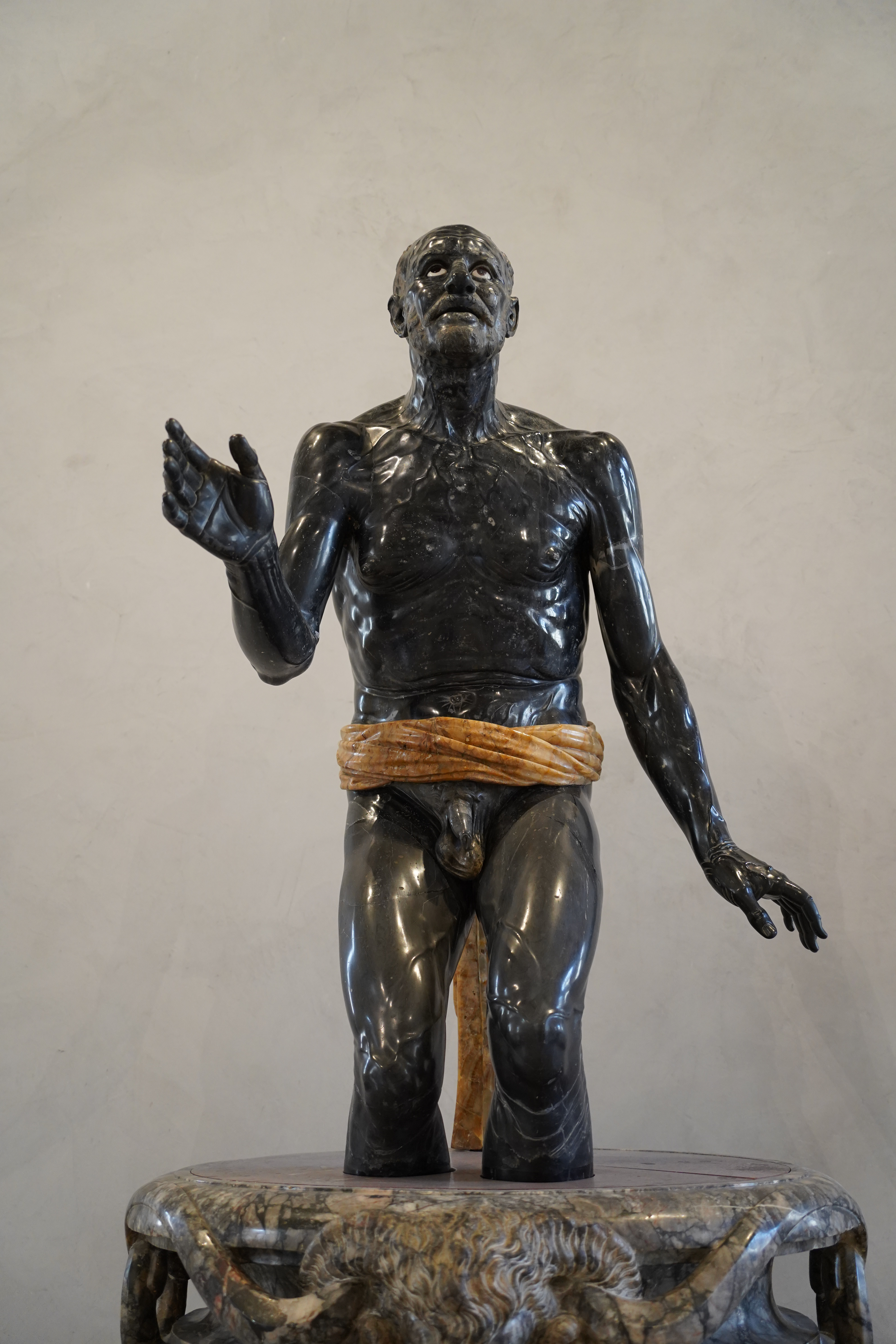
« Vieux Pêcheur », dit aussi « Sénèque mourant », v. 125-100, complété[N 30]. Louvre
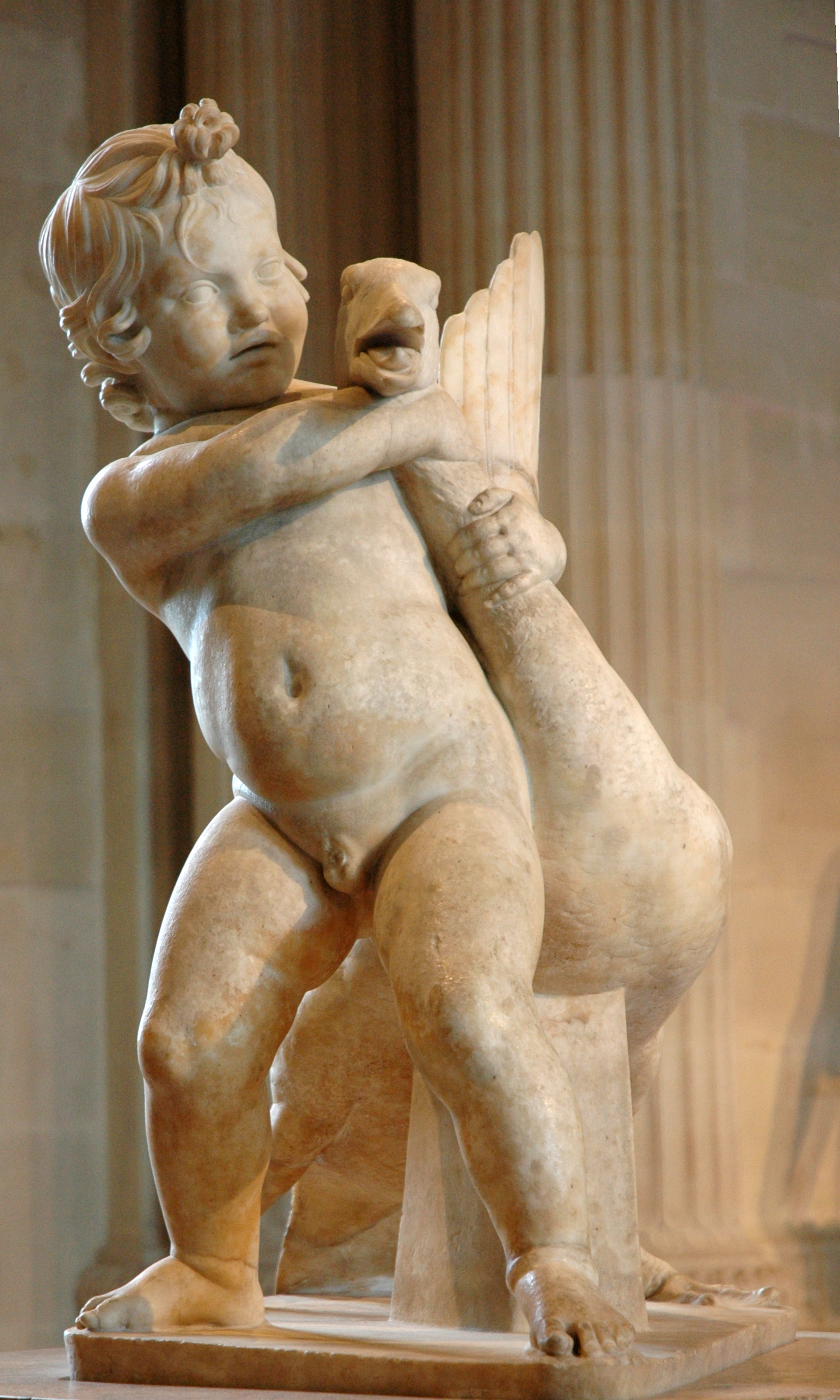
Enfant à l'oie. Copie romaine d'époque impériale, Ier – IIe siècle de notre ère, d'un original grec du IIe siècle AEC. Louvre

À l'époque hellénistique, bien plus qu'à toute autre, toute une classe de statues et surtout de statuettes, parfois toutes petites, tournent délibérément le dos à la beauté et à la santé des humains dont les Grecs aimaient s'entourer, mais à l'échelle humaine voire plus, et qu'ils offraient à leurs dieux. Ainsi les nains, les bossus, des personnes difformes ou estropiées mais aussi des vieux et des vieilles, tout ce monde souffrant plus ou moins, et avec eux tous les acteurs de théâtre comique qui les représentent sur scène, tout ce monde trouve son image à lépoque hellénistique.
Il s'agit, la plupart du temps, de statuettes en terre cuite de quelques centimètres de haut, mais on rencontre aussi des statuettes en bronze et quelques statues en marbre : deux vieilles femmes, celle qui fait son marché et la femme ivre, ainsi que des vieux pêcheurs qui offrent en ex-voto les instruments de leur pêche, dont de nombreuses répliques romaines. Ces statues, en raison de leur taille, auraient pu servir de décor de jardin dans l'Empire romain.

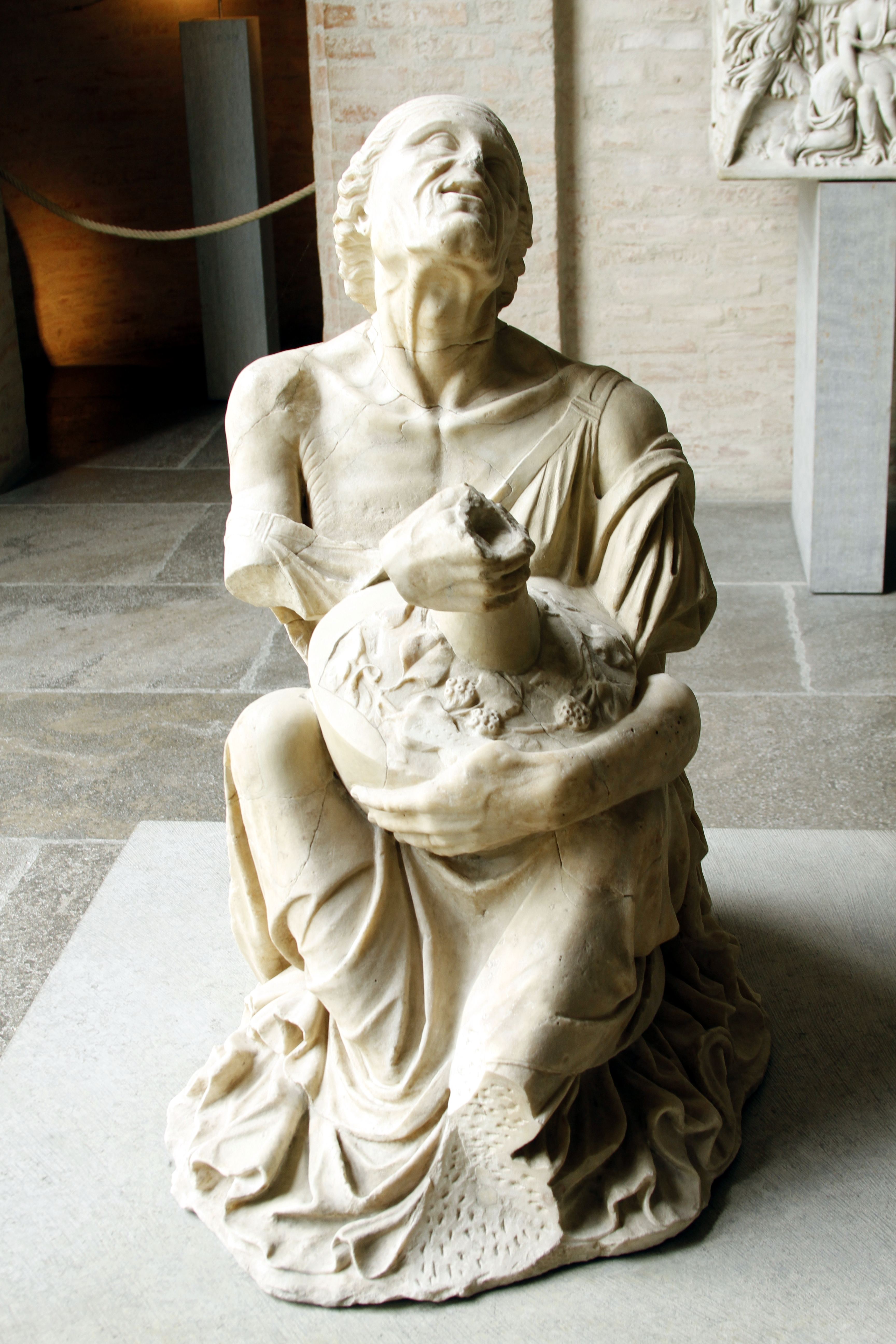
Vieille femme ivre. Copie romaine / original 200-180. Marbre H. 92 cm. Glyptothèque de Munich
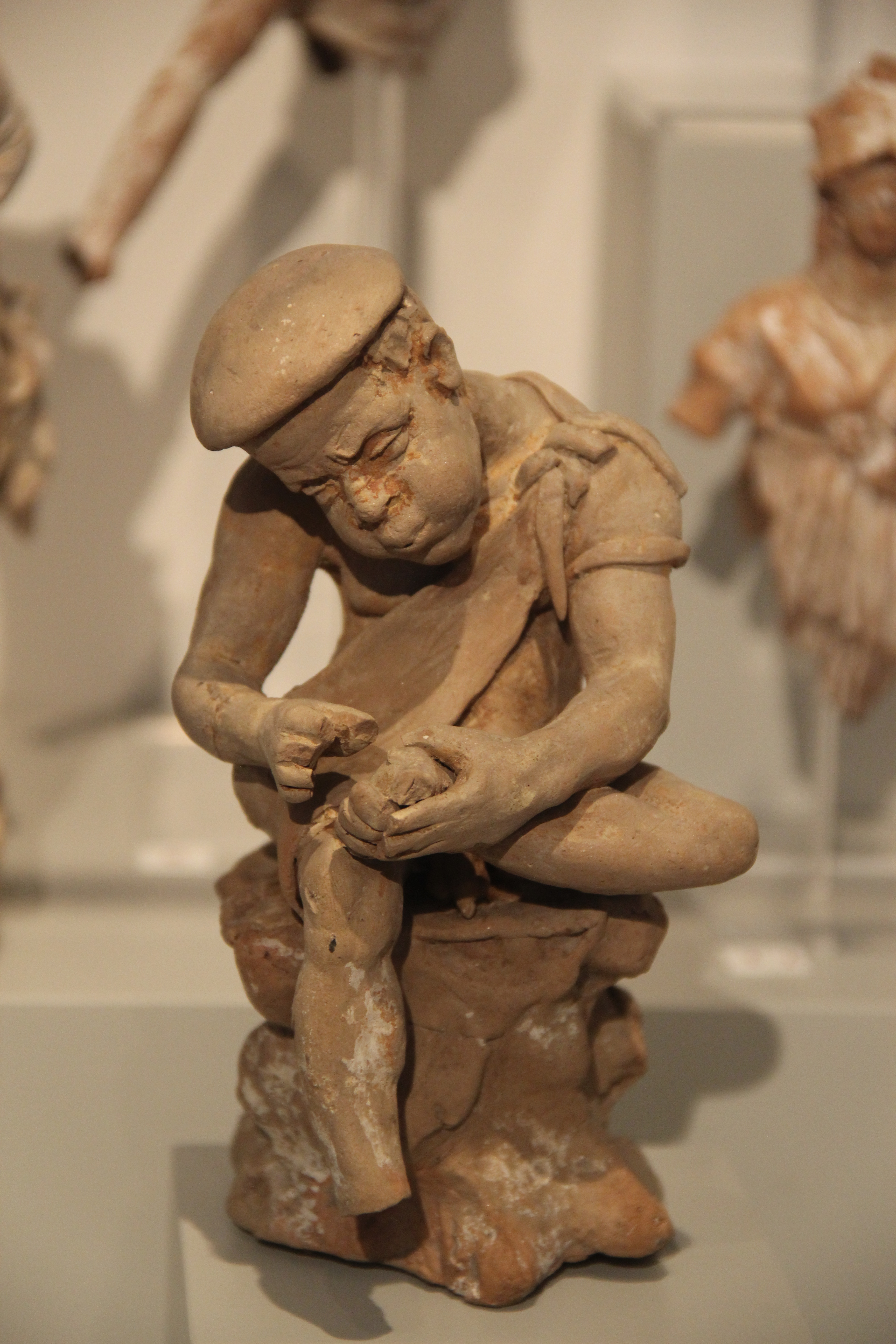
Statuette d'un Tireur d'épine, terre cuite moulée, 16,8 cm. Priène, 150-135. Altes Museum
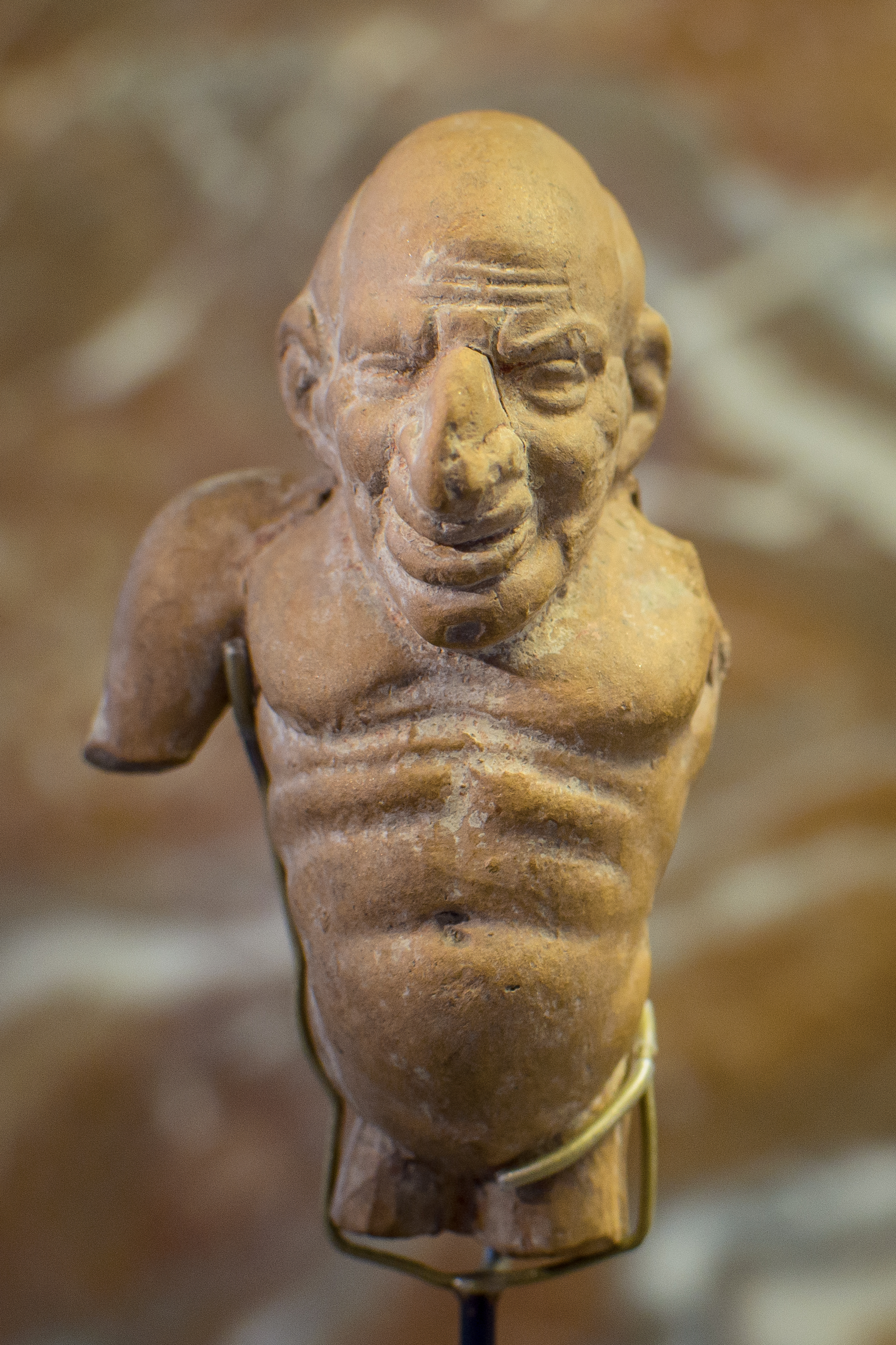
Torse de bossu. Smyrne (Izmir), nécropole hellénistique. IIe siècle.Terre cuite, H. 8 cm. Louvre
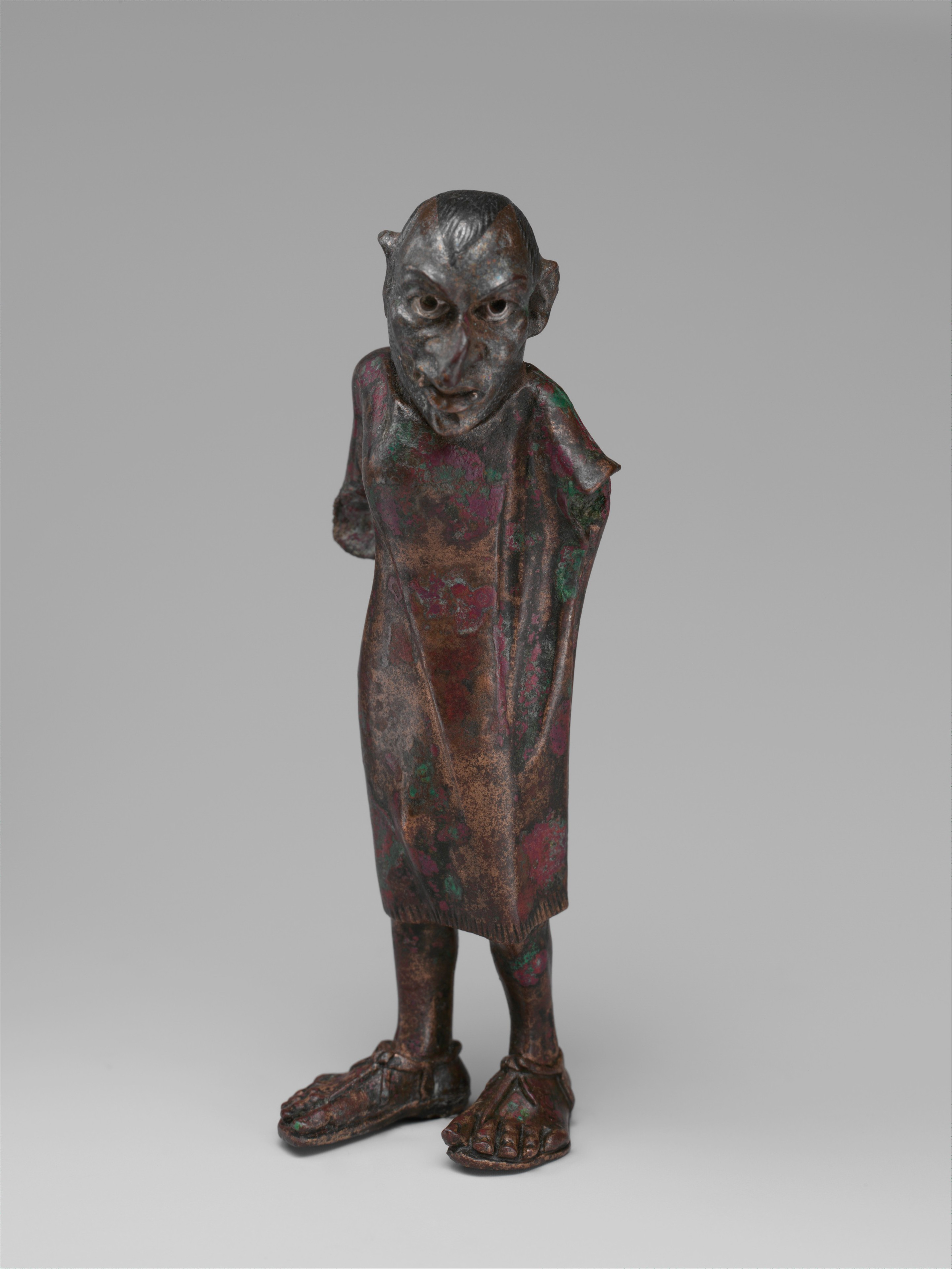
Acteur grotesque. Bronze, H. 10 cm. IIe AEC-Ier EC. Met
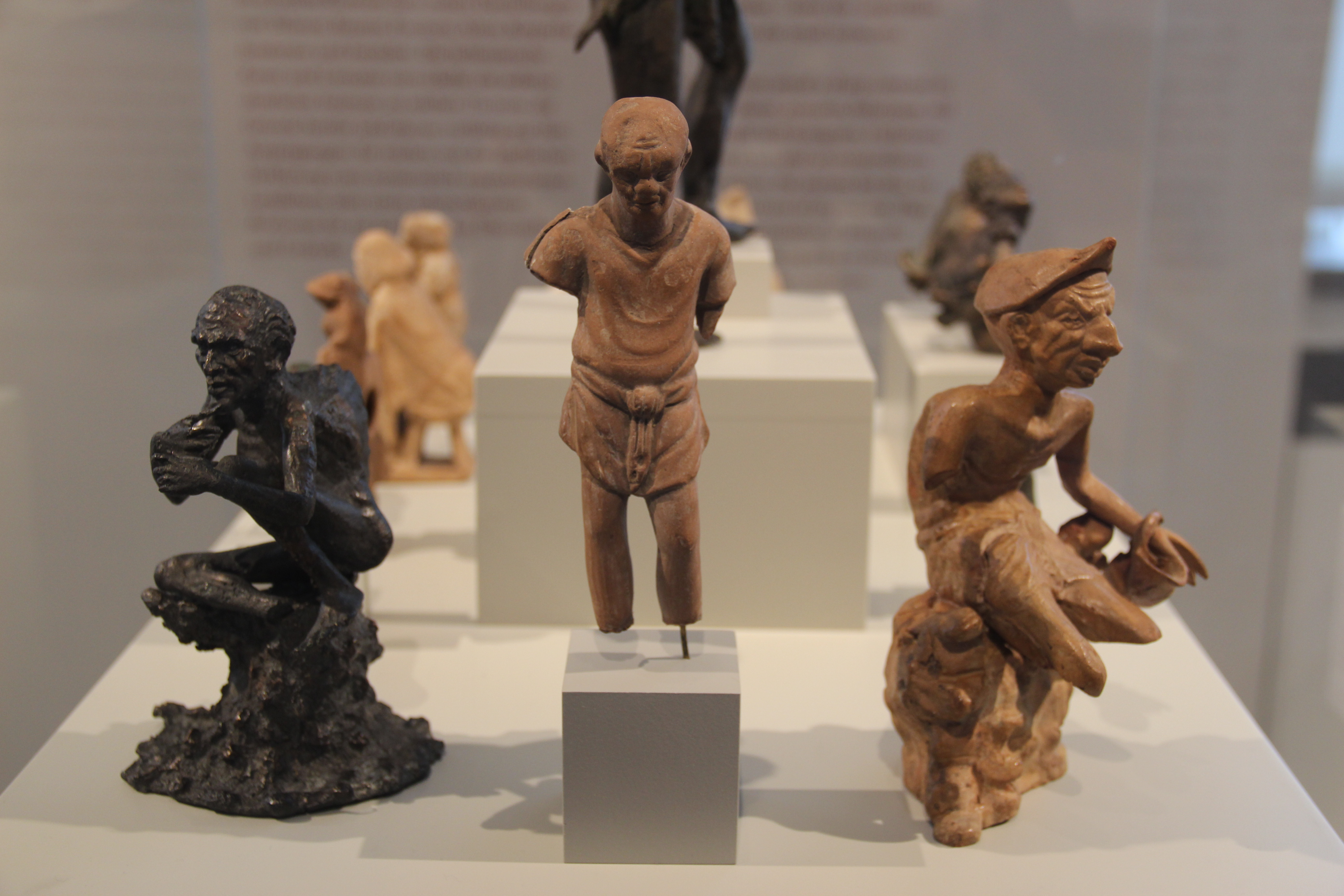
Bossu assis, bronze H. 16 cm[133]. Homme au nez difforme et cul-de-jatte mendiant, terre cuite. IIIe – Ier siècles AEC. Altes Museum
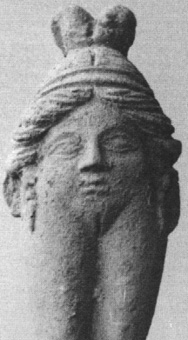
Baubo. Terre cuite, H 9 cm. Sanctuaire de Déméter à Priène. Avant 150 : IVe – IIe siècles AEC. Altes Museum

#### Les figures grotesques
On ne connaît pas précisément l'origine des petites statuettes en terre cuite qui représentent ce type de sujet. Du fait de l'absence de contexte lié à leur découverte nous n'avons, actuellement, aucun élément qui permette d'expliquer leur existence. Leur nudité, parfois, renverse la valeur traditionnelle positive du Nu dans la Grèce antique. Les terres cuites sont les plus nombreuses, elles sont aussi les plus fragiles et pour un grand nombre d'entre elles on ne conserve que la tête. Parmi les lieux de découverte supposés, les deux sites les plus importants sont l'ancienne Smyrne (Izmir) d'où cette production aurait fait émerger d'autres centres en Asie Mineure ainsi qu'en Égypte, plus précisément à Alexandrie et dans son voisinage, comme à Ras el-Soda, à l'est d'Alexandrie, avec des figures de bossus et de personnes atteintes d'amyotrophie. dans la ville d'Athribis.
C'est aussi à Alexandrie que les historiens de l'art placent l'origine du Pseudo-Sénèque (Louvre), un portrait caractérisé, lui aussi au plan stylistique, « par un impitoyable réalisme [joint à] la recherche d'un pathétique exaspéré ». La stylisation grotesque apparaît ici comme allant au-delà de ce « réalisme impitoyable » qui était apprécié à Alexandrie et que l'on rencontre dans les représentants du peuple.
La plupart de ces statuettes en terre cuite ont été tirées de moules en deux parties. Mais ce n'était qu'une première étape, en effet des éléments modelés ou tirés d'autres moules pouvaient compléter et parfois modifier radicalement le sujet initial : une tête classique et idéalisée de type « Héraclès » a pu être associée à un corps déformé et bossu. Des figurines en terre cuite portant des couronnes feuillées seraient liées à des fêtes, notamment celles honorant Dionysos, fêtes reprises à Alexandrie : les lagynophories, où le lagynos ce vase que tient la vieille femme ivre aurait été d'usage,.

#### Le peuple
On reconnaît, sur les statuettes en terre cuite, des étrangers au monde grec : des Syriens et des Africains, mais aussi certains métiers qui pouvaient défigurer, comme celui des boxeurs. Plusieurs malformations que l'on peut y découvrir semblent la conséquence de maladies, comme la malnutrition. Un nain a tous les signes de l'achondroplasie, une maladie génétique. Par contre, beaucoup de ces personnages sont affublés, comme dans les peintures sur céramique, d'un phallus énorme et l'un d'entre eux porte un lagynos, le vase de la femme ivre, avec un coq. François Queyrel fait remarquer que le coq est habituellement sacrifié à Asclépios, tandis que le lagyros est le vase des lagynophories consacrées à Dionysos et qui étaient célébrées à Alexandrie,. Il semble donc, pour cet auteur, que le nain participe à une parodie de cérémonie religieuse, mais dont on ignore tout. D'autres figurines représentent des acteurs de la nouvelle comédie dont certains masques sont clairement identifiables, à moins qu'il ne s'agisse du personnage de la vie réelle que l'on aurait caricaturé ainsi. Par exemple : le « Vieux pêcheur », il tenait un panier pour sa pêche, comme l'image d'un homme du peuple qui offre en ex-voto les instruments de sa pêche. Des épigrammes antiques font allusion à cette pratique. Ce vieux pêcheur présente d'ailleurs plusieurs caractères physiques qui s'expliquent par la physiognomonie antique : les lèvres épaisses et les grandes oreilles en faisaient un être stupide dans la société hellénistique. Selon François Queyrel celui qui a commandité le bronze « s'est plu à voir représenté la piété d'un homme du peuple qui fait plus vrai que nature. ».

### Animaux
Certains animaux, comme le lion ou l'ours, sont des motifs associés à l'idéologie funéraire des princes. La scène de chasse peinte en façade de la tombe d'abord attribuée à Philippe II de Macédoine, illustre clairement ce motif. L'ours de bronze conservé à Aix-la-Chapelle serait à situer dans ce type de contexte, mais il pourrait s'agir, ici, non de l'original mais d'un tirage d'après le surmoulage d'une statue hellénistique. Tout comme cet ours, le molosse de Londres est plus grand que nature et tout aussi féroce que celui que l'on aperçoit dans la peinture. Par ailleurs une tombe à Amphipolis était gardée par deux sphinges, mais un grand lion couronnait le tumulus.

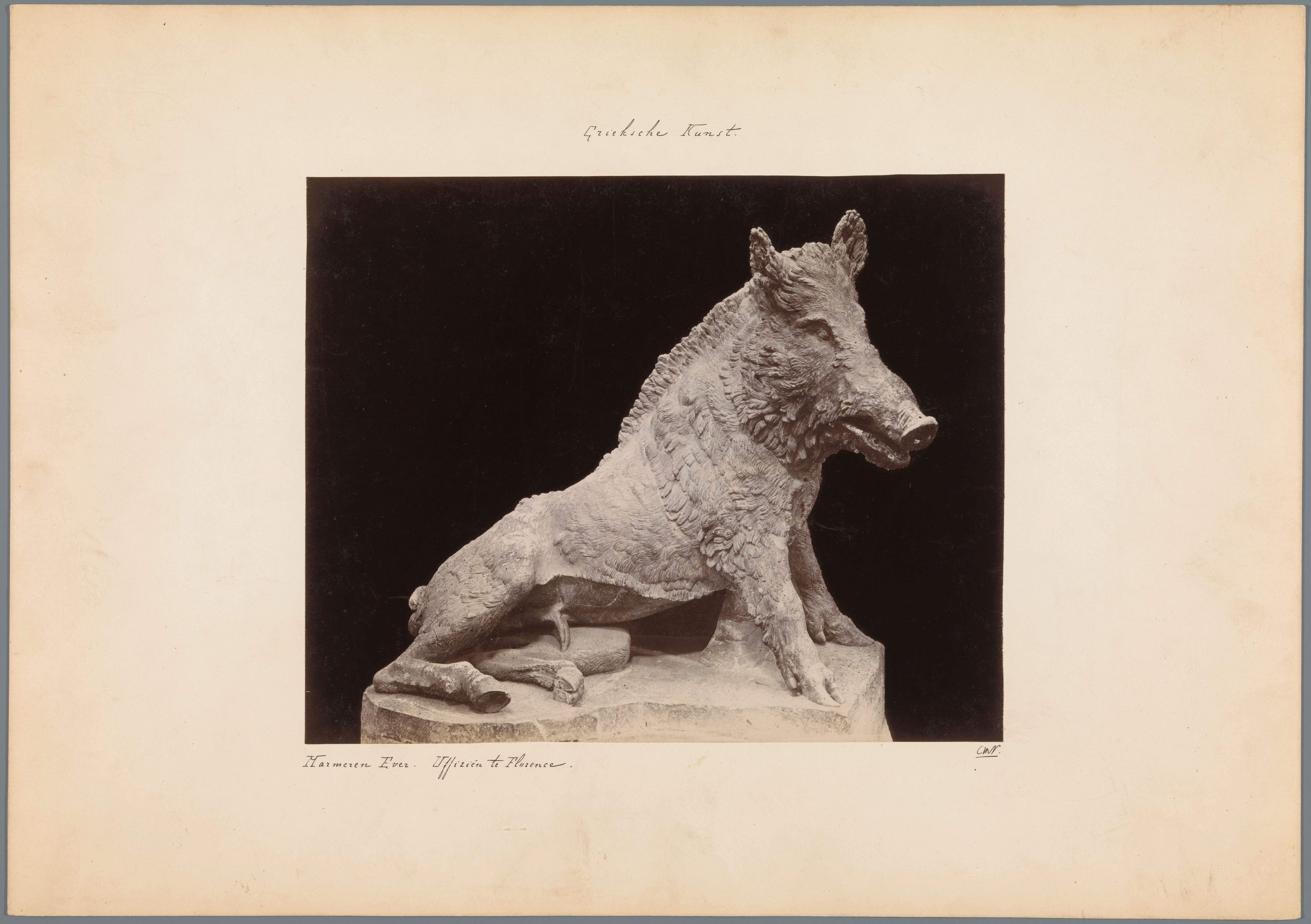
Sanglier. H. 1,36 m. IIIe siècle. Musée des Offices. Photographie, fin XIXe siècle.
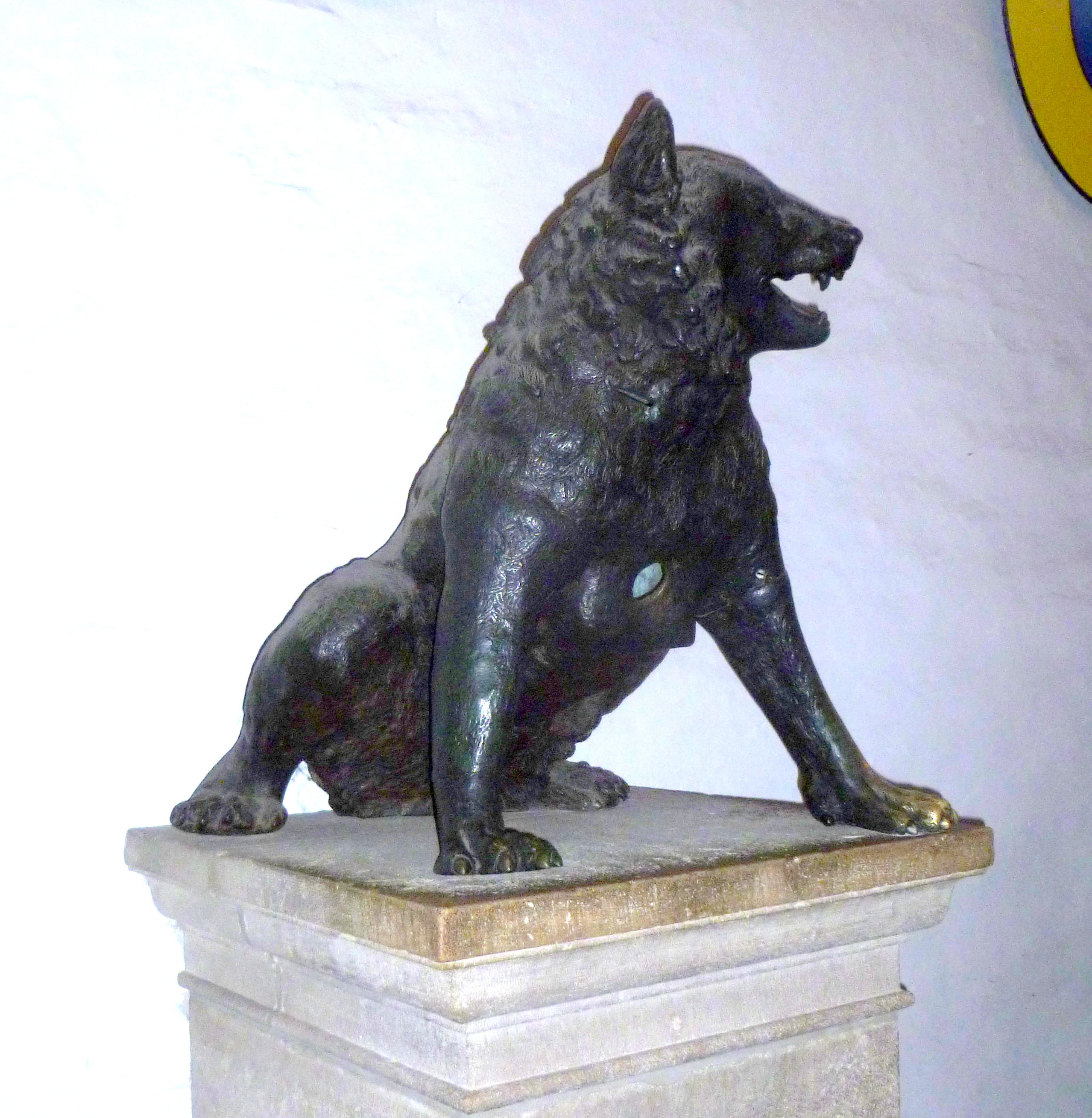
Ourse blessée au cou. Bronze. H. 84 cm. Aix-la-Chapelle.
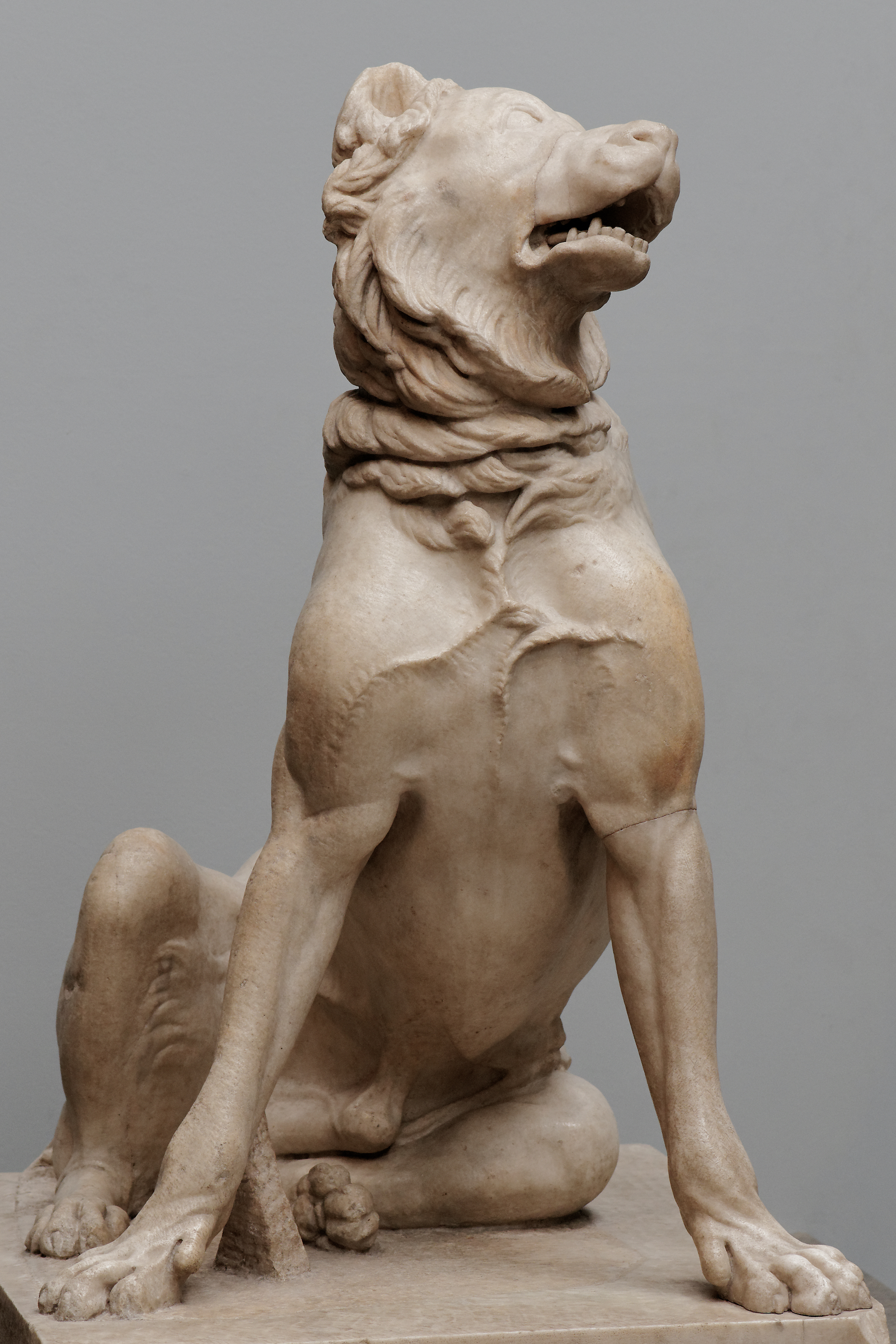
Molosse, dit "Jennings Dog", d'après un bronze original du IIe siècle (?). H. 1,05 m. British Museum
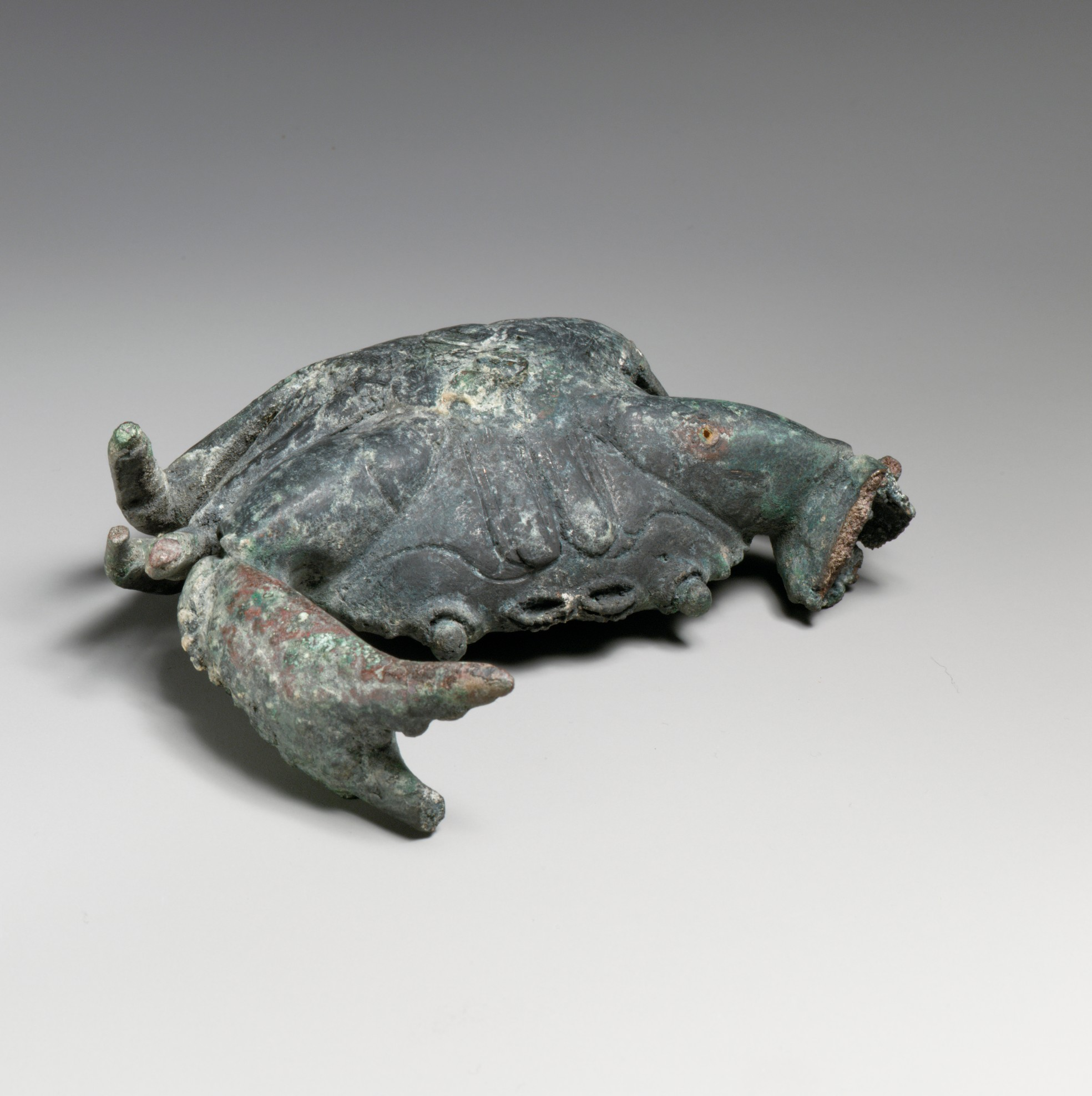
Crabe. Bronze, 16,5 × 14 cm. Fixation de meuble ou socle en forme de crabe. IIIe – Ier siècle. Met

## Synthèses et Transferts culturels: Égypte, Syrie, Iran, Bactriane et Gandhara

### Transfert culturel et syncrétisme au Moyen-Orient
Le transfert culturel se présente comme un déplacement, d'une culture à l'autre, et trouve une place dans son nouveau contexte. Le syncrétisme culturel suppose que les éléments provenant de deux ou plusieurs cultures se métamorphosent en s'assemblant les uns avec les autres.

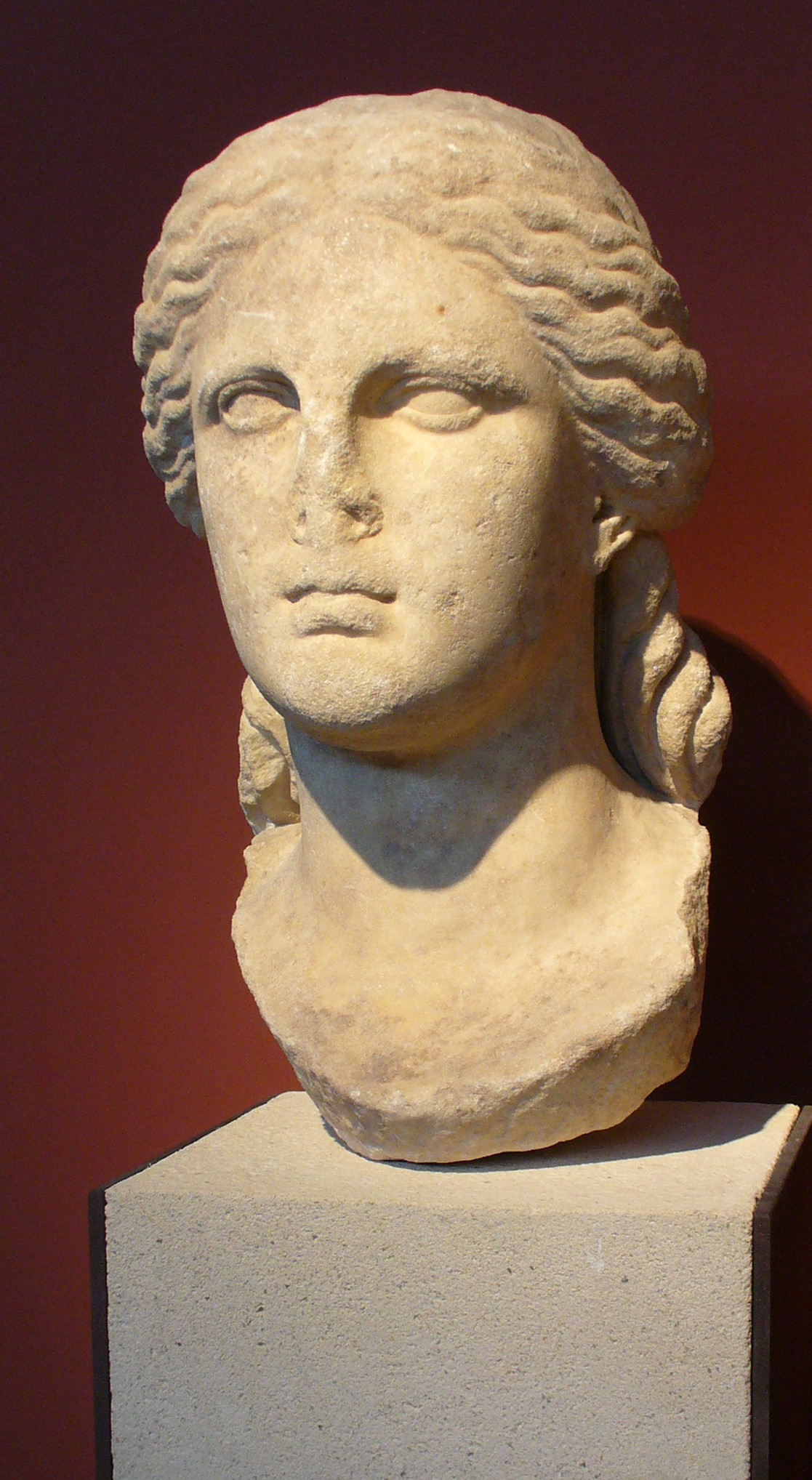
Isis (?). Marbre de Thasos, H. 51 cm. Début IIIe siècle. Thessalonique, MArch
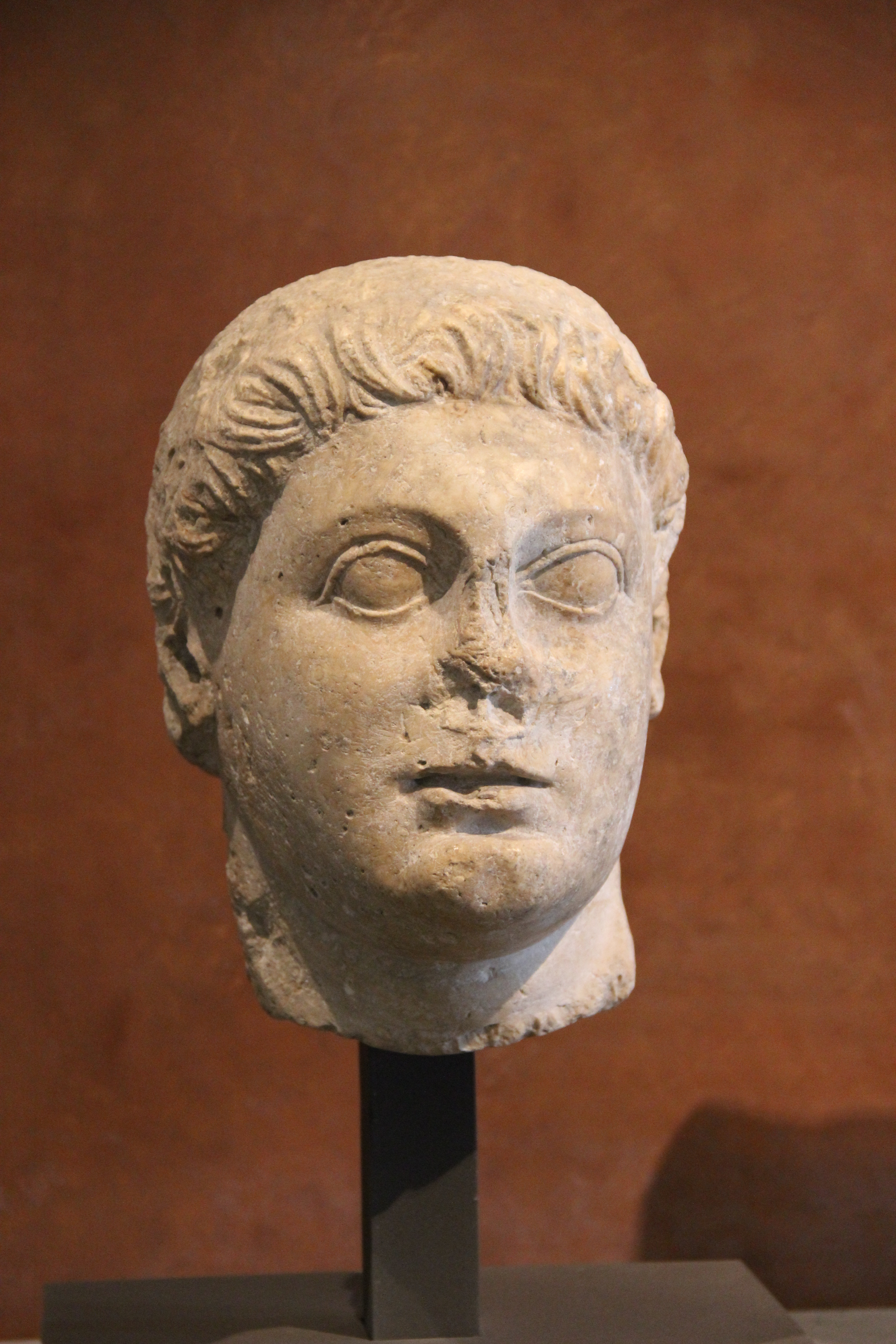
Ptolémée II (r. 283-246), probablement de son vivant. Brèche, H. 27 cm. Louvre
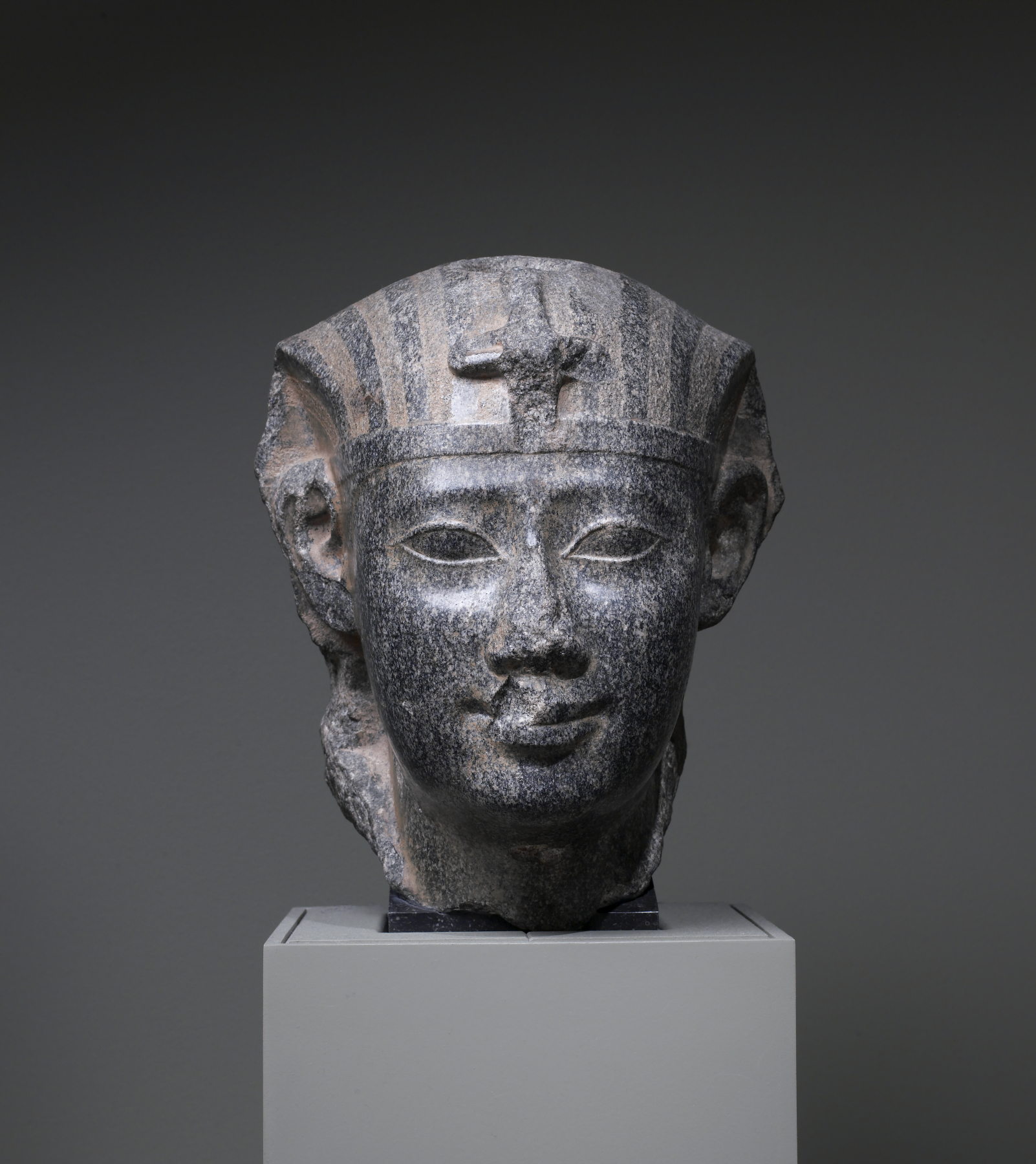
Ptolémée II (?), v. 280. Granit gris d'Égypte, H. 28 cm. Walters Art Museum
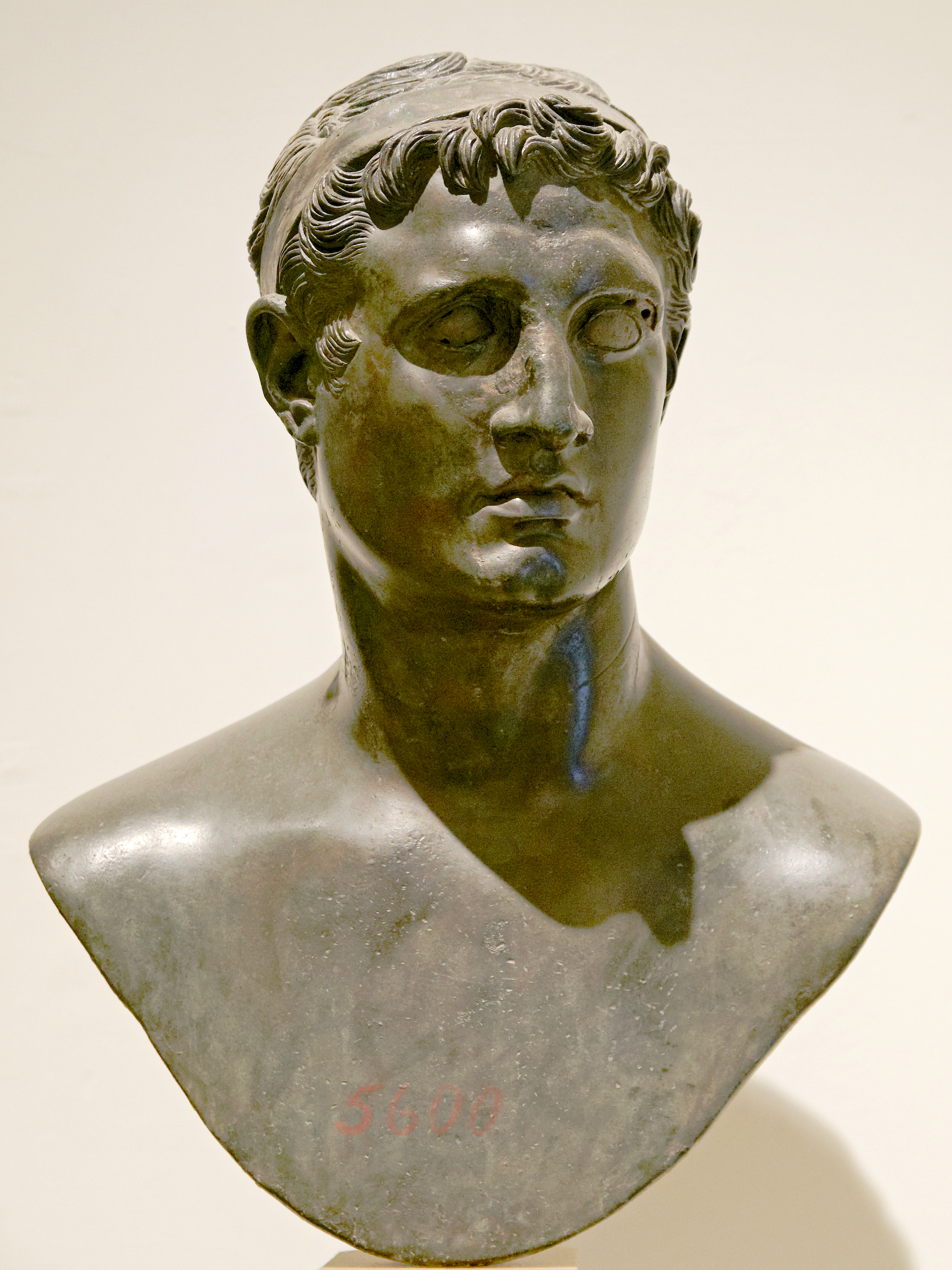
Ptolémée II. Réplique romaine au diadème, bronze, H. 55,5 cm. Naples
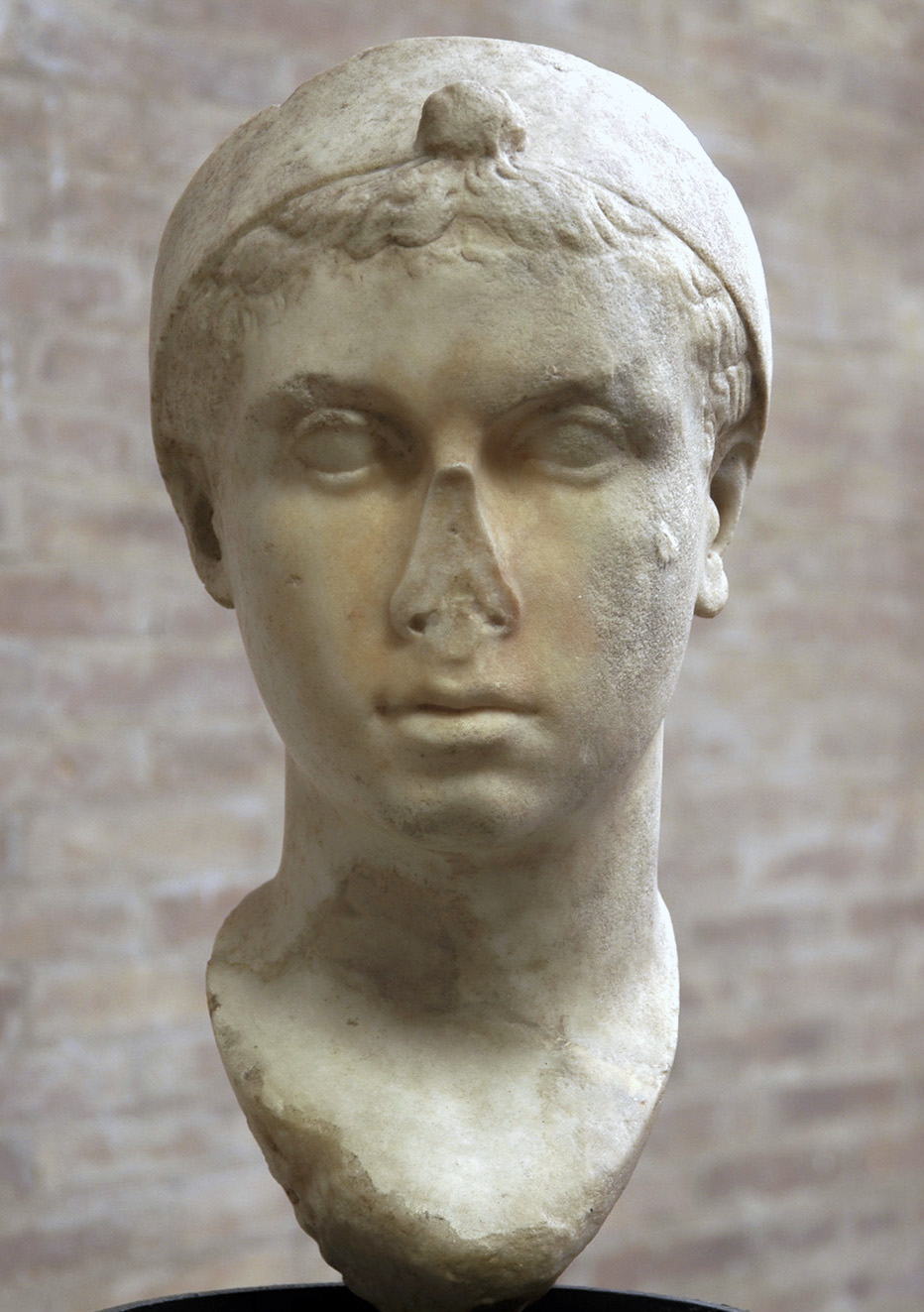
Cléopâtre VII (de la voie Appia). Original (ou copie) en marbre, H. 39 cm. Musée grégorien étrusque

Par exemple on rencontre un transfert culturel dans le Caucase, en Géorgie de l'Ouest, la Colchide, où, à côté de produits d'importation, une sculpture en bronze, de très grande qualité, a été produite localement mais elle suit parfaitement les archétypes grecs.

#### Culture égyptienne en Macédoine
Pour mieux distinguer le simple déplacement d'un thème emprunté ou le collage d'un motif lors d'un transfert culturel, plusieurs exemples se présentent. Thessalonique a été fondée par Cassandre (r. 305-297) à l'époque hellénistique. Deux têtes monumentales en proviennent, qui semblent participer d'un culte venu d'Égypte. Le format monumental de la tête attribuée à Isis, laisse supposer une statue de culte. Son style, au début du IIIe siècle, suivrait un modèle venu de Praxitèle (395-326). Sa découverte, à proximité d'une tête d'homme barbu de format similaire et dans le même matériau, sur le site du Sérapéum (sanctuaire égypto-grec dédié à Sérapis), a conduit à son identification avec Isis et l'autre tête à Sérapis. Il s'agirait donc d'un simple déplacement d'un motif et d'un style grec dans un contexte culturel égyptien importé.

#### Assemblage et syncrétisme au royaume lagide
En Égypte la dynastie Lagide a accepté de se plier aux traditions, le roi pour les Grecs était pharaon pour les Égyptiens. Leurs représentations étaient des deux types, sauf pour la monnaie où seule l'effigie du roi, au diadème, apparaissait.

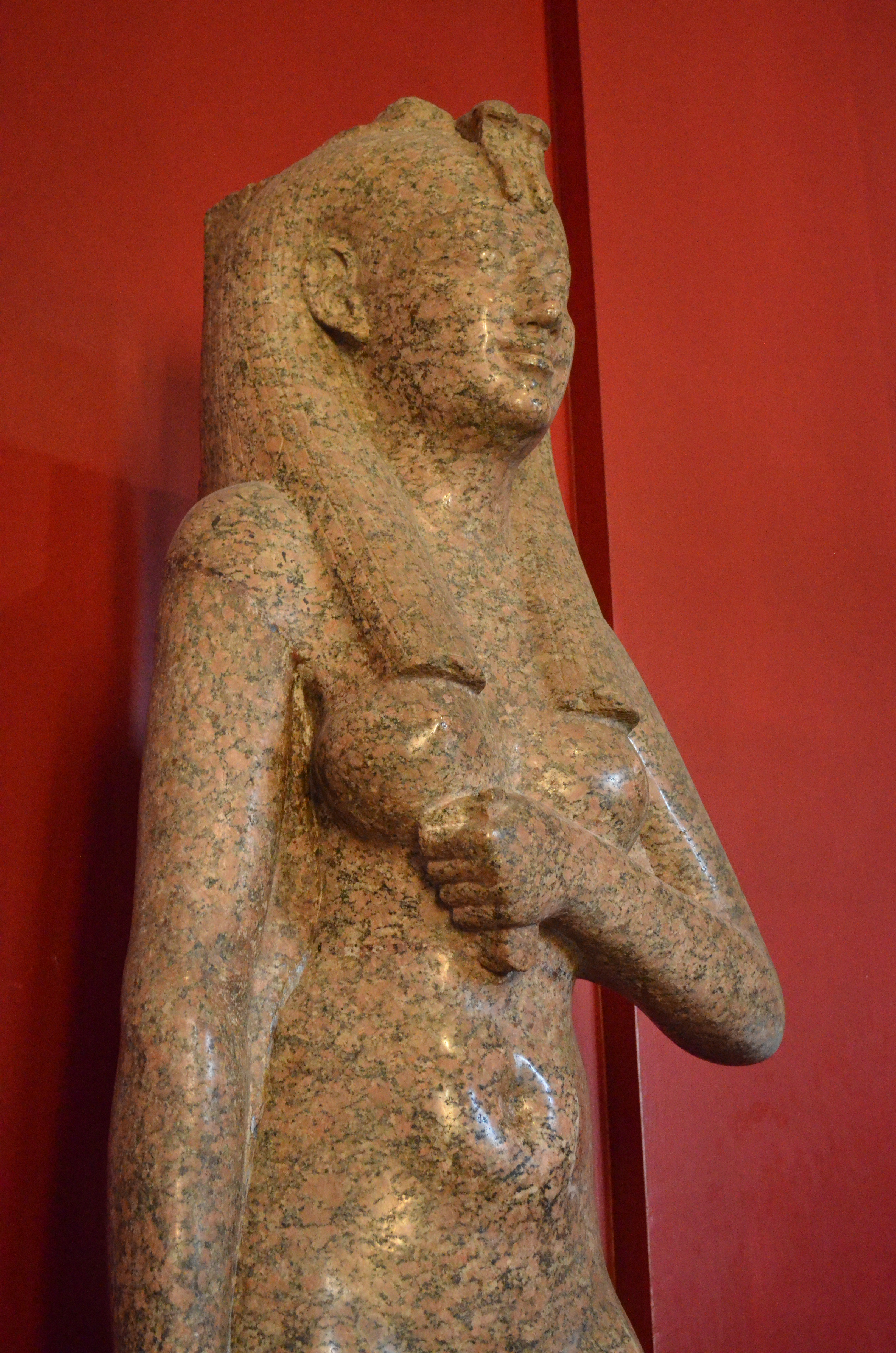
Arsinoé II (285-246), sœur et épouse de Ptolémée II lagide. Granit, pour sa déification, à sa mort. Musée Pio-Clementino
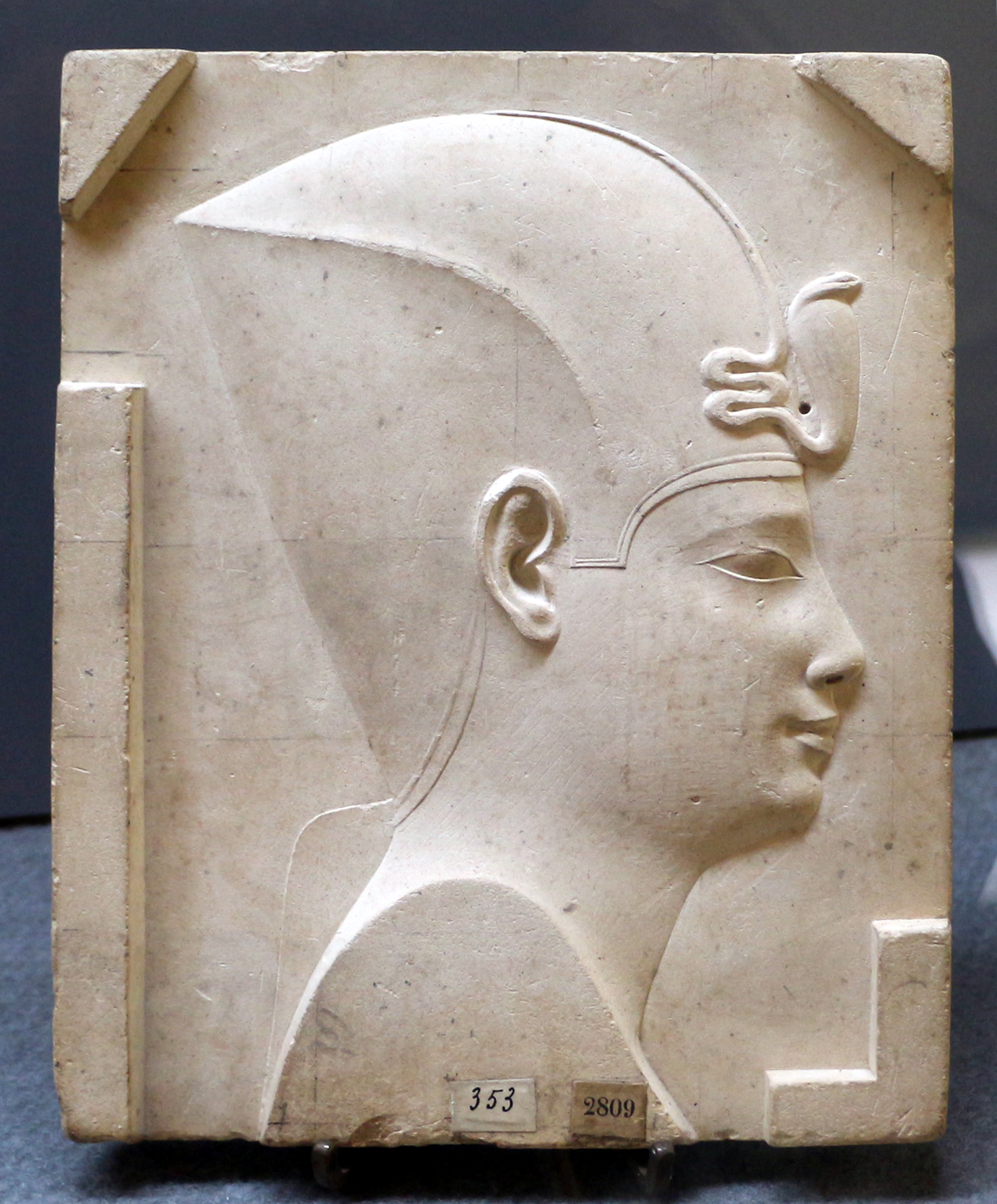
Modèle de sculpteur, royaume lagide, Bas-relief, plâtre, Musée archéologique de Milan
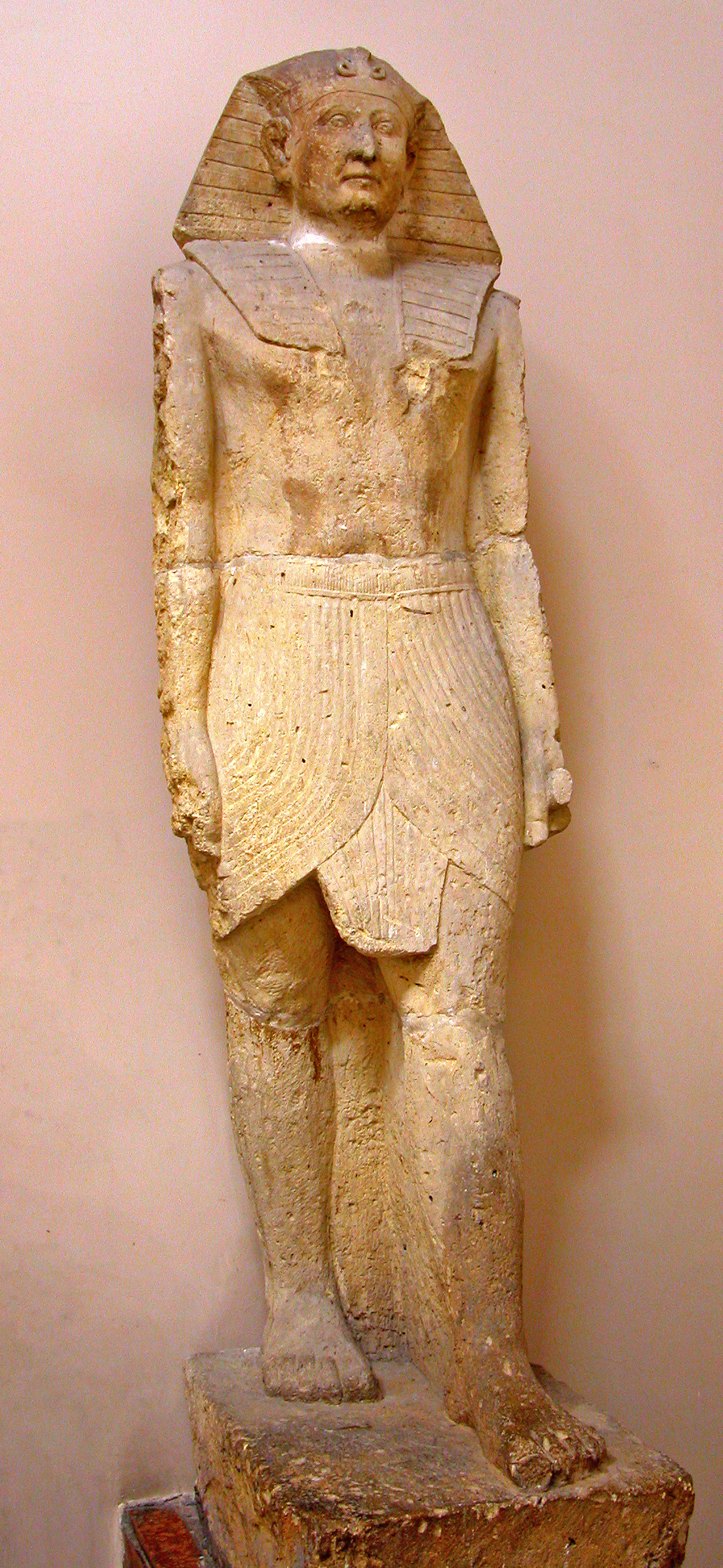
Ptolémée XII, père de Cléopâtre VII. Calcaire. Alexandrie, MGR

À partir de la XXVe dynastie (744-656), nubienne, avant l'arrivée des Grecs au pouvoir, le portrait conçu par des sculpteurs égyptiens, auparavant plus idéalisé, prend déjà un aspect plus "réaliste". L'expressivité des portraits de Ptolémée I pourrait venir de là, à moins que cela ne reflète une tendance sous les diadoques. On peut, par ailleurs, mesurer un écart entre les portraits monétaires d'un roi, frappés ou non de son vivant, et les sculptures qui peuvent être aussi posthumes.
Le modèle de sculpteur (au Musée archéologique de Milan), réalisé en plâtre à l'époque de la dynastie lagide, ne fait qu'assembler le portrait grec, selon ses conventions naturalistes sur le motif symbolique du portrait pharaonique de profil. À la différence de l'Arsinoé du Musée Pio Clementino, en granit rouge, la statue en granit noir d'Assouan  du Musée de la Bibliotheca Alexandrina réunit le savoir-faire de l'Égypte traditionnelle aux conventions grecques. Ce savoir faire a été adapté pour la sculpture de cette dynastie hellénistique : pour sculpter l'effigie de cette reine non identifiée (Arsinoé II, Bérénice II ou Arsinoé III) le granit noir d'Assouan et lui donner un poli de miroir, tout en se jouant des effets d'un drapé presque transparent, collé au corps féminin, bien plus que ne l'aurait fait un Grec. Mais le sculpteur s'est aussi affranchi de la tradition égyptienne d'adosser l'effigie à un pilier ; la statue se dresse sans appuis, comme une sculpture grecque. À cela s'ajoute l'invention de ces quelques plis du tissu, tendus comme des traits, dans un style non traditionnel, qui courent sur le corps pour mieux en souligner, par contraste, les courbes épurées. Il s'agirait ici plutôt d'un syncrétisme, voire d'une fusion des deux cultures,.
Plus tard, les derniers souverains voient leurs effigies se durcir — comme celui du père de Cléopâtre, Ptolémée XII — sous l'effet de la culture égyptienne, laquelle finit par se manifester jusque dans le traitement des visages, beaucoup moins naturalistes mais plus conformes aux conventions égyptiennes.

### Transferts culturels en Asie
« On peut parler de « transferts culturels » entre deux mondes qui évoluent en fonction l'un de l'autre ».

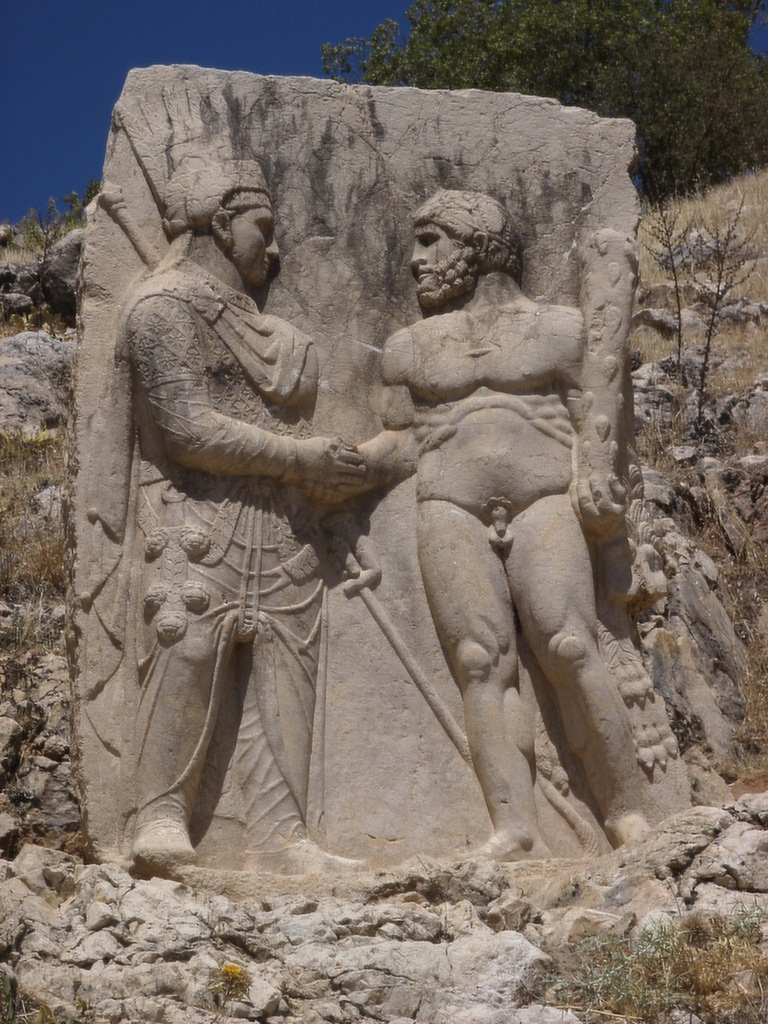
Mithridate Ier de Commagène (v. 100-70) et Héraclès. Arsameia, Turquie
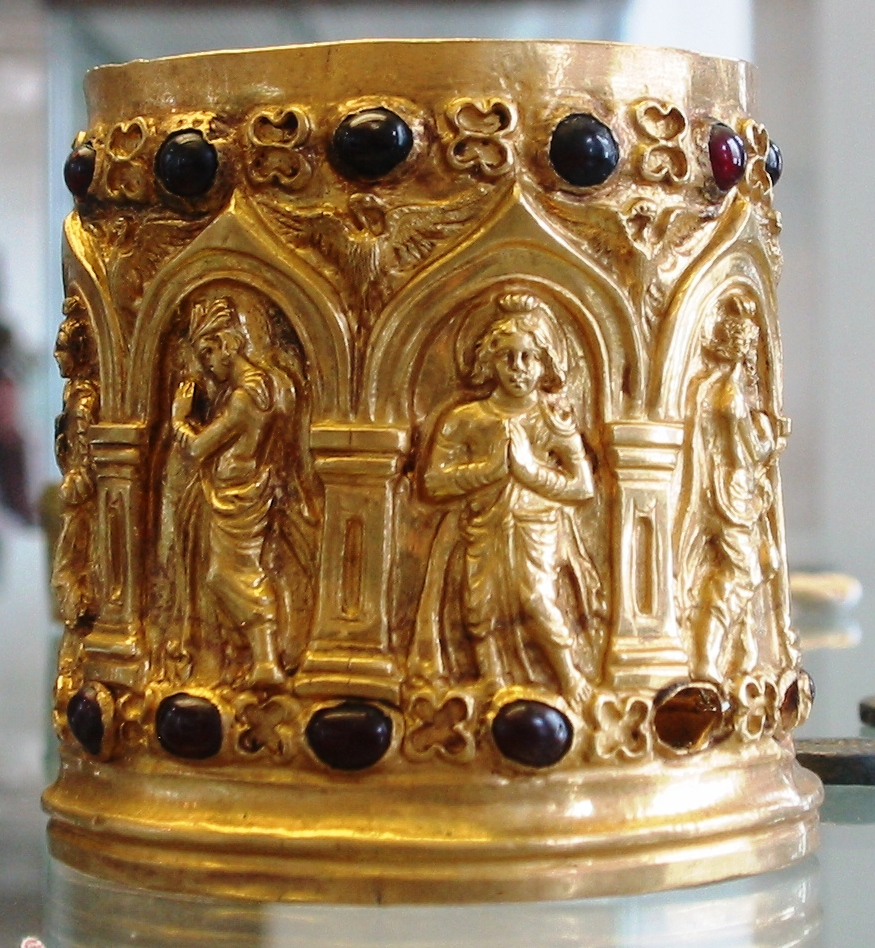
Reliquaire bouddhique de Bimaran, env. Ier siècle EC[156], Bouddha de face, léger déhanchement. BM

L'art de l’empire parthe est mal défini, mais les arts hellénisés, les arts des steppes et les arts de l'Inde ne cessent, dans cet Orient centre-asiatique de s’influencer et de s’interpénétrer. Certains éléments artistiques, pluriculturels ou partagés, peuvent être vus chez les uns comme chez les autres, comme le motif décoratif de l'ove grec : « achéménide, bactrien, parthe ou scythe, il a été utilisé par tous, mais dans des agencements de supports et de compositions différents ».
L'impérialisme d'Alexandre vers l'Orient a amené l'art grec dans ces régions d'Asie. Cependant si la civilisation grecque s'y enracine en Bactriane et au Gandhara ce n'est pas une volonté des maîtres macédoniens mais parce qu'elle offrait un répertoire qui permettait de manifester un pouvoir nouveau pour des peuples, eux aussi, nouveaux dans la région. Ainsi l'art gréco-bouddhique, après le départ des grecs mais pour bénéficier de leur prestige, associe plusieurs cultures à la naissance de formes nouvelles, parmi lesquelles les premières représentations anthropomorphes de Bouddha et des bodhisattvas dans le contexte du bouddhisme hīnayāna. Ces sculptures, à caractère indianisant, sont visiblement réalisées par des artistes héritiers de l'art grec.
Au premier siècle de l'ère commune, sur le reliquaire bouddhique de Bimaran l'héritage hellénistique est donc très bien visible, tout particulièrement sur la figure de Bouddha, l'une des toute premières. En effet le reliquaire bouddhique du stupa de Bimaran (en) (Gandhara), voit fusionner l'iconographie d'une figure d'homme grec - himation et hanchement caractéristique de la statuaire grecque - avec les premières images bouddhistes. Ici elles apparaissant à des fenêtres typiquement indiennes, en carène de bateau retournée. Alors qu'un exceptionnel Bouddha apparaît en moine itinérant, avec la jambe fléchie et le talon détaché du sol, caractéristique d'une statue grecque.

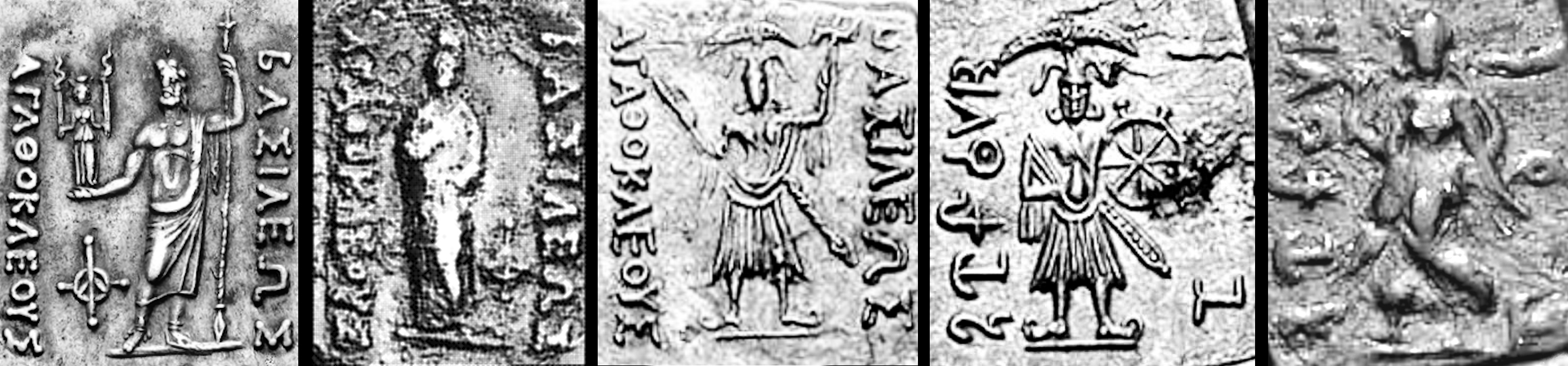
Ensemble des divinités, grecques et indiennes, apparaissant sur le monnayage d'Agathocle de Bactriane (190-180 av. J.-C.).
1. Zeus debout tenant la déesse Hecate et s'appuyant sur une lance.
2. Divinité féminine à coiffure haute, couronne ou polos sur la tête, bras droit replié et contrapposto
3. Le dieu hindou Balarâma-Saṃkarṣaṇa avec ses attributs.
4. Le dieu hindou Vasudeva-Krishna avec ses attributs.
5. La déesse indienne Lakshmi (ou Subhadra, tenant un lotus dans la main droite.

Le contact avec les cultures proches de l'Inde a sollicité l'invention de nouvelles formules, motifs et styles, comme en témoigne le Bodhisattva de la collection Georges Ortiz. La coiffure serait celle de certains Parthes pour le tout nouveau motif des Boddhisattvas au Gandhara. Ceux-ci prendront ensuite l'aspect des princes Kouchans quand ces derniers seront les nouveaux maîtres du pays et toujours traités avec le "réalisme" hellénistique.
Dans la tombe III de Tillia tepe (nord-est de l'Afghanistan), une tombe de femme du Ier siècle EC, on a retrouvé plusieurs objets d'art caractéristiques de ces transferts culturels à double sens.
| Paire d'agrafes à décor de guerriers | Bijou en or représentant Aphrodite drapée à demi, une marque entre les deux yeux. | Bijou en or, boucle de ceinture presque rectangulaire (5,3 × 5,4 cm). Un cavalier chasse le sanglier, gréco-bactrien du Tadjikistan |

Les archéologues ont retrouvé, en effet, plusieurs paires d'agrafes destinées à fermer un vêtement épais. Parmi celles-ci, une à décor de guerriers, daté de 170-145. Les agrafes sont à peu de chose près symétriques. On y voit un guerrier avec un bouclier, une épée au côté gauche et une lance dans un décor avec des végétaux et des animaux. Ces éléments d'armement, mais aussi de parure propre au milieu militaire et monarchique, sont grecs ou gréco-bactriens comme ceux présents sur les monnaies des rois de Bactriane. L'attache de l'épée est caractéristique du monde nomade. De même, le décor du cadre relève d'« une esthétique animalière parfaitement étrangère à l'art grec, celle de l'art des steppes ». Quant à la figure de l' « Aphrodite de Bactriane » elle porte une singulière marque entre les deux yeux qui semble venir du monde indien : « une marque de caste sur le front, un signe asiatique de statut ».

## Survivances grecques tardives jusqu'aux confins de l'Inde.

### Vue d'ensemble

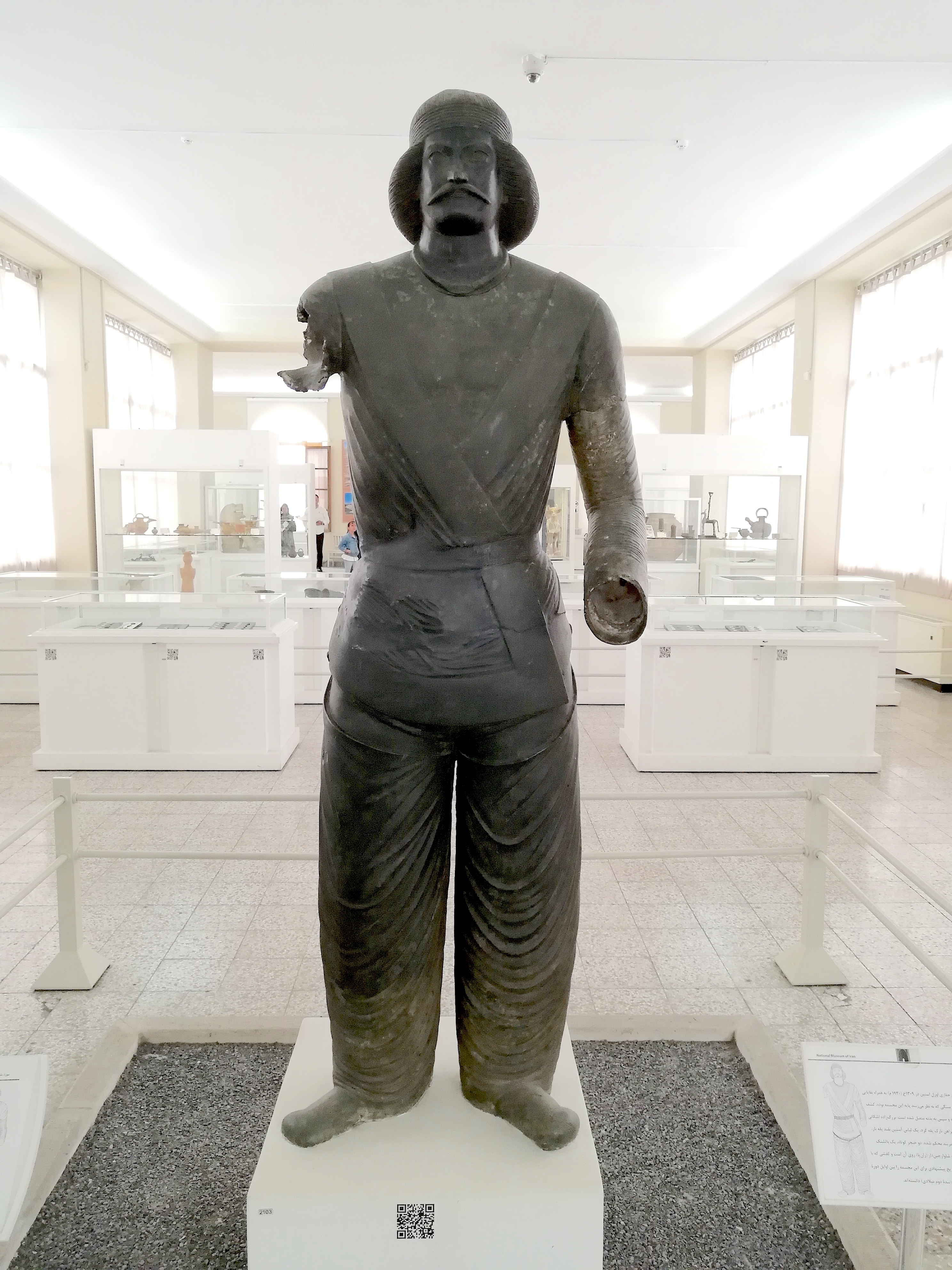
Portrait d'un prince parthe, Ier siècle[172]. Bronze, H. 1,94 m. Musée national d'Iran, Téhéran
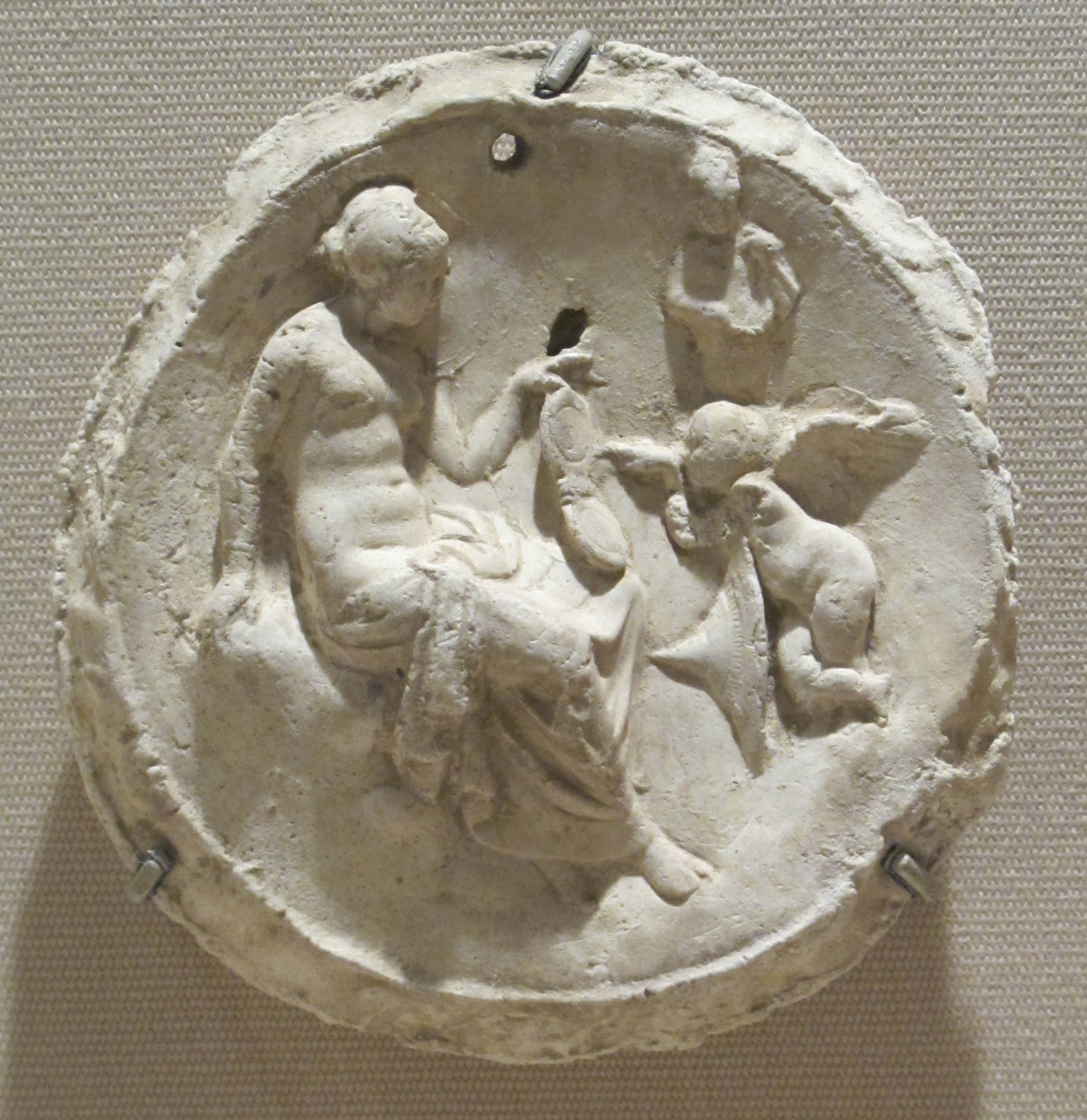
Emblema (latin). Aphrodite et Éros. IIe – Ier siècle AEC. Plâtre, D. 6 cm. Méditerranée, découvert dans le trésor de Begrâm, Afghanistan. Met
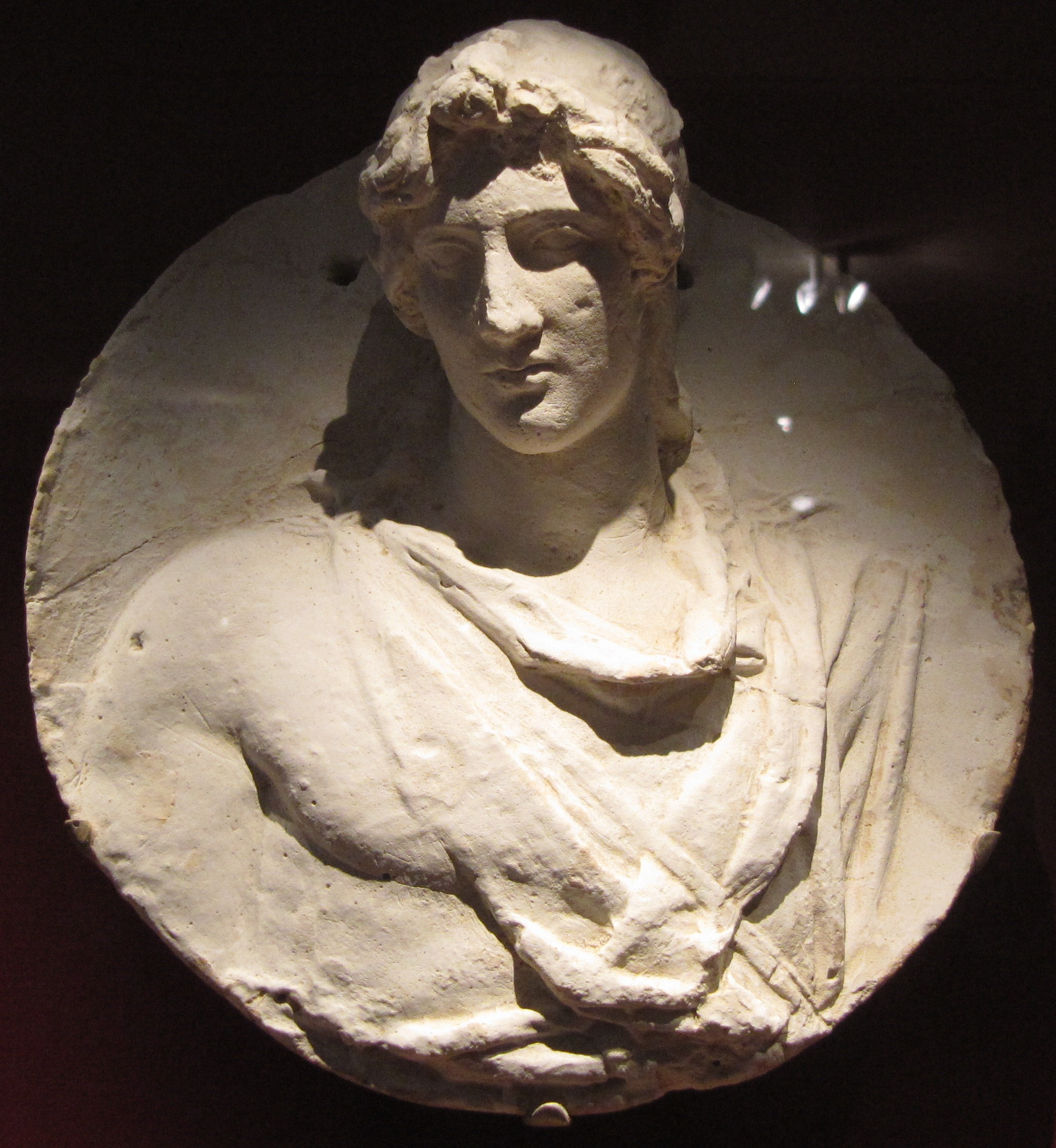
Emblêma avec une figure masculine vêtue. Relief[N 31]. Méditerranée, autour du Ier siècle. Plâtre, H. 22,3 cm., découverte : Trésor de Begrâm. Musée Guimet
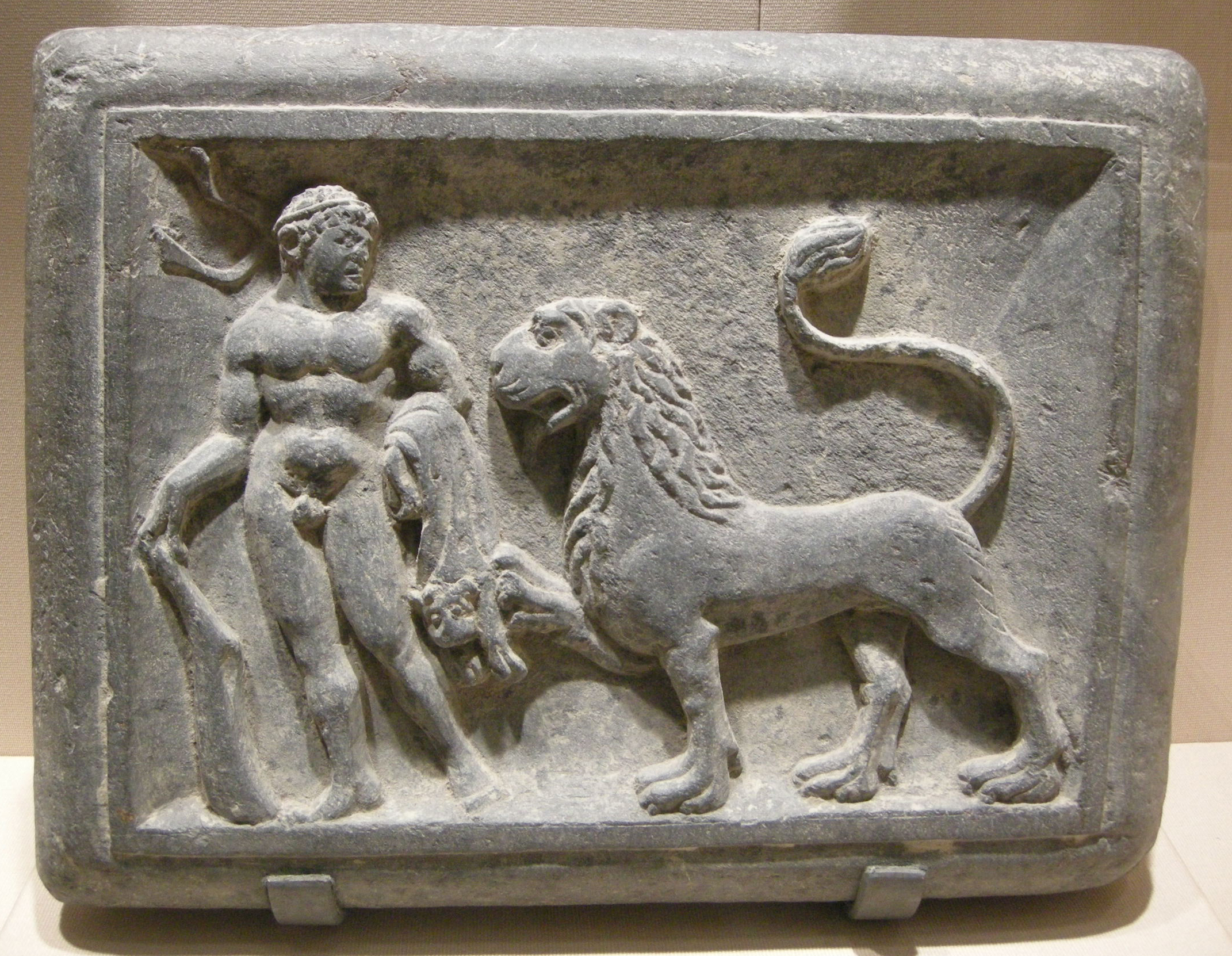
Héraclès et le lion de Némée, contexte gréco-bouddhique du Gandhara. Ier siècle, schiste, 26 × 35 cm. Met
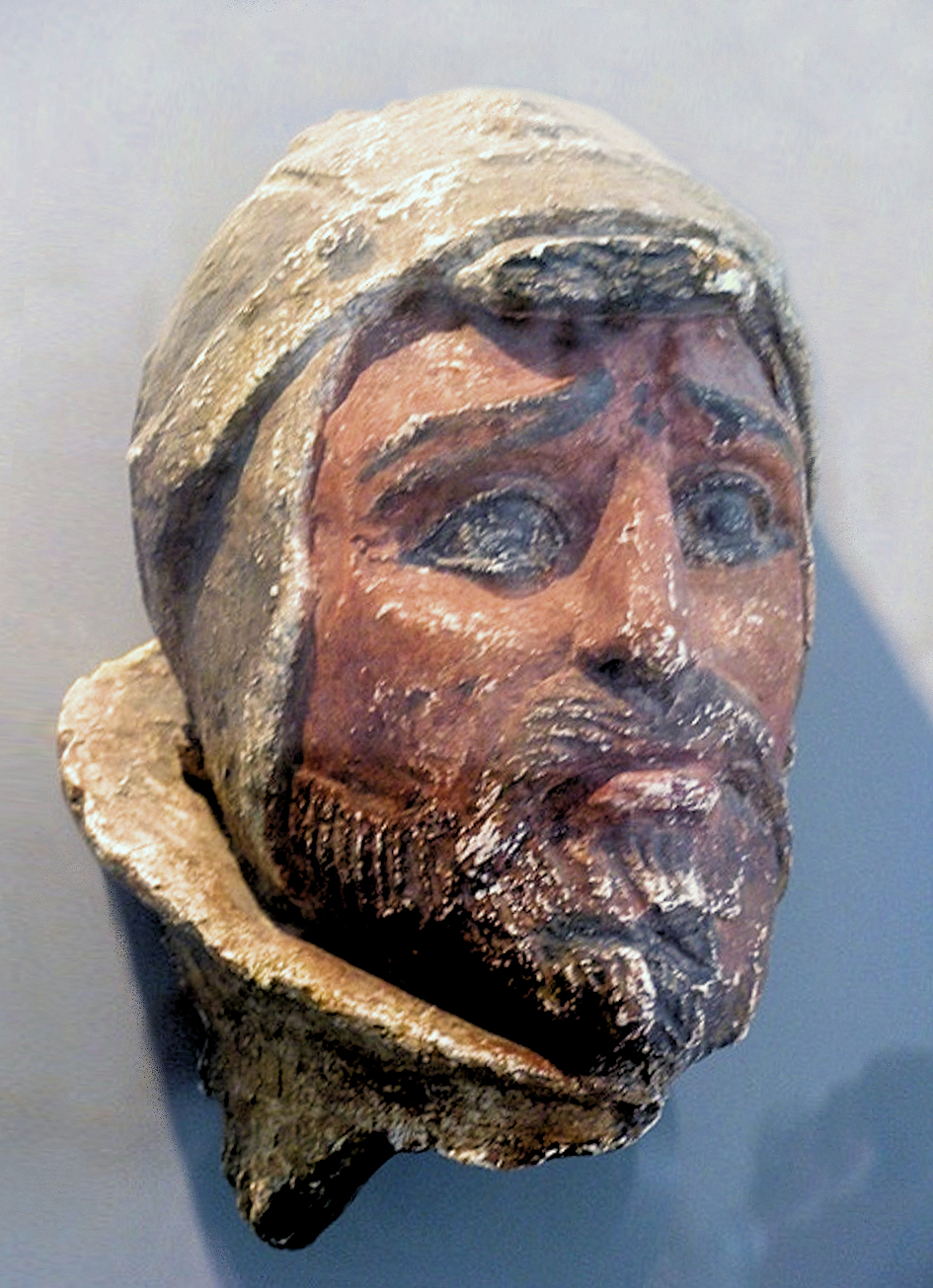
Portrait d'un guerrier Saka (Scythe) vaincu, en Bactriane kouchan, Ier siècle EC. Termez, Musée Archéologique.

Ici, tout particulièrement, les envahisseurs hellènes vont se mêler avec des cultures plus ou moins anciennement dans ces espaces, dont des nomades qui ne sont jamais restés en permanence dans les steppes. Ceux-ci ont été nommés par leurs différents voisins de noms différents alors qu'ils sont restés les mêmes en se déplaçant, en particulier les Sakas (Saces) et les Yuezhi du Xinjiang (peut-être les Tokhariens) qui sont certainement les Kouchans (sur notre période, en Afghanistan et au Pakistan actuels).
La culture grecque a donc laissé des traces jusqu'à l'Indus après le passage des armées d'Alexandre. Cette région, à l'est de son empire éphémère comprendra, après son morcellement : la Bactriane des Gréco-bactriens (sites d’Aï Khanoum en Afghanistan et de Takht-i Sangin au Tadjikistan) avec la Parthie des Parthes arsacides qui se disaient « philhellènes » (site de la vieille Nisa au Turkménistan), enfin le Gandhara (essentiellement au nord-est du Pakistan, mais aussi en Afghanistan). Cette région a une histoire mouvementée pendant la période où se déploie l'art hellénistique, art qui subsiste longtemps après leur départ ou leur fusion avec les autres populations.
Aux confins de l'Inde et des steppes, la Bactriane héberge, à l'époque hellénistique, une forte colonie grecque. L'art gréco-bactrien offre des pratiques typiques dans l'art hellénistique où les références à la Grèce semblent se juxtaposer aux pratiques locales antérieures (une monnaie aux effigies de dieux hindous, par exemple). Le royaume grec de Bactriane s'empare, ensuite, du Gandhara. Après le roi gréco-bactrien Eucratide Ier, le Gandhara entre dans l'espace de rois indo-grecs, comme le célèbre Ménandre Ier qui pourrait s'être converti au bouddhisme.
Des éléments de culture grecque, comme dans la Vieille Nisa au Turkménistan, ont ensuite perduré ou survécu localement. Les découvertes du site de Tillya Tépa (Bactriane) en apportent les preuves au Ier siècle EC. « L’Asie centrale de cette époque était toujours en relation avec l’Inde du nord-ouest, où les Indo-Grecs ont duré de 175 AEC à 10 EC, et ces deux régions échangeaient alors avec le monde des steppes, l’Iran parthe et la Méditerranée gréco-romaine. ».
Dans les steppes d'Asie la culture grecque est ignorée jusqu'au IIIe siècle AEC alors que la culture achéménide y est bien connue. Ensuite, avec leur installation en Bactriane hellénisée après 130, les Sakas-Yuezhi vont intégrer le mode de consommation du vin, l'usage de la monnaie et de l'art hellénistique local. À Tillya Tépa, en Bactriane, les Grecs auraient su conserver et transmettre les traits essentiels de l’hellénisme pendant près de deux siècles, avec des éléments caractéristiques de l’art des steppes. À peu près dans les mêmes années, sur les territoires des royaumes indo-grecs et ensuite indo-scythes, les palettes en pierre voient se rencontrer les trois cultures : grecque, indienne et celle des populations des steppes, ici indo-scythes (du IIe siècle AEC jusqu'à la fin du Ier siècle AEC). Cette tradition se poursuit ensuite avec des importations venues d'autres cultures.

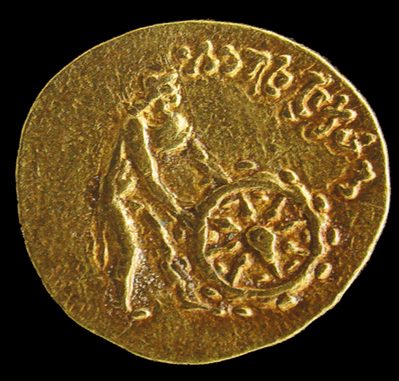
Médaille de Tillia tepe[N 33]: premier (?) essai de figuration de Buddha, poussant la Roue de la Loi. Or, époque Saka ou Yuezhi, 50 AEC - 30 EC, ou de peu postérieure. Musée de Kaboul.
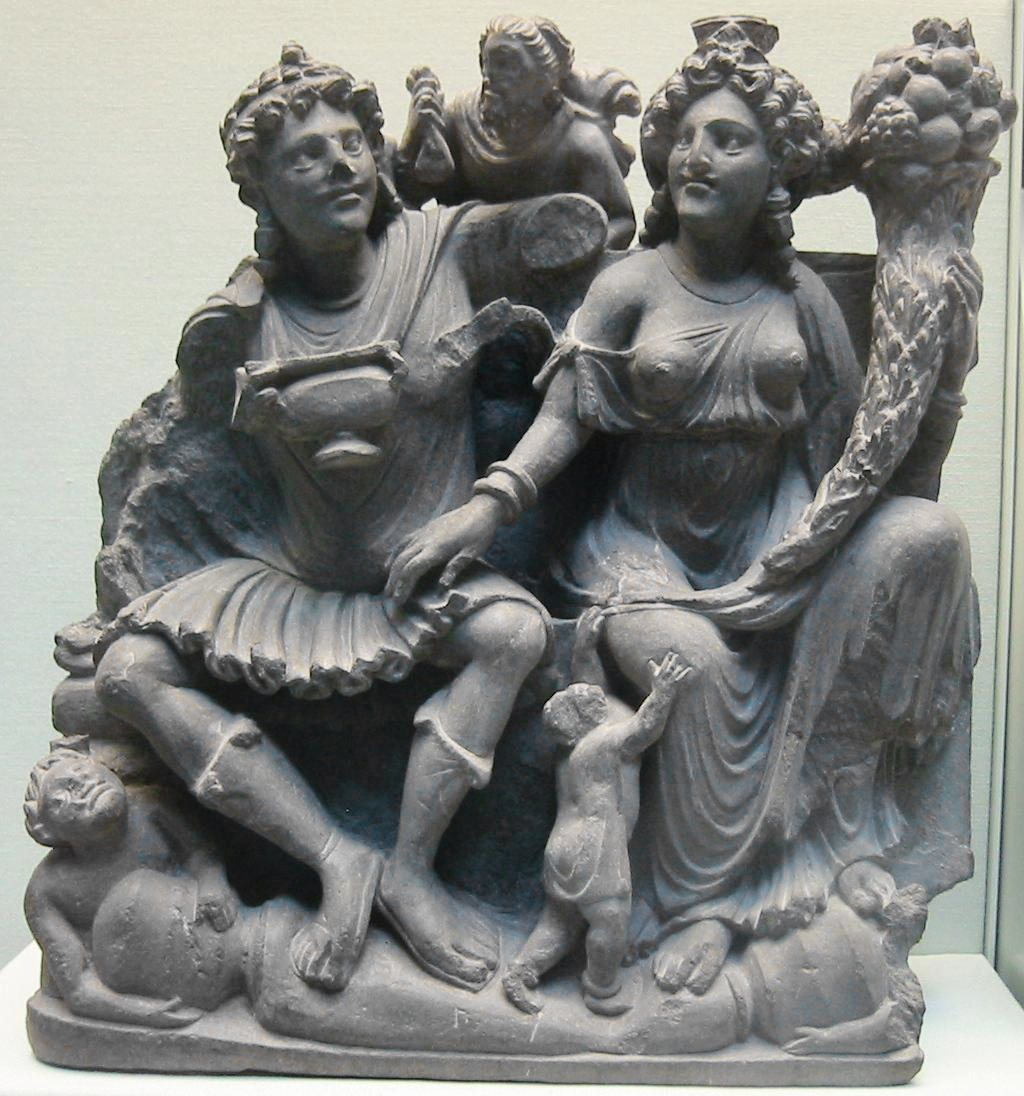
Le couple protecteur Panchika et Hariti[179] (à la corne d'abondance) : survivance classique, IIe – IIIe siècle EC. Schiste. Gandhara kouchan. British Museum
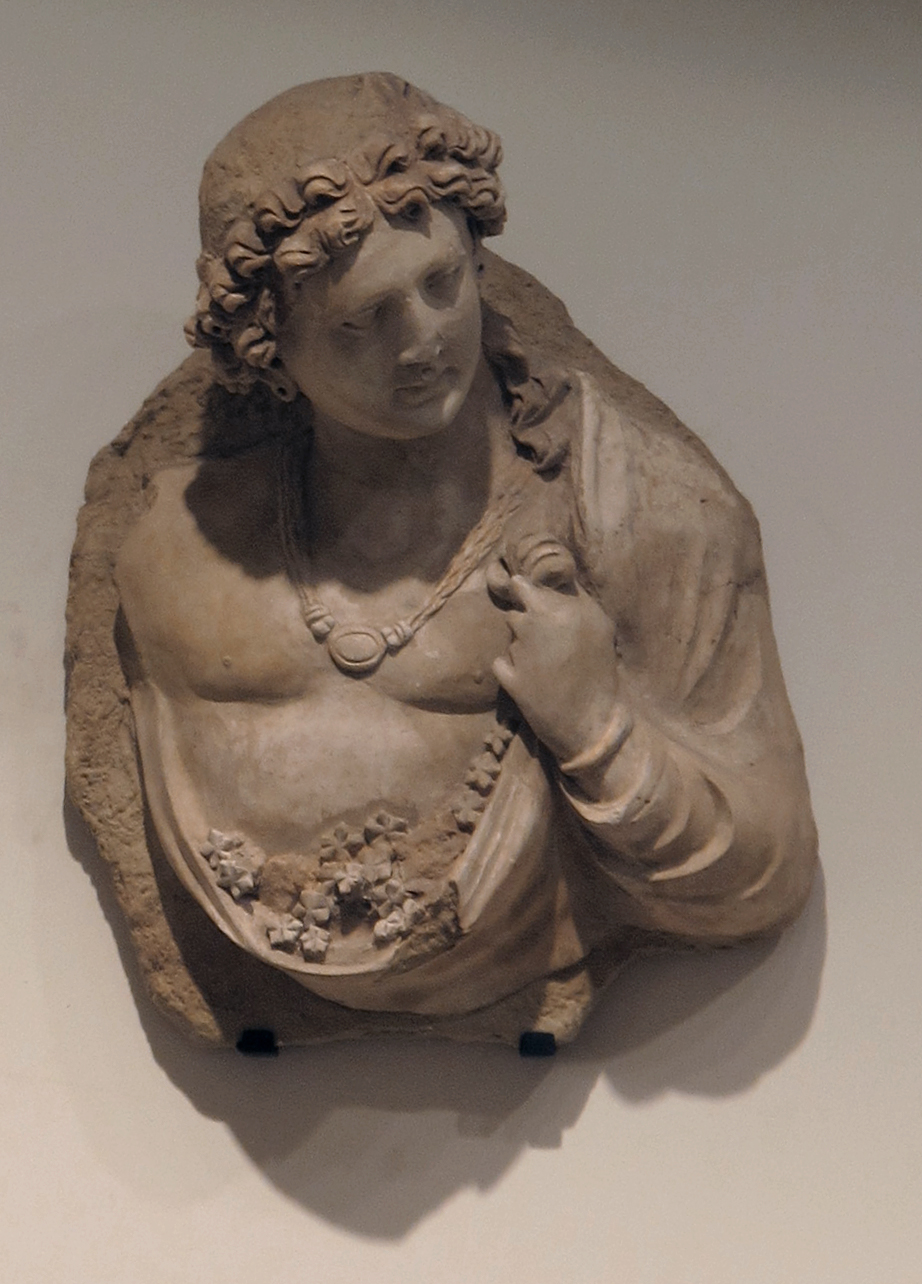
Génie aux fleurs. Monastère de Tapa-Kalan. Hadda IIIe - IVe siècle Stuc. H. 55 cm. Musée Guimet.
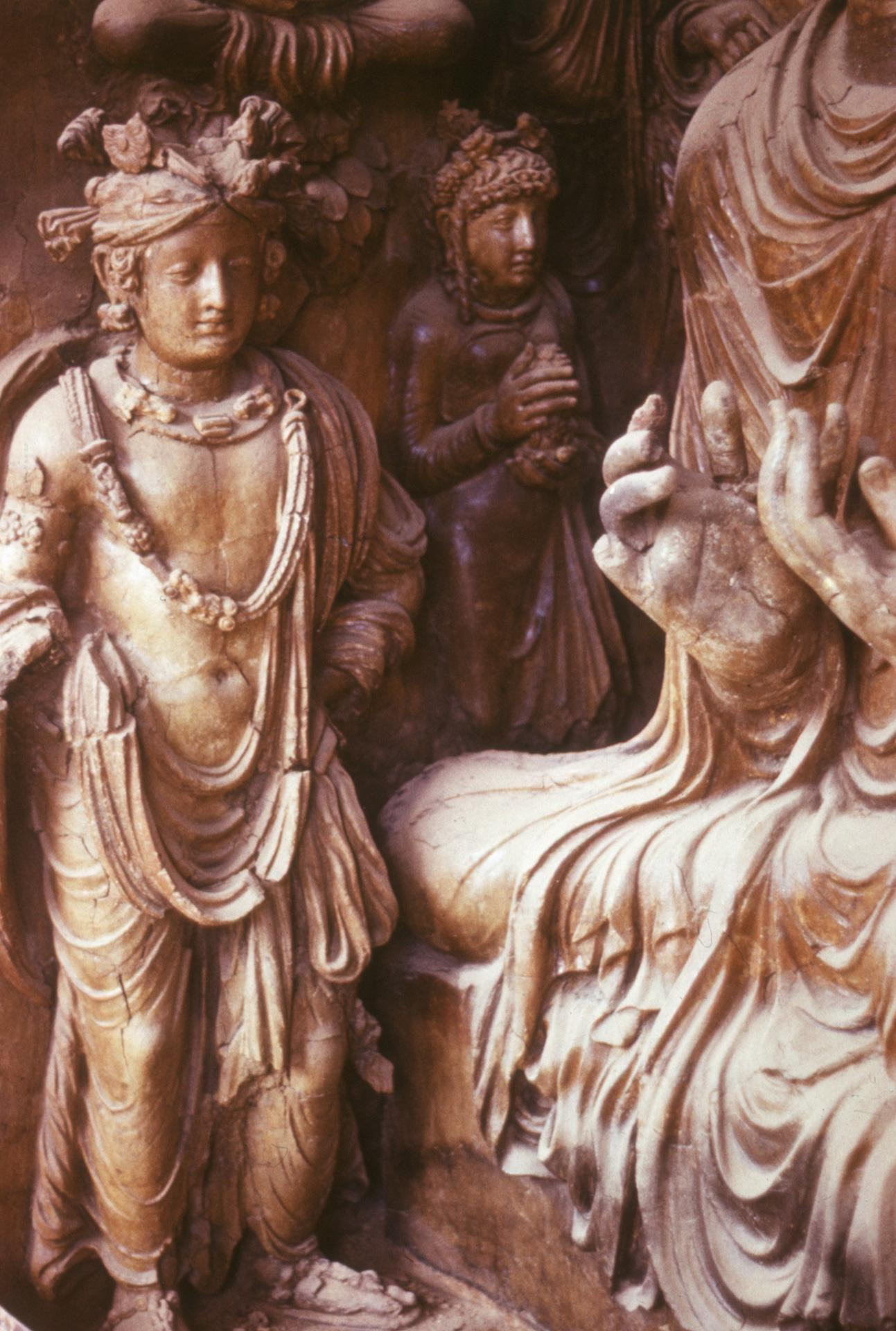
Bodhisattva et Buddha prêchant ; donatrice (?). Terre séchée avec traces de polychromie. IVe – Ve siècle. Stupa 26 de Tapa Shotor. Hadda, Afghanistan (détruite)
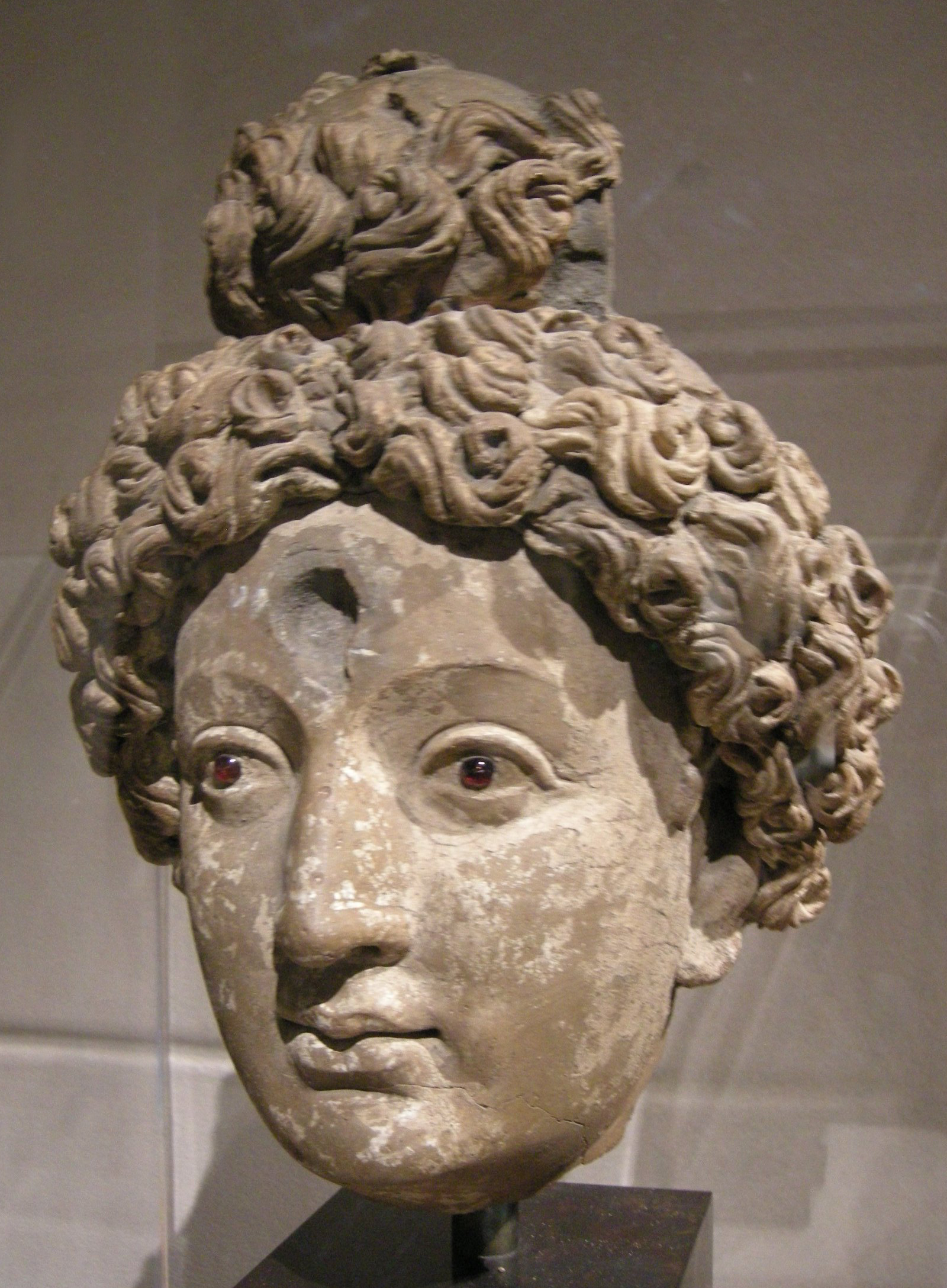
Tête de Buddha ou d'un bodhisattva. Ve ou VIe siècle EC. Hadda, Afghanistan. Argile et inclusion de grenats (yeux). H 31,1 x L 22,5 x P 18,4 cm[N 34]

Au début de notre ère, subsiste — malgré les destructions et pillages très récents — ce qu'Alfred Foucher et les premiers découvreurs des formes issues de l'art grec, de l'art indien et du bouddhisme ont appelé l'art gréco-bouddhique et qui pose de nombreuses questions aux archéologues et aux historiens encore aujourd'hui,. Selon François Queyrel, 2020, l'iconographie bouddhique est traduite dans un style hellénique. Antonio Invernizzi voit l'hellénisme asiatique comme moyen de communication interculturelle, grâce à une production abondante et de grande qualité, mais aussi parce qu'on ne trouve, nulle part dans l'Asie hellénisée, une telle créativité dans la production d'images. On peut évoquer, à propos de la survivance de la culture grecque dans cette région, le fait que le grec a été pratiqué jusqu’à l’époque du roi kouchan Kaniška au début du IIe siècle EC et que son alphabet a été utilisé jusqu’à l’arrivée de l’Islam.
Sur le site de Hadda, la découverte d'un Héraclès-Vajrapani (porteur de vajra, protecteur de Bouddha) à côté d'un Bouddha s'insère dans un ensemble de découvertes qui prouvent la persistance, sinon la survivance dans ce dernier cas précis, d'un type d'Héraclès qui existait déjà à la fin du Ve siècle sur le monnayage d'Abdère. Les monnaies sont des témoins encore visibles d'un emploi de ce type sculptural sur le monnayage d'Euthydème Ier en Bactriane, vers 230-200, puis sur celui d'Agathocle, vers 130 AEC. Ensuite ce sont les rois indo-scythes de Taxila — Spalahorès et Azilisès — qui prennent le relais aux environs de l'ère commune. Enfin il semble disparaître sur les monnaies de Taxila. On ne peut rien en déduire. Mais à l'Ouest, en Mésopotamie, ce type est attesté aussi sur des frappes monétaires aux deux premiers siècles, toujours avant notre ère. Ce type d'Héraclès se retrouve aussi dans la sculpture monumentale des temples bouddhistes, à Hadda (site de Tapa Shotor), en terre crue, mais aussi au Gandhara (au sens strict) taillés dans le schiste.

### «Palettes à fard» du Gandhara
Ces objets étranges pourraient être des palettes à fard : la face illustrée correspondant à l'envers de la face utilisée pour mêler les poudres colorées et ce qui sert à les maintenir sur la peau, huile ou autre. Des traces en auraient été décelées selon H-P Francfort. Elles semblent pouvoir être datées entre le IIe siècle AEC et la fin du Ier siècle EC ou même le début du IIe siècle. Ces objets nous viendraient d'une culture bien plus populaire que ce qui a été évoqué précédemment. La division tranchée qui suit, en trois groupes bien distincts, laisse des formes intermédiaires hors champ. Il existe aussi des palettes non figuratives. Leur localisation n'est pas toujours précise, s'agissant d'objets de fouilles clandestines. Le site attesté de Sirkap - proche de Taxila au Gandhara - est significatif du contexte indo-grec, puisque c'est une ville indienne, clairement multiculturelle : le décor du stūpa de la cour du bloc F est orné de pilastres corinthiens et de formes diverses en torana indien, en arc brisé surmonté d’un aigle indo-scythe et en fronton à la grecque.
- 1 : Considérées comme relevant de la culture des royaumes indo-grecs (175 AEC - 10 EC) ces palettes montrent des scènes mythologiques provenant de l’orfèvrerie hellénistique ou des moulages en plâtre ou en argile[186]qui circulaient depuis le bassin méditerranéen dans tout l’Orient hellénisé[187]. Un de ces moulages présente d'ailleurs une scène de gigantomachie qui pourrait être antérieure au grand Autel de Pergame[188].

Les pièces sont en pierre beige, grise ou olive, réalisées au tour, sculptées sur deux registres, le sol étant parfois bien évoqué. Le style rappelle l'art grec et hellénistique, mais aussi son influence à Rome. Certaines offrent une composition complexe comme celle du Musée d'art Nelson-Atkins, avec la mort d'Adonis en "vue aérienne verticale",.

1: Groupe influencé par l'art des royaumes indo-grecs.
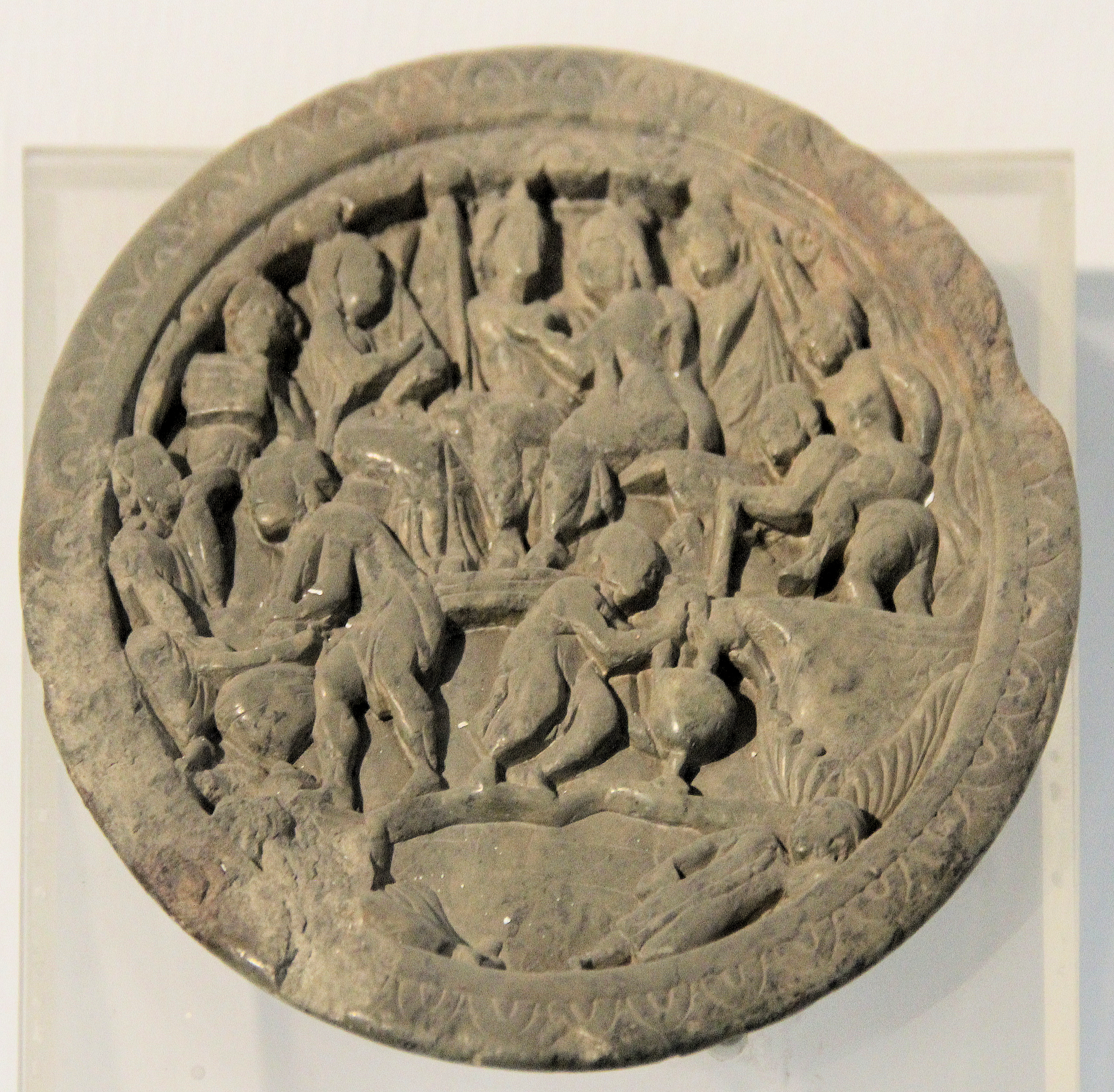
Scène dionysiaque dite « noces de Dionysos et d’Ariane ». Fin du IIe siècle (?[192]). Indian National Museum, New Dehli
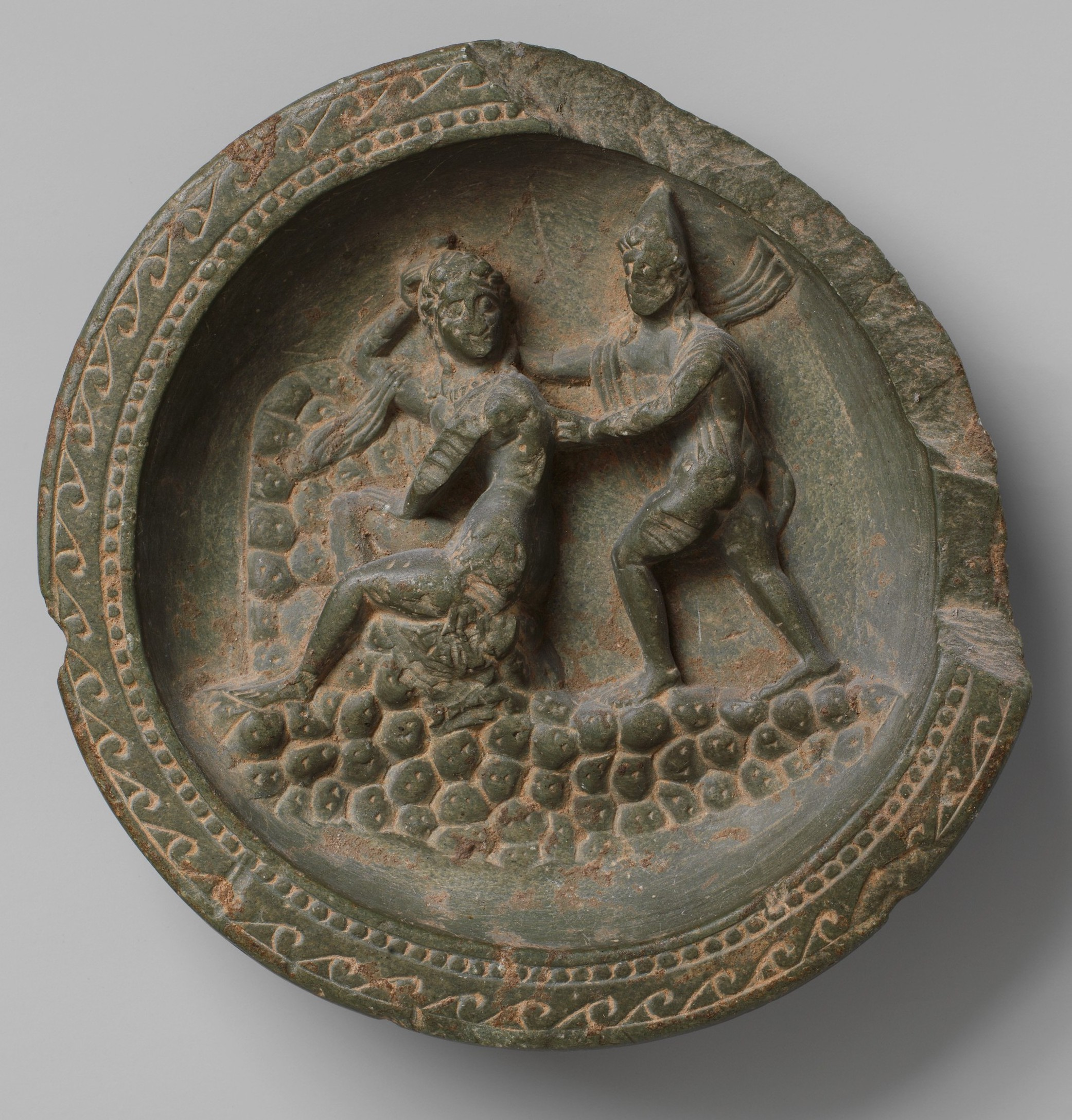
Apollon et Daphné. Schiste, D. 10,6 cm, H. 0,4 cm. MET
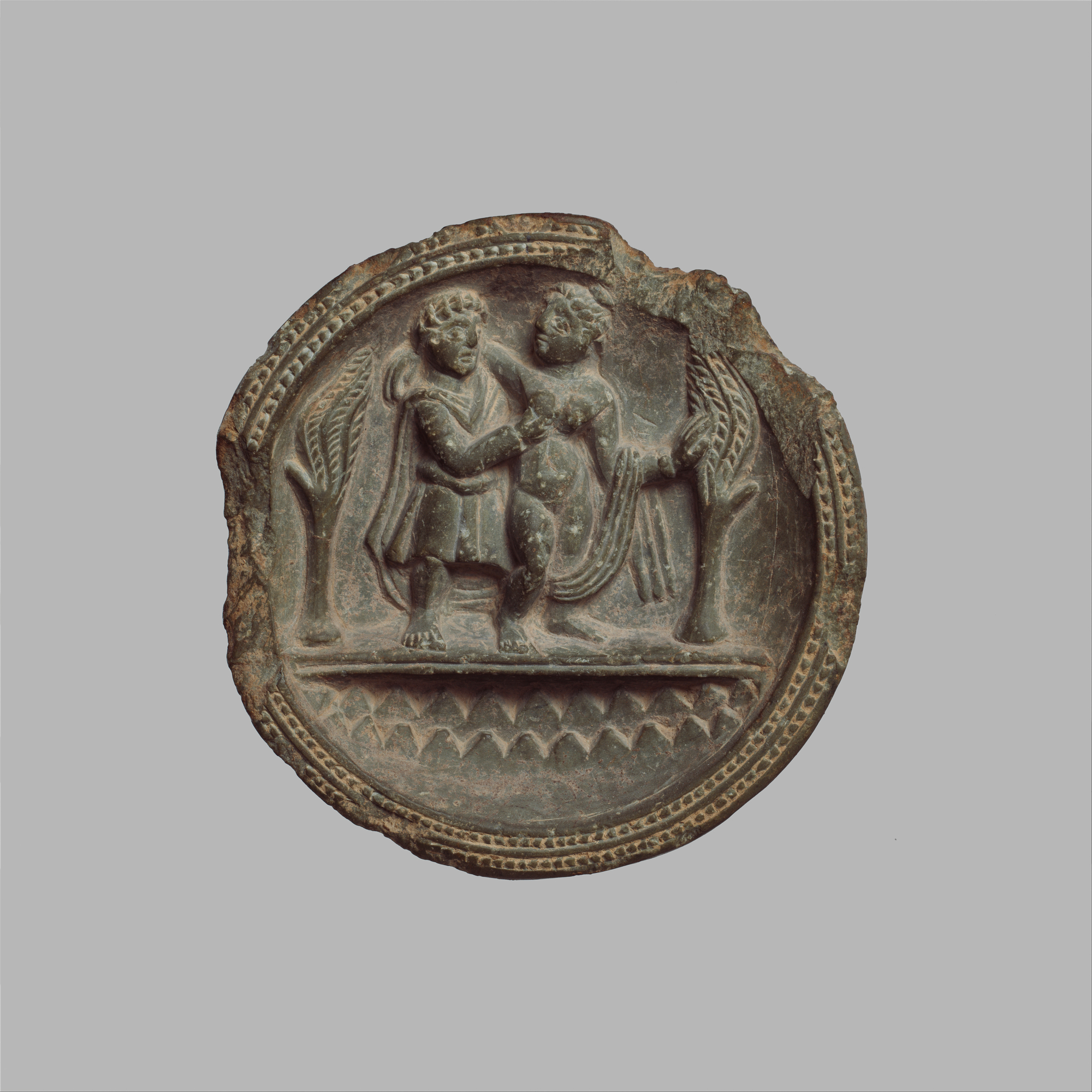
Couple mythologique, Apollon et Daphné ?. D. 10 cm. Met
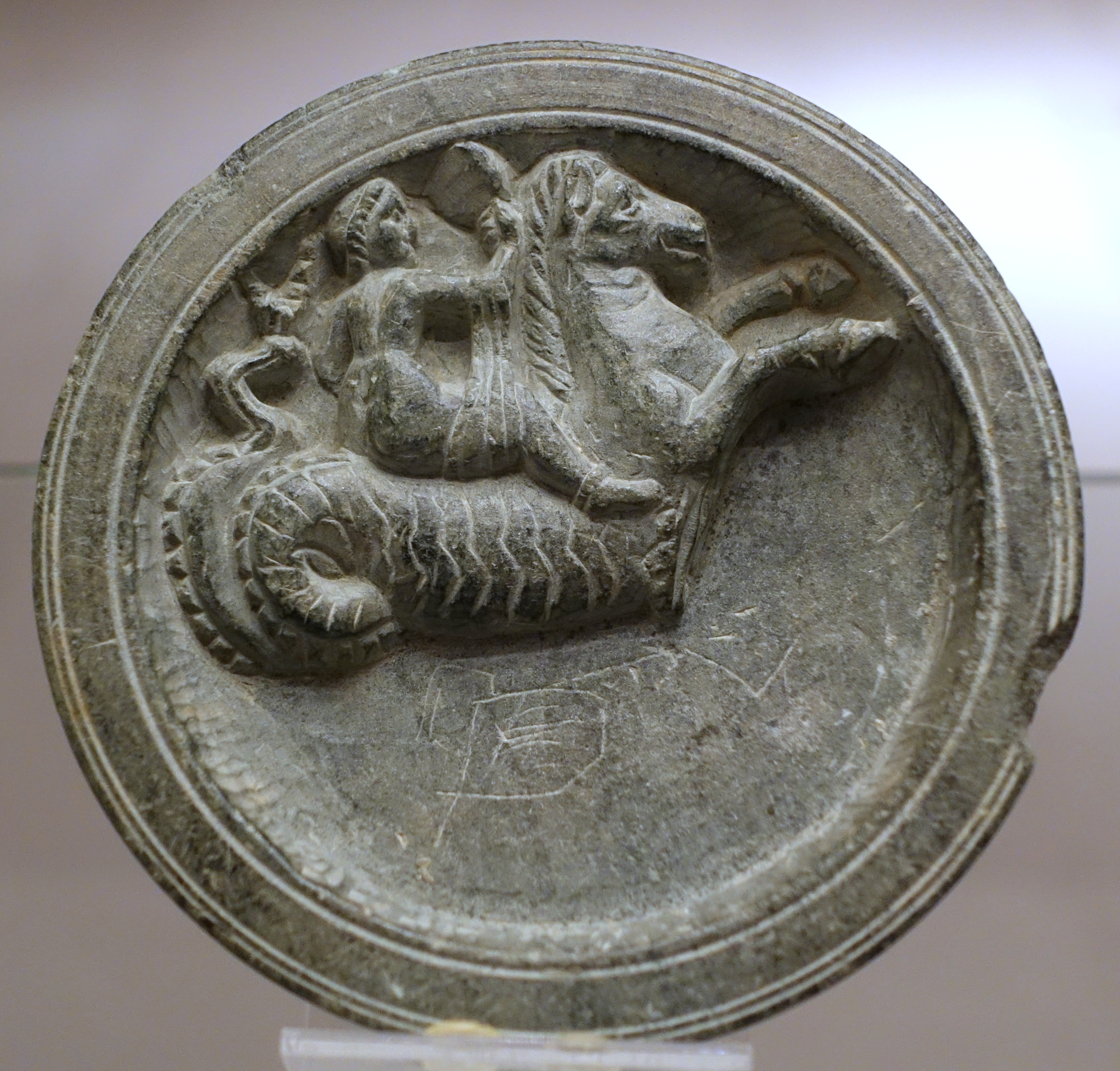
Néréide sur un cheval marin. Ier siècle EC. Musée d'Ethnologie, Forum Humboldt, Berlin

La tradition de ces palettes apparues à l'époque hellénistique se prolonge avec des motifs qui semblent, en partie, venus d'autres cultures.
- 2 : Le deuxième groupe, dès le IIe siècle AEC, influencé par l’art parthe est dit « indo-parthe » (mais le royaume indo-parthe, quant à lui, va de 19 à 226 EC). On y trouve des griffons qui rappellent l'art achéménide. La matière est une pierre noirâtre, rarement tournée. L'espace est divisé en deux registres avec, en bas, une palmette stylisée[191].

2. Ce groupe, influencé par l’art parthe, dit « indo-parthe »
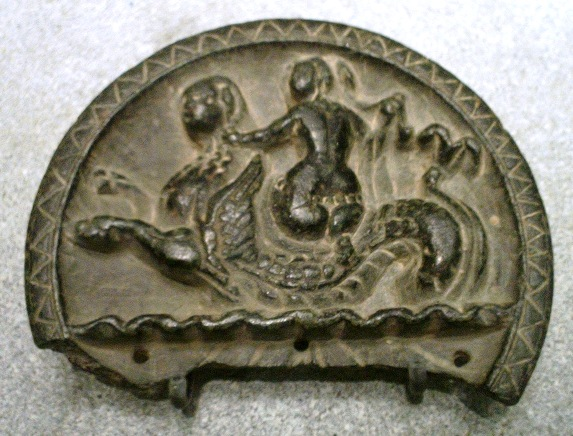
Néréide et Céto. Sirkap, Taxila, Gandhara. Musée Guimet
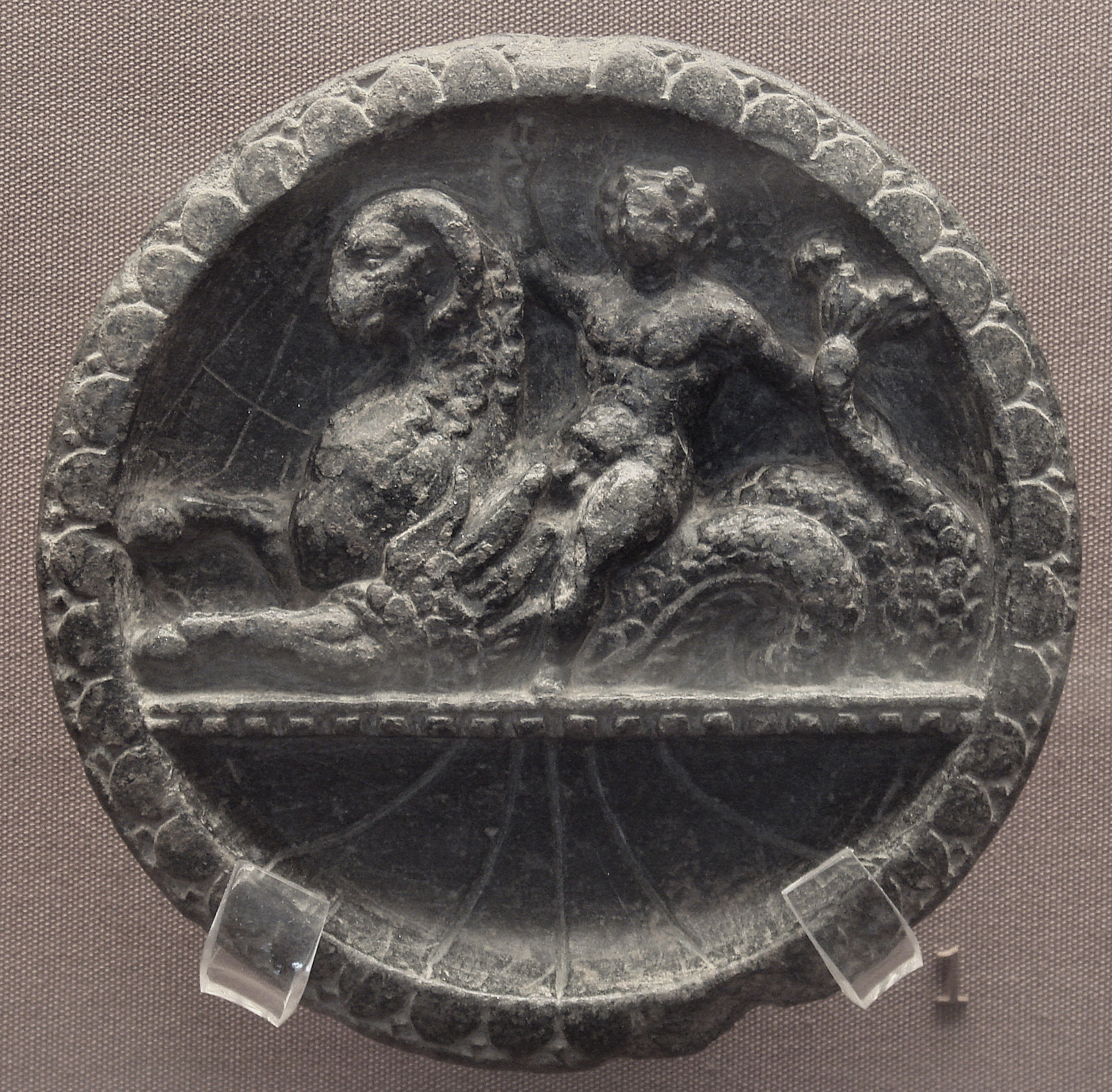
Personnage nu (Persée ?) et Céto. Schiste, 10,7 cm. British Museum
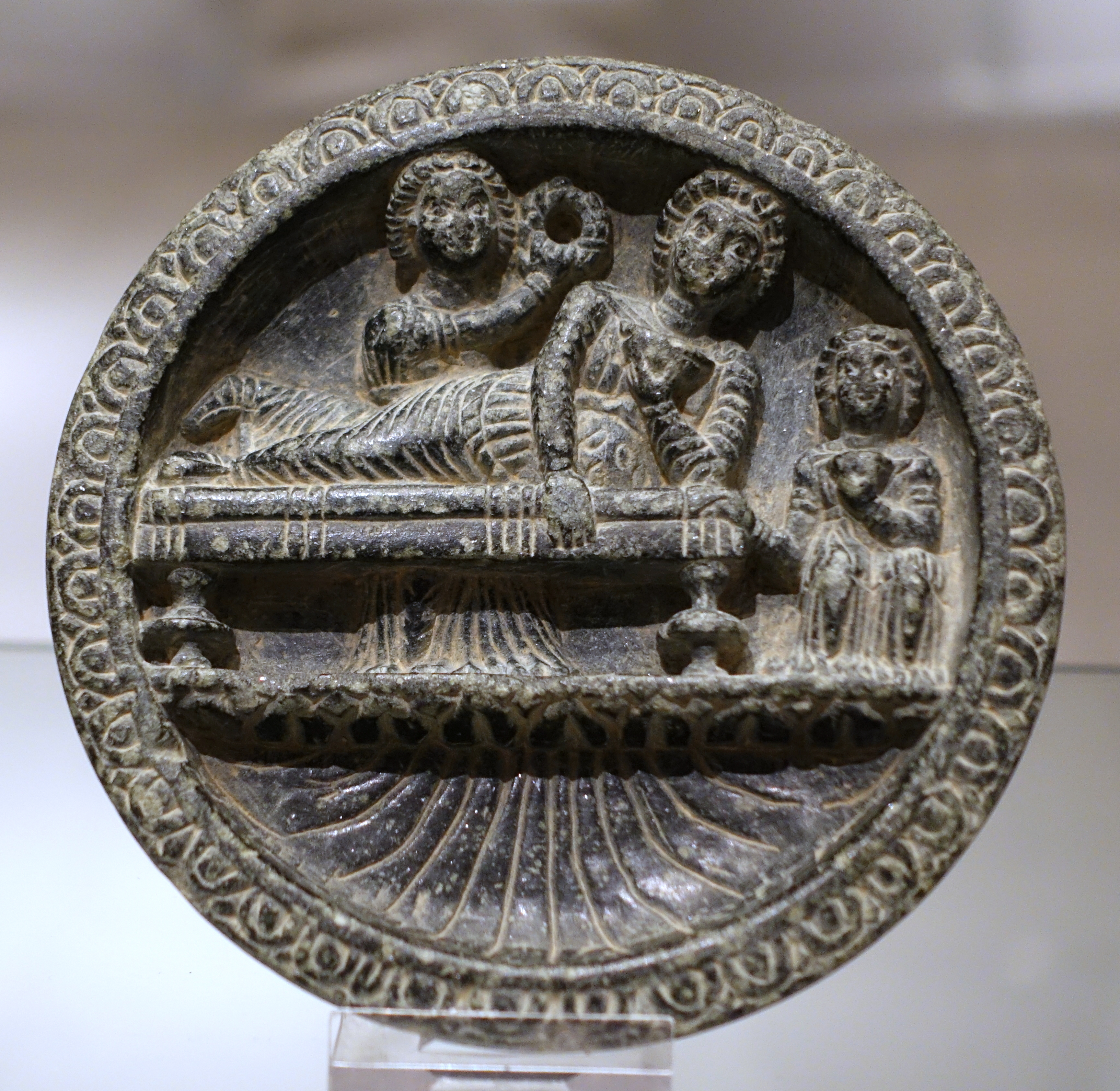
Scène de toilette. Asian Art Museum, Berlin
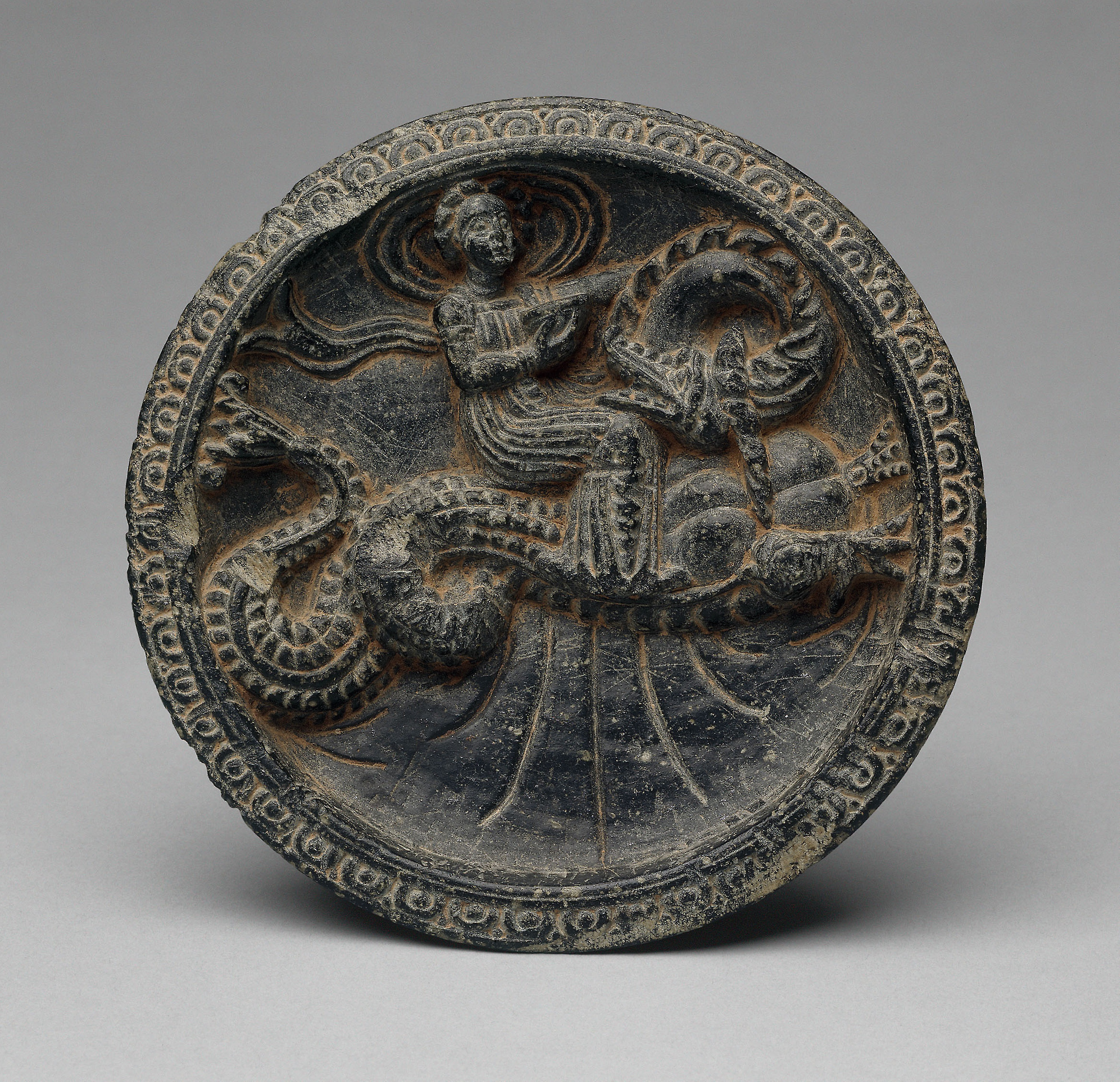
Néréide sur un monstre marin. Chloritoschiste gris, 12,1 cm. Art Institute of Chicago
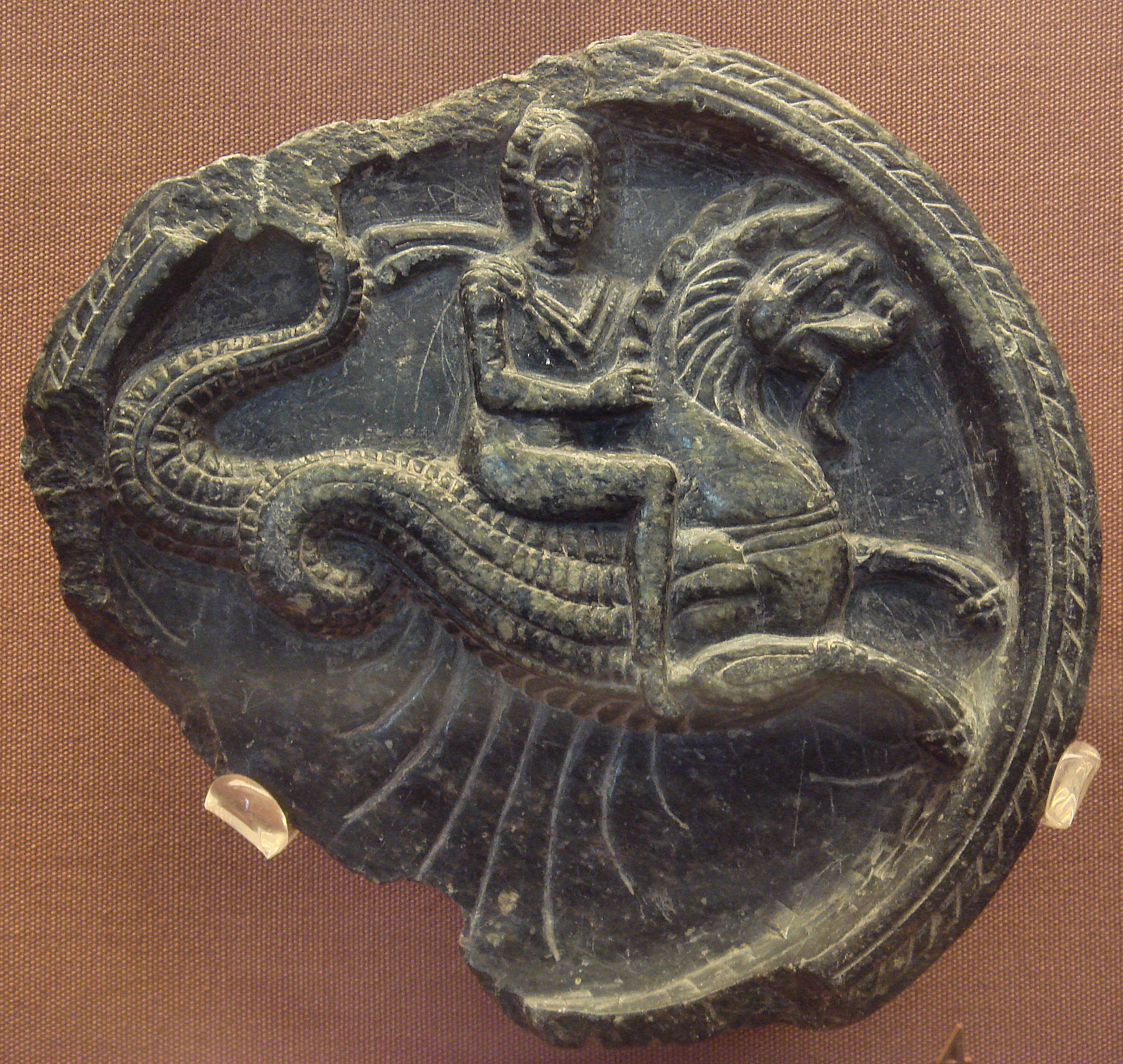
Personnage à chlamyde sur un cheval marin. Stéatite, D. 13 cm. British Museum

- 3 : Le troisième groupe, « Saka » ou « indo-scythe » n'est jamais tourné. Le royaume indo-scythe va du IIe à la fin du Ier siècle AEC. La matière est un schiste verdâtre tendant vers le grisâtre. L'espace est compartimenté, avec un fond de feuilles de lotus. Elles représentent des couples, en buste, en train de boire et des monstres marins, parfois montés. Ces monstres ressemblent plus à des makara, indiens, qu'à leurs équivalents grecs[191].

3. Ce groupe est qualifié de « Saka » ou « indo-scythe ». Au delà de l'art hellénistique mais sur un type hérité.
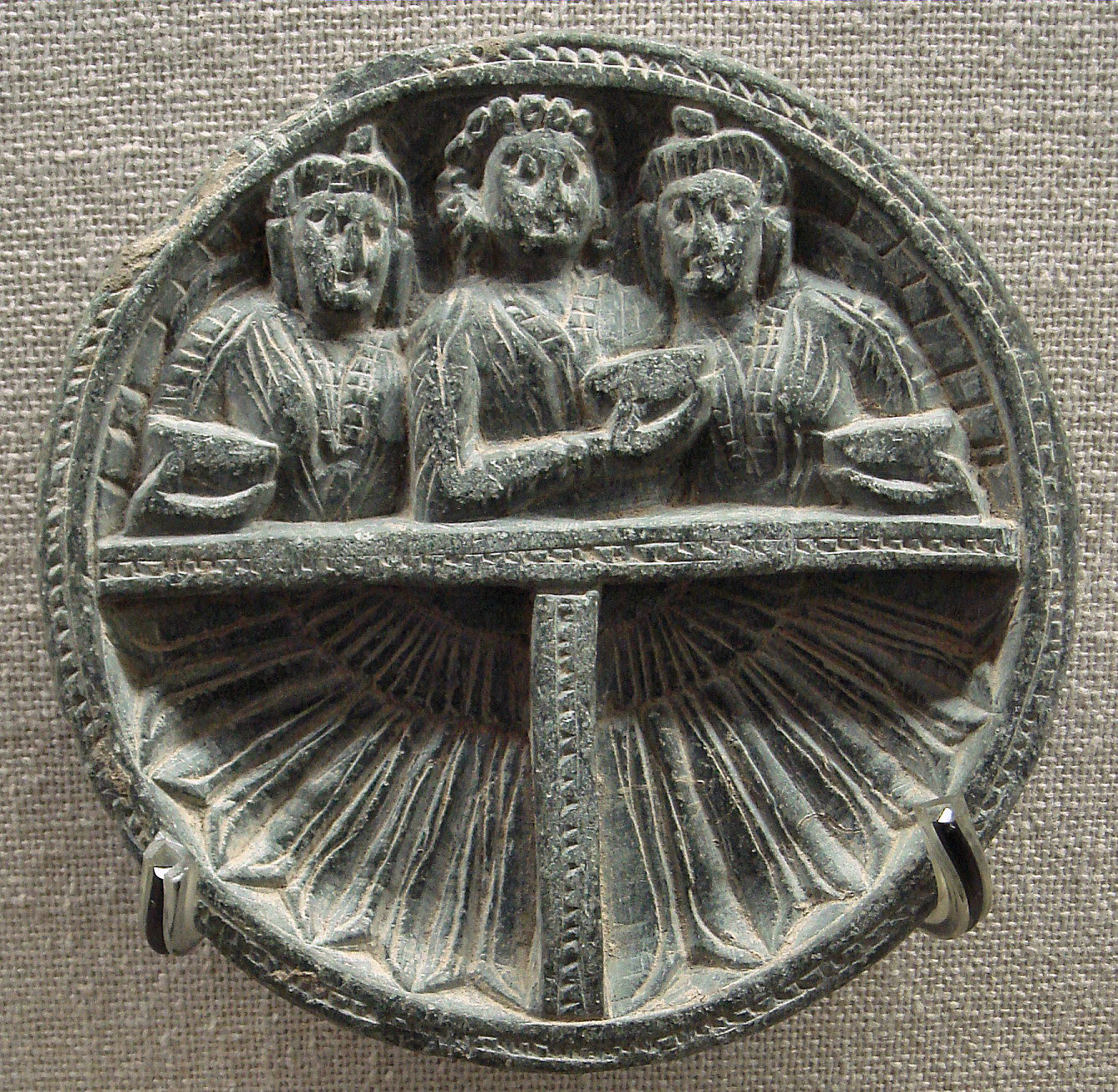
Indo Parthe. Ancient Orient Museum, Tokyo
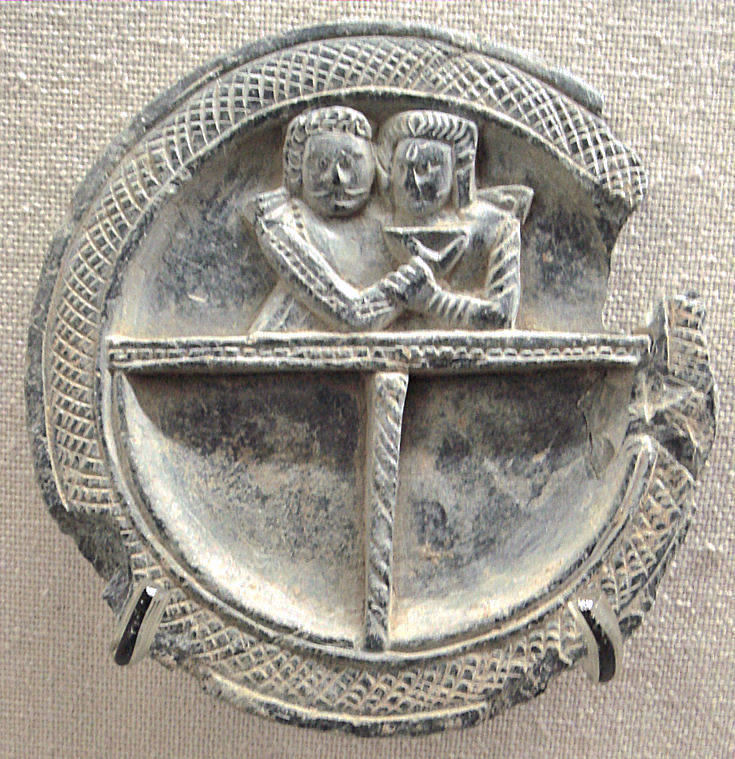
Indo Parthe. Ancient Orient Museum, Tokyo
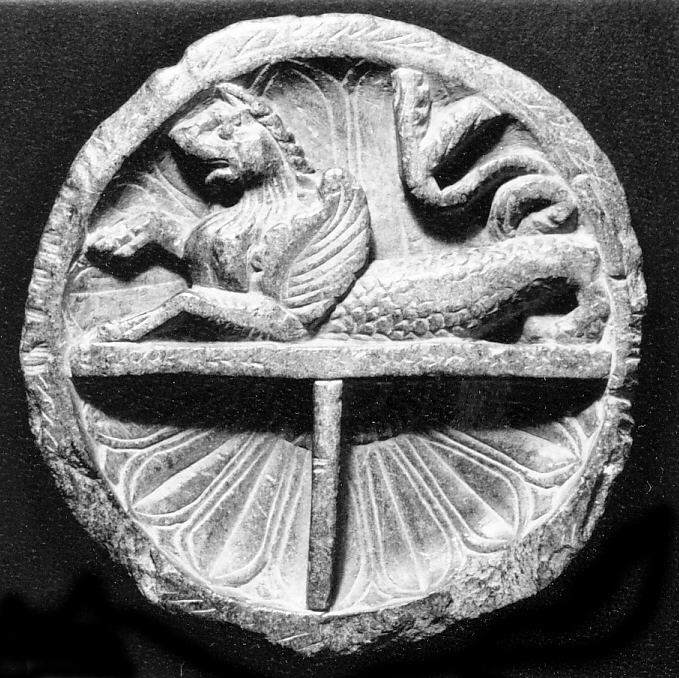
Monstre terrestre, marin, ailé (?) D. 12,4 cm. MET
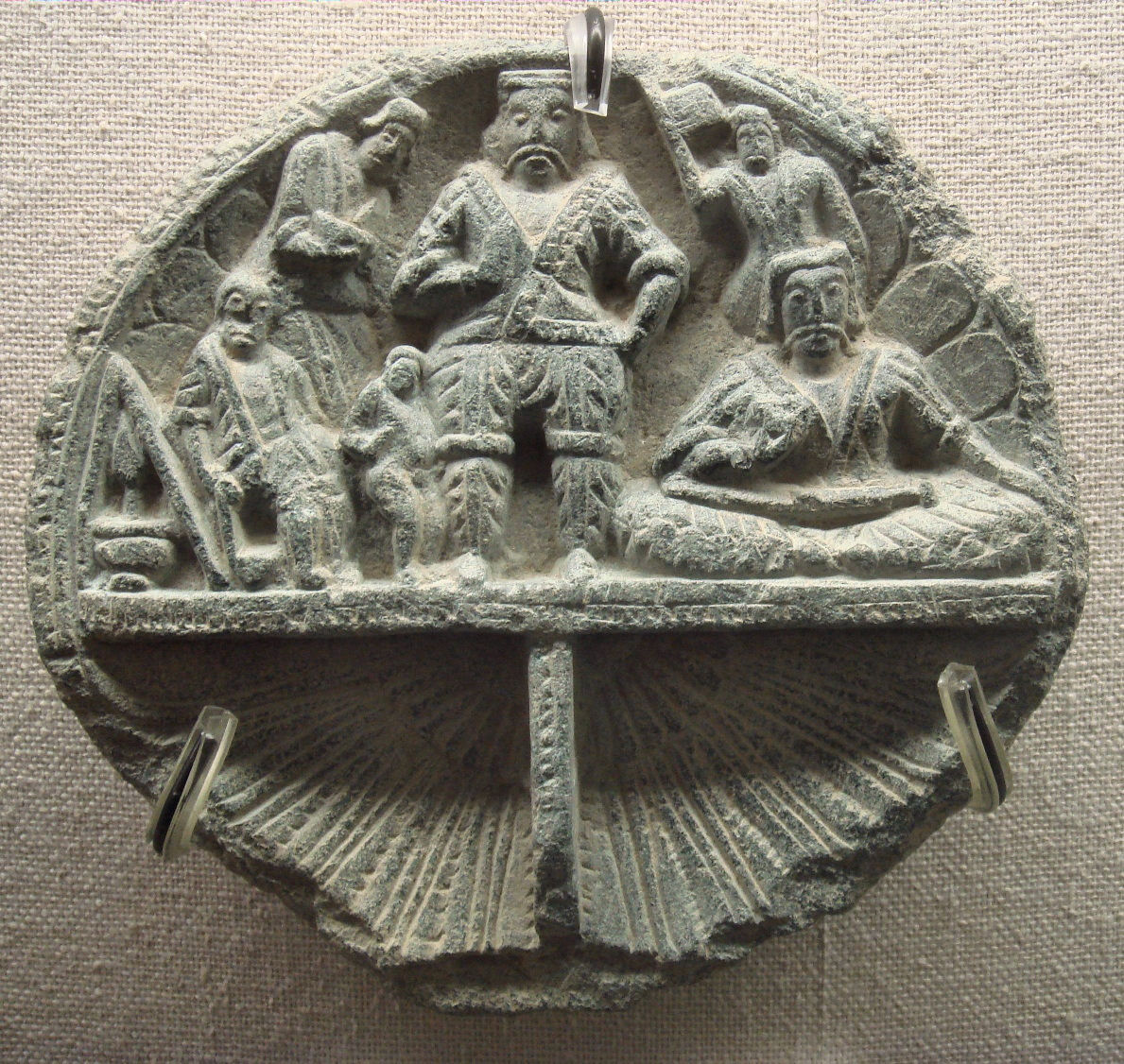
Souverain et sa cour (?). Asian Art Museum, Berlin
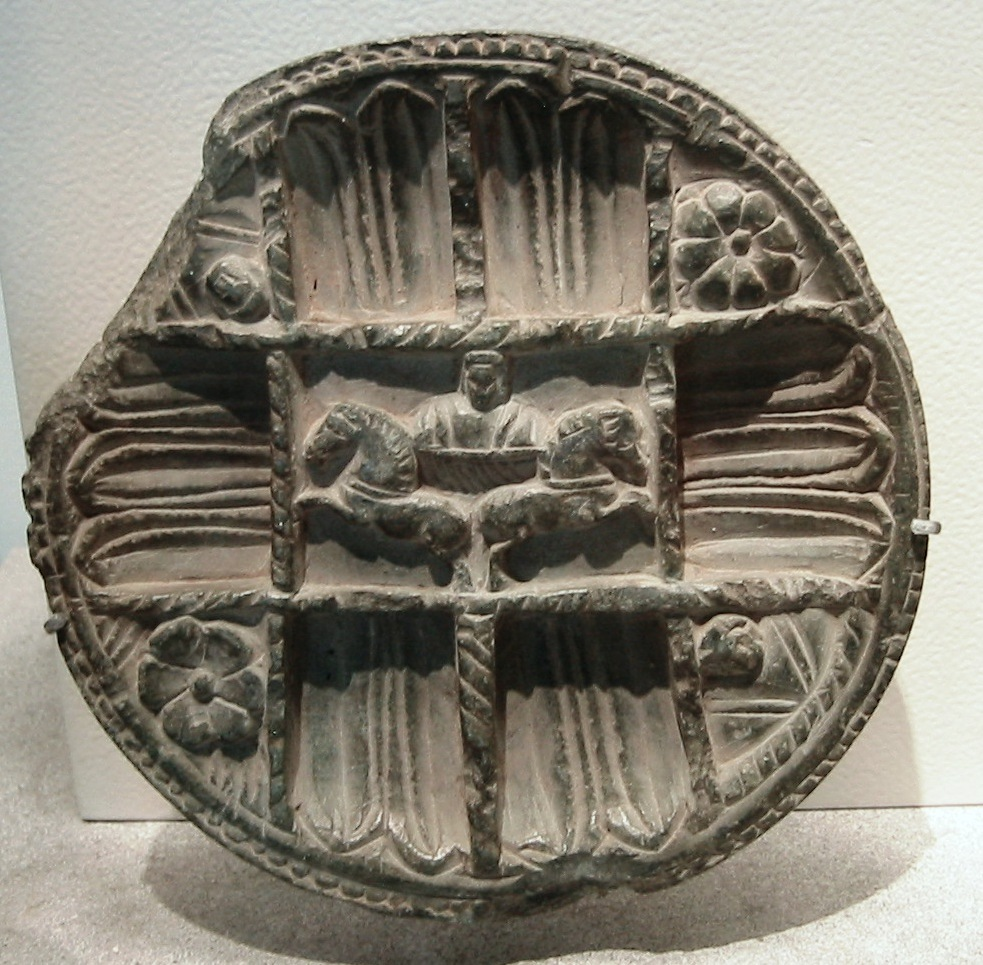
À décor compartimenté et lotus. Musée Guimet

## Art et société

### Copies et variations

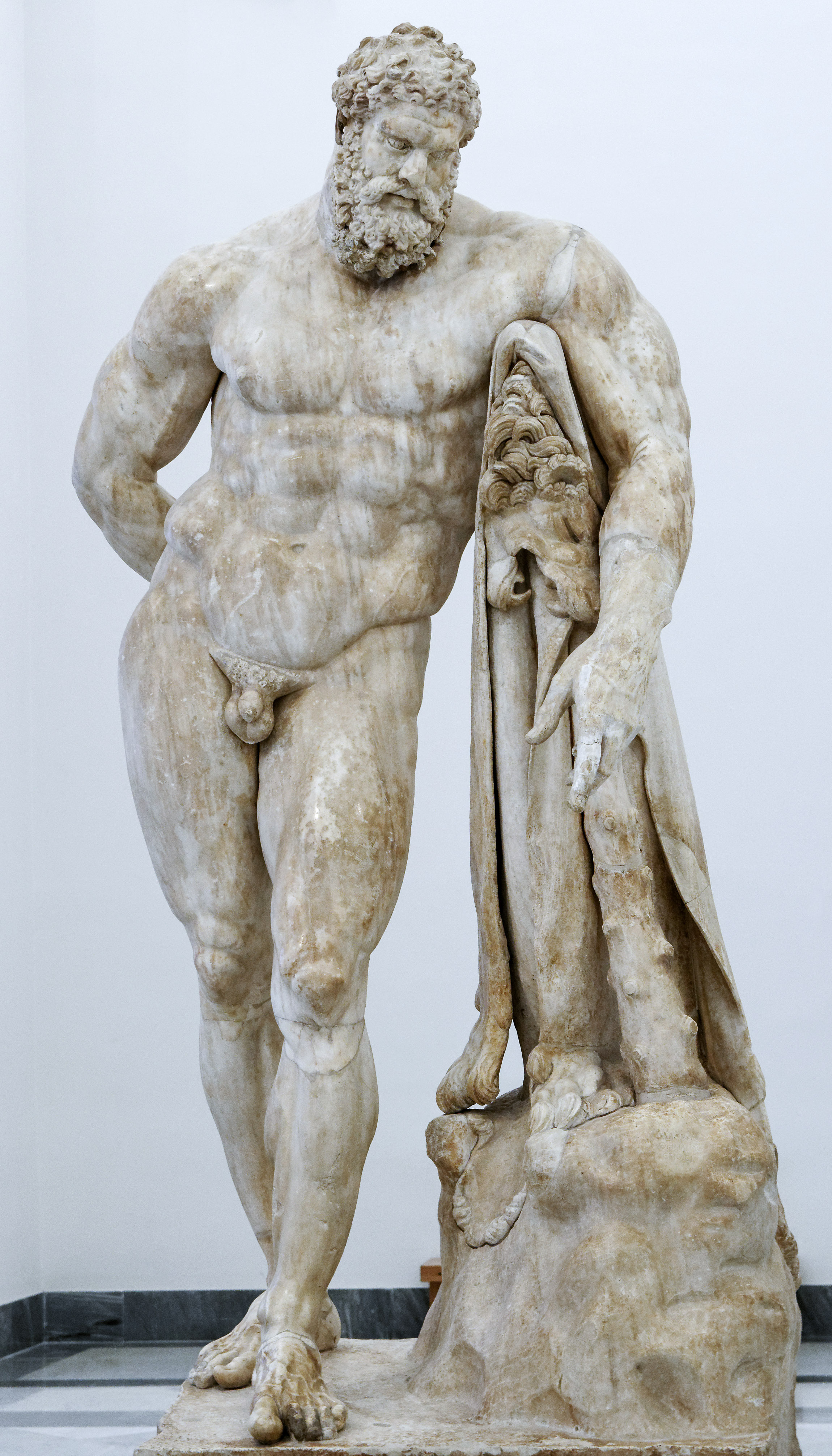
Hercule Farnèse. Copie hellénistique du IIIe siècle d'après un original attribué à Lysippe. Marbre, H. 3,17 m. IIIe siècle. Musée archéologique de Naples
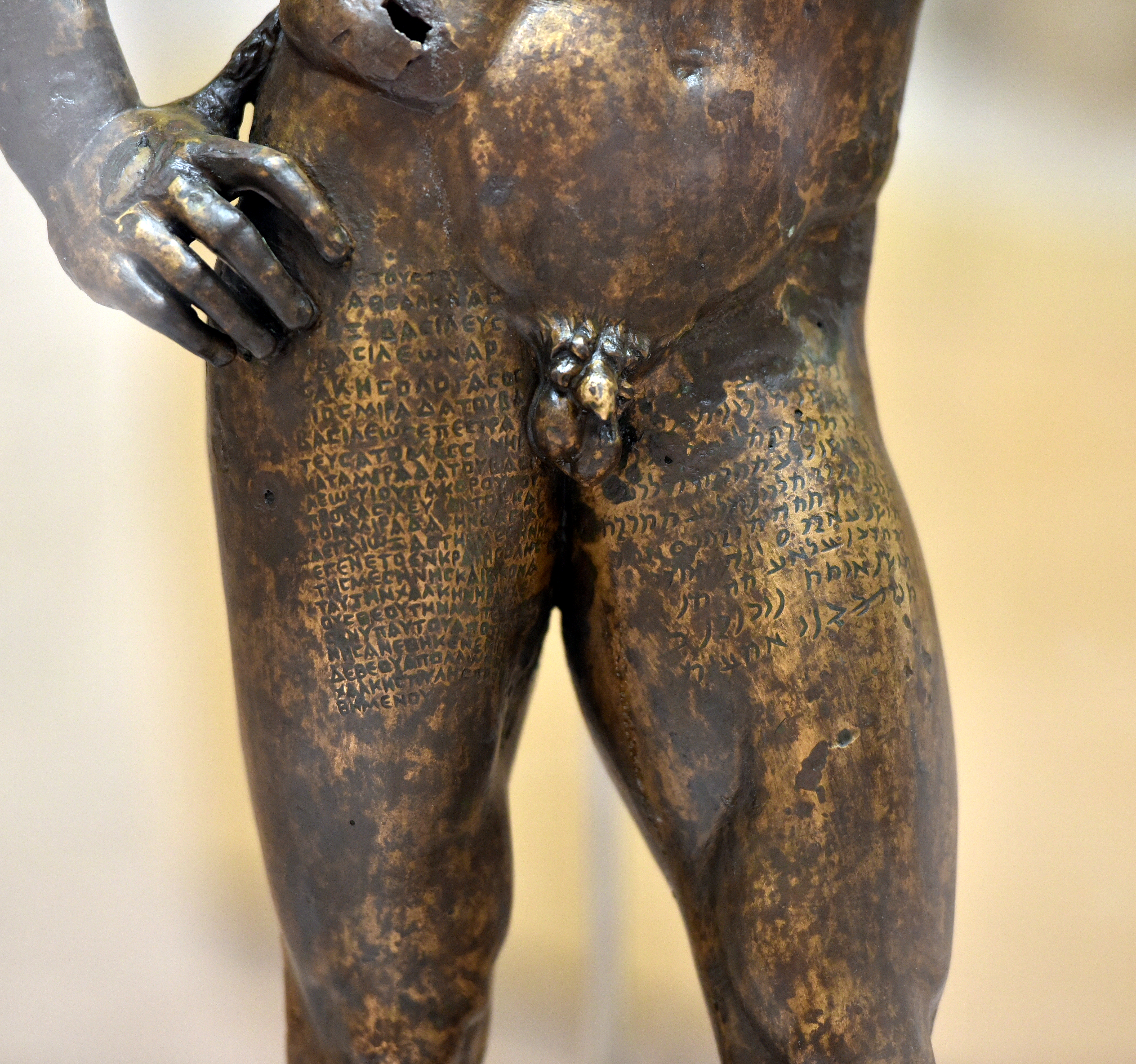
Inscription bilingue. Hercule de Séleucie du Tigre. Statuette, bronze, IIe siècle EC, H. 85,5 cm., d'après un original attribué à Lysippe jeune[193]. Musée national d'Irak. Bagdad
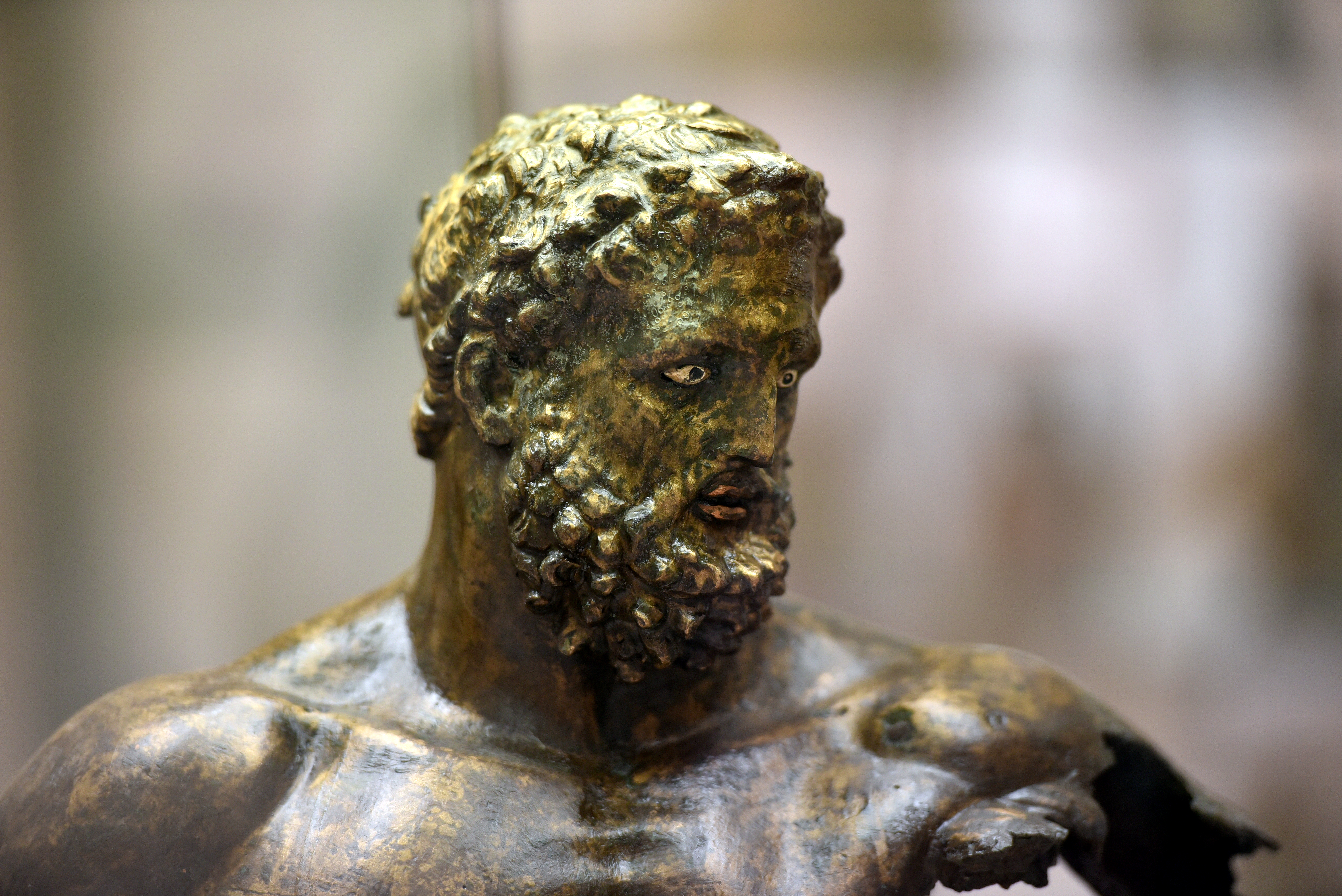
Détail de la tête de l'Hercule de Séleucie du Tigre.

La très grande majorité des grandes sculptures hellénistiques est constituée de "copies" réalisées à l'époque romaine, soit par des sculpteurs grecs, soit par des sculpteurs romains, mais on a trouvé aussi des statues réalisées loin du monde méditerranéen, comme  par exemple dans l'actuel Irak au second siècle de notre ère et suivant un type initialement élaboré par Lysippe (v. 395 - v. 305). Cet Hercule qui suit un prototype lysipéen, découvert à Séleucie du Tigre est un bronze, portant une inscription bilingue, en Parthe et Grec, dédiée par le roi Vologèse Ier en 150 EC. Il semble avoir été fondu à Séleucie au IIe siècle AEC. Il est proche de l'Hercule Farnèse, l'un des sujets les plus copiés dans l'Antiquité. Mais les grands sculpteurs de l'Antiquité n'hésitaient pas, eux-mêmes, à réaliser des figures dérivées d'une de leurs sculptures.
L'archéologie a ainsi mis au jour, aux XXe et XXIe siècles, de nombreuses statuettes originales, ce qui a modifié la vue d'ensemble de manière plus juste. On a réalisé l'inventaire des fragments originaux collectés auparavant et effectué de très nombreuses évaluations des restaurations antérieures, y compris antiques ; parfois on aura pu reconfigurer une ancienne restauration. Une étude scientifique des composants des sculptures a pu identifier l'origine des marbres et autres matériaux, de Grèce, du monde hellénistique ou d'Italie, voire bien au-delà. Une étude rigoureuse des textes anciens, romains en particulier, permet, aujourd'hui, de mieux se représenter toutes les nuances de ce que nous appelons une "copie" dans le monde antique.
Au Ier siècle avant notre ère, dans le monde de la classe dirigeante romaine - en cours d'hellénisation - la demande d'art grec, au sens large, est telle que l'on ne peut plus se contenter de vols d'originaux pratiqués dans le monde grec, hellénistique, ni d'achat d'originaux auprès de particuliers grecs. Les importations s'effectuent pourtant par cargaisons entières, comme en témoigne, par exemple, le chargement de l'épave d'Anticythère ou celle du bateau qui a coulé au large de Madhia, au sud de la Tunisie, peu après 86 avant notre ère, chargé d'objets pillés, arrachés à un premier emplacement, et d'autres neufs, réalisés pour l'exportation. Des sculpteurs grecs s'installent donc en Italie pour produire des répliques - mais où le sculpteur se manifeste par des innovations. Ces répliques sont encore, souvent, en bronze mais il s'agit de plus en plus de transpositions en marbre, bien moins coûteuses, voire des pastiches que l'on peut faire passer pour des originaux, comme l'Apollon de Piombino, où la fraude a pu être dévoilée avec une quasi certitude : les sculpteurs faussaires ayant laissé leur signature cachée à l'intérieur du bronze néo-archaïque, qu'ils avaient créé dans le goût de l'époque et fait passer pour de l'« ancien ».
Enfin d'autres créations pourront avoir été réalisées pour s'adapter aux conventions du monde romain. Il s'agit alors de créations romaines où l'on s'inspire de tel modèle hellénistique ou de telle partie d'un ou plusieurs modèles hellénistiques, éventuellement par moulage relevé sur un original ou sur une copie. Ce qui ne facilite pas le travail d'identification et de datation des sculptures de cette époque ou ultérieure. En règle générale le terme « copie » doit donc s'appliquer à toute une gamme d'usages qui vont de la reproduction à la variation plus ou moins dérivée d'un ou plusieurs modèles initiaux.

### Les sculpteurs
Les sculpteurs travaillent souvent de ville en ville et les écoles régionales n'ont pratiquement plus d'existence. Par exemple, la Vénus de Milo (sur l'île de Mélos, l'île à la pomme) a été réalisée par un sculpteur qui pouvait venir de la vallée du Méandre. On pourrait parler d'artistes internationaux qui rédondent à des demandes d'origines diverses, parfois des commanditaires ennemis entre eux.
Dès l'époque classique les bronzes constituent la quasi-totalité de la statuaire non architecturale. Les sculpteurs en bronze travaillent dans un atelier qui comporte plusieurs types d'activités, dont celle qui consiste à élaborer un modèle en terre sur proposition d'un commanditaire, individu ou collectivité, et sous son regard critique, puis une équipe va fondre le bronze sous la direction d'un bronzier, selon la technique de la cire perdue pour les statuettes et pour les statues, suivant la technique dite « indirecte », en plusieurs parties assemblées. Sur le modèle en terre on relevait donc de nombreux moulages correspondant aux différentes parties du modèle. Ce travail coûtait très cher. Mais les moulages pouvaient en principe servir plusieurs fois. Une recherche portant sur ce sujet précis, a montré que certains bronzes classiques et hellénistiques ont été manifestement reproduits en plusieurs exemplaires, ou en séries, les copies aussi. Les moulages, les empreintes pouvaient être transportés sur de longues distances. Parfois isolés de l'ensemble d'origine ils pouvaient servir à élaborer des variations nouvelles, éventuellement en fonction des conventions locales. Certains styles et types d'images qui ont acquis une grande popularité pendant les périodes hellénistique et romaine ont donc été produits en grande quantité et dans plusieurs endroits différents. En conséquence, l'auteure de cette recherche, Carol C. Mattusch, nous exhorte à abandonner les termes "original grec" et "copie romaine" et à adopter à la place des termes qui distinguent les œuvres uniques de celles produites en série et de celles produites en tant que variations sur un même thème.
Une étude comparée de deux Hermès en bronze (cargaison du naufrage de Mahdia et J. Paul Getty Museum) a permis d'identifier une épreuve signée, de qualité, et un tirage de moindre qualité d'après le même modèle. Ensuite une version très similaire en marbre, à l'état d'inachèvement, a été trouvée dans une carrière antique de la Turquie hellénistique, à Aphrodisias. Ce dernier point est la preuve de la diffusion des modèles d'un atelier à l'autre, ou de la diffusion par un artiste de l'œuvre qu'il a conçue et réalisée, jusqu'à des ateliers de production de sculptures sur différents supports dans tout le bassin méditerranéen.

### Nouveaux commanditaires, nouveaux marchés
Les commandes passées pour des sculptures publiques se distinguent de celles commandées par des privés. Un décret obligeait d'ailleurs à maintenir toutes ces statues "brillantes".
Comme il a été dit plus haut, les sculptures hellénistiques dont nous disposons ont été pour la plupart déplacées à l'époque romaine, ainsi le plus grand nombre des bronzes grecs et hellénistiques provient d'Herculanum et Pompéi. Les sculptures avaient été l'objet de pillages par les Romains et leurs alliés (dont Pergame) mais elles ont aussi participé à l'émergence d'un nouveau marché. Comme la demande était forte, des sculpteurs grecs se sont déplacés eux-mêmes, auprès des commanditaires éventuels dans le monde romain et ont créé des sculptures nouvelles. Celles-ci faisaient très souvent référence à des modèles célèbres ; il pouvait, par exemple, s'agir d'une variation sur un modèle ou d'une production combinant différents éléments de plusieurs modèles dont la renommée rejaillirait sur le propriétaire.
Un exemple de ce nouveau marché, le « Gladiateur Borghèse ». La statue est signée « Agias, fils de Dôsithéos, Éphésien ». On considère généralement qu'il s'agit de l'un de ces sculpteurs hellénistiques d'Asie Mineure qui travaillaient pour les Romains en copiant les grands groupes créés aux IIIe et IIe siècles, ou tout du moins en s'en inspirant fortement. À l'époque des propriétaires de la Villa des Papyrus (avant l'éruption du Vésuve en 79 EC) un acheteur « pouvait aller dans un magasin pour un petit buste d'Épicure pour la table de sa bibliothèque, et dans un autre magasin pour un satyre ivre grandeur nature pour orner le jardin ».
En termes de chronologie, l'expansion des Romains dans le bassin méditerranéen à partir de 150 crée une césure dans ce marché. Auparavant les commanditaires sont essentiellement les rois hellénistiques, de 323 à 150, sans que la commande publique des cités ait disparu. Puis ce sont les Romains qui pillent et déplacent, et enfin s'emparent du marché.

### Statues-portraits: dissémination sous d'autres formes
Les statues-portraits hellénistiques font l'objet d'une dissémination d'abord par des reproductions similaires mais aussi sur d'autres supports: vases, bas-reliefs et monnaies.

### Corps et société
Il semble significatif que le plus ancien traité de physiognomonie conservé, attribué à Aristote, soit considéré par la majorité des antiquisants comme une œuvre du IIIe siècle. L'ensemble du propos repose sur l’affirmation d’un rapport entre le corps et l’âme. Il s'agit, pratiquement, de l’art de porter un jugement sur les personnes à partir de leur apparence physique et ainsi de leur attribuer un caractère particulier, et même d'entrevoir leur destin. Ce texte qui invite à se fier aux apparences physiques pour les interpréter montre l'attention que cette époque porte sur la représentation de la réalité physique du corps humain et au portrait réaliste en particulier. Le portrait offre aussi, dans cet ouvrage, les indices d'une vie intérieure. Le traité en question prend ainsi en compte des traits physiques permanents : visage, nez, oreilles, et tout comme ce qui change : coiffure, barbe, , etc. ainsi que les comportements habituels : gestes, expressions, postures, attitudes. Autant de traits caractéristiques de ces sculptures hellénistiques.
Pour prendre un exemple précis, la τρυϕή lagide, l'embonpoint, peut signifier aussi l'abondance, la prospérité, l'hédonisme mais, auparavant, chez Platon, la mollesse, la paresse qui engendre la lâcheté. Paradoxalement pour des grecs, cet embonpoint des rois est comme le véritable symbole de la monarchie ptolémaïque. Ainsi Ptolémée VIII (r. 170-116) était aussi surnommé Physcon Φύσκων, Le Ventru, sa légère obésité, bien visible sur les effigies sculptées en ronde-bosse et sur les monnaies, le faisant aussi Physcon Φύσκων, Le Bienfaiteur, Magnifique. Cette qualité l'associait pour les Égyptiens à l'ancienne image du dieu Hâpy, ventru lui aussi, personnification divine du Nil, tandis qu'en Grèce le dieu pourvoyeur de l'abondance était Dionysos. Ainsi Ptolémée XII fut surnommé Néos Dionysos, Nouveau Dionysos, dont l'aspect exprimait la prospérité du royaume et le bien-être de ses sujets. Cette qualité, symbolique en Égypte lagide, sera totalement incomprise à Rome. Et pourtant des monnaies aux portraits plus représentatifs des valeurs grecques ont, semble-t-il, toujours circulé sous les Lagides.

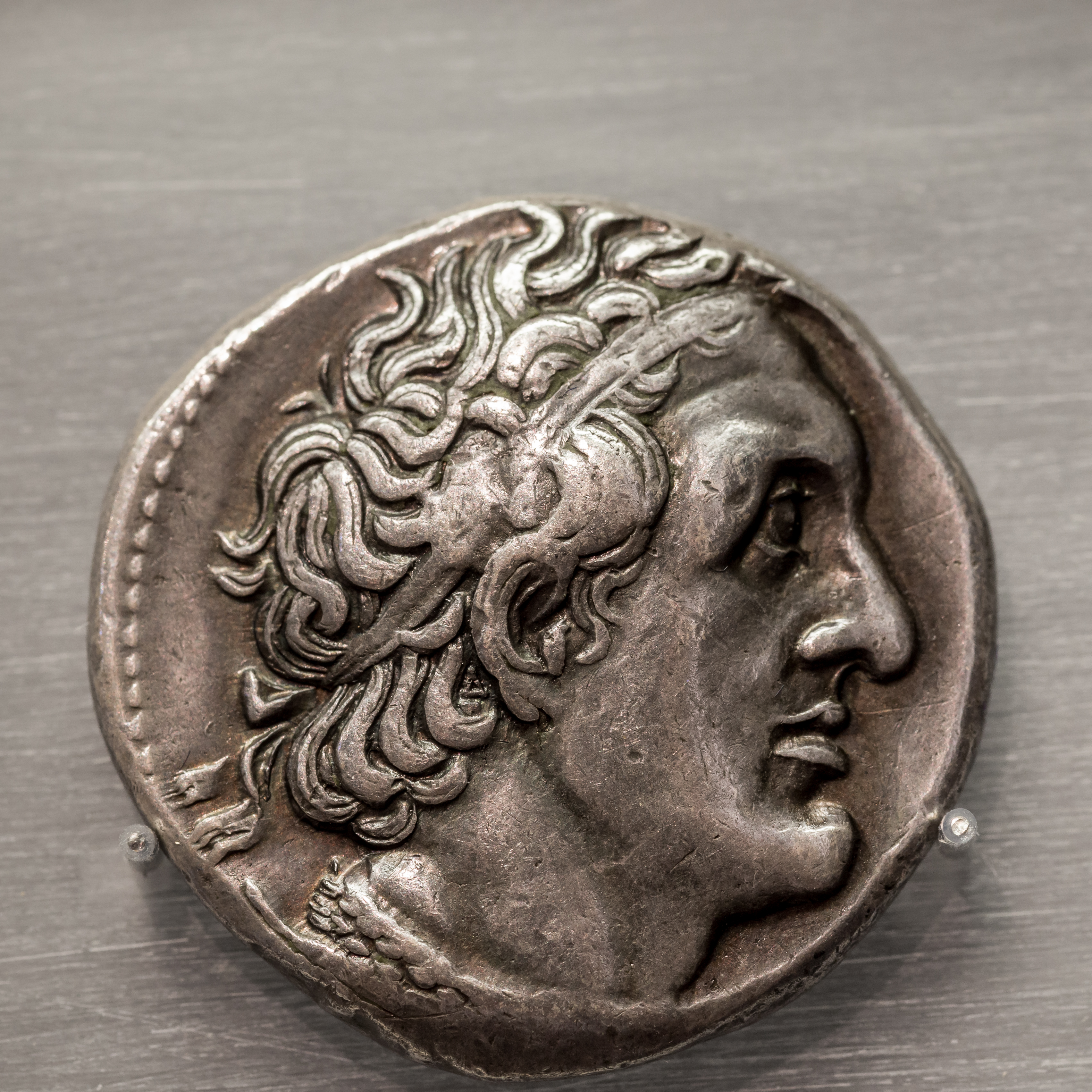
Ptolémée I, tétradrachme d'argent (r. 305-283). Glyptothèque de Munich.
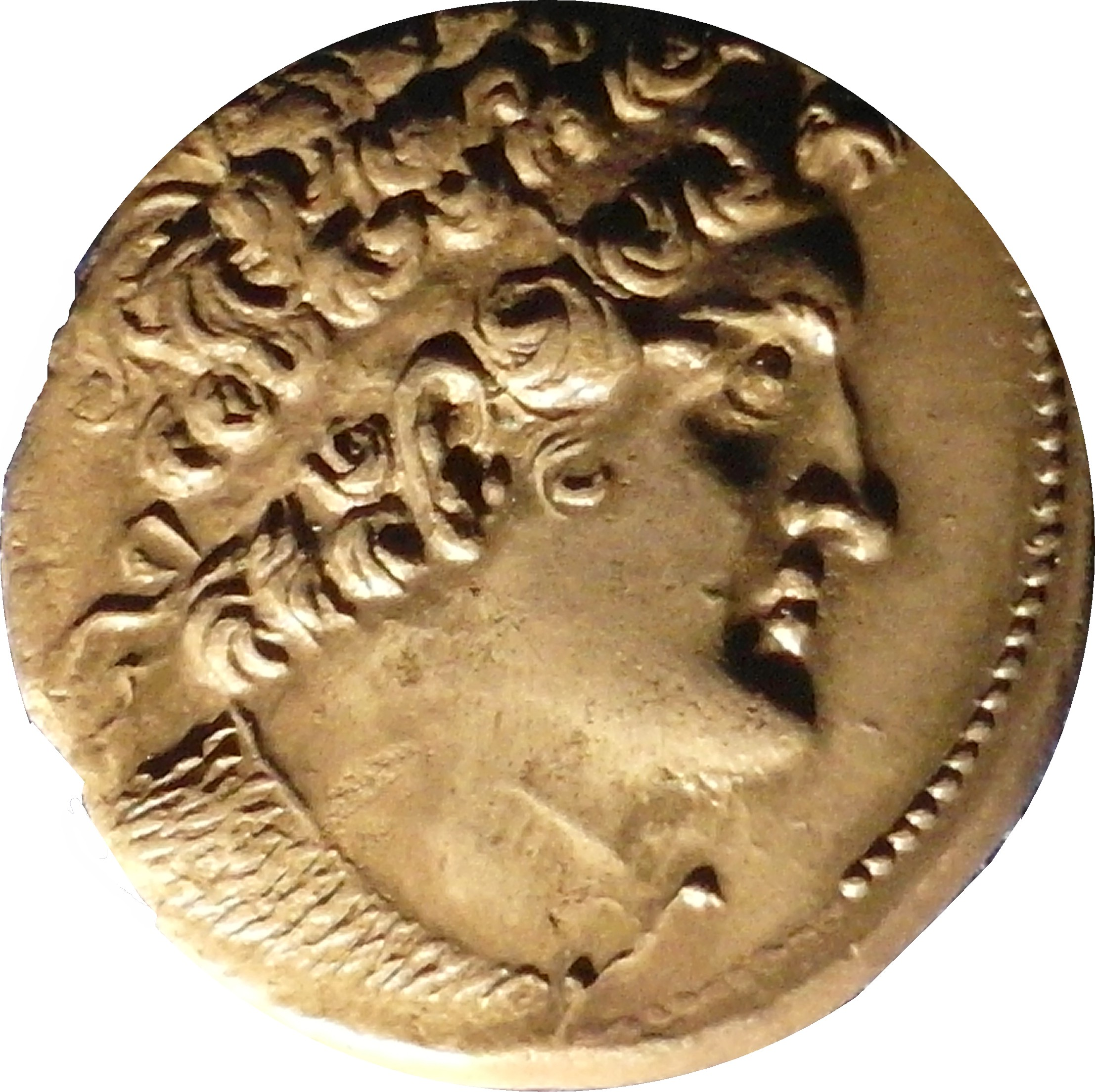
Tétradrachme de Ptolémée VIII, 138-137 AEC. Pavillon Józef Czapski, Cracovie
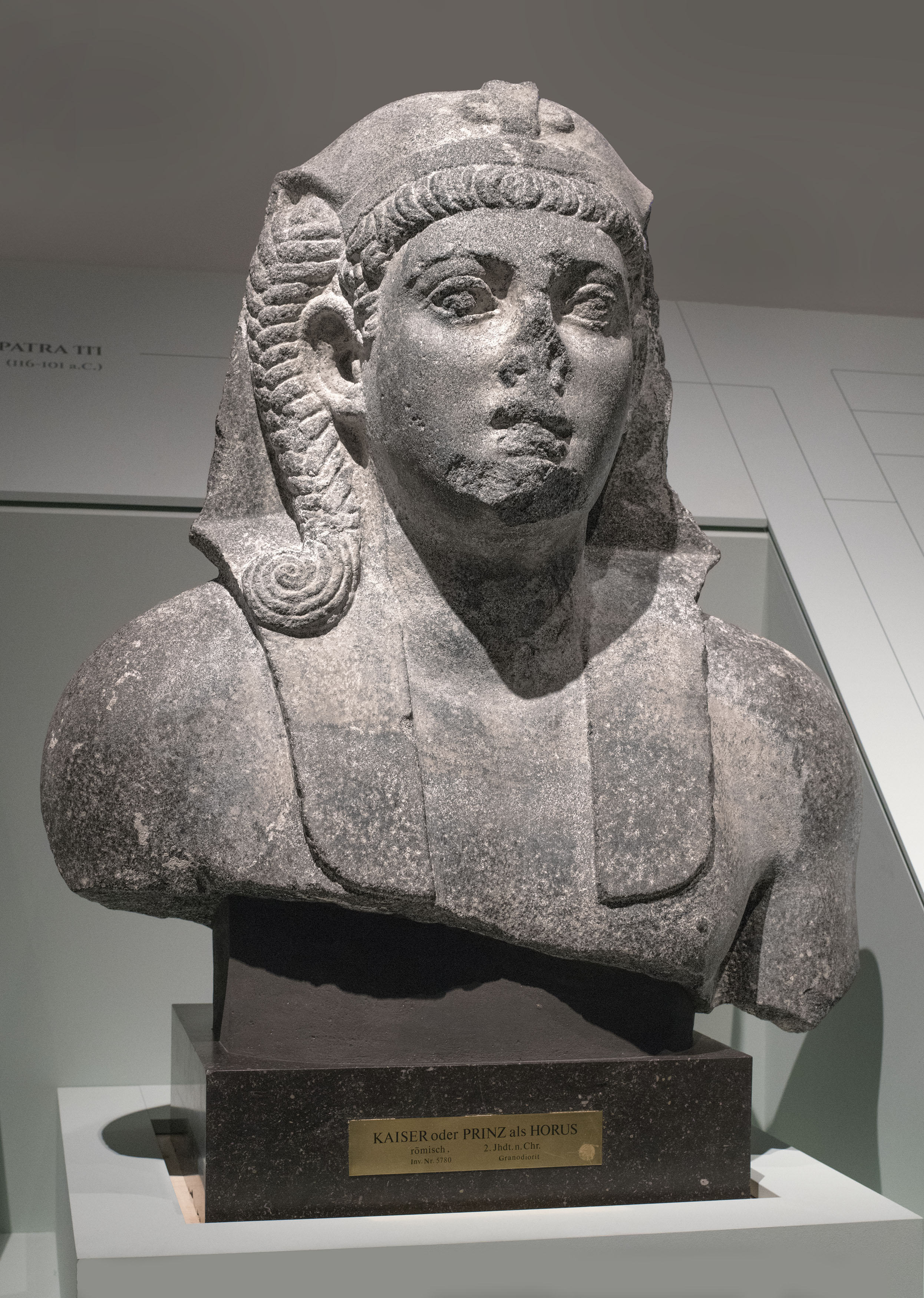
Buste de Ptolémée VIII (?) Le Bienfaiteur, Le Ventru (r. 170-116). Granodiorite d'Égypte, H. 90 cm. Kunsthistorisches Museum, Vienne
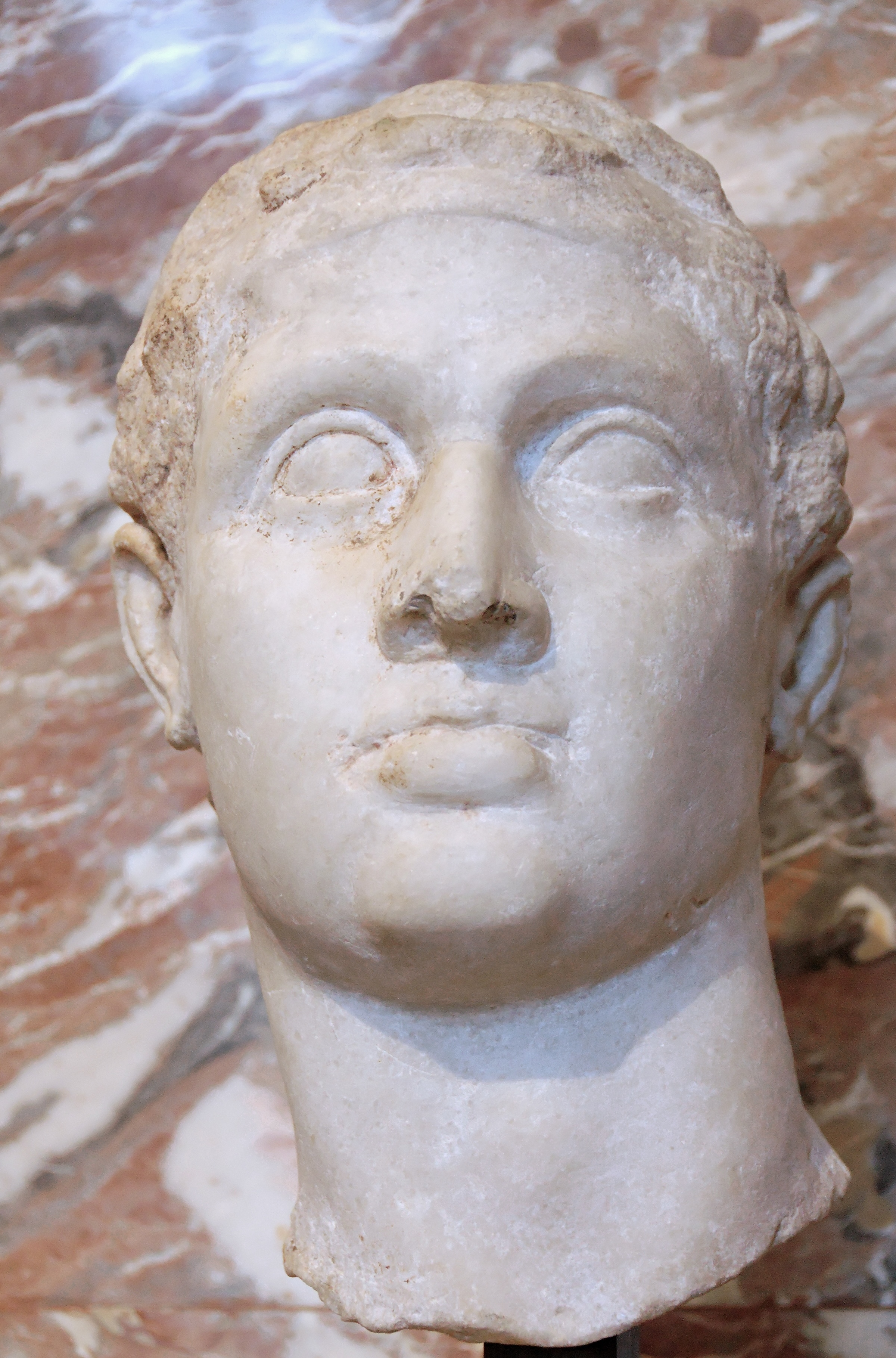
Ptolémée XII. Marbre, H. 36, taille naturelle. Vers 80. Louvre
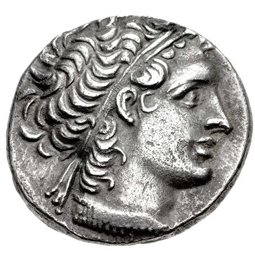
Ptolémée XII, père de Cléopâtre. Tétradrachme, 54-53 AEC.